# Peinture néo-classique
Pour les articles homonymes, voir Néo-classique.

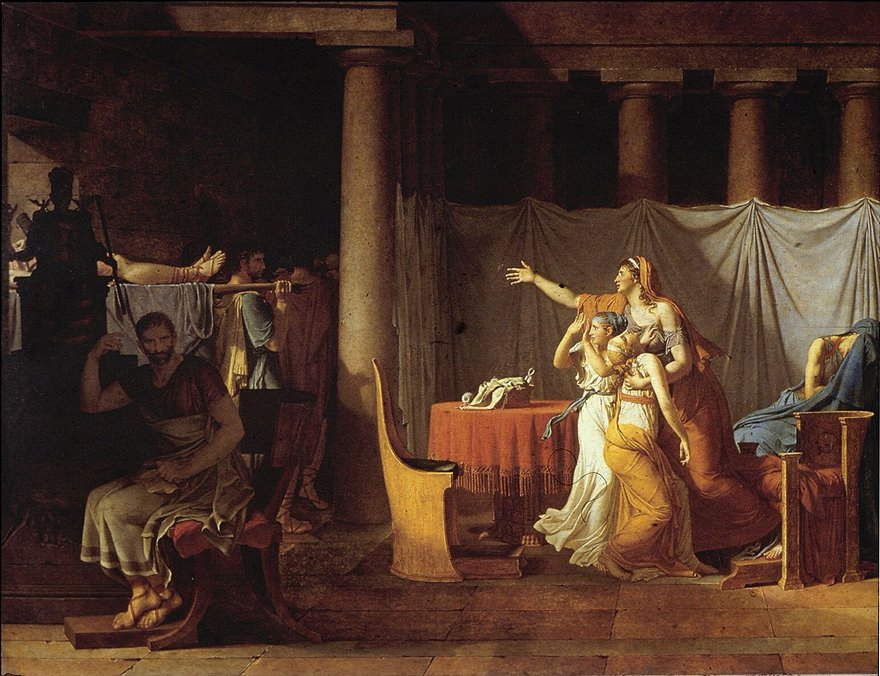
Jacques-Louis David : Les licteurs rapportent à Brutus les corps de ses fils (1789), musée du Louvre.

La peinture néo-classique est un courant pictural issu du néo-classicisme qui apparaît à la seconde moitié du XVIIIe siècle et se poursuit jusqu'aux débuts du XIXe siècle, succédant au rococo, et précédant la peinture romantique.
Comme les autres disciplines artistiques (architecture, sculpture, arts graphiques et décoratifs), la peinture néo-classique se situe dans le mouvement de retour à l'antique lancé à partir de 1750 par les écrits des archéologues et amateurs d'art dont Winckelmann et Caylus. Elle connaît une évolution vers un style de plus en plus rigoureux en se détachant de l'influence du rococo par le choix d'une composition inspirée des bas-reliefs antiques, avec des tons généralement sombres, des sujets inspirés de l'histoire antique, de la mythologie grecque ou romaine, et d'une technique « lisse » ne laissant pas apparaître de traces de brosses. Cependant, le néo-classicisme pictural entend dépasser la représentation des seuls sujets antiques pour aller vers des représentations de sujets contemporains (La Mort du général Wolfe, le Sacre de Napoléon) de portraits et de paysages.
Les principaux chefs de file de ce mouvement furent, successivement, Anton Raphael Mengs entre 1760 et 1779 et Jacques-Louis David de 1784 à 1824.

## Contexte
L'apparition du néo-classicisme à la fin du siècle des Lumières est marqué par un recul de l'influence française en Europe à partir de la guerre de Sept Ans. La rigueur et la simplicité des formes qui le caractérise est une réaction de rejet d'un style français fait de grandiloquence et de frivolité qui marque l'art rococo, que les Anglais et les Allemands jugent pernicieux et superficiel. Anton Raphael Mengs intitule l'un de ses cours donné au Vatican, Contre le goût français caractérisé par la profusion d'ornements insignifiants. Par contre l'essor de l'influence anglaise et particulièrement l'anglomanie favorise l'intérêt pour les cabinets de curiosité et les découvertes archéologiques. Pierre Cabanne note cependant que c'est en France que le néo-classicisme aura le plus d'importance. Parallèlement les fouilles effectuées à Pompéi et Herculanum ravivent l'intérêt pour l'Antiquité romaine.

## Caractéristiques

### Formes générales

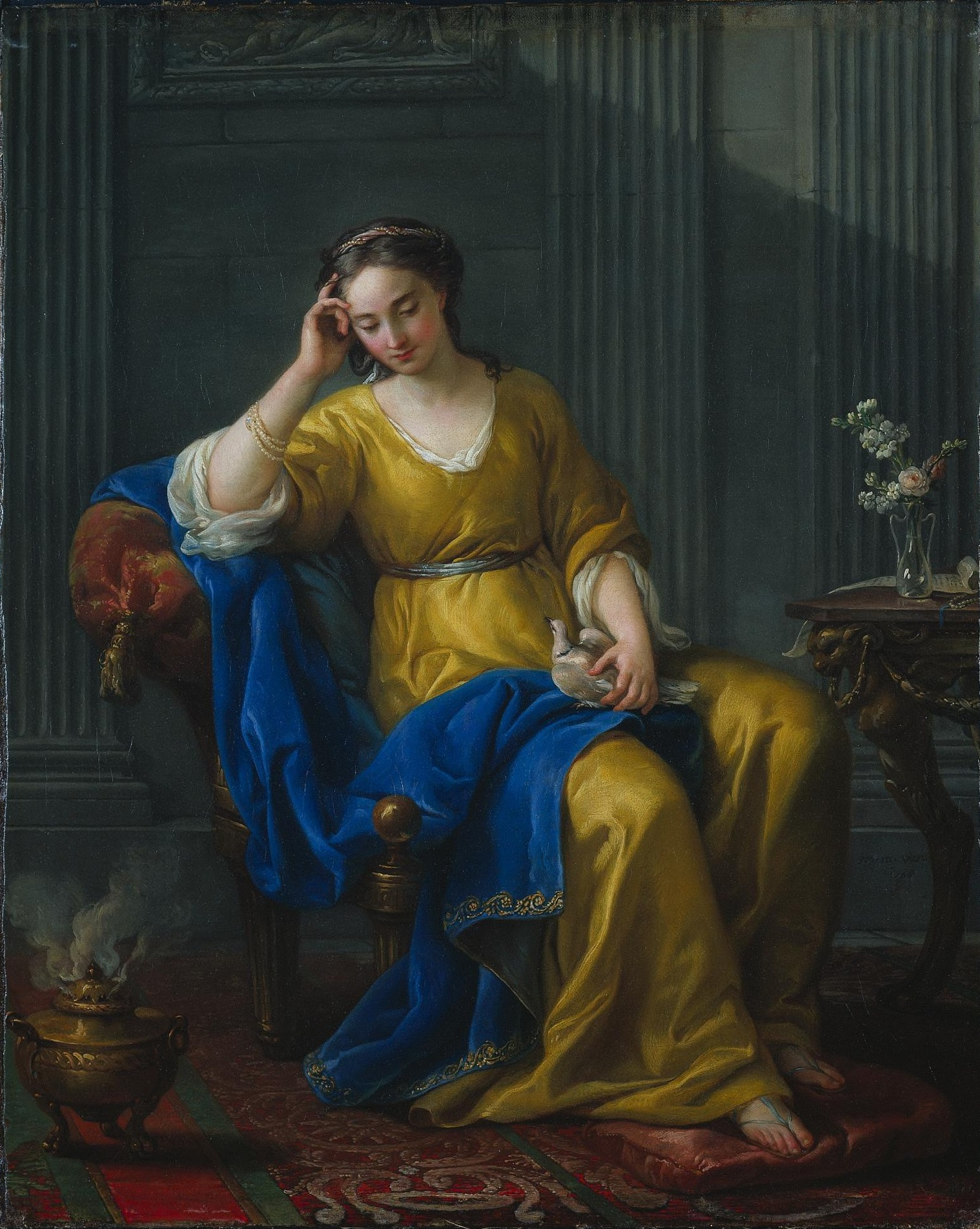
Joseph-Marie Vien : La Douce Mélancolie (1756), Cleveland Museum of Art.

Dans la peinture néo-classique et plus spécifiquement dans le genre de la peinture d'histoire, le cadre se caractérise par une composition à la perspective frontale. Les différents plans sont parallèles les uns aux autres, avec un espace fermé et délimité par des éléments d'architecture (colonnes, murs, portes…), qui constitue une sorte de boîte dans laquelle les personnages et les éléments sont inscrits comme une scène de théâtre. La facture des tableaux est lisse, ne laissant pas apparaître de trace de brosse, s'inspirant à la fois des fresques antiques de Pompei, et des peintures primitives de la Renaissance. En dehors de la peinture à l'huile médium généralement employé par les artistes de ce courant, certains d'entre eux expérimentent des techniques anciennes, comme Joseph-Marie Vien et Paillot de Montabert qui redécouvrent la peinture à l'encaustique, ou encore Jean-Auguste-Dominique Ingres qui peint Romulus, vainqueur d'Acron à la tempera. 
Les couleurs sont accessoires et soutiennent le dessin. Le système des valeurs prime sur celui des couleurs, les peintres privilégiant les tons rompus. la gamme des couleurs est réduite jusqu'à l'achromatisme. L'évolution de Jacques-Louis David est représentative de ce rejet de toute couleurs vives. L'artiste privilégiant les tons rompus et les gris, n'ajoutant parcimonieusement que quelques couleurs franches dans certaines de ses œuvres comme le Portrait des époux Lavoisier où la nappe rouge tranche sur les tons noirs blancs et gris du tableau. David ne revient à une palette plus vive qu'avec les œuvres peintes lors de son exil, dont Mars désarmé par Vénus et les grâces  qui, par l'emploi de couleurs bleues, roses et de ton dorés inhabituels chez lui, peut témoigner d'une influence du Jupiter et Thétis d'Ingres. L'enseignement de la couleurs selon la doctrine néo-classiques dans les traités de peinture, persistera jusque dans les années 1860.
Les ombres contrastées et violentes font référence au clair-obscur hérité du caravagisme. L'enseignement académique impose la règle classique du modelé, le clair-obscur étant la norme. Pour Marie-Élisabeth Cavé dans son manuel Le Dessin sans maître (1851), « La couleur sans couleur, c'est le clair-obscur ».

### Technique et composition

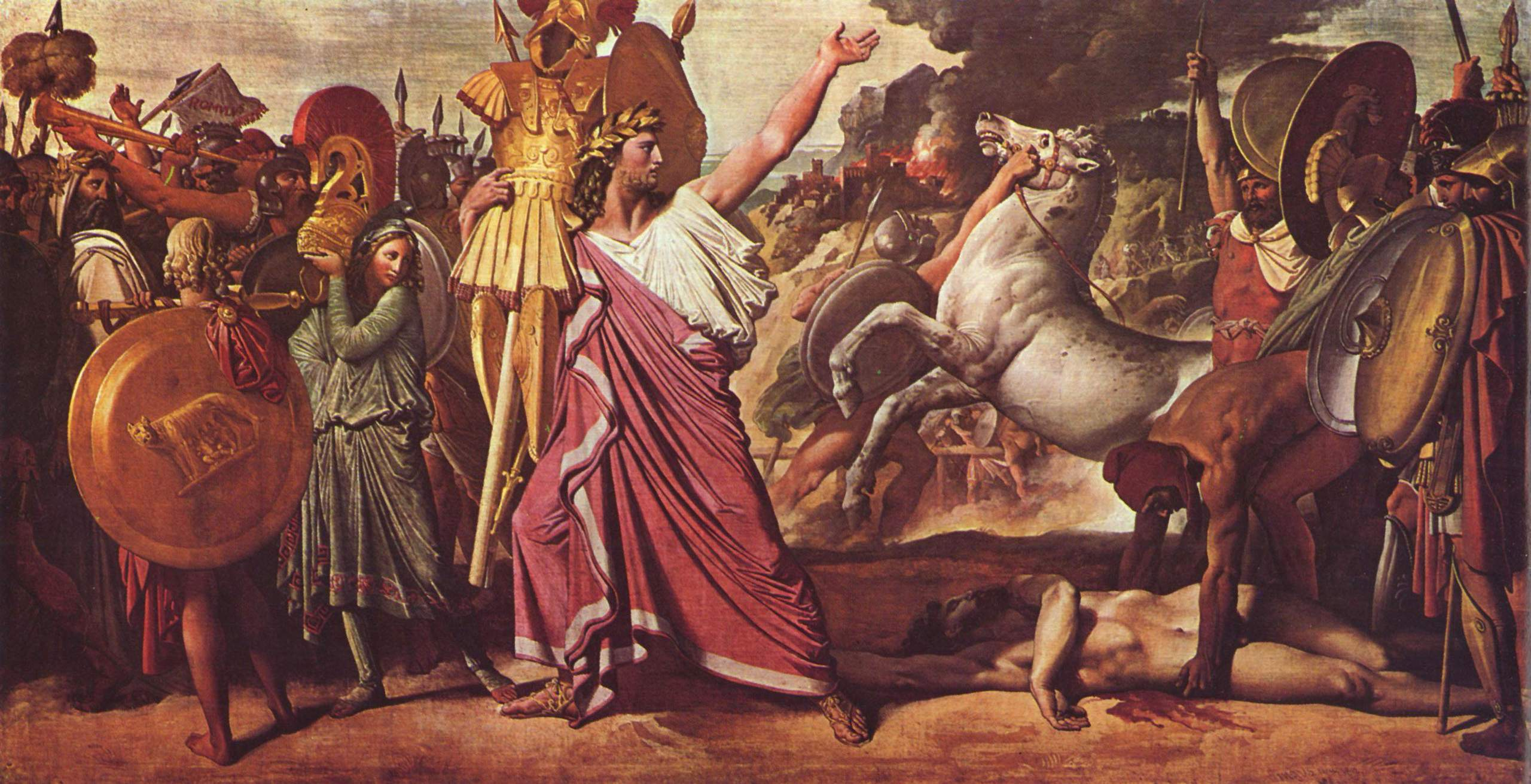
Exemple de composition orthogonale basée sur la frise, Romulus, vainqueur d'Acron; d'Ingres (1812).

Le baroque et le rococo se caractérisaient par des compositions basées sur la structure pyramidale, le néo-classicisme change les règles de composition picturale, en proposant des constructions en frise à l'exemple des bas-reliefs de l'Antiquité. Cette conception du cadre se retrouve dans le Parnasse de Anton Raphael Mengs, dans les tableaux d'histoire de Jacques-Louis David, du Serment des Horaces à Mars désarmé par Vénus, ce qui lui vaut une critique de Jean-Baptiste Pierre : « Dans vos Horaces, vous avez mis vos trois figures sur la même ligne, ce qui ne s'était jamais vu depuis qu'on fait de la peinture. (…) Mais où avez-vous vu qu'on pût faire une composition sans employer la ligne pyramidale ? », ou dans Romulus, vainqueur d'Acron d'Ingres.
Basée sur le principe du rabattement des petits côtés du rectangle, la surface est délimitée par des lignes orthogonales. Les attitudes et les gestes des personnages s'appuient sur les diagonales, verticales et horizontales qui en résultent. Un dessin de Girodet, préparatoire à son tableau Hippocrate refusant les présents d'Artaxerxès, conservé à l'école nationale supérieure des Beaux-arts, montre un exemple de cette construction.

### Genre et thèmes

#### Peinture d'histoire
La peinture d'histoire est le genre associé à la peinture néo-classique. Les thèmes exaltant des valeurs d'héroïsme ou de vertus morales sont repris des récits antiques d'Homère ou de Plutarque. L'histoire romaine et grecque (le Serment des Horaces, les Sabines, Léonidas aux Thermopyles, la Mort de Socrate), la mythologie (Andromaque pleurant la mort d'Hector, l'Éducation d'Achille), la peinture d'histoire moderne et contemporaine (Molé et les factieux , Bonaparte au pont d'Arcole), et la peinture d'histoire religieuse.

#### Portrait
Le portrait néo-classique connaît une évolution, à partir du début du mouvement, encore sous l'influence de l'esthétique du portrait baroque et rococo. Le genre quitte les cercles académiques pour devenir un genre aristocratique et bourgeois marqué par les premiers portraits de société. Pompeo Batoni se fait une spécialité des portraits de voyageurs anglais et russes qui font leur Grand Tour. Ses portraits mettent en scène le modèle dans un décor de vestiges antiques où l'on peut reconnaître certaines sculptures classiques en arrière plan. L'artiste traduit les théories du peintre Joshua Reynolds, défenseur du portrait intellectuel, dont le but est de proposer une représentation sociale du modèle dépassant la simple ressemblance. David satisfait aussi à cette nouvelle tradition, avec son portrait équestre du comte Potocki, présentant l'amateur d'antiquité polonais sur un cheval à la manière des portraits de Van Dyck.
Après la Révolution, l'antique influence la mode vestimentaire féminine. Les femmes adoptent la robe « à l'antique » marquée par la simplicité de la coupe, et les transparences des étoffes. Cette mode se traduit dans les portraits féminins néo-classiques, dont l'exemple le plus significatif est le portrait de Madame Récamier de David. Le caractère antique du tableau est renforcé par la simplicité du traitement pictural, caractéristique de l'artiste, en particulier avec les fonds nus peints en frottis.

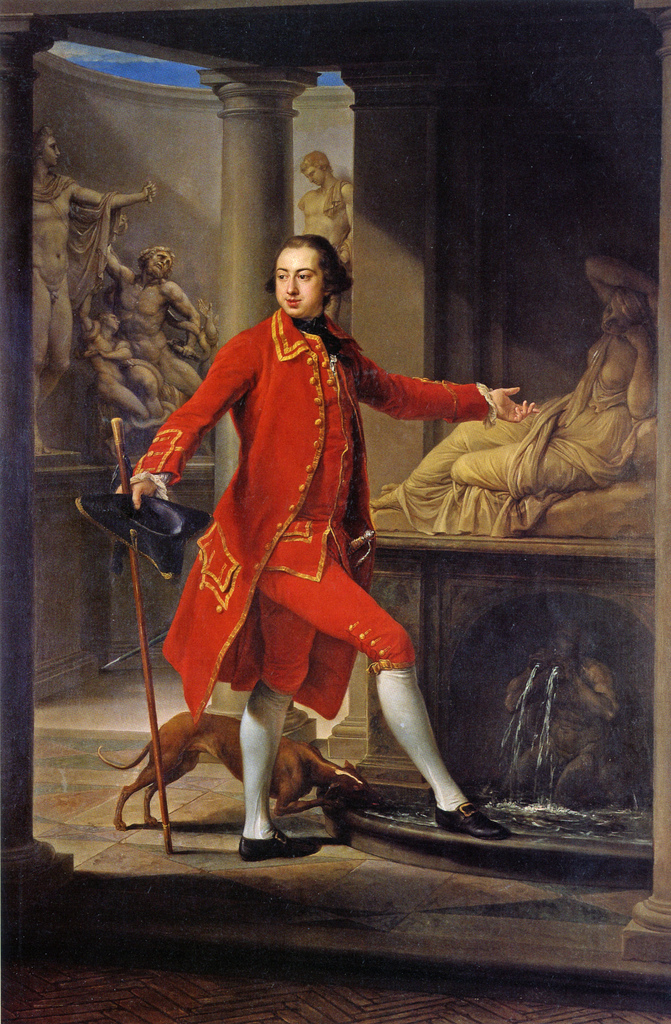
Batoni, portrait de Thomas Dundas (1764).
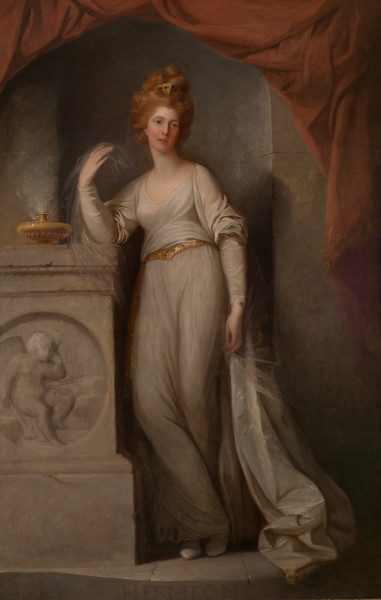
Angelica Kauffmann, portrait d'Élizabeth Hartley (1774).
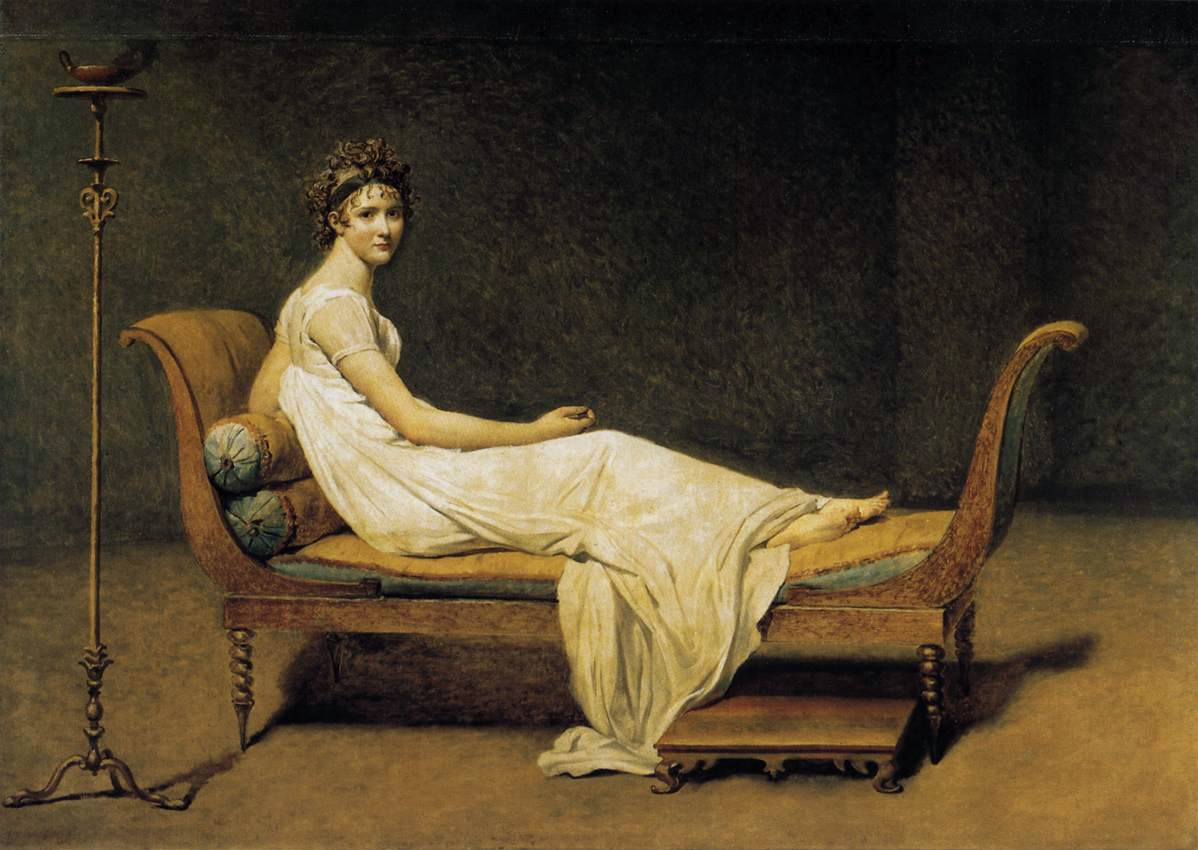
David, Portrait de madame Récamier (1800).

#### Nu
Thème central dans le néo-classicisme (autant en peinture qu'en sculpture), le nu est le type de représentation destiné à montrer la perfection des formes. Le retour vers un idéal formel hérité de l'antique s'oppose aux exagérations du baroque et à la sensualité du rococo. Il s'agit pour les artistes, de revenir à des considérations morales et vertueuses et à débarrasser le nu de sa nature libertine. De l'apparition à cette période de nus masculins de tendance héroïque symbolisant le courage, la vertu, au style net et lisse, et à la carnation sobre, inspirée par les marbres antiques. Les peintres néo-classiques vont présenter une grande diversité dans la représentation du nu, des nus héroïques des peintres d'histoire, jusqu'aux expérimentations plastiques d'Ingres. La formation académique de David l'orientait naturellement vers la représentation du nu, mais ce n'était pas un thème de prédilection. En dehors de certaines académies peintes à Rome, l'importance qu'il accorde au nu se manifeste dans le cadre de ses peintures d'histoire avec les Sabines jusqu'à Mars désarmé par Vénus. Une des rares exception est sa Psyché abandonnée, longtemps considérée comme perdue et retrouvée dans les années 1990, seul exemple connu d'un nu féminin dans sa peinture. Le style épuré, avec peu d'effets expressifs en dehors du visage, rattache cette toile aux académies d'atelier codifiées par le concours du prix Latour. Cette forme de nu avait inspiré en 1791 son élève Antoine-Jean Gros avec une baigneuse en demi-figure. Autre élève de David, Anne-Louis Girodet défraye la chronique en 1799 avec un nu féminin qui est une charge contre la comédienne Mademoiselle Lange, portraiturée nue en Danaé, toile qui fit scandale au Salon de 1799. Ingres fait du nu le thème central de plusieurs de ses toiles et privilégie le nu féminin. Son néo-classicisme est marqué par la pureté des contours, un modelé discret et une défiance vis-à-vis de la couleur, fidèle au dogme du retour à l'antique. Cependant cette recherche de perfection de la forme est trahie par la sensualité du traitement de ses nus, qui le rapproche de Rubens.

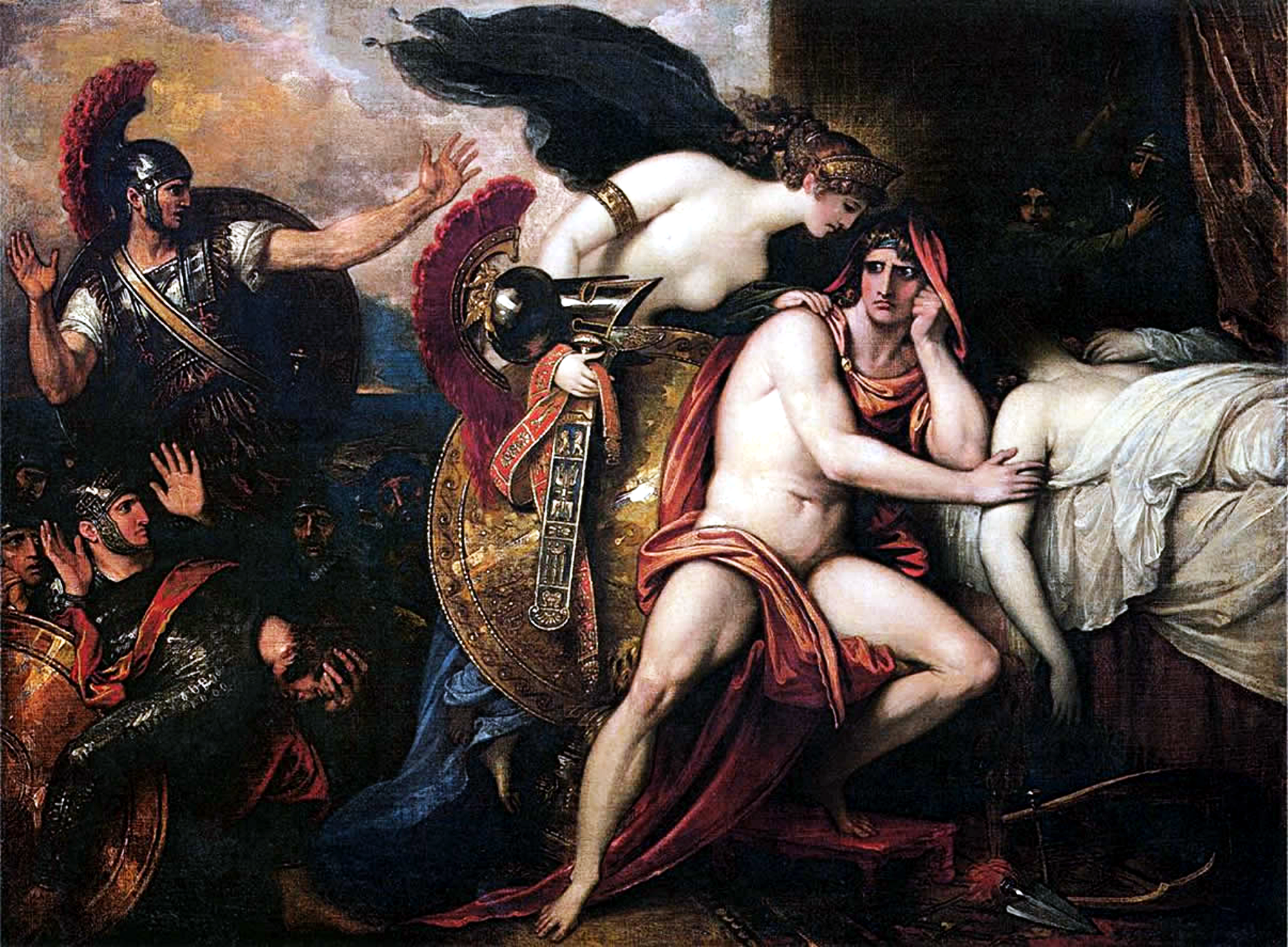
Benjamin West Thetis Bringing Armor to Achilles (1806).
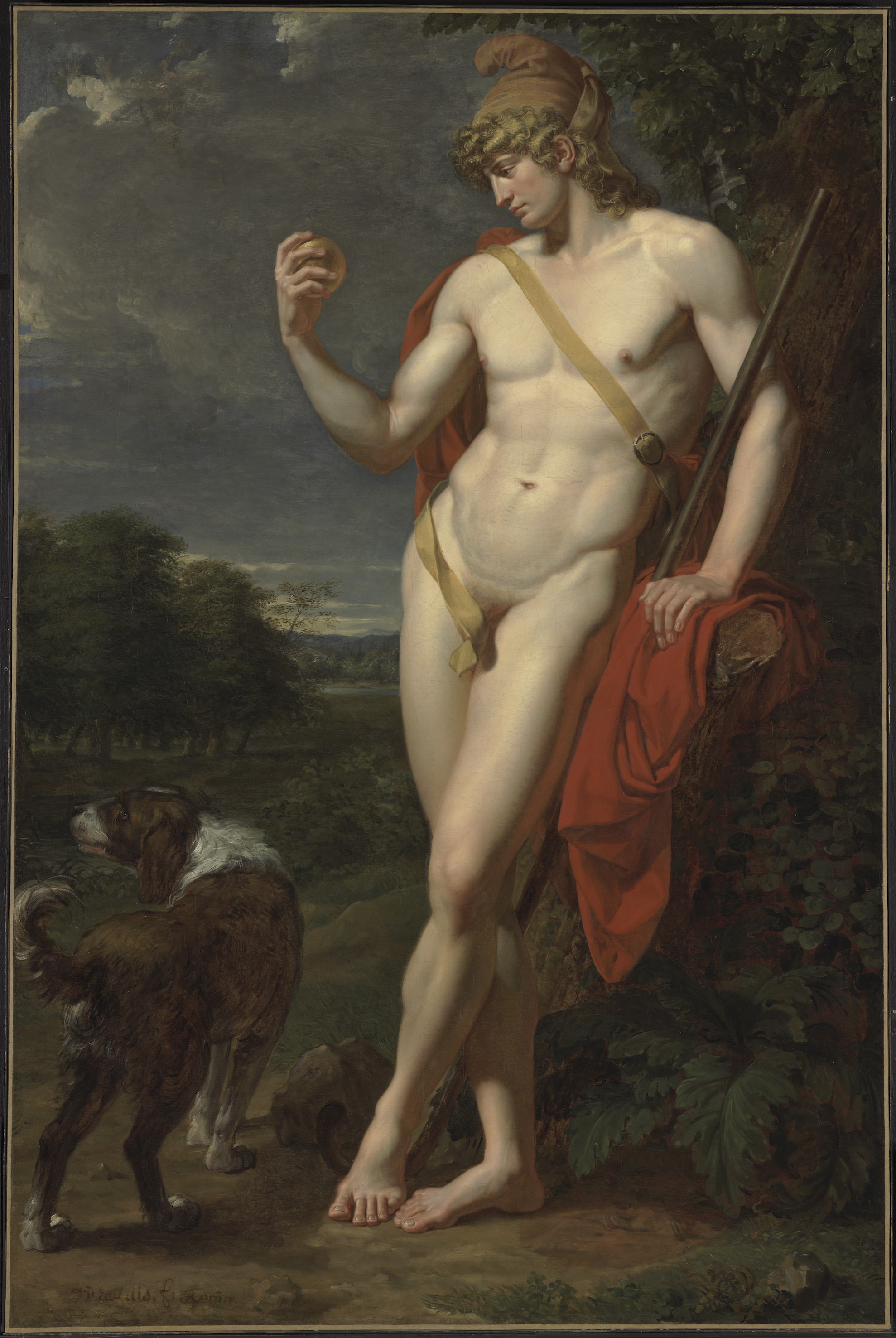
Jean-Baptiste Frédéric Desmarais, le Berger Paris (1787).
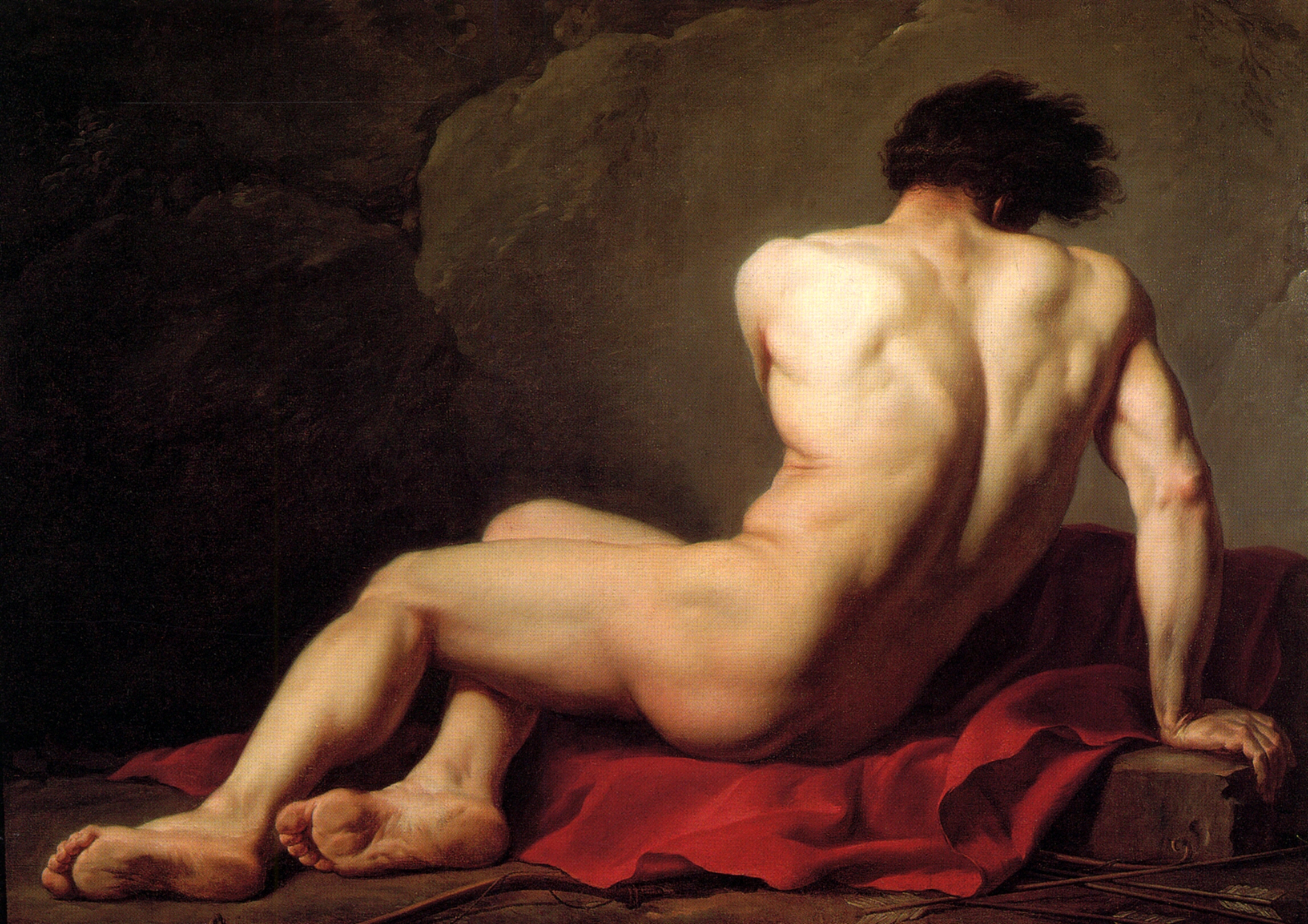
Jacques-Louis David, Académie d'homme dit Patrocle (1780).
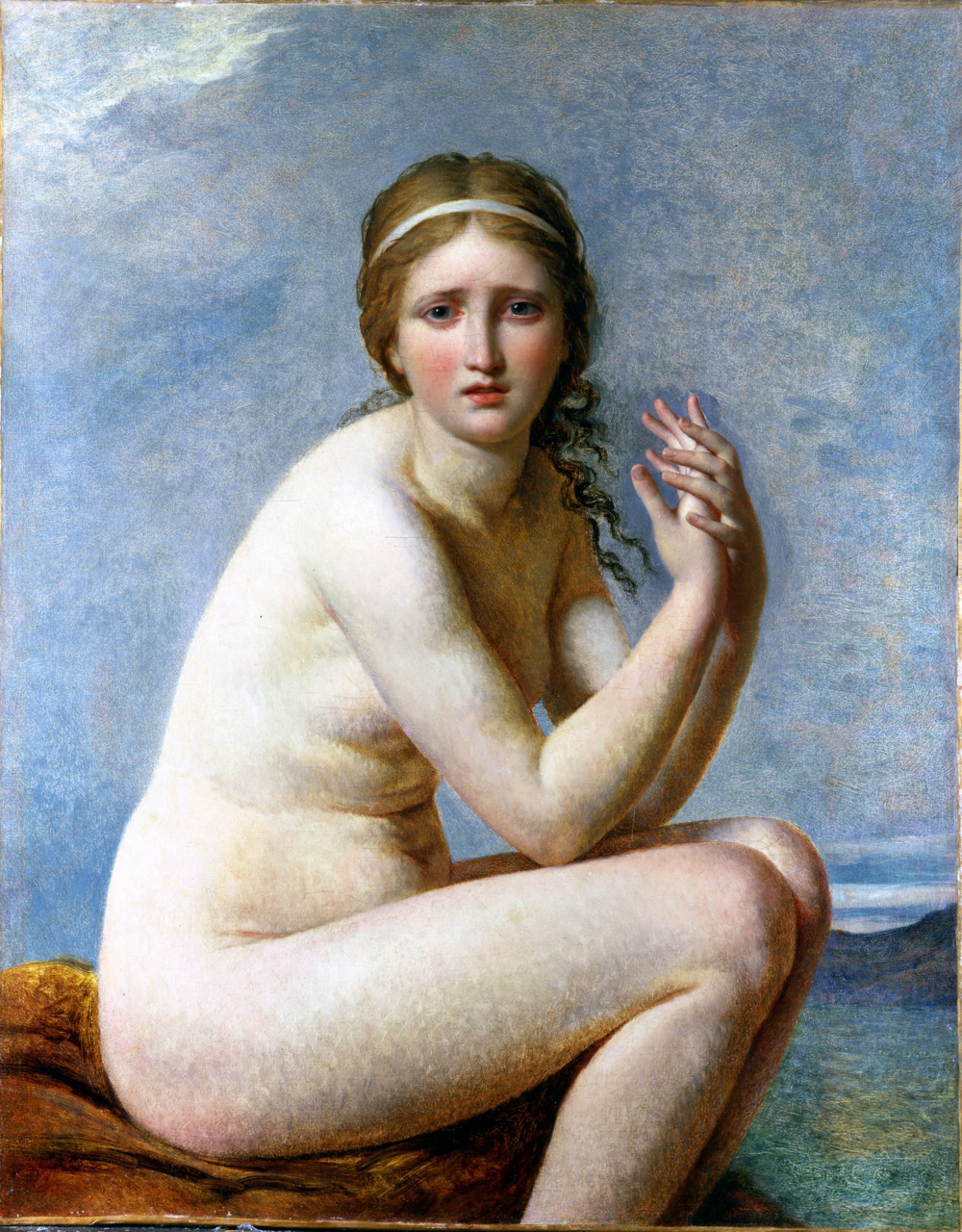
David, Psyché abandonnée (vers 1795).
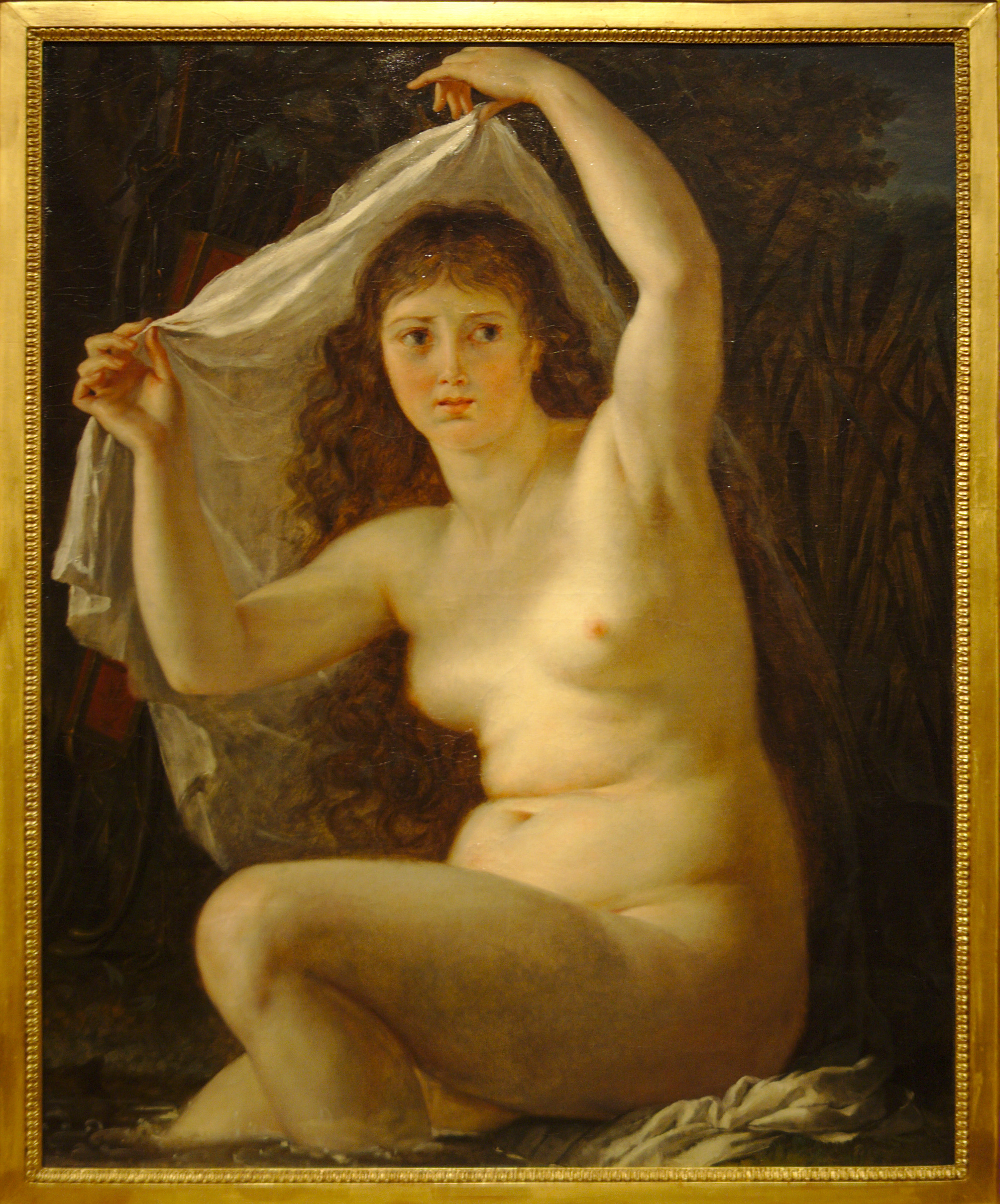
Antoine-Jean Gros, Baigneuse.
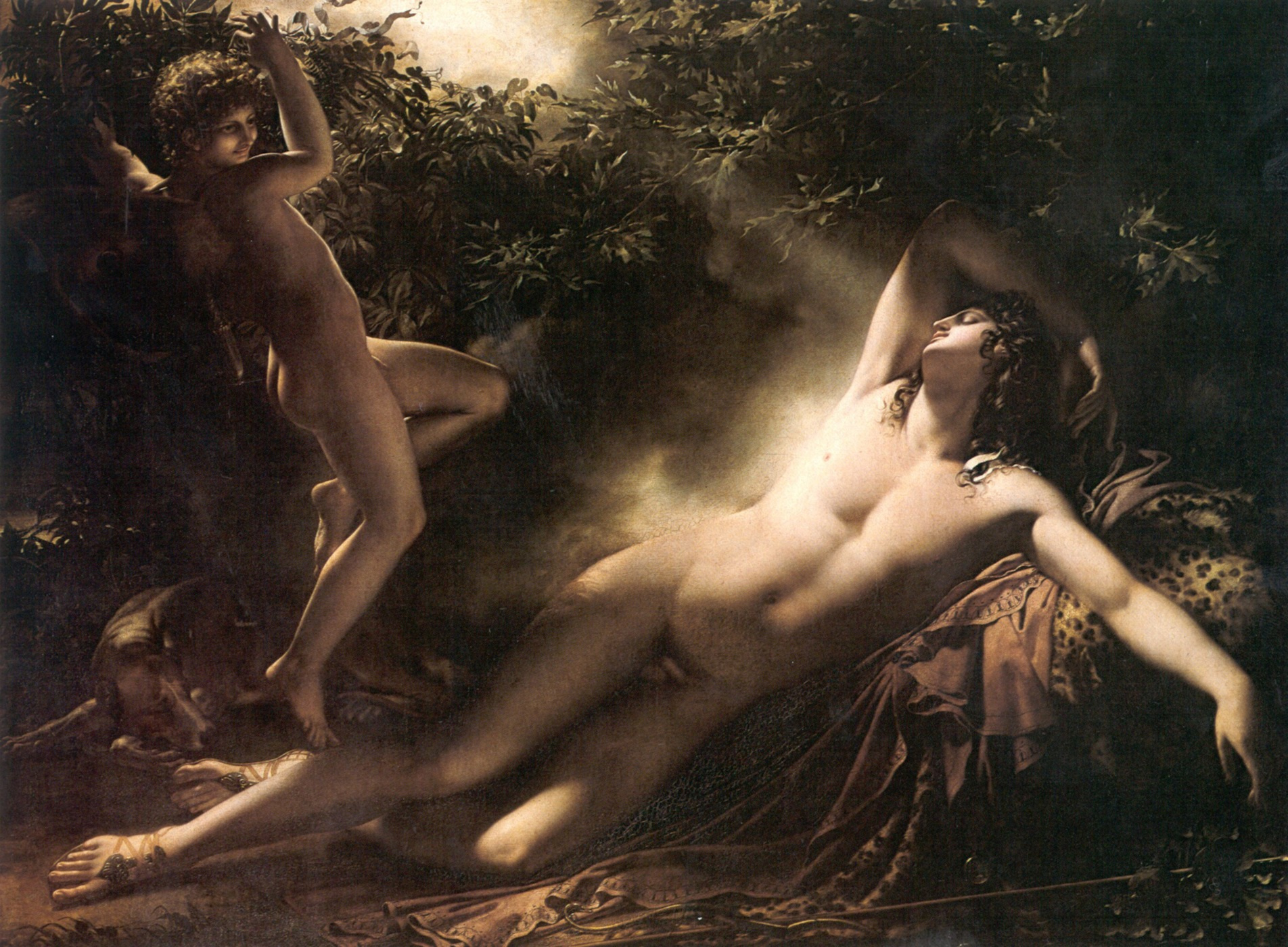
Anne-Louis Girodet, Le Sommeil d'Endymion (1791).
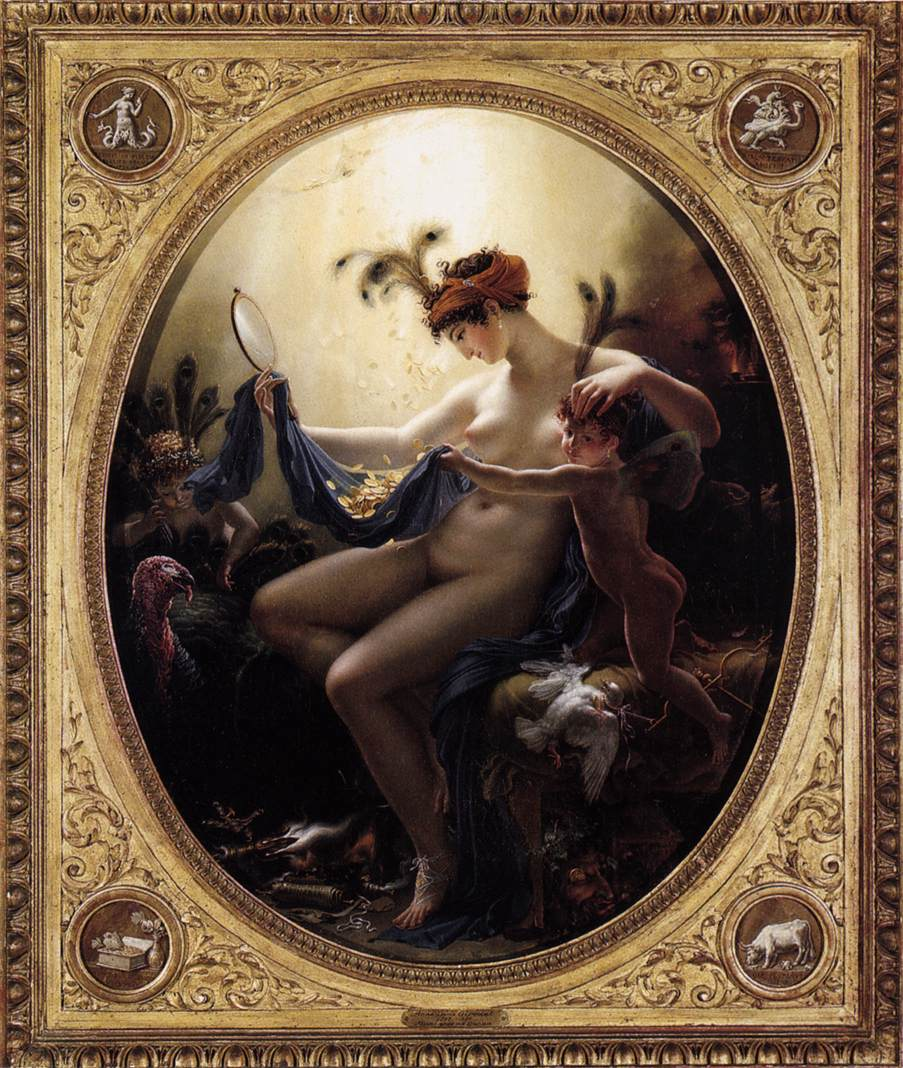
Girodet, Mademoiselle Lange en Danaé (1799).
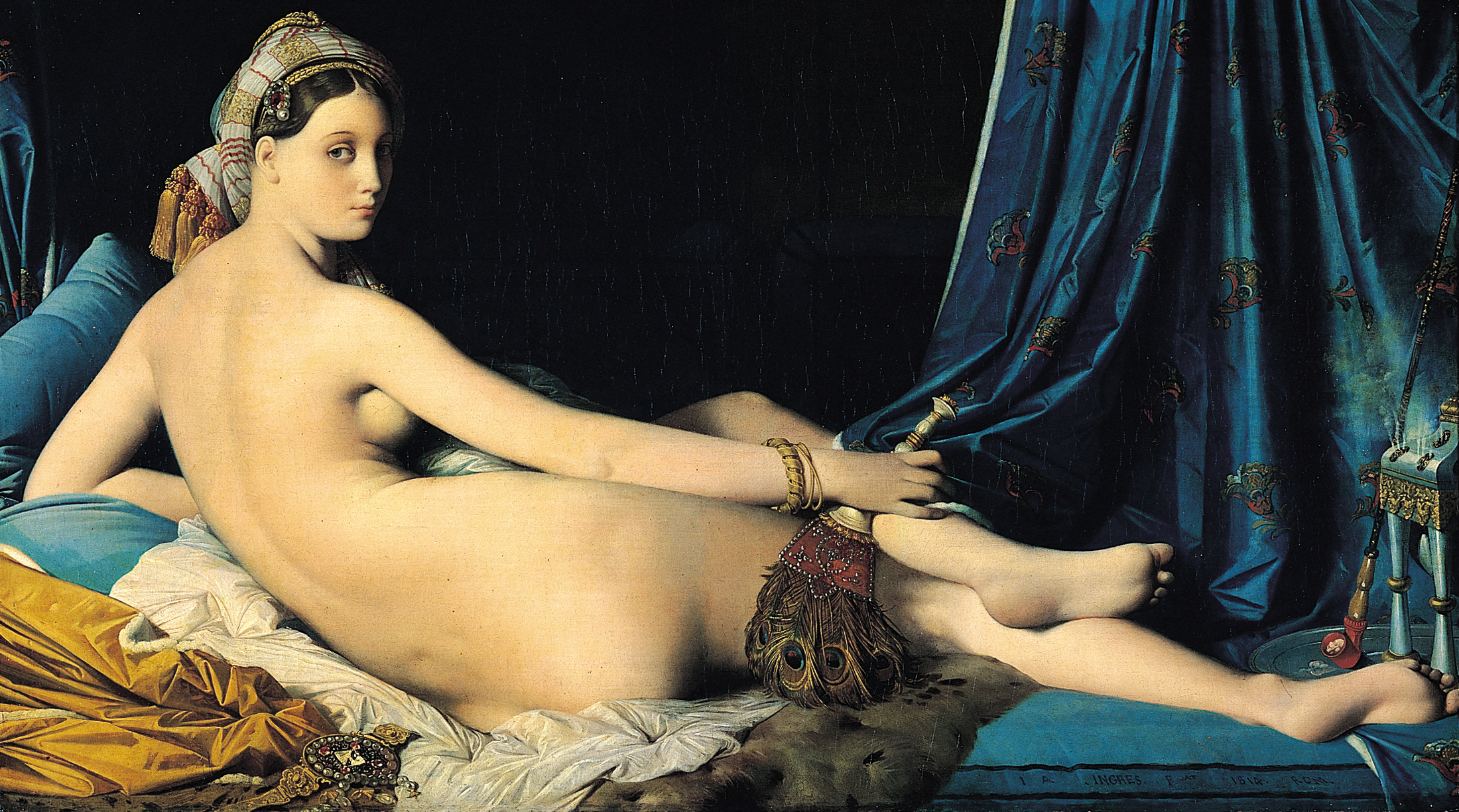
Jean-Auguste-Dominique Ingres, La Grande Odalisque (1814).
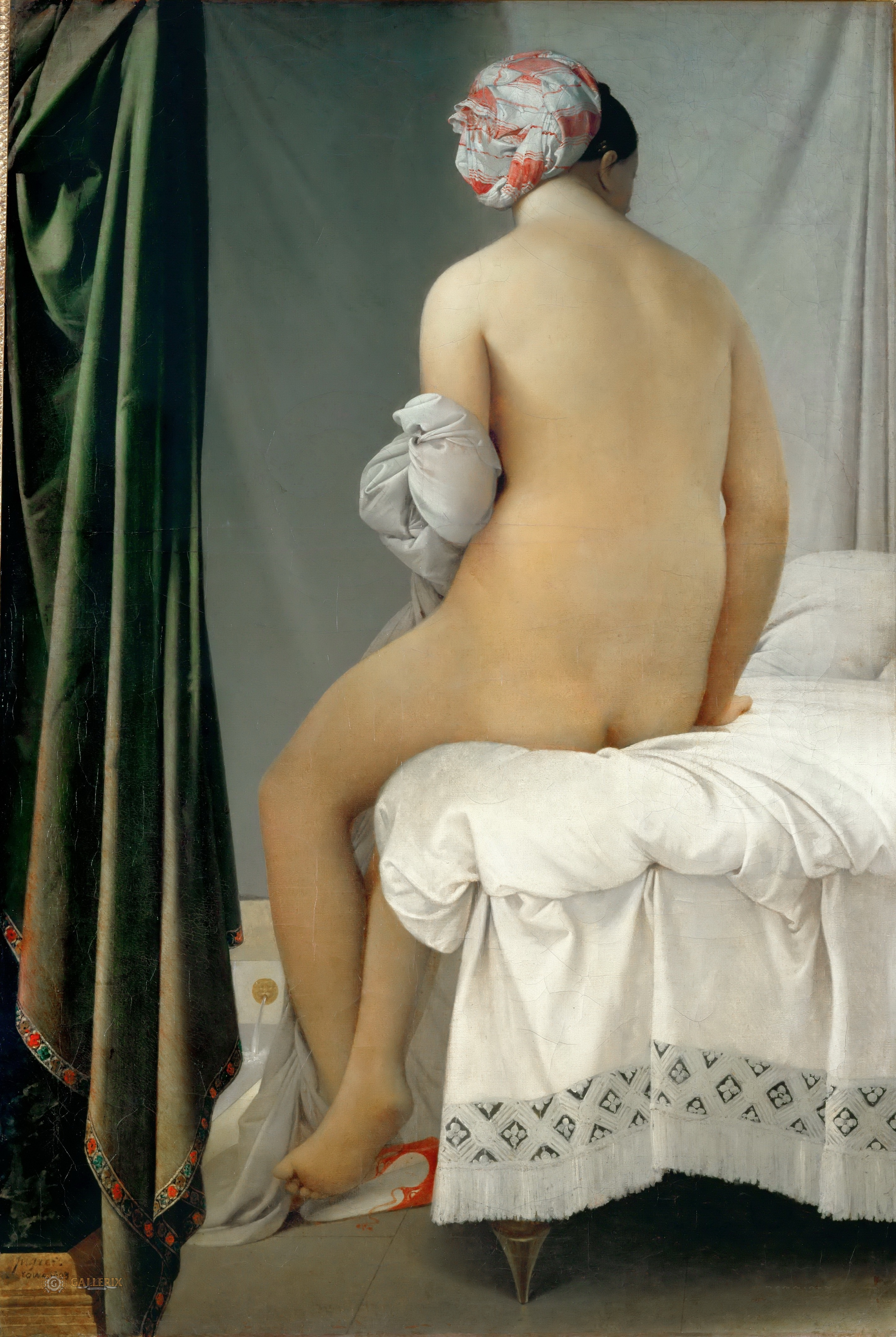
Ingres, La Baigneuse Valpinçon (1808).
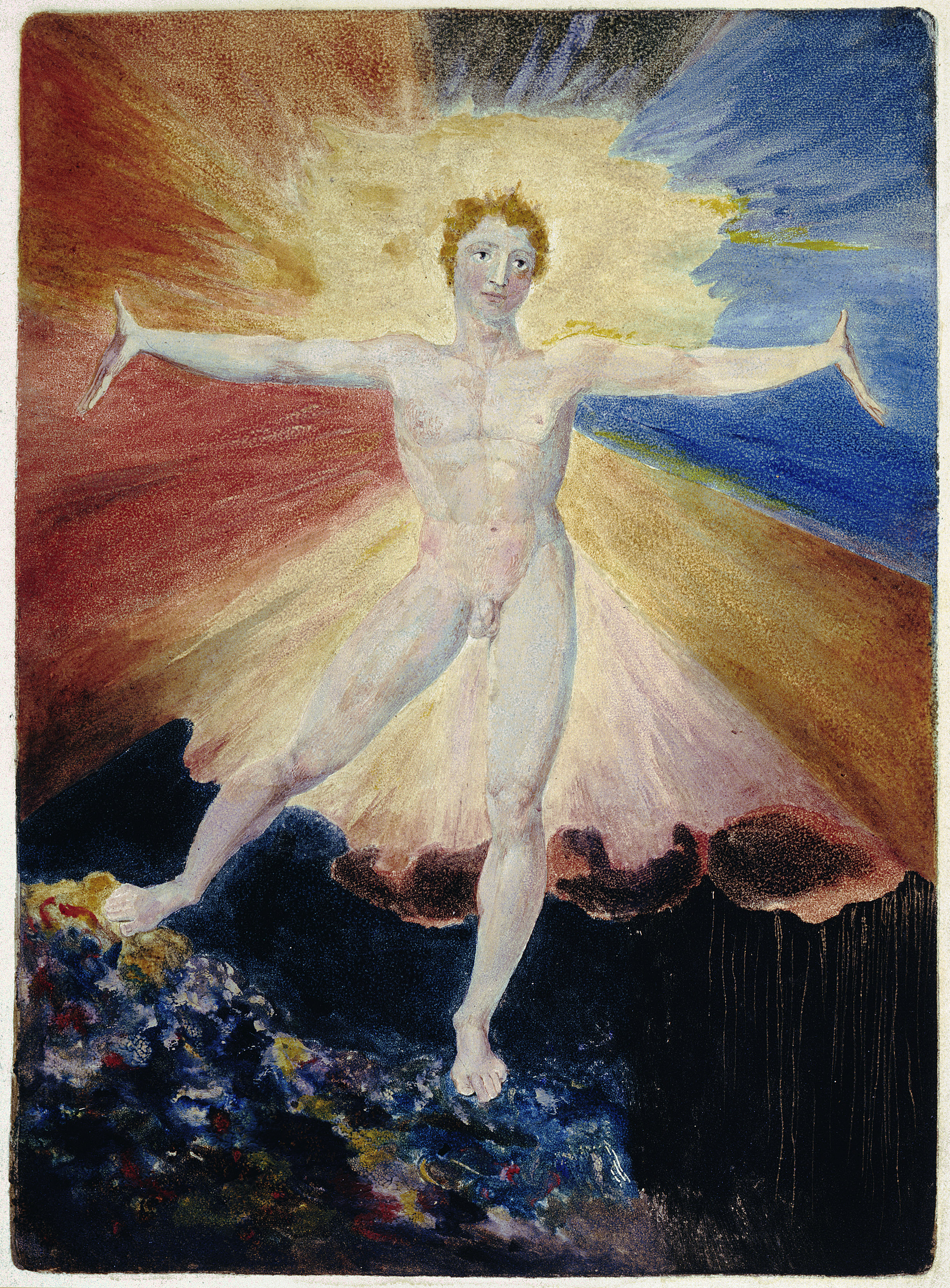
William Blake Albion rose (1793).

#### Paysage
Le genre du paysage néo-classique doit plus à l'influence de Nicolas Poussin et de Claude le Lorrain qu'à celle de l'antique, dont trop peu de témoignages existaient en peinture. En l'absence de modèles picturaux antiques, les artistes suivent la tradition classique du paysage historique représenté au XVIIe siècle par Poussin. En France Pierre-Henri de Valenciennes en est le principal représentant. Il publie en 1799 un traité théorique et influent sur la peinture de paysage : Élémens de perspective pratique à l'usage des artistes, suivis de réflexions et conseils à un élève sur la peinture et particulièrement sur le genre du paysage où il expose sa vision du genre, qui se démarque de la manière considérée plus anecdotique de Joseph Vernet, grand représentant du paysage au XVIIIe siècle, ou d'Hubert Robert. Il est suivi par Nicolas Antoine Taunay, son disciple Jean-Victor Bertin et Jean-Joseph-Xavier Bidauld. Le paysage néo-classique se caractérise par la représentation d'architectures antiques à la manière de Poussin, inspirées de thèmes historiques ou mythologiques, avec des perspectives géométriques marquées, une facture claire et la netteté des plans. Le paysage néo-classique inspira des peintres comme Camille Corot, qui fut élève de Bertin, ou Joseph Mallord William Turner, qui peint plusieurs paysages d'inspiration néo-classique, où il fait référence à Valenciennes et aux compositions verticales de Bertin, en y ajoutant une touche plus personnelle.
En Allemagne, le paysage néo-classique est introduit dans la peinture par le peintre bavarois Johann Christian Reinhart, qui s'installe à Rome et est à la tête d'un groupe de paysagistes dont le plus notable est Joseph Anton Koch. Ce groupe défend une conception sublimée et héroïque du paysage, peignant des paysages imaginaires. Il s'oppose à une imitation de la réalité que défend un autre paysagiste allemand Jacob Philipp Hackert, formé par Nicolas-Blaise Lesueur, plus marqué par la tradition française du paysage classique-baroque. Chez Koch les paysages grecs reflètent sa vision poétique de l'antiquité, basée sur le mythe de l'Âge d'or et influencée par Poussin. Pour lui, « la simple imitation de la nature est bien au-dessous de l'art. ». Il transpose sa vision héroïque et poétique dans un paysage de Suisse, les Chutes du Schmadribach peint en 1822.

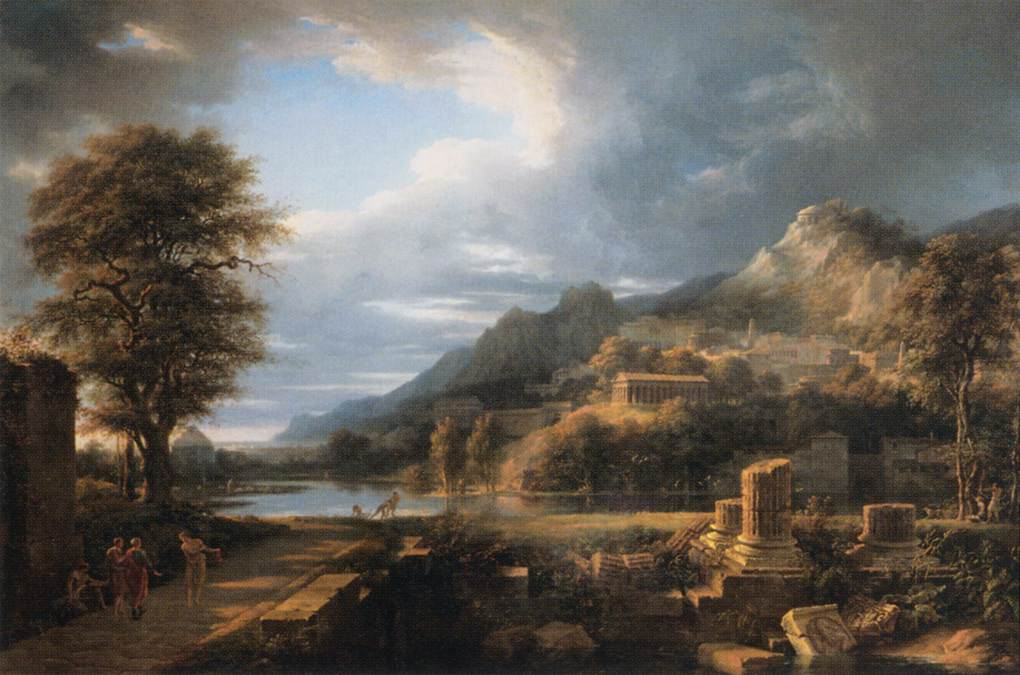
Pierre-Henri de Valenciennes, L'ancienne ville d'Agrigente.
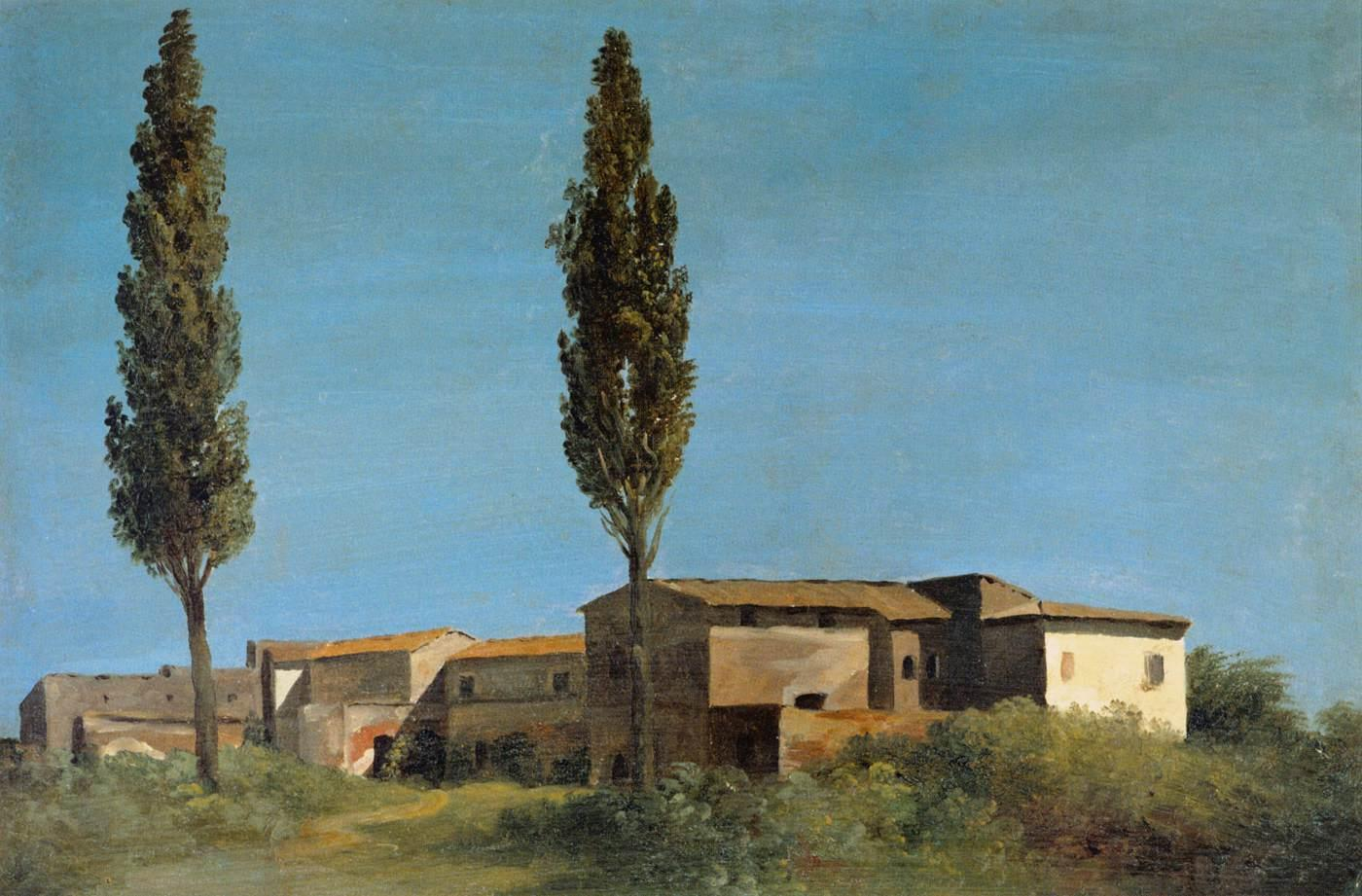
Valenciennes, A la villa Farnèse : les deux peupliers.
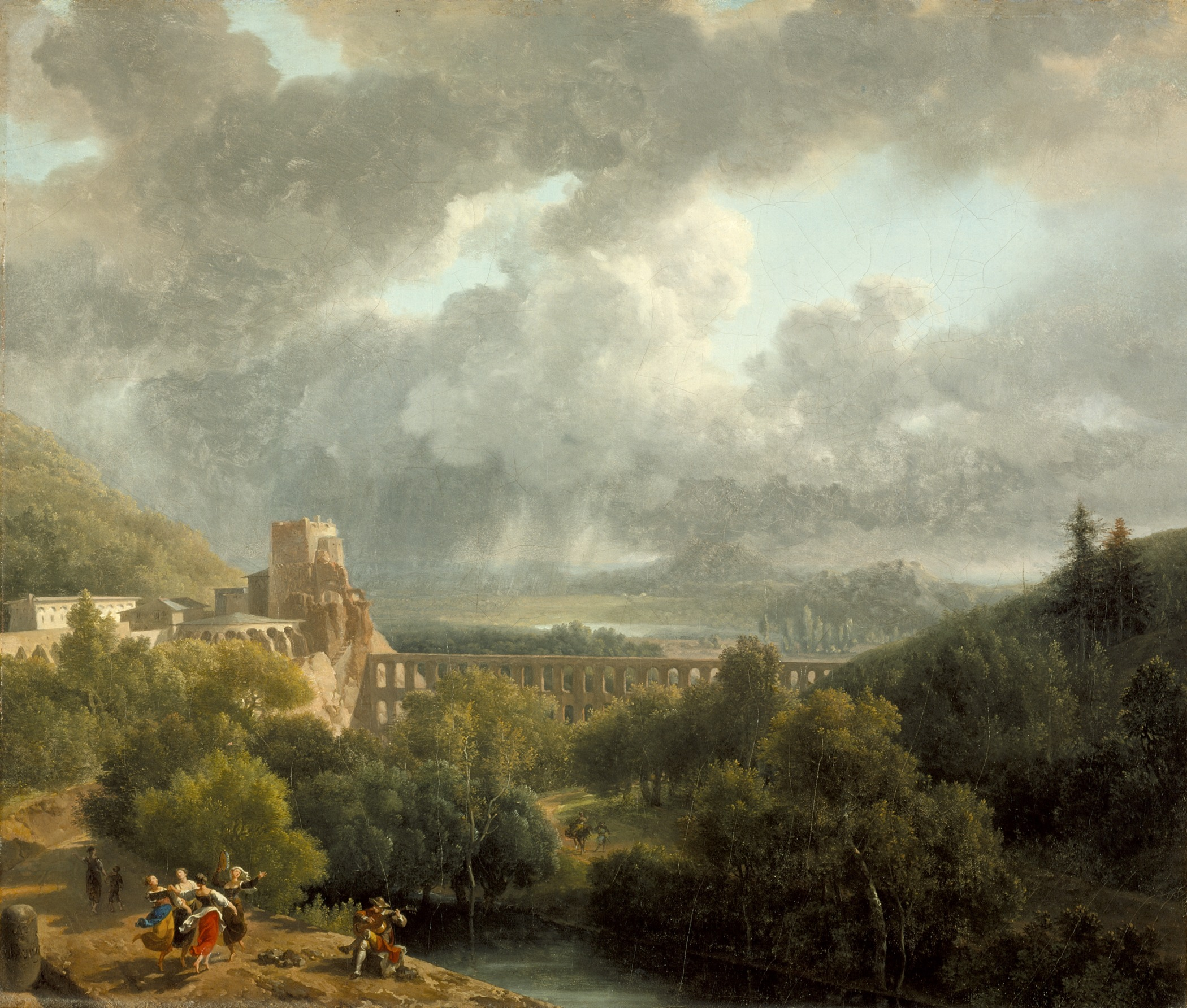
Taunay, Paysage avec un aqueduc.
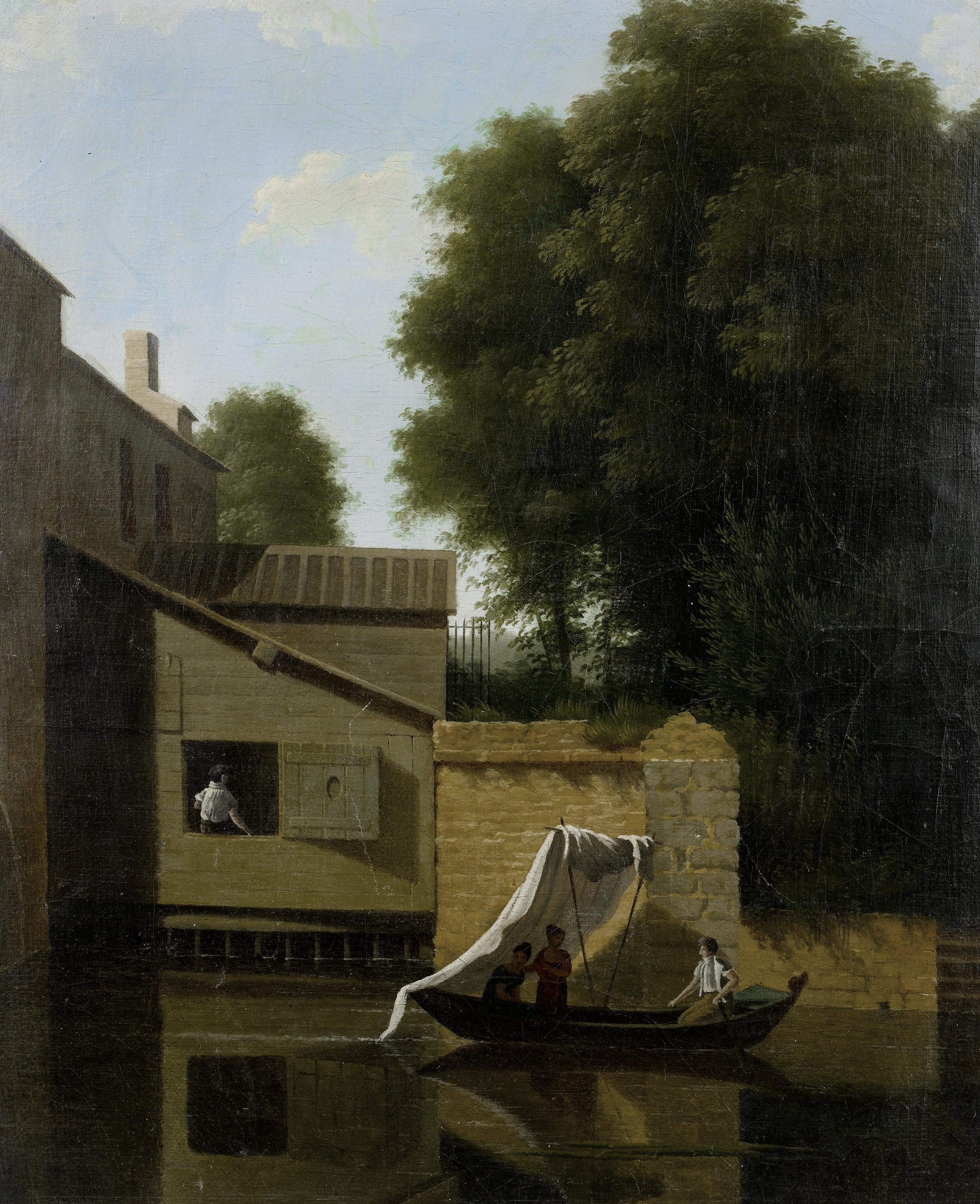
Jean-Victor Bertin, Les gens dans un bateau passant une ville riveraine.
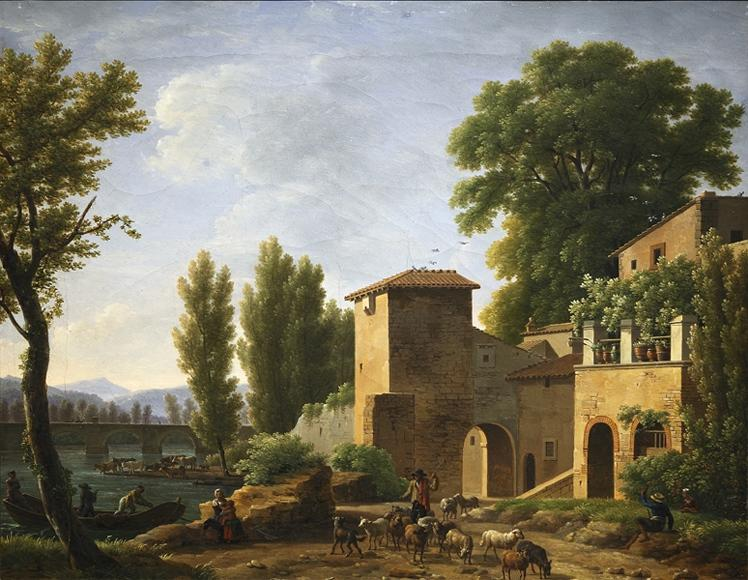
Jean-Joseph-Xavier Bidauld, Paysage classique avec figures.
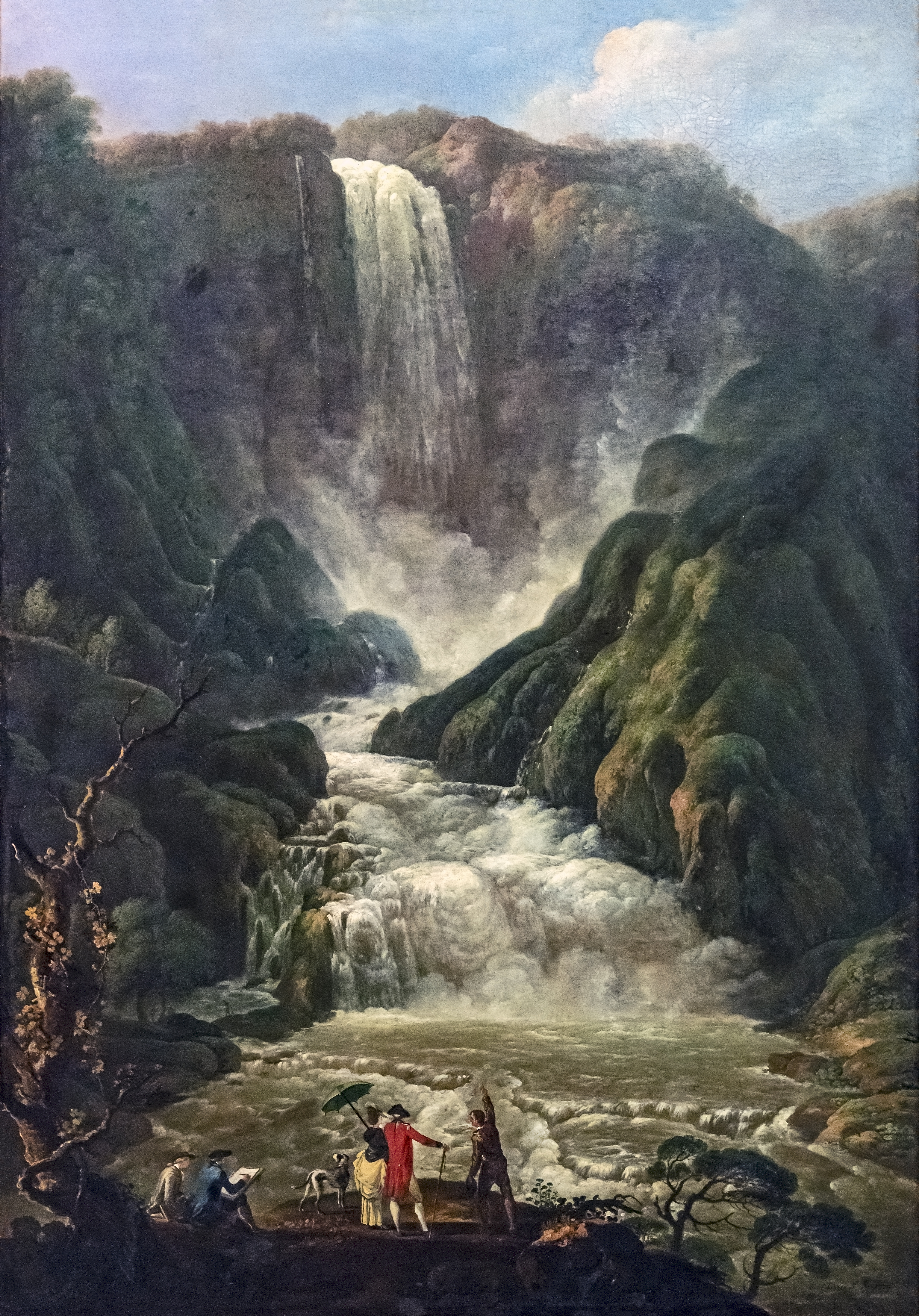
Carlo Labruzzi, Cascades de Terni 1779.
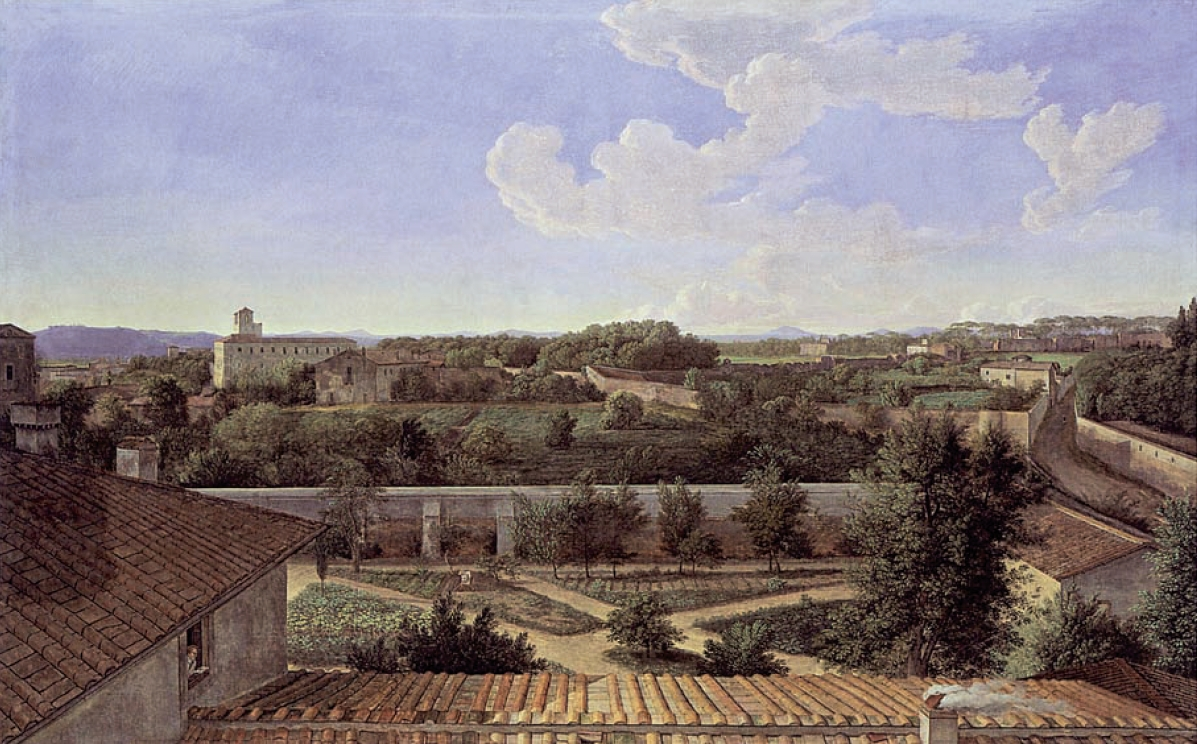
Johann Christian Reinhart, Villa de Malte 1831
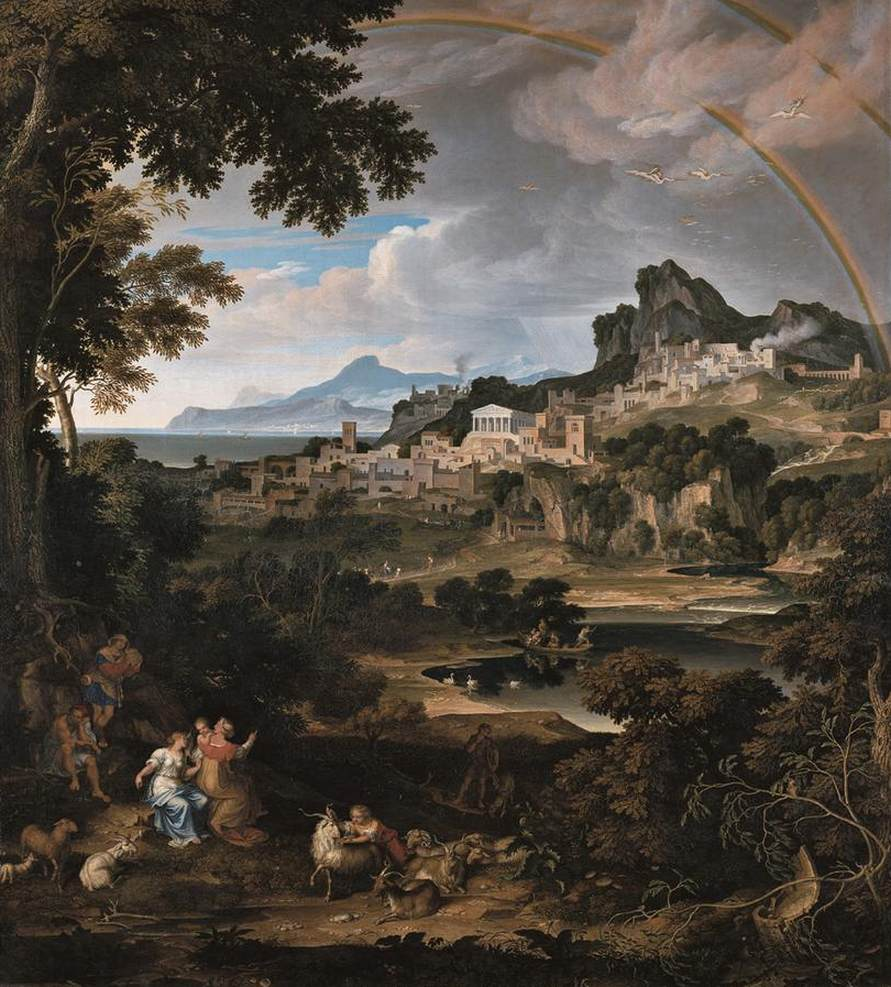
Joseph Anton Koch, Paysage héroique à l'arc en ciel 1815.

#### Déclin de la nature morte

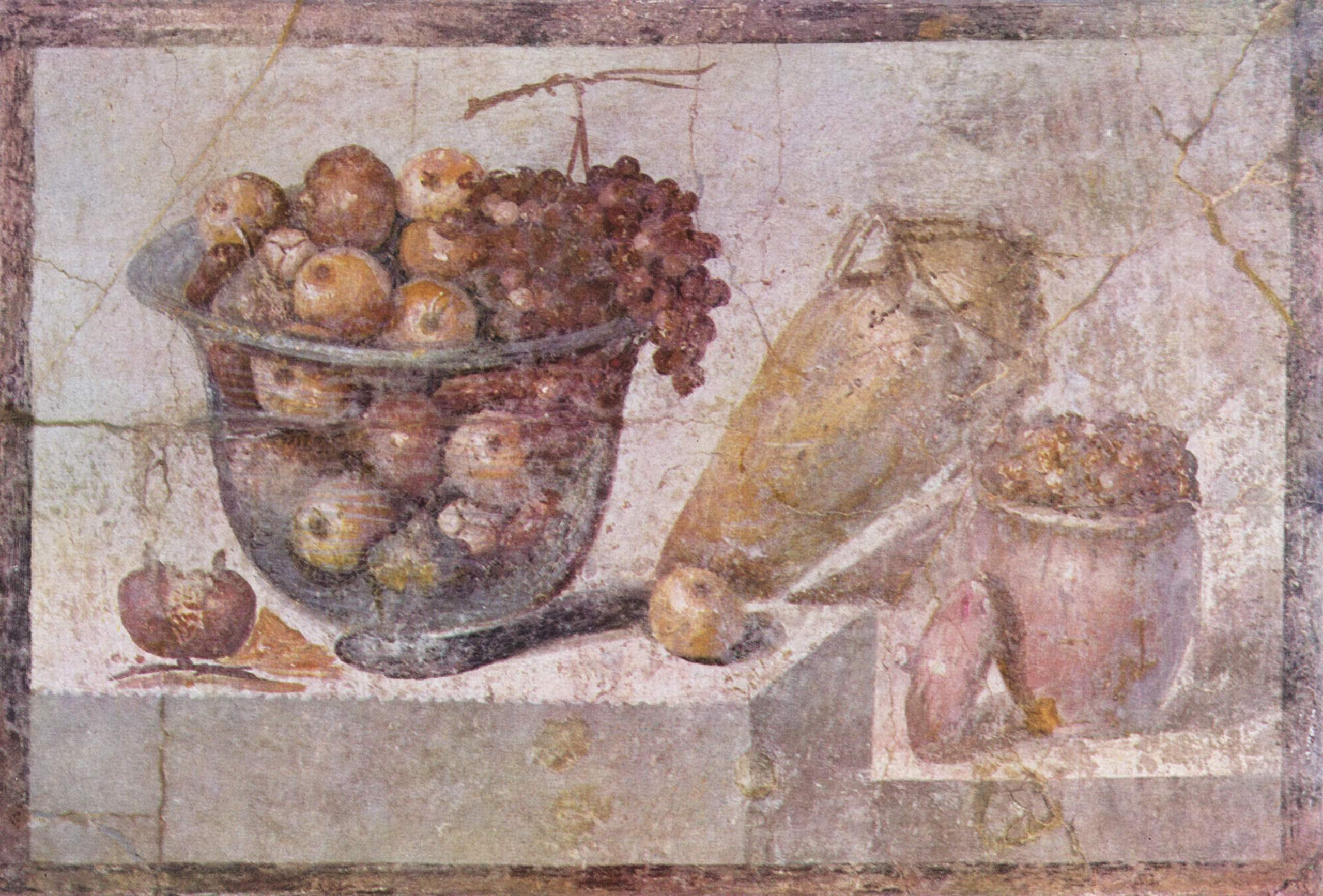
Nature morte peinte à Pompéi (vers 70 avant J;C.).

La nature morte connaît, durant la période du néo-classicisme, une phase de pénurie, liée au mépris des académies pour ce genre désigné comme « inférieur ». Mépris qui perdure durant la Révolution. Pour l'historien d'art Charles Sterling : « il est évident que l'esthétique davidienne ne pouvait pas réserver de place à la nature morte. ». Le paradoxe étant que les peintres néo-classiques, pourtant attachés à l'inspiration de la nature, connaissaient l'existence des xenia, ces natures-mortes de l'antiquité romaine, découvertes à Pompéi et Herculanum, mais les dénigraient et les considéraient comme des « amusements ». Cette indifférence, ou ce refus de les prendre en considération s'explique, selon Sterling, parce que la présence de ces peintures s'opposait à l'idée que ces artistes se faisaient de l'antiquité, essentiellement basée sur l'idéalisation de la figure humaine. Seuls les artistes décorateurs s'en inspirèrent, pour la décoration des papiers peints sous le premier Empire.
Pour Étienne Jolet, David, même s'il n'a pas peint de nature morte, témoigne dans sa peinture d'une co-présence entre figure et objets donnant à ces derniers autant d'importance qu'aux premiers. Dans plusieurs œuvres du peintre, les objets prennent une importance narrative et symbolique. Dans La Douleur d'Andromaque le trophée d'armes au premier plan à gauche et le candélabre à droite participent autant à la narration que les figures. Dans Les licteurs rapportent à Brutus les corps de ses fils une corbeille contenant le nécessaire à couture est mise en valeur presque au centre de la toile. Un autre exemple notable est l'ensemble d'instruments de chimie qui trône sur la table du Portrait d'Antoine-Laurent Lavoisier et de sa femme. Pour Jollet, l'œuvre de David, par ses oppositions entre figures réifiées et animation des choses, peut être considérée comme annonciatrice de la nature morte du XIXe siècle dans « son trait le plus stable ».

## Modèles et influences

### L'antique

#### La peinture antique

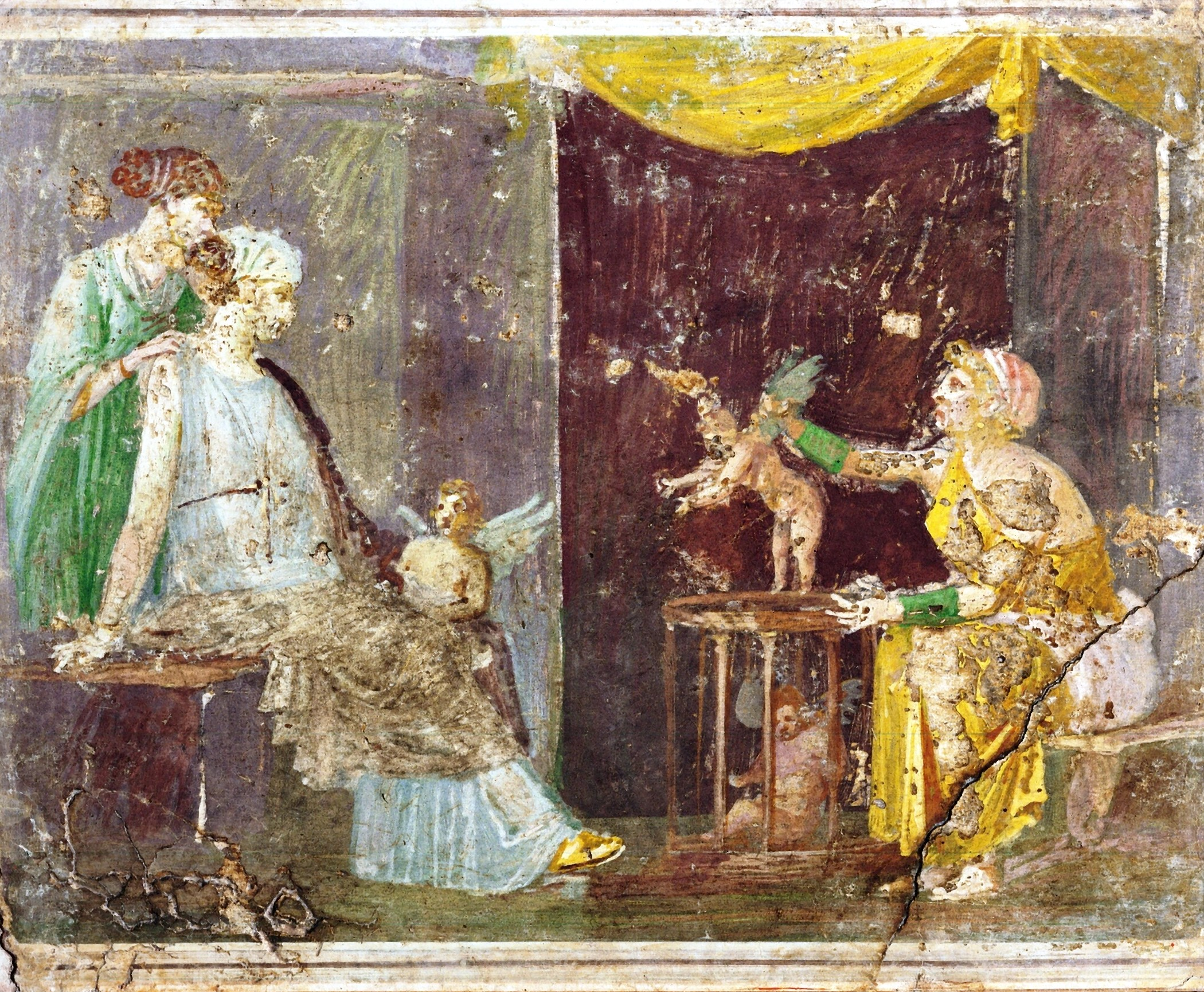
La Marchande d'Amours fresque de la Villa d’Ariane à Stabies, musée archéologique de Naples.

L'une des premières préoccupations des peintres néo-classiques est de revenir aux sources de la peinture antique, telle qu'ils la conçoivent d'après les écrits du comte de Caylus, ardent défenseur de ce retour à l'antique dans la peinture, notamment à travers son Recueil des Antiquités de 1757. Celui-ci encourage les artistes à tenter de reproduire les pratiques de la peinture de l'antiquité. Sous sa direction, les peintres Joseph-Marie Vien et Louis-Joseph Le Lorrain essaient de retrouver ces techniques anciennes comme la peinture à l'encaustique, et de reconstituer certaines œuvres disparues, connues par les écrits de l'antiquité. Lors du Salon de 1755, Vien présente les résultats de ses expérimentations à travers six peintures à l'encaustique sur bois dans la manière antique. Le style se veut primitif, par l'absence de profondeur, la simplification des formes et la linéarité des contours, suivant en cela ce que les peintres interprètent comme les caractéristiques de la peinture antique.
La révélation des fresques d'Herculanum durant les années 1750 et Pompéi vers les années 1760, amène une partie des artistes et des intellectuels à reconsidérer le modèle de la peinture antique, le trouvant déficient dans ses caractéristiques formelles. Charles-Nicolas Cochin dans ses Observations sur les antiquités de la ville d'Herculanum, avec quelques réflexions sur la peinture et la sculpture des anciens (1754), se fait très critique et considère ces peintures murales comme « faibles de couleur et de desseins, il y a peu de génie dans leur composition et toutes les parties de l'art y sont dans une médiocrité à peu près égales. » Pour Johann Joachim Winckelmann leurs faiblesses artistiques s'expliquent par la période à laquelle elles ont été réalisées, sous l'empereur Néron, correspondant à une phase de déclin de la peinture antique. Seuls des amateurs d'antiquité, comme Gavin Hamilton et le comte de Caylus, trouvent de l'intérêt à ces vestiges archéologiques.
Vien expose au salon de 1763 sa Marchande d'Amours, première tentative de reconstitution d'une peinture antique existante découverte en 1759 à Gragnano. Cependant, dans le livret du Salon, il relativise l'authenticité de sa démarche, insistant sur la distance prise entre sa peinture et son modèle archéologique, prenant en compte les critiques des peintures antiques représentés par Cochin. Quant à Anton Raphael Mengs, l'emprunt des figures d'Apollon et des danseuses tirées des peintures d'Herculanum, pour sa fresque Le Parnasse, sont modifiées au point de ne pouvoir les comparer aux modèles originaux. Les peintres préfèrent alors se tourner, sous l'influence de Winckelmann, vers le modèle de la statuaire antique corrigé par l'étude des maîtres de la Renaissance Raphaël, Le Corrège et Titien.

### Les maîtres de la Renaissance
Pour les théoriciens du néo-classicisme, l'art de la Renaissance italienne est ce qui se rapproche le plus de leur vision de l'idéal et de la pureté de l'art Antique. Des artistes de cette période, Raphaël en est la principale influence. Le premier grand projet pictural du néo-classicisme, le Parnasse d'Anton Raphael Mengs peint pour le plafond de la villa Albani, prend son inspiration directe de la fresque le Parnasse de Raphaël, peint pour la décoration de la Chambre de la Signature au Vatican, mais aussi de l'École d'Athènes dont Mengs avait fait une copie.

### Le classicisme

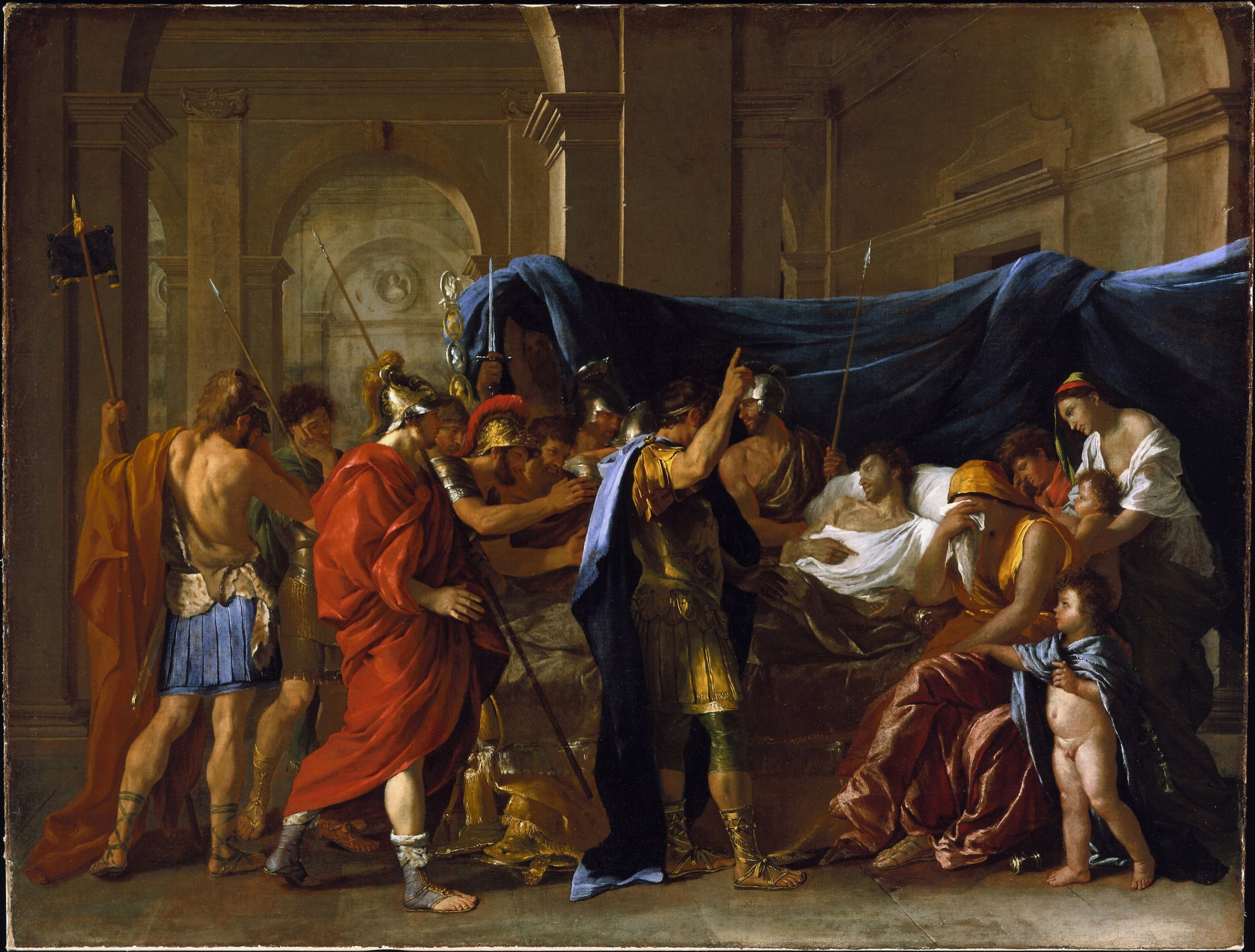
Nicolas Poussin, La Mort de Germanicus, 1627, Minneapolis Institute of Arts.

Les peintres néo-classiques puisent dans l'art classique du XVIIe siècle français, et plus particulièrement chez Nicolas Poussin, une de leurs principales sources d'inspiration. Les théoriciens du retour à l'antique, font de Poussin l'exemple à suivre dans le grand genre de la peinture d'histoire, même si Winckelmann le place après Raphaël. Il est considéré comme l'intermédiaire, pouvant faire comprendre aux artistes modernes les vestiges de la peinture de l'antiquité. En Angleterre depuis le début du XVIIIe siècle, il bénéficie d'une importante postérité, Gavin Hamilton et Benjamin West s'inspirent en grande partie de son œuvre dont l'influence marque leurs tableaux, autant dans les sujets mythologiques que dans la composition en bas-relief. Jacques-Louis David, durant toute sa carrière, fait aussi référence au maitre du classicisme, dont l'austérité des sujets et des compositions influence ses premières œuvres importantes : Saint Roch intercédant la Vierge, Bélisaire demandant l'aumône, La Douleur d'Andromaque et Le Serment des Horaces.

## Histoire

### Les précurseurs
L'apparition du néo-classicisme s'inscrit dans le mouvement de « retour à l'antique » promu à partir des années 1750. Ce mouvement n'est pas le fait d'un seul précurseur, mais plusieurs artistes à la même époque éprouvent le besoin d'une régénération de l'art pour combattre, selon les mots de Vien, une « vague de mauvais goût ». Deux artistes sont considérés comme les précurseurs, ou du moins comme des annonciateurs de ce mouvement en peinture, l'Italien Pompeo Batoni et le Français Joseph-Marie Vien.
À Rome Batoni poursuit une tradition de classicisme qui, contrairement à la France, a perduré. Ses prédécesseurs Marco Benefial, Carlo Maratti et Sebastiano Conca avaient introduit un style académique, qui montrait plus de rigueur dans la composition. Toutefois chez Batoni le classicisme est encore empreint de maniérisme rococo dans la facture et dans le choix de thèmes souvent allégoriques. Une de ses toiles, Benoît XIV présentant l'encyclique ex-omnibus au duc de Choiseul, en est un exemple représentatif.
Tout comme Rome, la France connut une période de transition entre le rococo et le néo-classicisme, représentée notamment par Jean-Simon Berthélemy et son tableau  Apollon et Sarpédon. Après son retour de Rome en 1750, Joseph-Marie Vien fait évoluer son style rococo vers une manière dépouillée inspirée des Antiques. Sous l'influence des écrits de son protecteur le comte de Caylus, Vien produit une série de six peintures « à l'antique » réalisée à l'encaustique, dont le premier exemple est une tête de Minerve peinte en 1754. Ses thèmes souvent galants sont inspirés de la peinture rococo mais en employant des compositions simples à la manière grecque, comme sa Marchande d'amours de 1763 inspirée d'une peinture de Stabies.

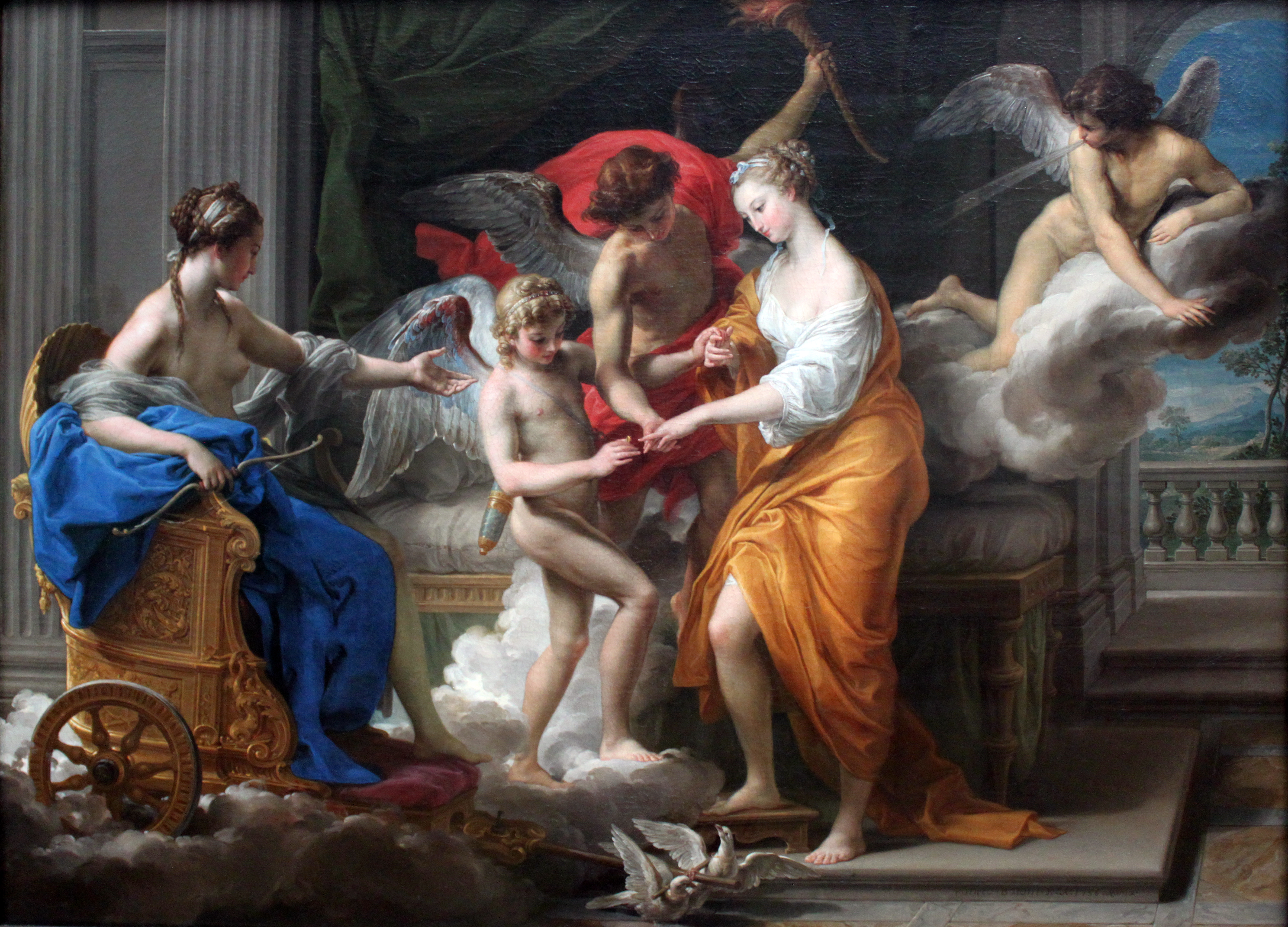
Pompeo Batoni, le Mariage de Cupidon et Psyché, 1756, Gemäldegalerie de Berlin.
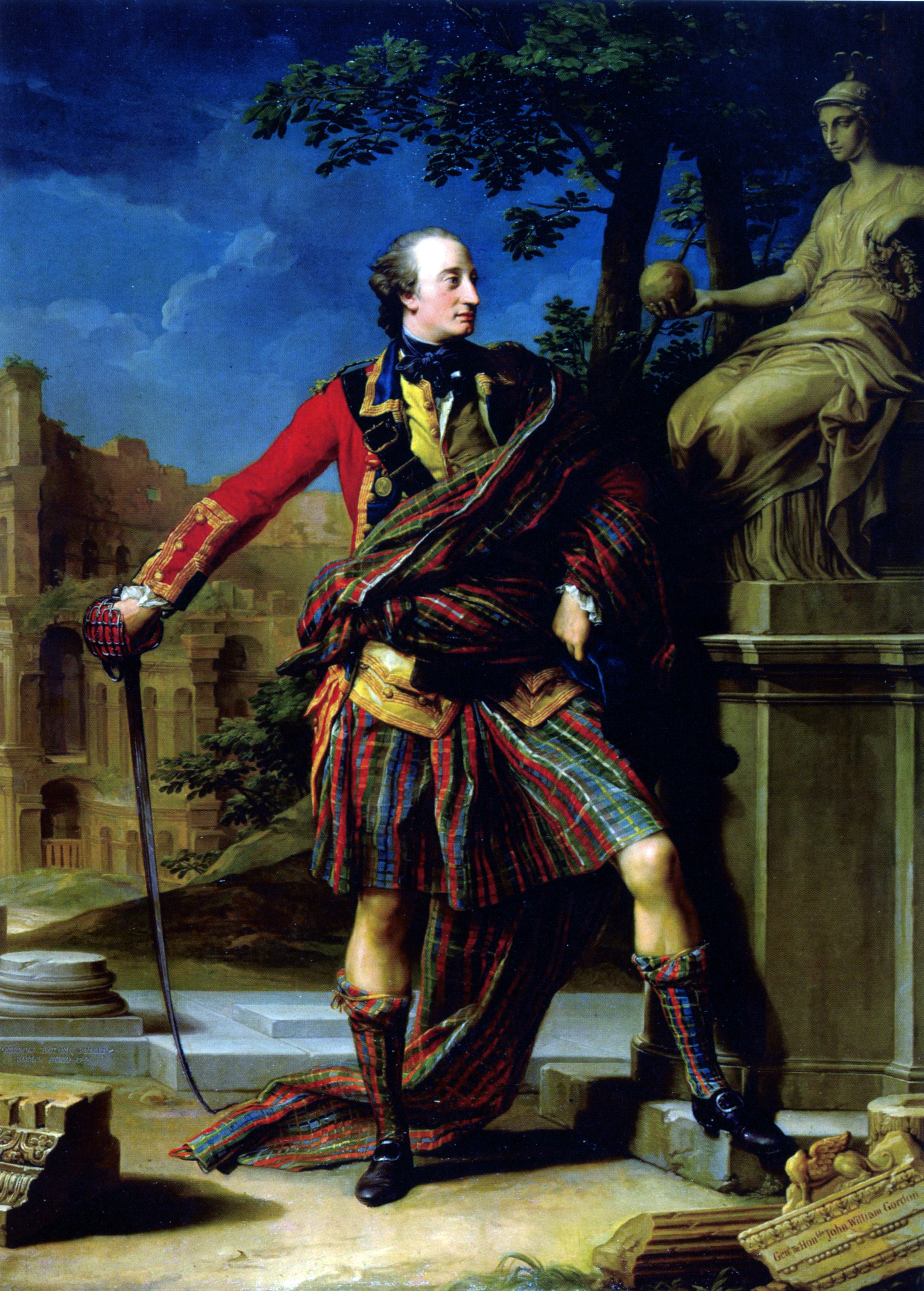
Pompeo Batoni, portrait de William Gordon, 1765, château de Fyvie
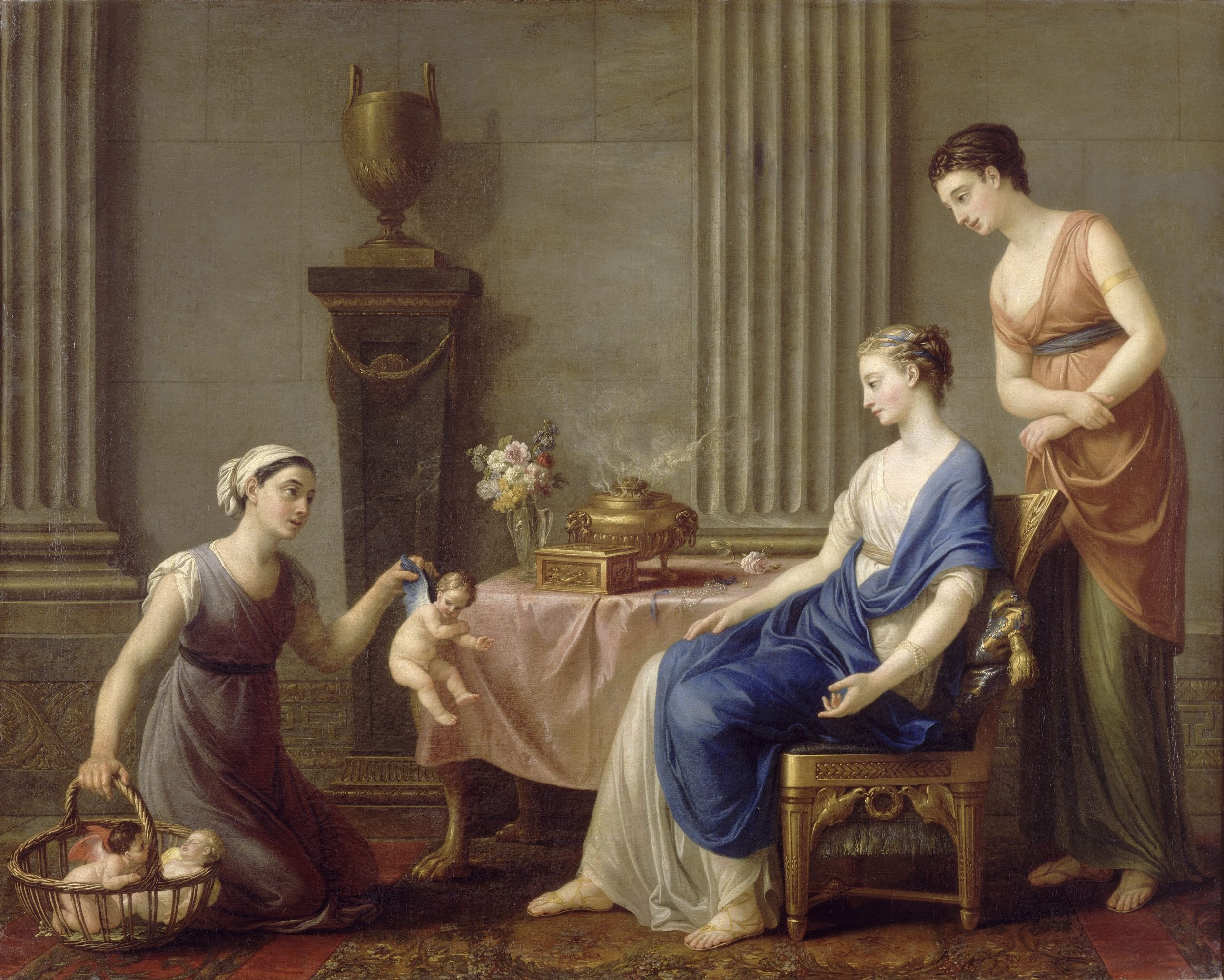
Joseph-Marie Vien, La Marchande d'Amours, 1763, musée national du château de Fontainebleau
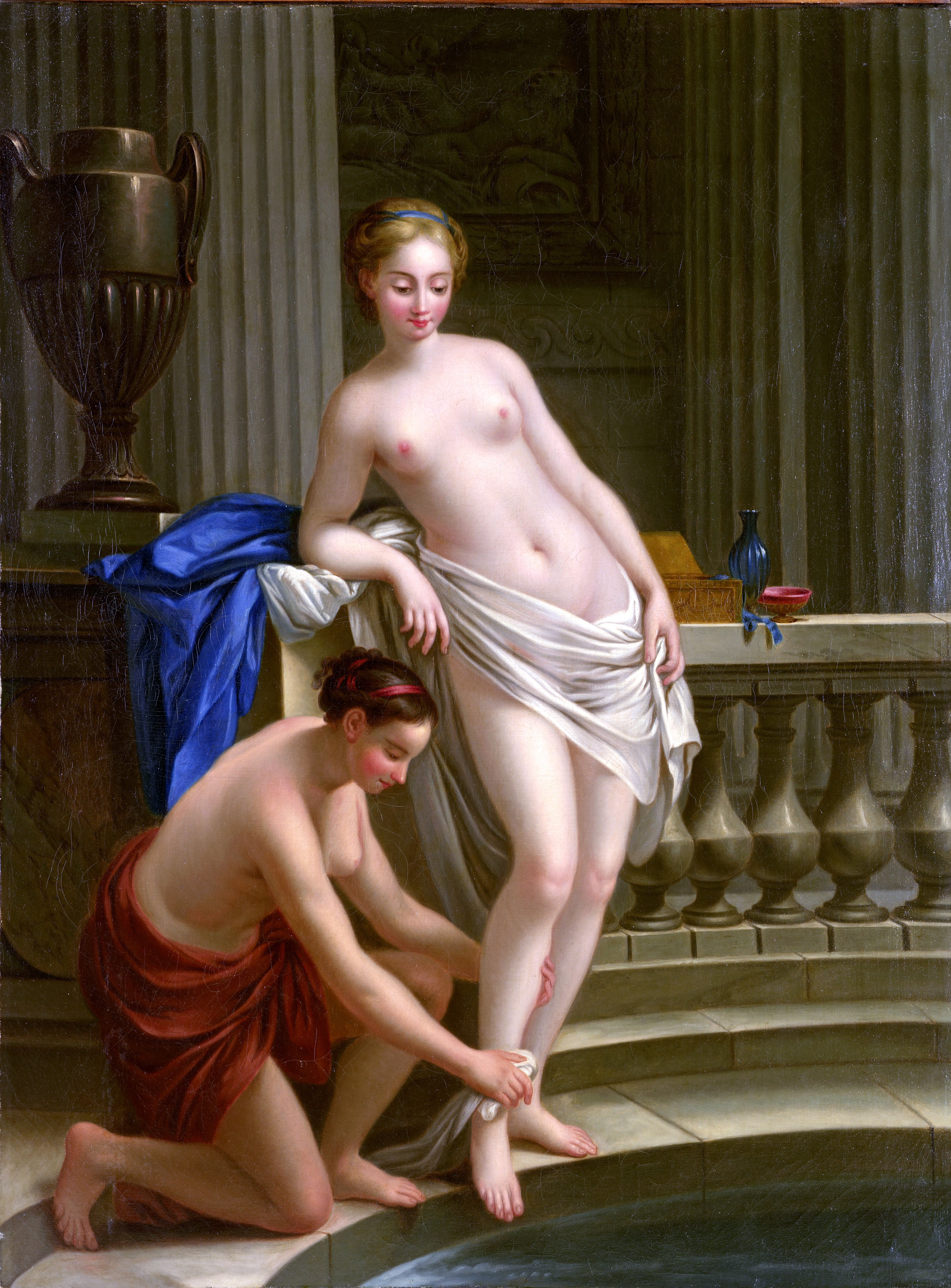
Joseph-Marie Vien, Jeune Fille grecque au bain, 1767, musée d'art de Ponce

### Les premiers peintres néo-classiques
Les quatre premiers représentants du néo-classicisme sont Gavin Hamilton, Benjamin West, Anton Raphael Mengs et Angelica Kauffmann. Influencé par Nicolas Poussin, qui devient son modèle pictural, le peintre écossais Gavin Hamilton entreprend à partir de 1758, lors de son séjour à Rome, une série de peintures d'histoire inspirée du cycle de l'Iliade de Poussin. Son style emphatique caractérise le renouveau du néo-classicisme, qui influencera Jacques Louis David. Une de ses toiles, Andromaque pleurant la mort d'Hector (1764), connaît un succès retentissant par l'intermédiaire des reproductions en gravures de Domenico Cunego. Ce succès, non seulement à Rome mais aussi dans toute l'Europe, amène d'autres artistes anglo-saxons à suivre son exemple, s'appuyant eux aussi sur l'œuvre de Poussin et la sculpture antique.
D'un tempérament plus sobre, Benjamin West applique les théories de Winckelman dans sa peinture d'histoire qui, moins grandiloquente que celle d'Hamilton, s'adapte parfaitement au style néo-classique par l'absence d'éléments décoratifs et d'afféteries. Mais c'est avec La Mort du général Wolfe que West va contribuer significativement et originalement au néo-classicisme en réalisant une peinture d'histoire à thèmes et costumes contemporains, qui rompaient avec la tradition d'un style essentiellement dévolu aux sujets antiques.
Angelica Kauffmann choisit quant à elle une voie plus sentimentale et moins rigoureuse dans son néo-classicisme, appliquée à sa peinture d'histoire et mythologique. Faisant la connaissance de Batoni à Rome, elle reprend dans ses portraits la formule qui avait fait le succès du peintre romain, en peignant des aristocrates en pieds, mais en y mettant plus de sensibilité et une tendance à l'enjolivement. À la fois influencée par Mengs et Hamilton, elle peint des scènes d'histoire d'inspiration troyenne, marquées par un sentimentalisme dans l'expression, en évoluant plus tard vers un souci plus archéologique. Selon Michael Levey, cette manière faite de sentimentalisme et de sensibilité prenait le risque « de tomber dans une formule aussi superficielle que le plus extrême rococo ».

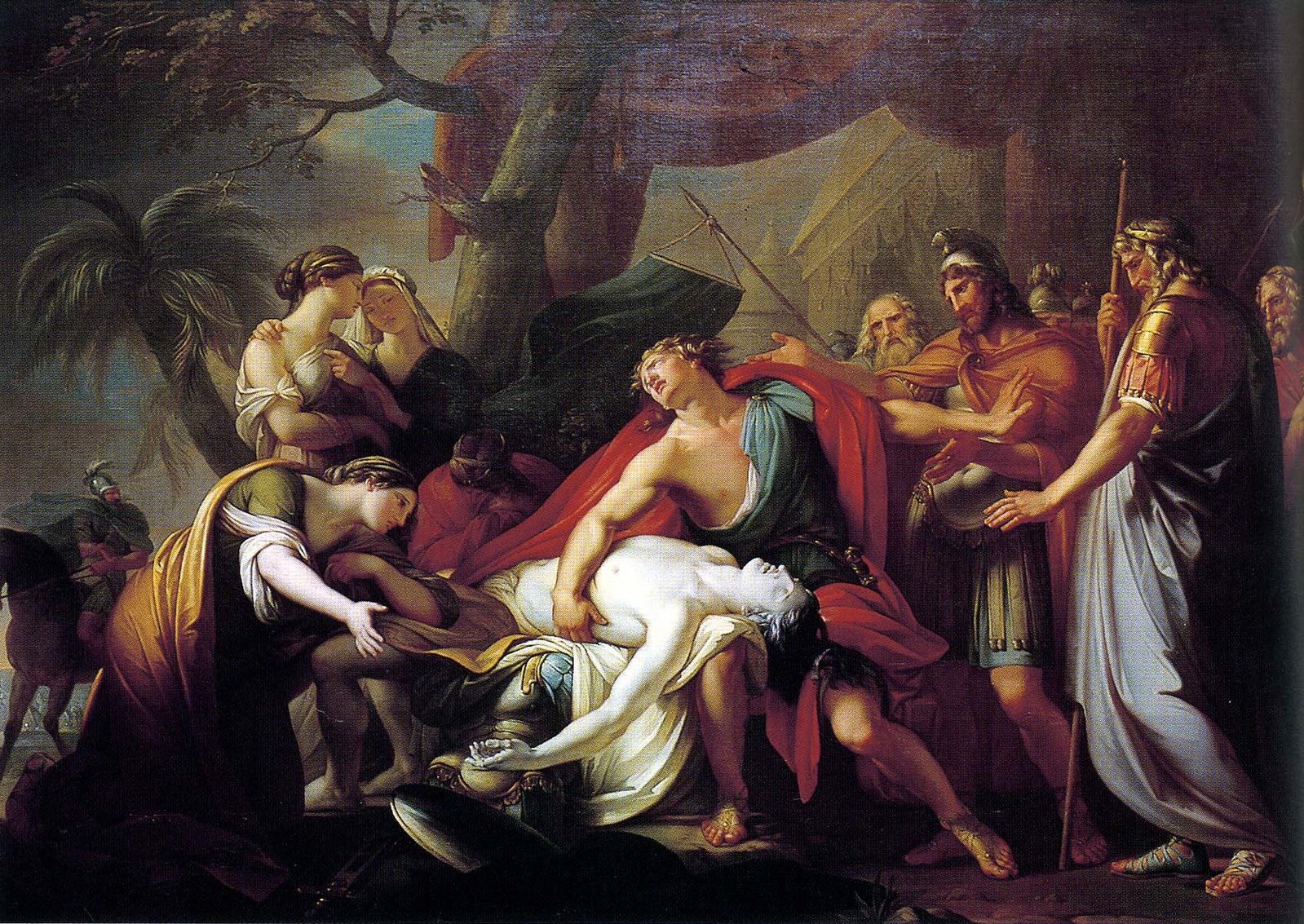
Hamilton, Achille se lamentant sur le corps de Patrocle, 1760-1763, National Gallery of Scotland
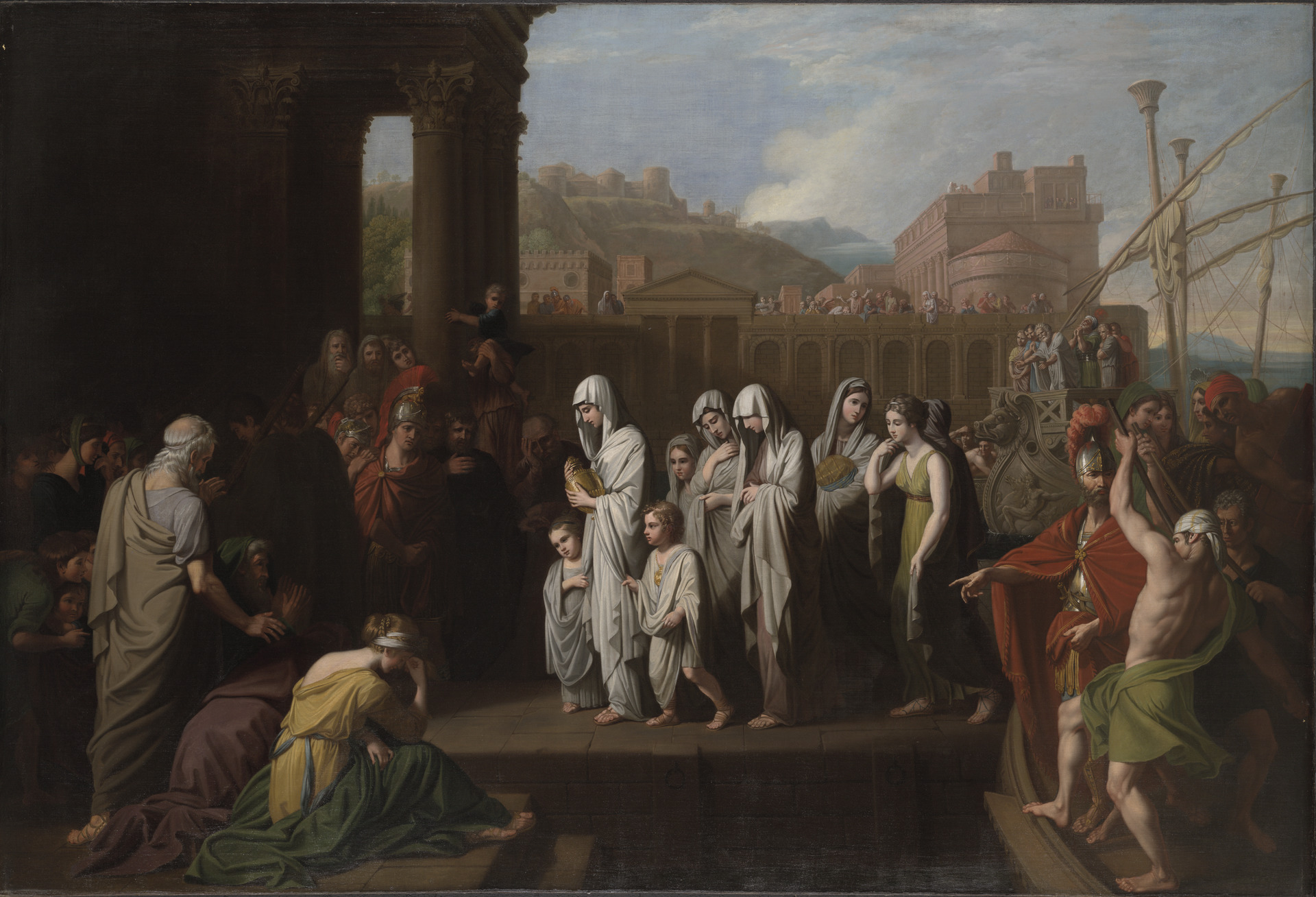
West, Agrippine accostant à Brindes avec les cendres de Germanicus, 1768, Yale University Art Gallery
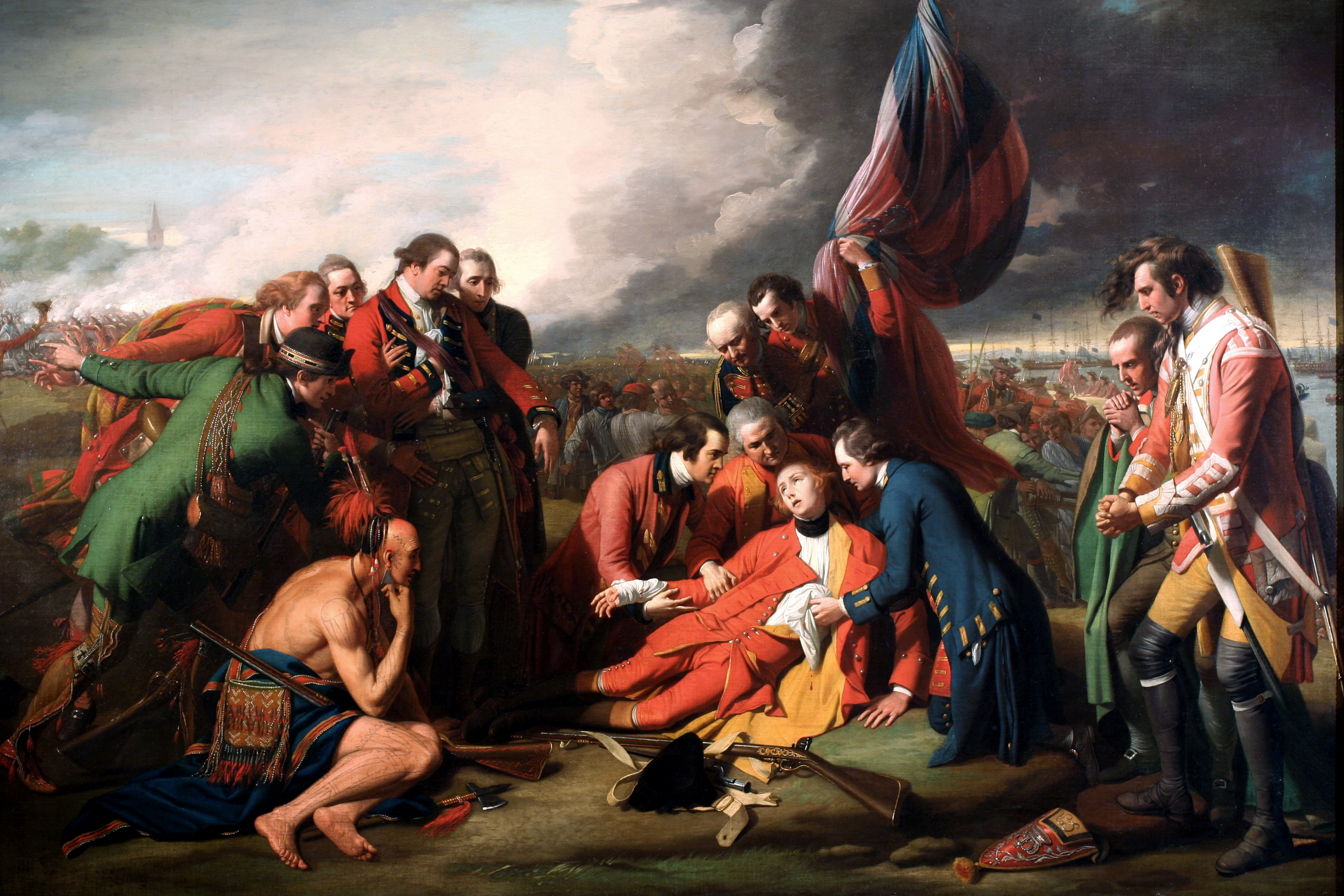
West, La Mort du général Wolfe, 1771, Musée des beaux-arts du Canada
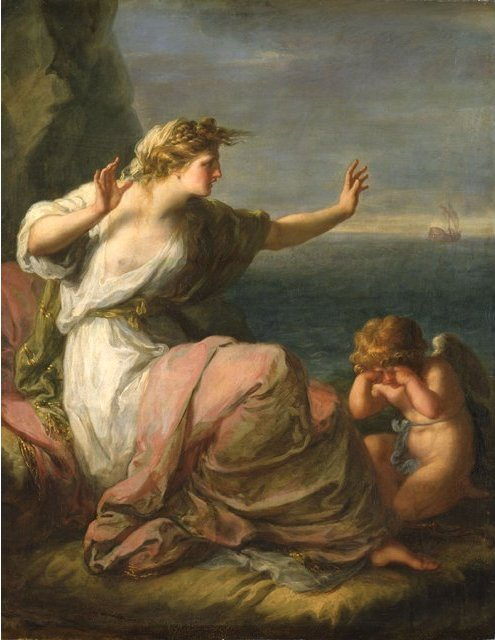
Kauffmann, Ariane abandonnée par Thésée, 1782, Gemäldegalerie Alte Meister

### Mengs premier chef de file du mouvement
Mengs est le peintre qui met en pratique le plus étroitement les théories de Winckelmann et est considéré par celui-ci comme « le plus grand peintre de son temps ». Le Parnasse est le résultat de cette collaboration et le premier manifeste du néo-classicisme en peinture. Longtemps considérée comme l'œuvre clef de ce mouvement artistique, elle en définit le style par son refus des profondeurs et de la perspective, son attachement à la ligne et les attitudes figées des personnages. La fresque reprend des éléments des peintures murales de Pompéi, ainsi que des références à Raphaël et Guido Reni.
Avec Jupiter et Ganymède, Mengs pousse son néo-classicisme vers l'exercice de style, en réalisant une fresque imitant le style pompéien sur un sujet qui est une allusion à l'homosexualité de Winckelmann. L'artiste la fait sciemment passer pour une authentique fresque antique afin de duper l'antiquaire allemand. Cette supercherie organisée avec Giovanni Battista Casanova est liée à une affaire de faux antiques dont l'auteur, Giuseppe Guerra, avait abusé plusieurs amateurs et archéologues. Mengs veut aussi, par ce procédé, régler une controverse avec Winckelmann qui affirme que les peintures murales antiques étaient réalisées à la détrempe, tandis qu'il soutient qu'elles étaient peintes à fresque, technique utilisée pour son Jupiter et Ganymède. La supercherie n'est découverte que dans les années 1950.

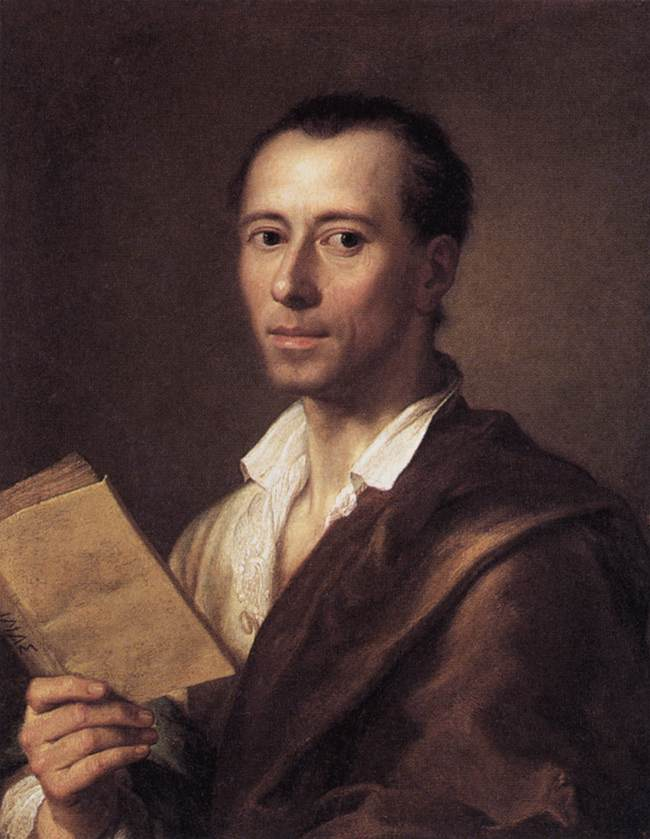
Mengs, Portrait de Johann Joachim Winckelmann, 1762, Metropolitan Museum of Art
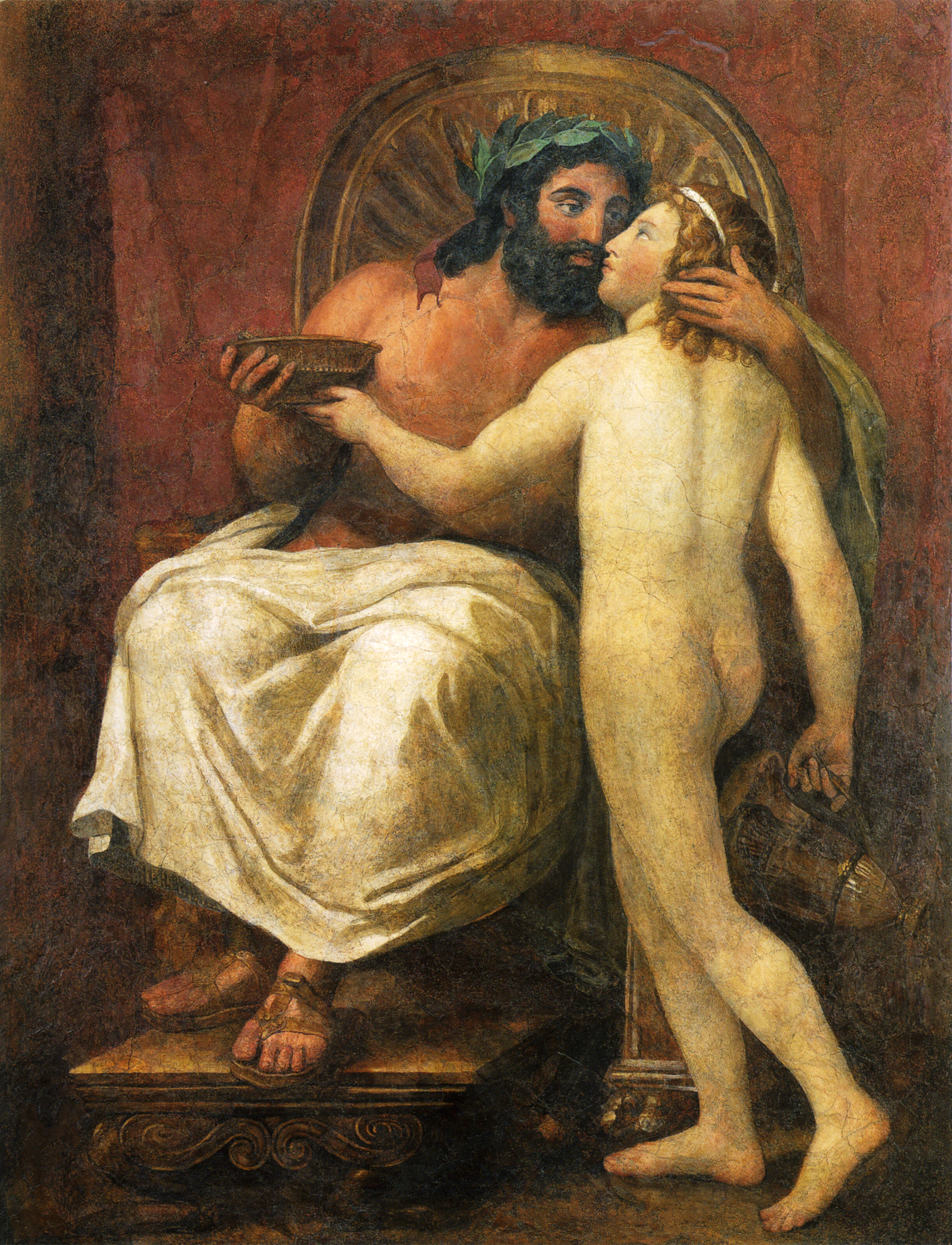
Mengs, Jupiter et Ganymède, 1759, Galerie nationale d'art ancien
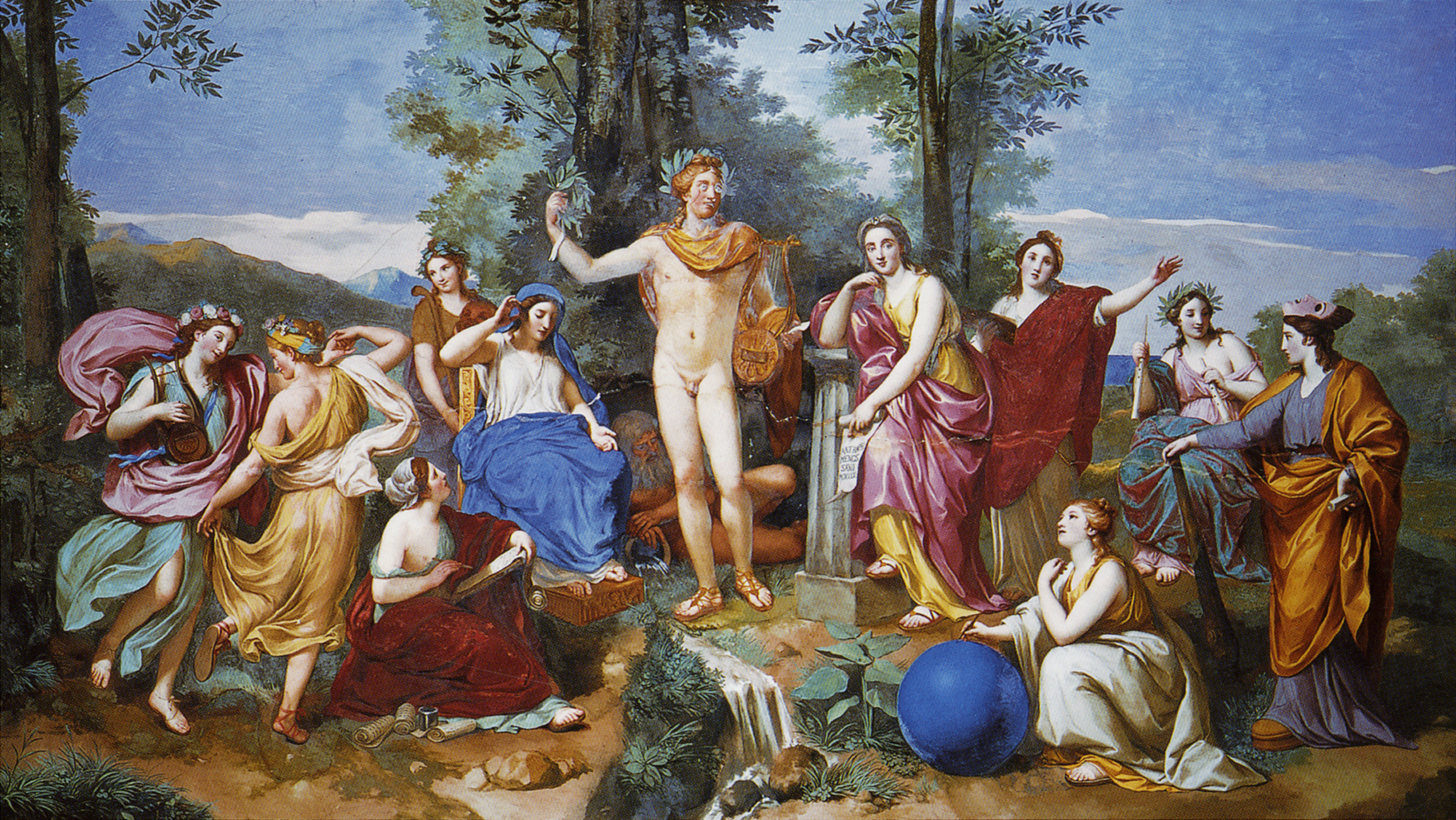
Mengs, le Parnasse, 1761, villa Albani de Rome
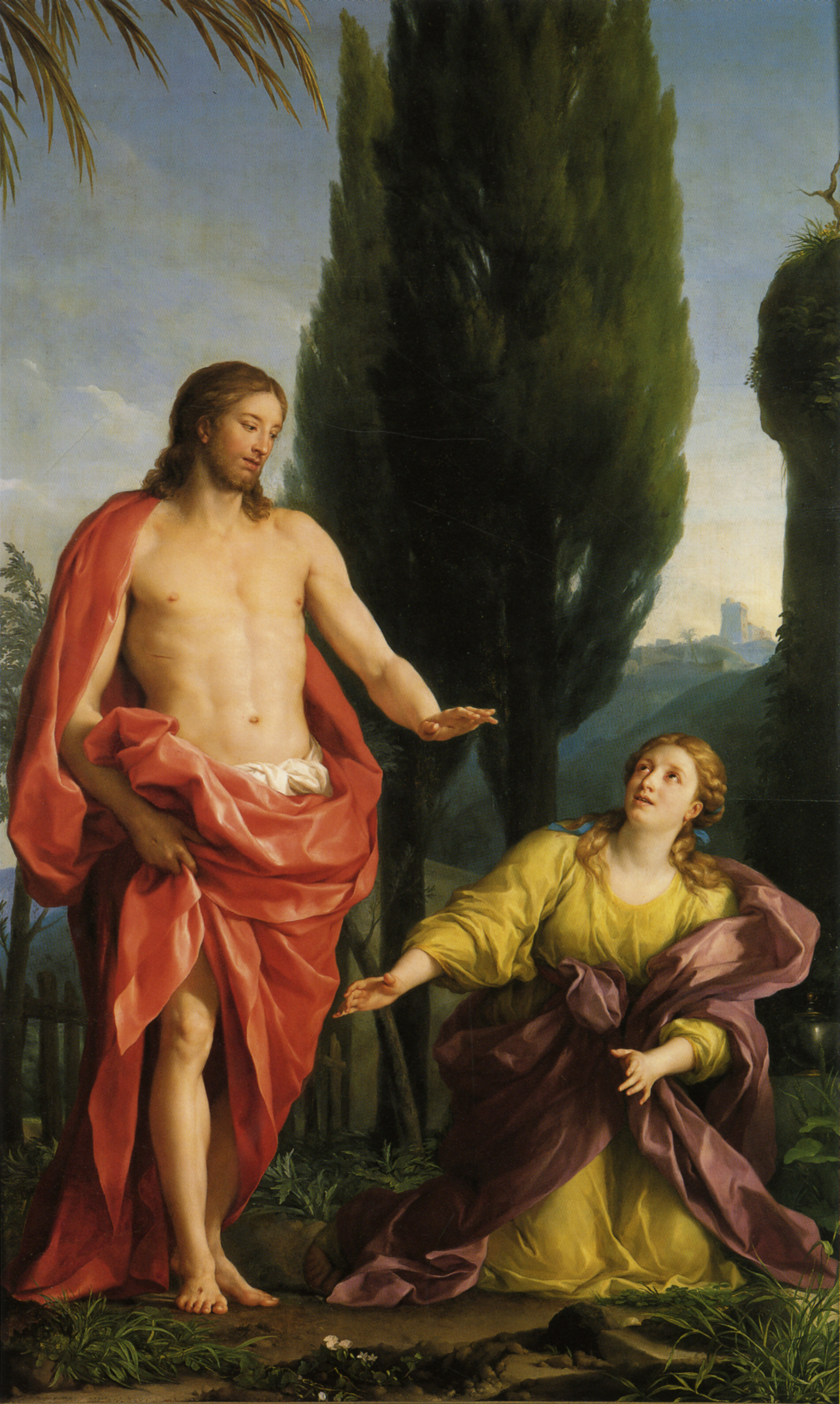
Mengs, Noli me tangere, 1770, National Gallery
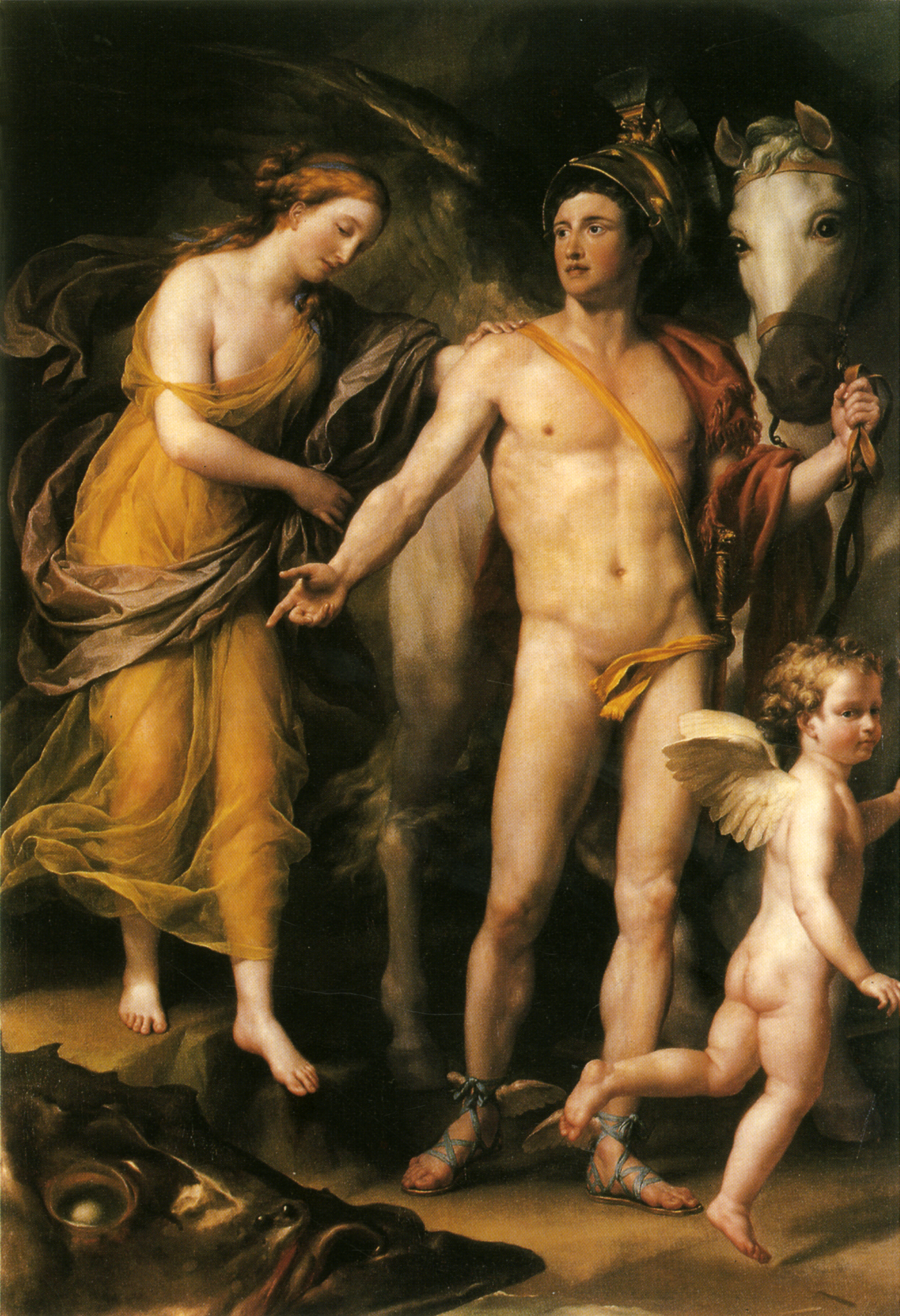
Mengs, Persée et Andromède, 1776, musée de l'Ermitage

### Le néo-classicisme britannique
Les peintres britanniques étant plus portés vers l'érudition et la recherche d'authenticité dans le traitement de la peinture d'histoire que leurs homologues européens, ils jouent un rôle primordial dans la vogue du néo-classicisme. Hormis Hamilton et West, d'autres peintres contribuent à l'essor de ce mouvement artistique entre 1760 et 1785. Cependant c'est aussi depuis la Grande-Bretagne que s'établit la contestation du dogme winckelmannien du beau, par l'intermédiaire du traité d'Edmund Burke Recherche philosophique sur l'origine de nos idées du sublime et du beau  (1757). Sous l'influence de ce traité, des artistes évoluent vers une peinture plus expressive et se détachent des thèmes strictement antiques pour aller vers des sujets inspirés de Shakespeare ou Ossian, amorçant une évolution vers le préromantisme.
James Barry, ayant séjourné à Rome entre 1766 et 1769 avant de s'installer à Bologne l'année suivante, réalise en 1770 un Philoctete sur l'île de Lemnos qui est une illustration de l'interprétation du sublime de Burke et du traitement des émotions dans l'art antique, tels que Gotthold Ephraim Lessing les avait théorisés dans son Laocoon ou Des limites respectives de la poésie et de la peinture, ouvrage qui eut un grand impact sur l'art néo-classique après 1769.
Joseph Wright dit Wright of Derby auteur de scènes de genre en clair-obscur, sous l'impulsion de son commanditaire l'entrepreneur et amateur d'antiques Josiah Wedgwood, réalisa la Jeune Corinthienne, toile inspirée d'une légende rapportée par Pline l'Ancien et son pendant, Pénélope défaisant son ouvrage, dont la composition profilée prenait modèle sur les peintures des vases antiques. Ce tableau rencontra le succès lors de son exposition en 1785. Peint par Wright en 1772, Miravan forçant la tombe de ses ancêtres, à travers l'évocation d'une scène illustrant la cupidité, peut être vu comme une critique contre le pillage des lieux antiques.

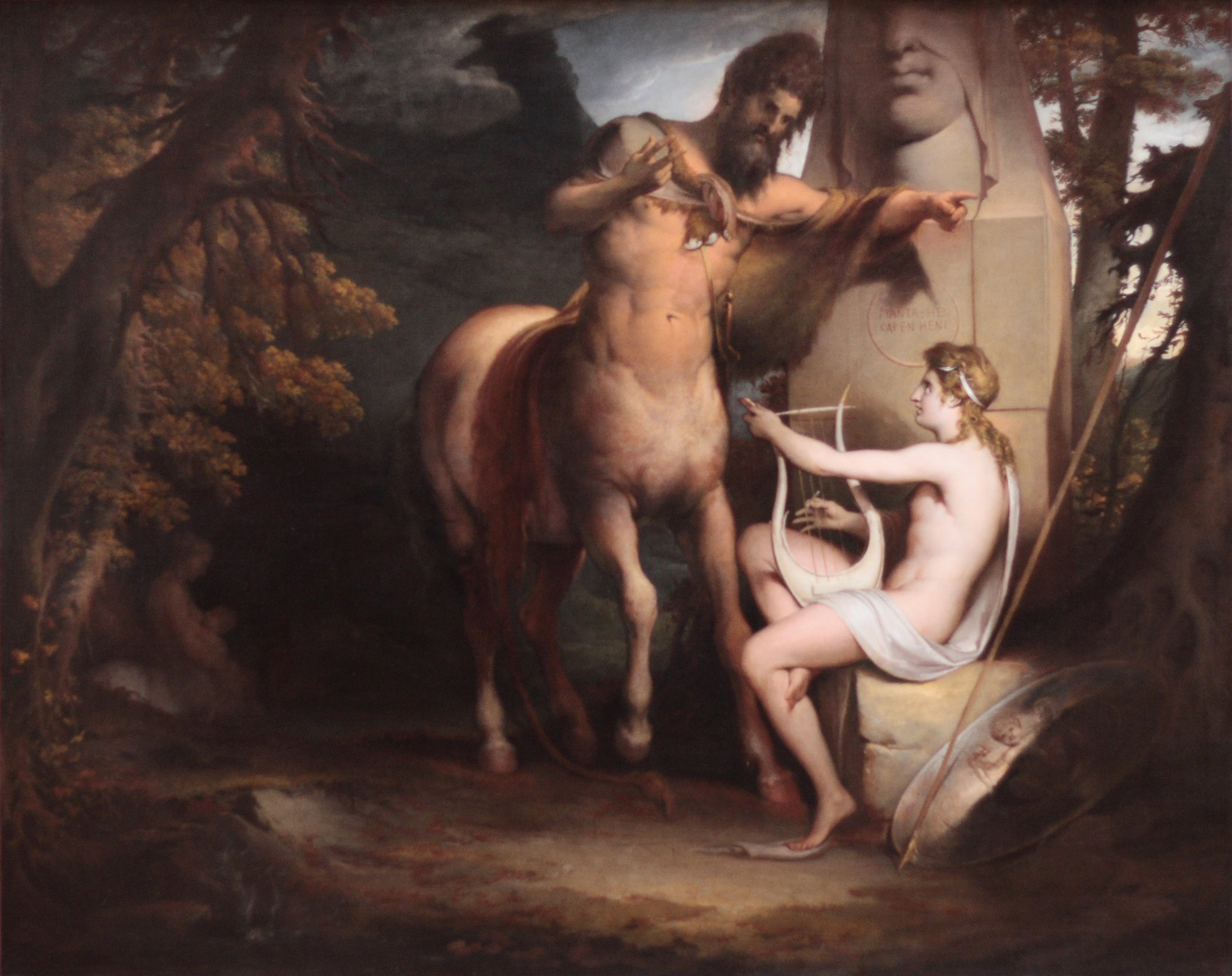
Barry, L'éducation d'Achille
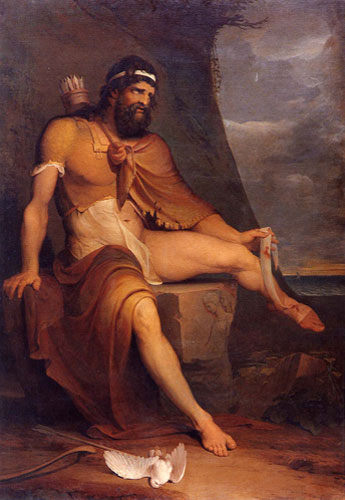
James Barry, Philoctète sur l'île de Lemnos
Wright of Derby, la Jeune Corinthienne
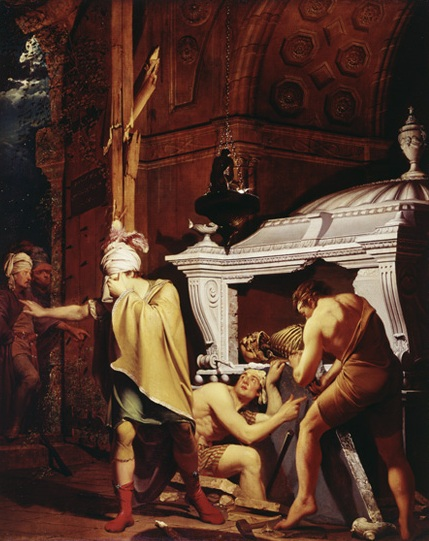
Wright of Derby, Miravan forçant la tombe de ses ancêtres

### Füssli et Blake, du néo-classicisme au romantisme
Johann Heinrich Füssli et William Blake, deux artistes atypiques et indépendants, traduisent dans leurs peintures une rupture dans le néo-classicisme et une évolution vers le romantisme. Dans le choix de thèmes fantastiques et bibliques, ils se situent dans la droite lignes des théories de Burke sur le sublime.
Figure à part dans le néo-classicisme, d'origine suisse et de formation littéraire, Füssli a traduit Winckelman en anglais. Il se lance tardivement dans la peinture en 1768 sur les conseils de Joshua Reynolds. Ses premières œuvres, des lavis faits à Rome lors de son séjour entre 1770 et 1778, témoignent de l'influence des artistes néo-classiques qu'il fréquente, Mengs et David avec qui il se lie d'amitié, et en particulier, le sculpteur Johan Tobias Sergel. À cette période il fait son dessin aquarellé L'Artiste accablé par la grandeur des ruines antiques. Connaisseur de la culture grecque, en particulier d'Homère, elle lui sert de source d'inspiration pour ses dessins. À son retour en Angleterre, il réalise Le Serment de Grütli dont la composition et le thème inspiré de l'antique se retrouveront dans Le Serment des Horaces de David. Connaisseur de Winckelman, il ne suit pas ses idées sur le beau, et s'oriente vers des visions cauchemardesques et fantastiques. Sa peinture illustre le style « sublime » théorisé par Burke, en usant d'effets de pénombre et de confusion des formes, là où Winckelman préconisait la netteté des contours. En 1782 il fait sensation en exposant le Cauchemar, œuvre qui préfigure, par son thème et l'ambiance sombre de la scène, le romantisme gothique.
Figure tout aussi particulière dans le néo-classicisme, William Blake va développer un style original sur des thèmes bibliques et médiévaux. À la base graveur, formé à la peinture d'histoire en 1779 à la Royal Academy, il va cependant se détacher de la doctrine qui y est enseignée pour devenir un artiste indépendant. Ami de Füssli et Flaxman, dont les œuvres l'influencent, admirateur de James Barry et marqué par les œuvres de Michel Ange, il évolue alors vers une peinture faite de fantastique et d’archaïsme, et se tourne principalement vers l'illustration d'auteurs anciens comme Dante et Milton et aussi de ses propres poèmes. Il privilégie la technique de l’aquarelle, plus appropriée à l'illustration. Sa carrière artistique prend un tour décisif quand il expose à la Royal Academy en 1785 trois aquarelles sur le thème de Joseph, ainsi que Les Lamentations de Job.

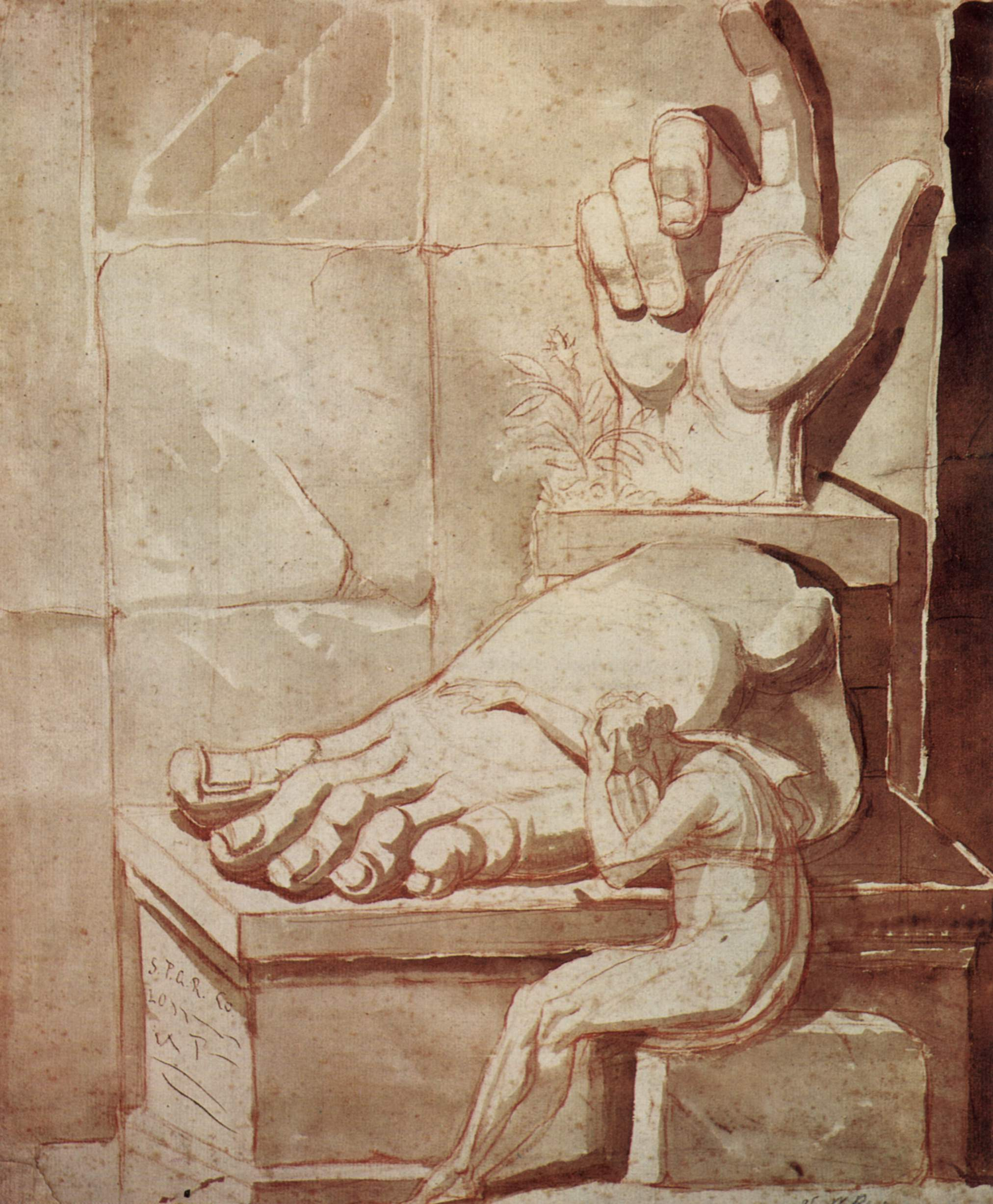
Johann Heinrich Füssli, L'Artiste accablé par la grandeur des ruines antiques, 1778-1780 Kunsthaus Zürich.
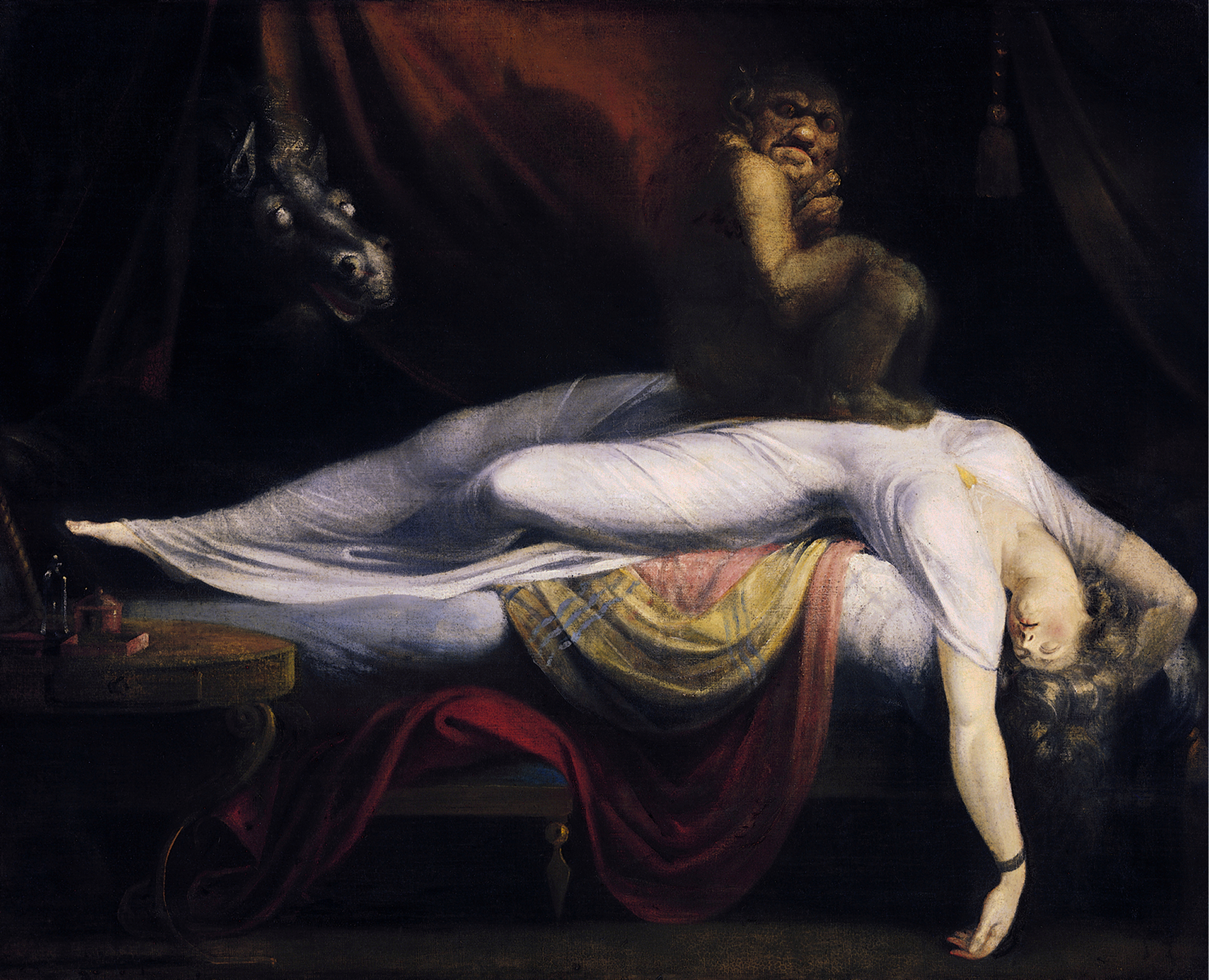
Füssli, Le Cauchemar, 1781, Detroit Institute of Arts.
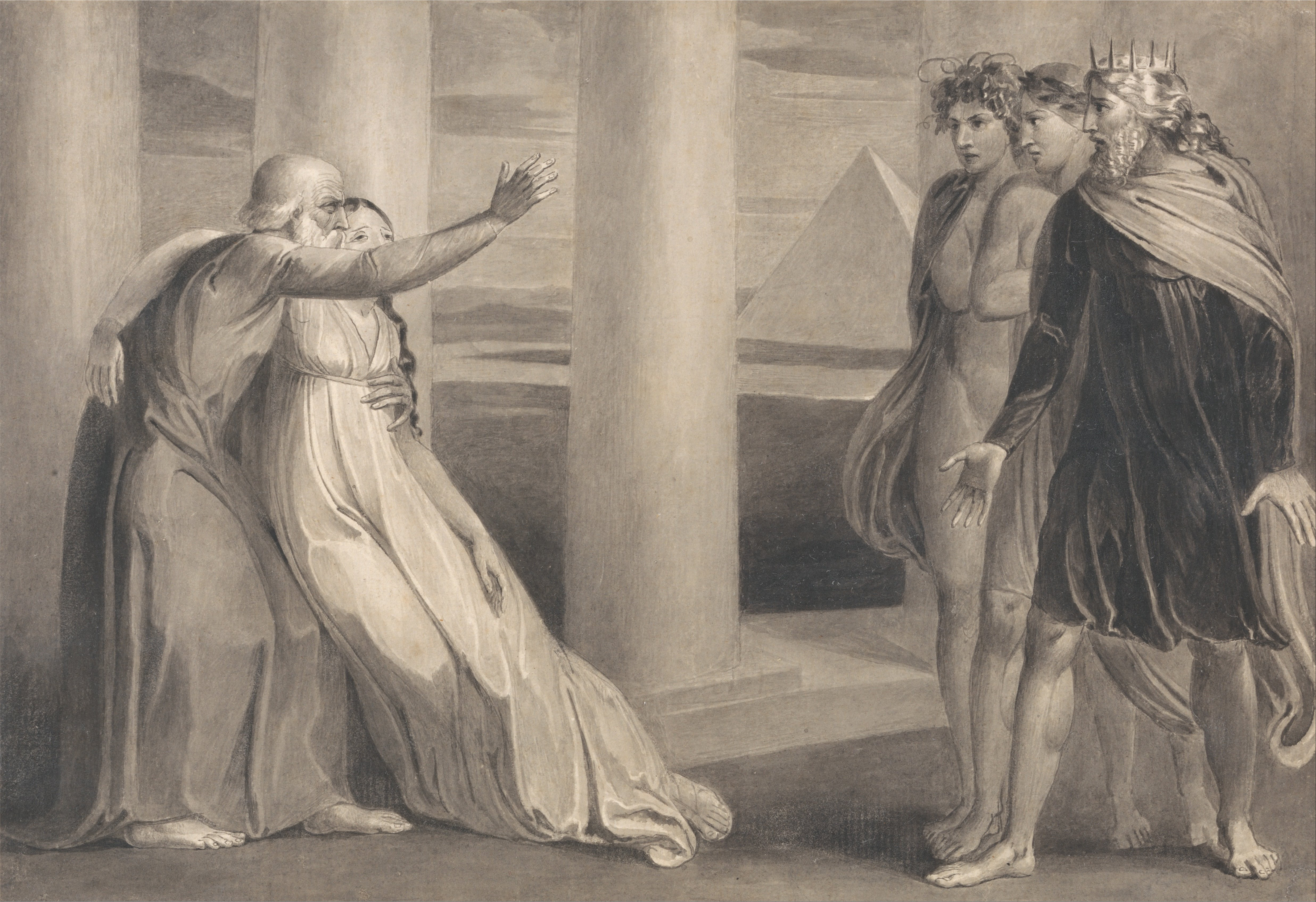
William Blake, Tiriel soutenant son épouse mourante Myratana.
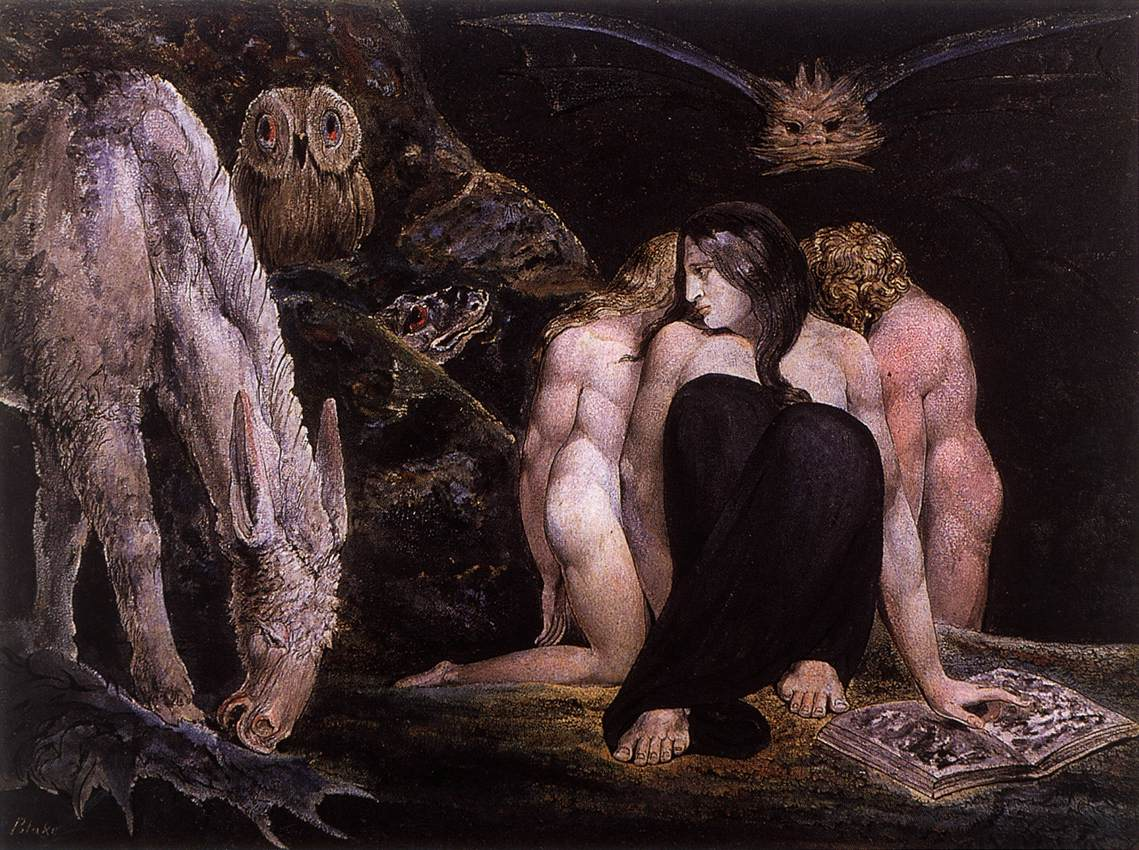
William Blake Hécate ou La nuit de joie d'Enitharmon.

### Le néo-classicisme en Italie après Batoni
L'Italie et Rome en particulier, représentent le centre historique du néo-classicisme de par l'installation d'artistes germaniques, britanniques et français qui y puisent leurs modèles. Pourtant en peinture le néo-classicisme italien, représenté principalement par les écoles romaine et lombarde, est en retrait, à la différence de la sculpture où la figure d'Antonio Canova prédomine. Ce paradoxe s'explique selon Pierre Cabanne par la trop grande proximité des vestiges et souvenirs rappelant l'histoire romaine aux artistes italiens.
Parmi les peintres de l'école romaine, Gaspare Landi, élève de Pompeo Batoni, réalise des fresques et se distingue par ses portraits. Autre figure du néo-classicisme romain, Vincenzo Camuccini, artiste officiel du pouvoir pontifical, laisse une importante production de peintures d'histoire et religieuses, dont la Mort de Jules César. Pietro Benvenuti représentant du néo-classicisme florentin quant à lui, se spécialise dans la peinture d'histoire et devient sous l'Empire napoléonien peintre à la cour d'Élisa Bonaparte.
La figure la plus importante du néo-classicisme italien en peinture est le lombard Andrea Appiani, peintre et fresquiste, dont les décors peints de la villa royale de Monza et de la coupole de Santa Maria presso San Celso traduisent un style élégant hérité de l'académisme milanais. Les influences de Léonard de Vinci et du Corrège, dont il emprunte les styles dans le traitement des cheveux ou des sourires, caractérisent sa manière sinueuse et ondoyante, dont Mario Praz observe dans la Toilette de Junon d'étranges analogies avec Gustave Moreau. Premier artiste italien à se mettre au service de Napoléon, lors de la première campagne d'Italie, il réalise pour le palais royal de Milan une frise en grisaille, en faux bas-relief, Les Fastes de Napoléon Ier. Les deux autres représentants du néo-classicisme lombard, sont Giuseppe Bossi et Luigi Sabatelli.

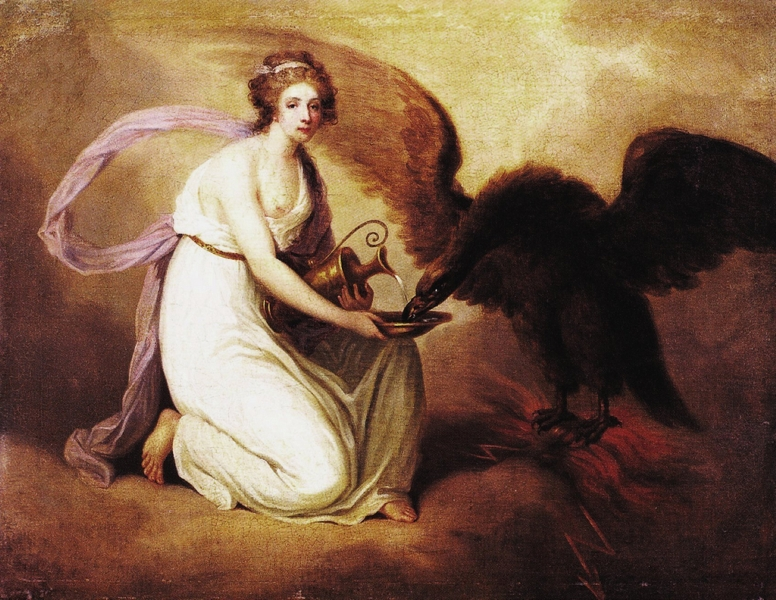
Gaspare Landi, Hébé offrant une coupe à Jupiter métamorphosé en aigle, 1790
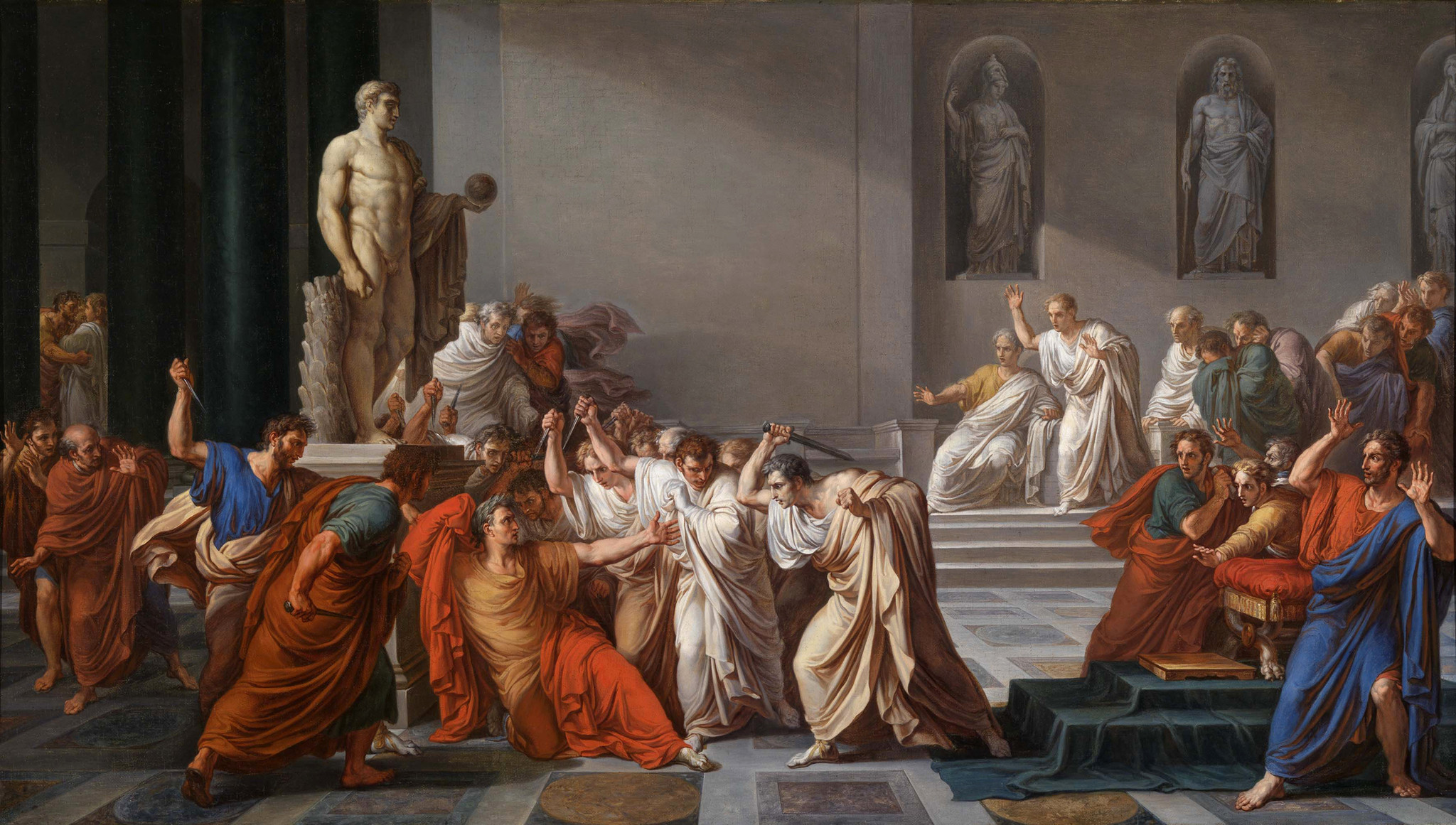
Camuccini, La Mort de César, 1793-1798, Galerie nationale d'art moderne et contemporain, Rome
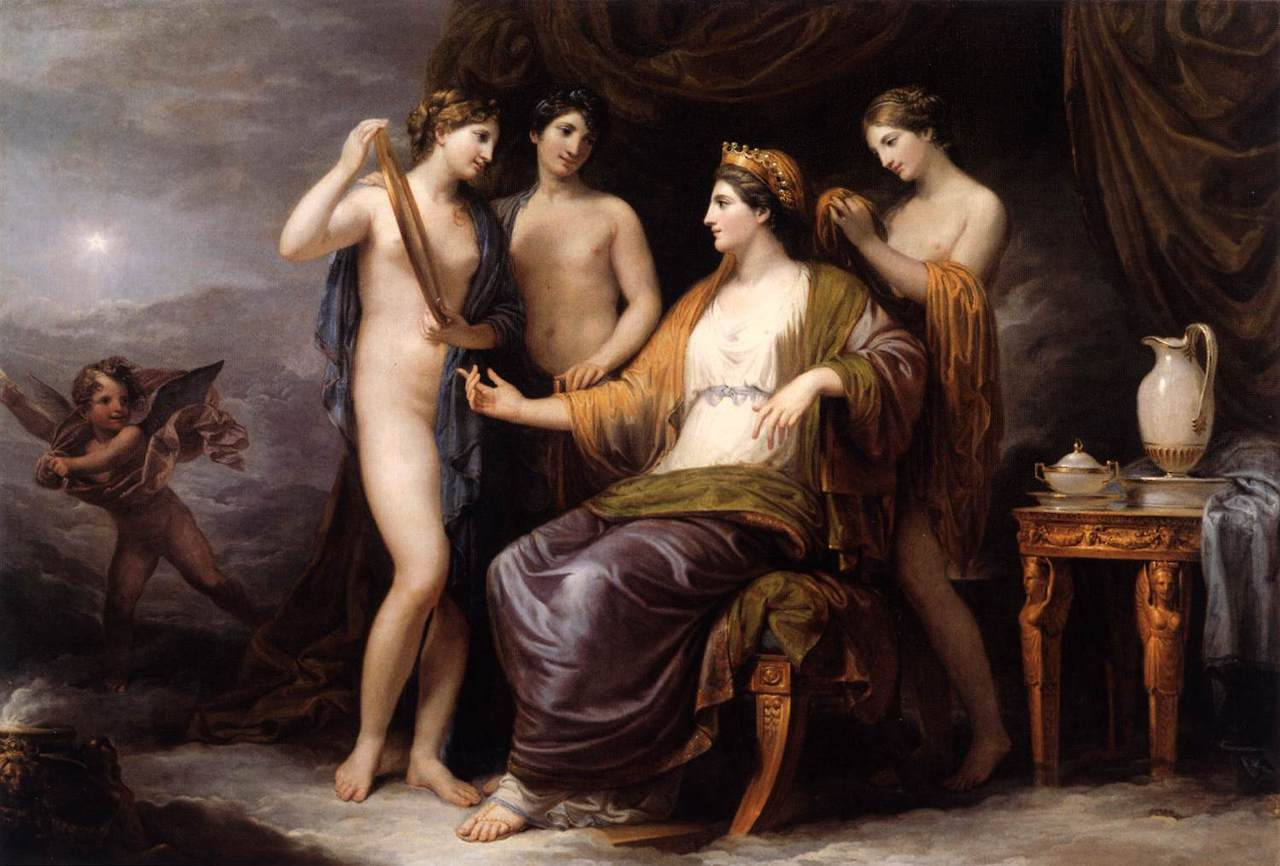
Andrea Appiani, la Toilette de Junon 1811, Pinacoteca Tosio Martinengo, Brescia
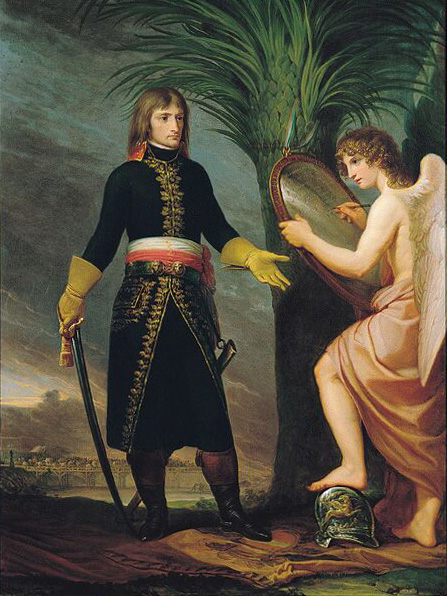
Appiani, le Général Bonaparte et le génie de la victoire, 1797

### Le néo-classicisme germanique après Mengs
La prééminence du néo-classicisme germanique aux premiers temps du mouvement et jusqu'à la Révolution française est liée à la forte présence d'artistes allemands à Rome. Ce groupe nommé les « Allemands de Rome », réunis autour de Winckelman et Mengs, adoptèrent l'idéal néo-classique dont l'idée était d'exalter « la noble simplicité et la grandeur tranquille ». Le néo-classicisme germanique connaît deux périodes : une première de tendance académique, marquée par l'influence de l'Antiquité, et une seconde qui voit l'essor du Sturm und Drang et s'inspire de la nature. L'une des œuvres capitales et représentatives de cet état d'esprit est le portrait de Goethe dans la campagne romaine par Johann Heinrich Wilhelm Tischbein peint en 1787, symbolisant la fusion de la nature et de l'antiquité.
Vers les années 1780, cette domination germanique est contestée par la France, représentée par l'Académie de Rome, et une concurrence se développe, teintée d'antagonisme national, entre deux visions du néo-classicisme : celle des germaniques marquée par l'hellénisme et celle des Français inspirée par la république romaine. C'est dans le cadre de cette concurrence que Tischbein peint Hector défiant Paris en présence d’Hélène, en réponse au succès du Serment des Horaces de David, qui remettait en cause la prééminence germanique à Rome.
Jakob Philipp Hackert, un des premiers membres du groupe des « Allemands de Rome », se singularise dans le genre du paysage. De formation baroque, il adopte le néo-classicisme lors de son séjour à Rome en 1764 et fait évoluer sa peinture dans un style plus clair et topographique. Dans une vision plus héroïque et poétique du paysage, et opposés à la conception d'Hackert, se démarquent Johann Christian Reinhart et surtout Joseph Anton Koch, chef de file du paysage néo-classique allemand, qui refusent la simple imitation de la nature pour imaginer des paysages idéaux.
D'origine danoise, Asmus Jacob Carstens apparaît comme la figure la plus radicale du néo-classicisme germanique. Qualifié par Goethe de « génie avec lequel on est si heureux de commencer la nouvelle époque de l'art », disciple de Mengs et Winckelmann, il tenta d'aller plus loin dans la recherche du beau idéal, en réalisant des peintures monochromes imitant les bas-reliefs. Inspirées à la fois de la statuaire antique et de Michel-Ange, ses œuvres, principalement des dessins rehaussés d'aquarelle, auront une influence sur les néo-classiques radicaux comme la secte des Barbus, privilégiant la ligne pure et le contour net, ainsi que sur les nazaréens.

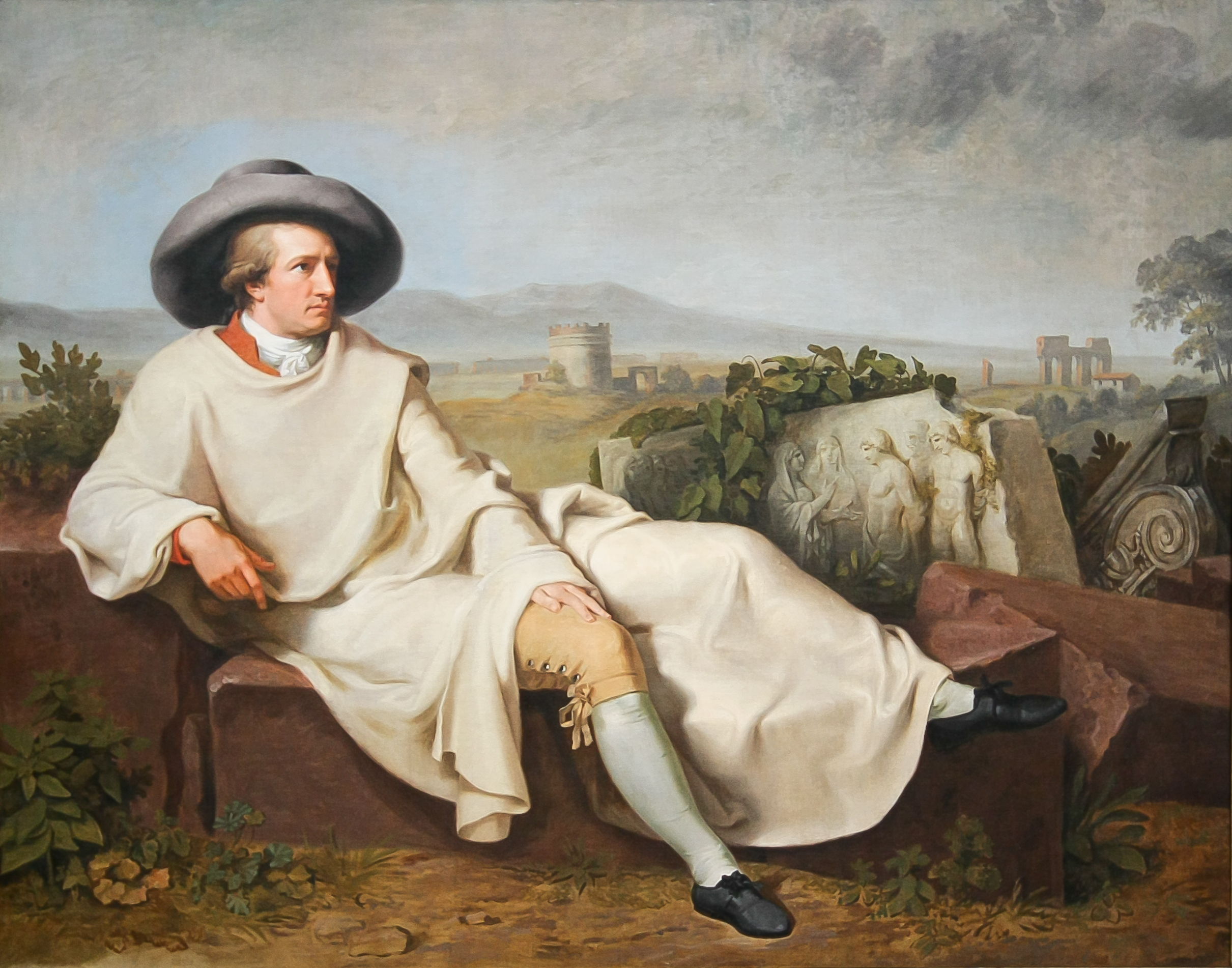
Tischbein, Goethe dans la campagne romaine
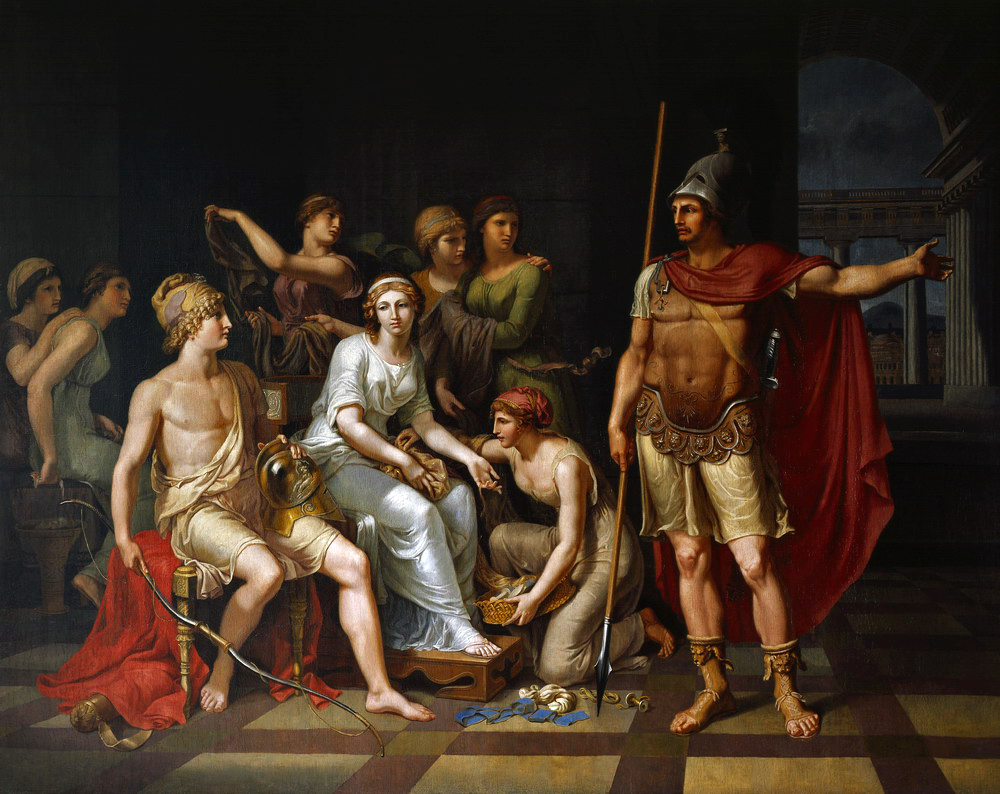
Tischbein, Hector défiant Paris en présence d’Hélène
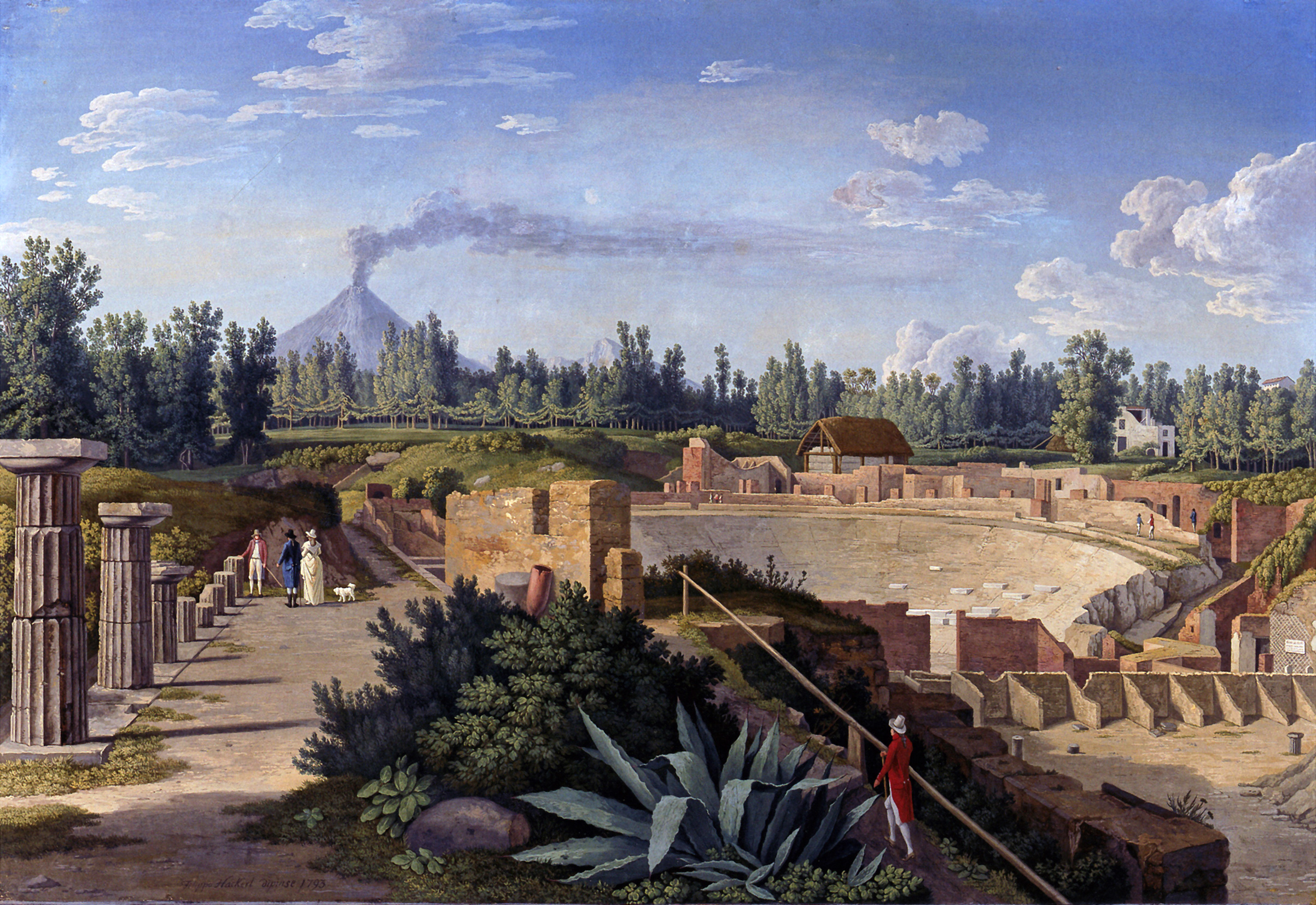
Jakob Philipp Hackert, Vue du Grand théâtre de Pompéi
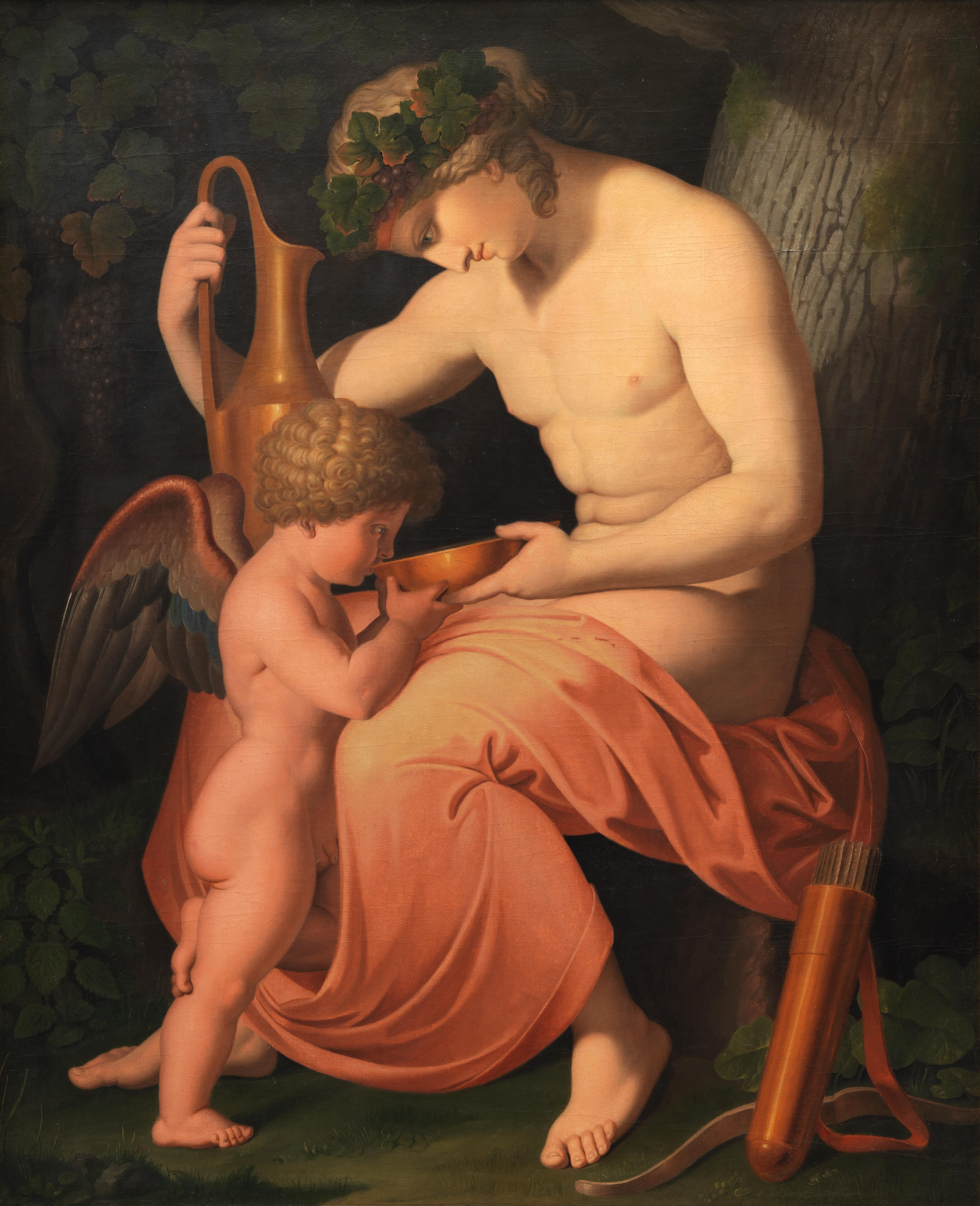
Asmus Jacob Carstens, Bacchus et Cupidon

### La première génération néo-classique en France
L'adoption du nouveau style néo-classique dans la peinture française est liée à la réorganisation des beaux-arts en France après l'accession de Louis XVI au trône en 1774, mettant fin à la domination du rococo sous le règne de Louis XV. La nomination du comte d'Angiviller à la direction des bâtiments du Roi, et plus directement encore celle de Joseph-Marie Vien à la tête de l'Académie de France à Rome, succédant à Charles Natoire, vont avoir un impact décisif sur les changements esthétiques dans la peinture. Ces changements se manifestent dans les œuvres des élèves de Vien, Pierre Peyron, Jean-Baptiste Regnault, François-André Vincent et Jacques-Louis David, qui à Rome, sous l'égide de leur maître, forment la première génération de peintres néo-classiques français.
Pierre Peyron en réalisant en 1779 son Bélisaire est le premier élève à intégrer dans sa peinture les nouveaux principes inspirés de l'antique édictés par Vien. Par la frontalité de la composition, la disposition des personnages de profil et le choix d'une gamme éteinte pour les couleurs, la toile devient le modèle à suivre pour les artistes français et influence durablement la peinture de David, qui a dit de son condisciple : « Peyron m'a ouvert les yeux ».
Avec le Président Molé saisi par les factieux au temps des guerres de la Fronde, François André Vincent marque le Salon de 1779 en représentant un sujet d'histoire moderne à l'exemple de Benjamin West. Par cette œuvre il inaugure le réalisme historique, qui sera en vogue dans le romantisme français avec Delacroix.
Jean-Baptiste Regnault se fait connaître en exposant à Rome son Baptême du Christ, qui lui vaut la remarque admirative de Anton Raphael Mengs qui s'exclame « questo e di scuola nostra ». L'Éducation d'Achille, œuvre de réception à l'Académie royale de peinture et de sculpture, connaît la célébrité par les nombreuses reproductions en gravures. D'un style raffiné, privilégiant la rondeur des formes, des couleurs plus vives et lumineuses, influencé autant par l'Antique que par l'école de Bologne, Regnault, dans un néo-classicisme moins rigoureux et sévère, se démarque de ses condisciples.
Entre 1775 et 1781 Jacques-Louis David va lentement se convertir au néo-classicisme. Ses premiers envois de Rome dénotent encore l'influence baroque et caravagesque qui marquent ses années d'apprentissage. En témoigne les Funérailles de Patrocle, encore marqué par une composition confuse. Le séjour à Naples et la découverte des vestiges d'Herculanum amorcent le changement de style. À son retour de Naples il peint en 1780 Saint Roch intercédant la Vierge, dont la présentation à Rome va impressionner les critiques par le caractère violent et dramatique du traitement pictural. Ce premier succès est suivi par Bélisaire demandant l'aumône, qui marque la conversion de David au néo-classicisme et enthousiasme la critique au salon de 1781.

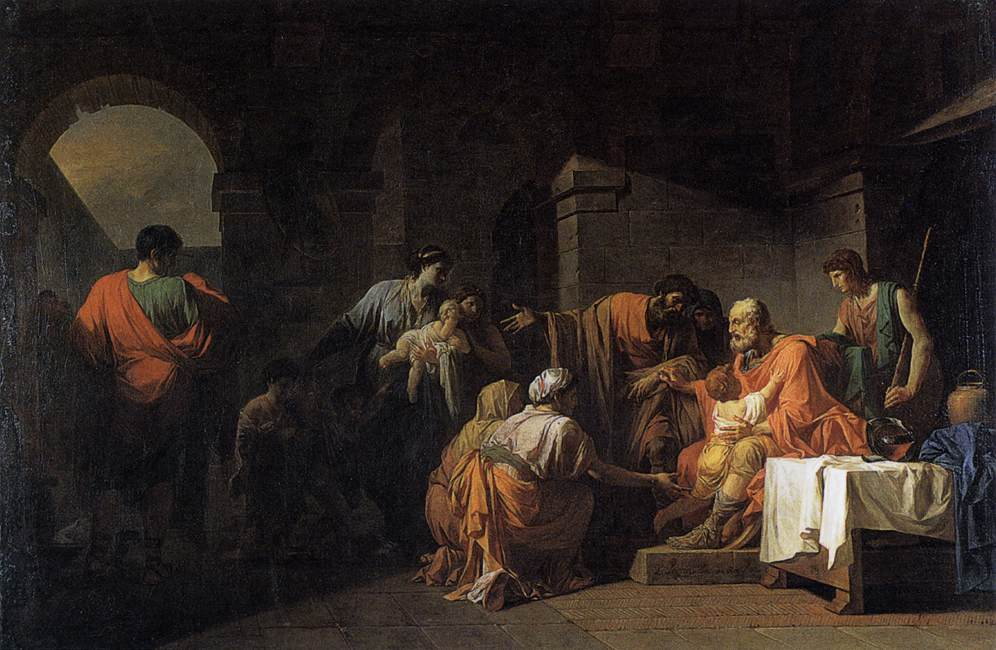
Peyron, Bélisaire
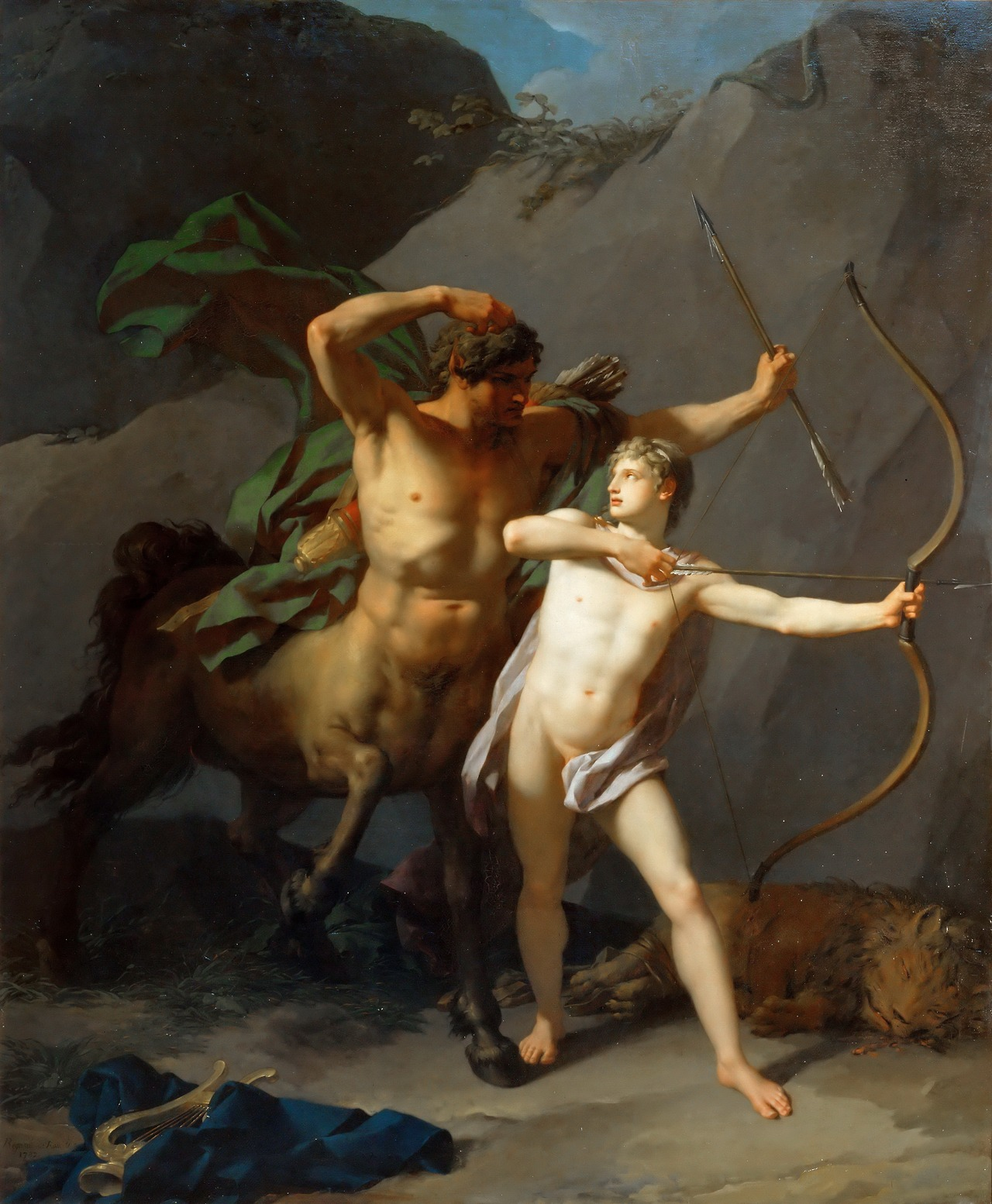
Regnault, l'Éducation d'Achille
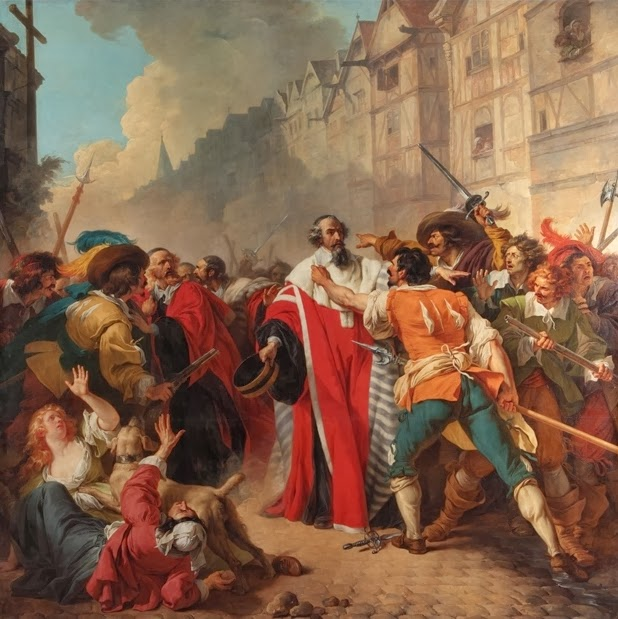
Vincent, Molé et les factieux
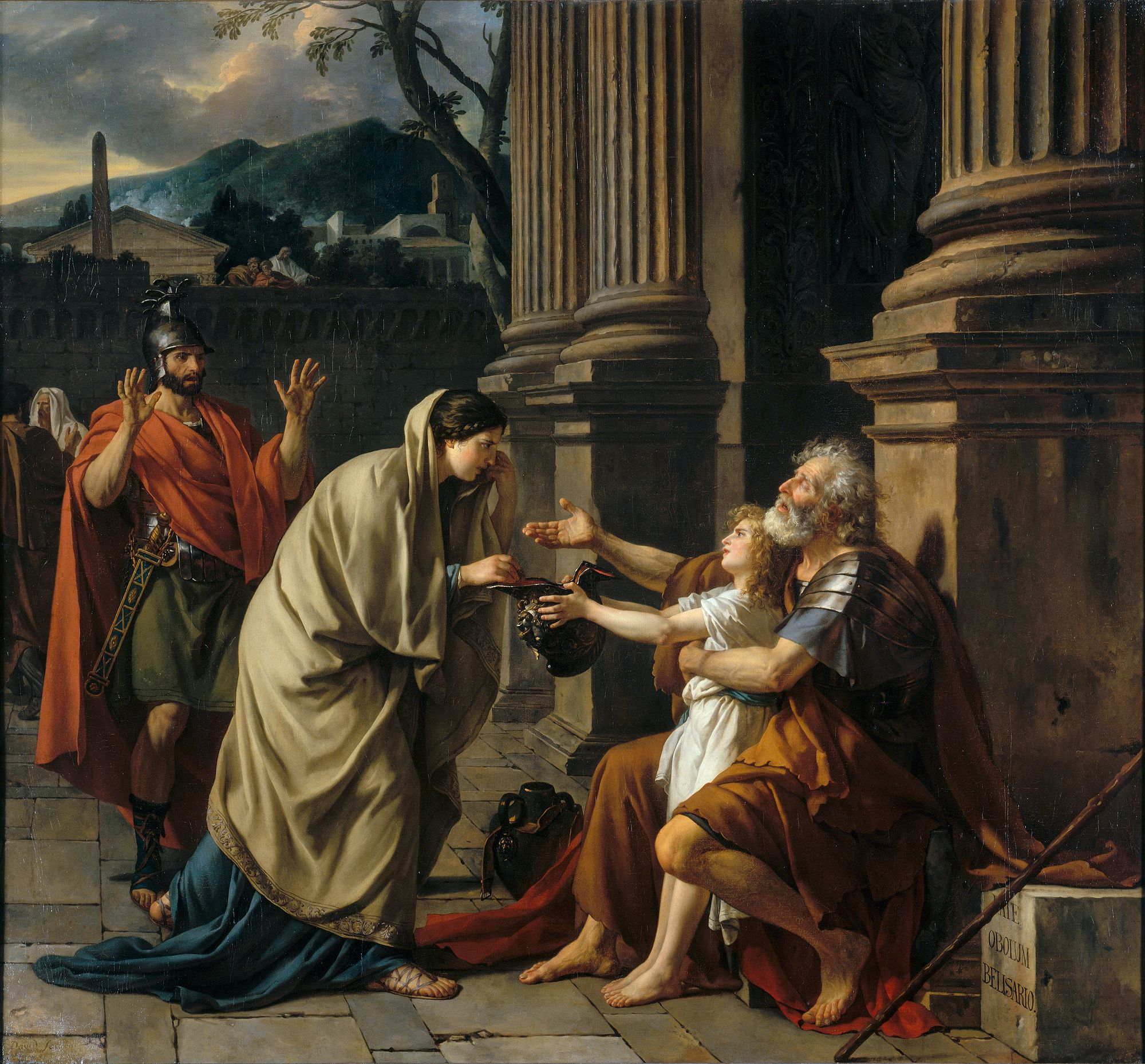
David, Bélisaire demandant l'aumône

### David second chef de file
Le Serment des Horaces voit la consécration de David comme chef de file du néo-classicisme. La nouveauté du tableau exaltant des valeurs de patriotisme et de civisme, suscite l'enthousiasme des visiteurs qui le voient à Rome, dont Pompeo Batoni et Tischbein. Si, dans son Bélisaire, David était encore marqué par un style « néo-poussinien », et si on lui avait reproché les tons trop sombres de La Douleur d'Andromaque, avec les Horaces il renouvelle sa peinture en purifiant les formes, en simplifiant la composition, et en éclaircissant sa palette. Le caractère rectiligne et profilé des figures enfermés dans un cadre géométrique, à la manière d'un bas-relief, et la répartition des personnages en groupes juxtaposés, caractérisent son style.
Avec la Mort de Socrate, thème moral alors à la mode dans la peinture des années 1780, et abordé par plusieurs artistes, David continue dans sa manière purement néo-classique, et reprend les recettes qui avaient fait le succès des Horaces, dans la simplicité de la composition, la répartition des groupes et la géométrie du décor.
Peint durant une période de changements politiques qui allaient aboutir à la Révolution française, les licteurs rapportent à Brutus les corps de ses fils marque l'aboutissement de la première manière néo-classique de David. Sans que l'artiste veuille donner une signification politique à la scène, ne cherchant qu'à représenter les passions, le tableau devient cependant emblématique de la Révolution qui commençait, en traduisant l'état d'esprit des intellectuels français de l'époque, fait d'idéalisme et de patriotisme.

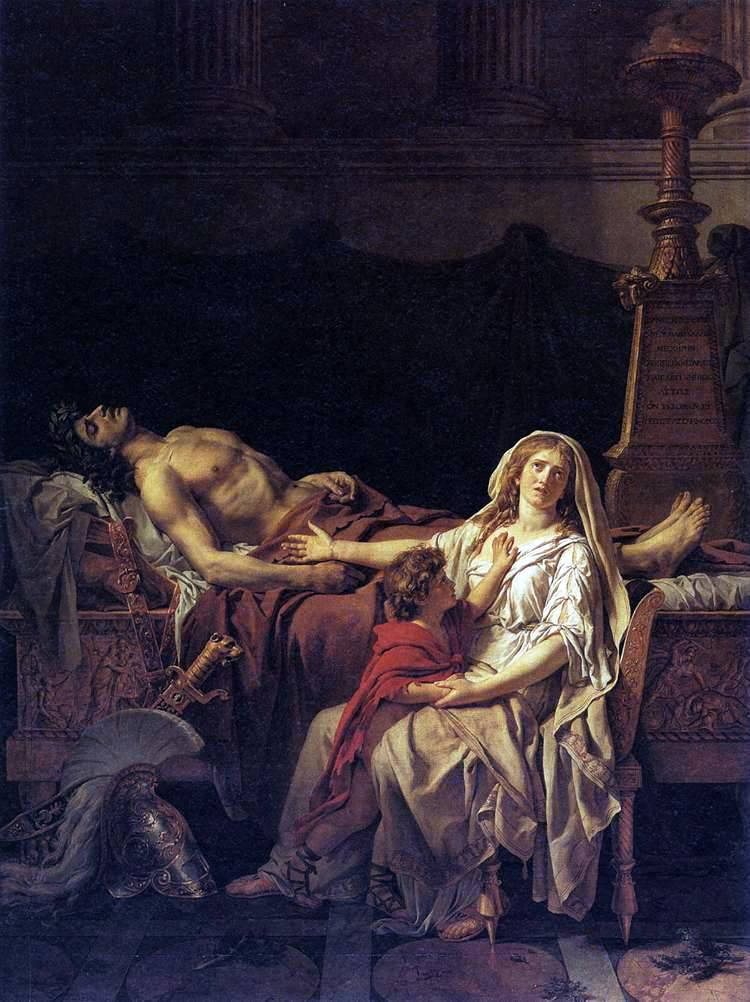
David, La Douleur d'Andromaque, 1783, École nationale des beaux-arts
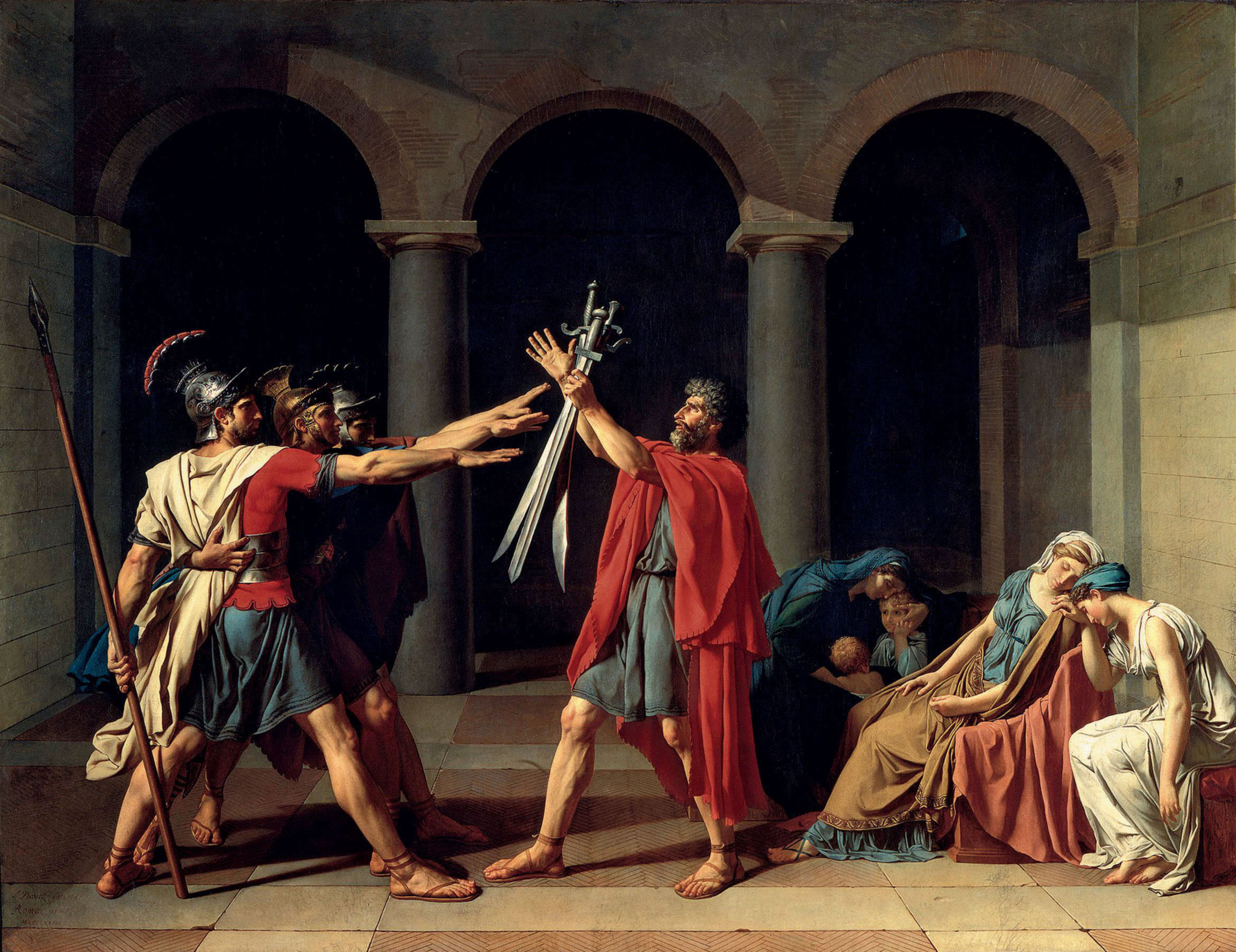
David, Le Serment des Horaces, 1785, musée du Louvre
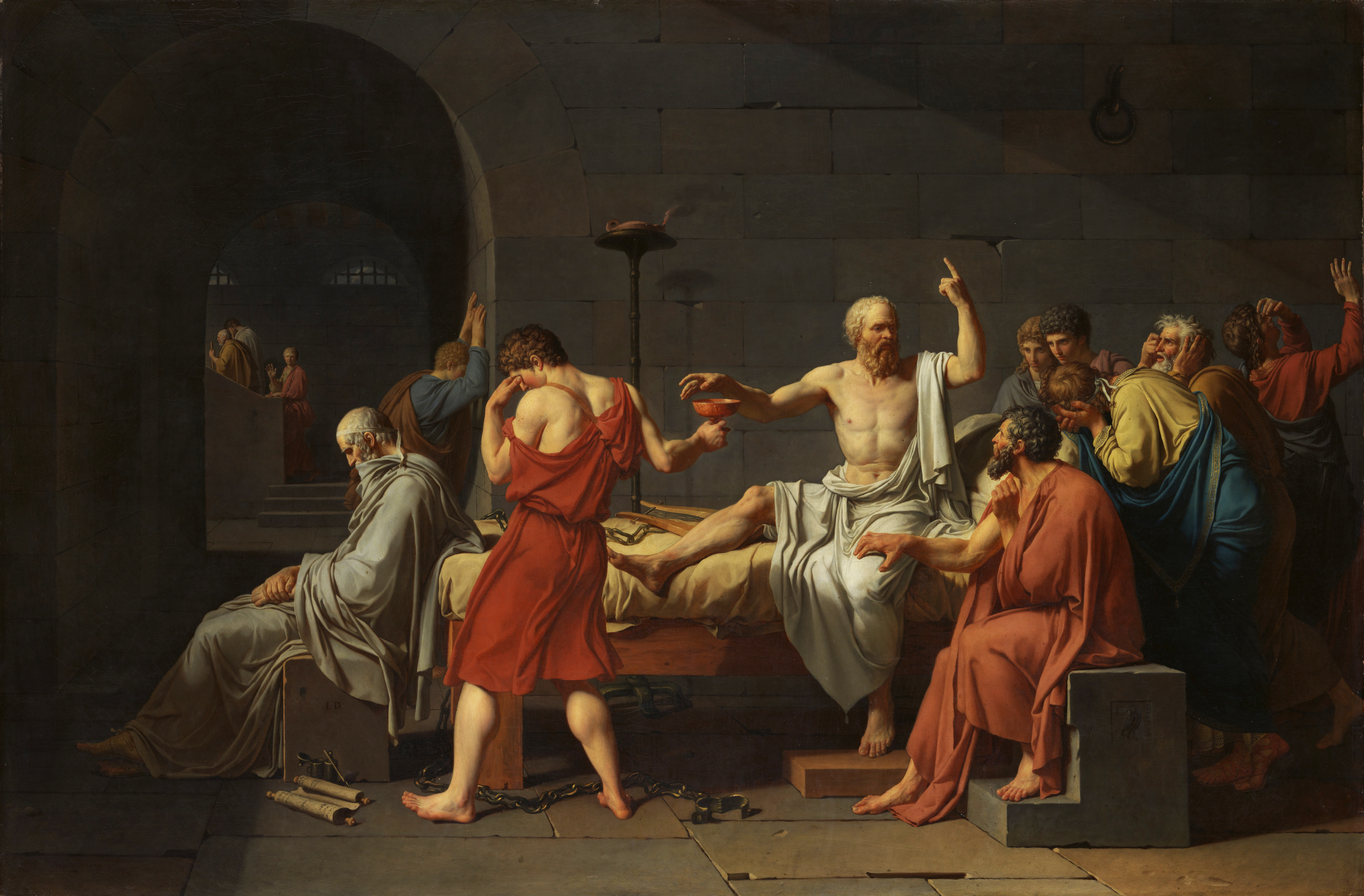
David, La Mort de Socrate, 1787, Metropolitan Museum of Art
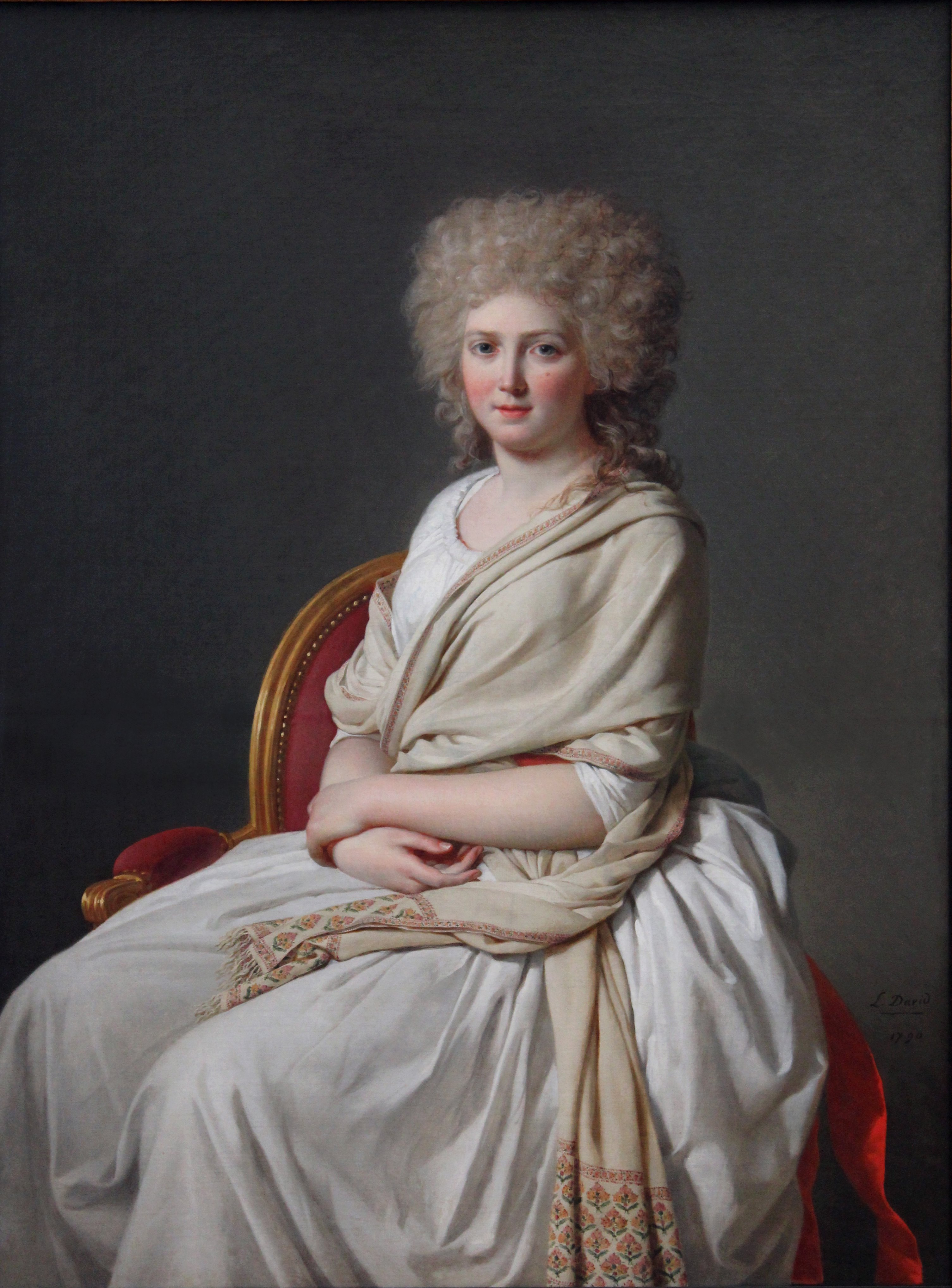
David, Portrait de la comtesse de Sorcy-Thélusson, 1790, Neue Pinakothek

### L'école de David
La suprématie du style davidien s'affirme par le succès non seulement des œuvres de David, mais aussi de son école, représentée par ses premiers élèves Drouais, Girodet, Gérard, Gros, Fabre et Wicar. Ceux-ci, suivant les principes enseignés par leur maître, témoignent de son empreinte stylistique dans leurs peintures, dont le style héroïque est fait de grandeur éloquente et pathétique. Marqués par la forte personnalité de leur maître, ils poursuivent dans la voie d'un néo-classicisme engagé et révolutionnaire, qui amènera de profondes mutations dans l'art français.
Surnommé « le Serment des Horaces de Drouais », Marius prisonnier à Minturnes de Jean-Germain Drouais montre l'influence qu'a l'œuvre de David sur sa manière de composer la scène. Le tableau présenté à Rome en 1786, puis à Paris l'année suivante, est le premier succès d'un représentant de l'école de David. À la suite de Drouais lauréat en 1784, Fabre et Girodet remportent le grand prix de peinture successivement en 1787 et 1789, et témoignent de l'hégémonie du néo-classicisme davidien, au point de susciter la protestation des concurrents qui reprochent les conseils du maître à ses élèves : « nous voulons concourir les uns contre les autres, mais non contre monsieur David qui favorisera tous les ans un protégé ».
Anne-Louis Girodet avec sa Déposition de la croix prend modèle sur la Douleur d'Andromaque pour sa composition et le caractère caravagesque de la scène. Autre exemple caractéristique de l'école davidienne : Hippocrate refusant les présents d'Artaxerxès, qu'il peint en 1793.

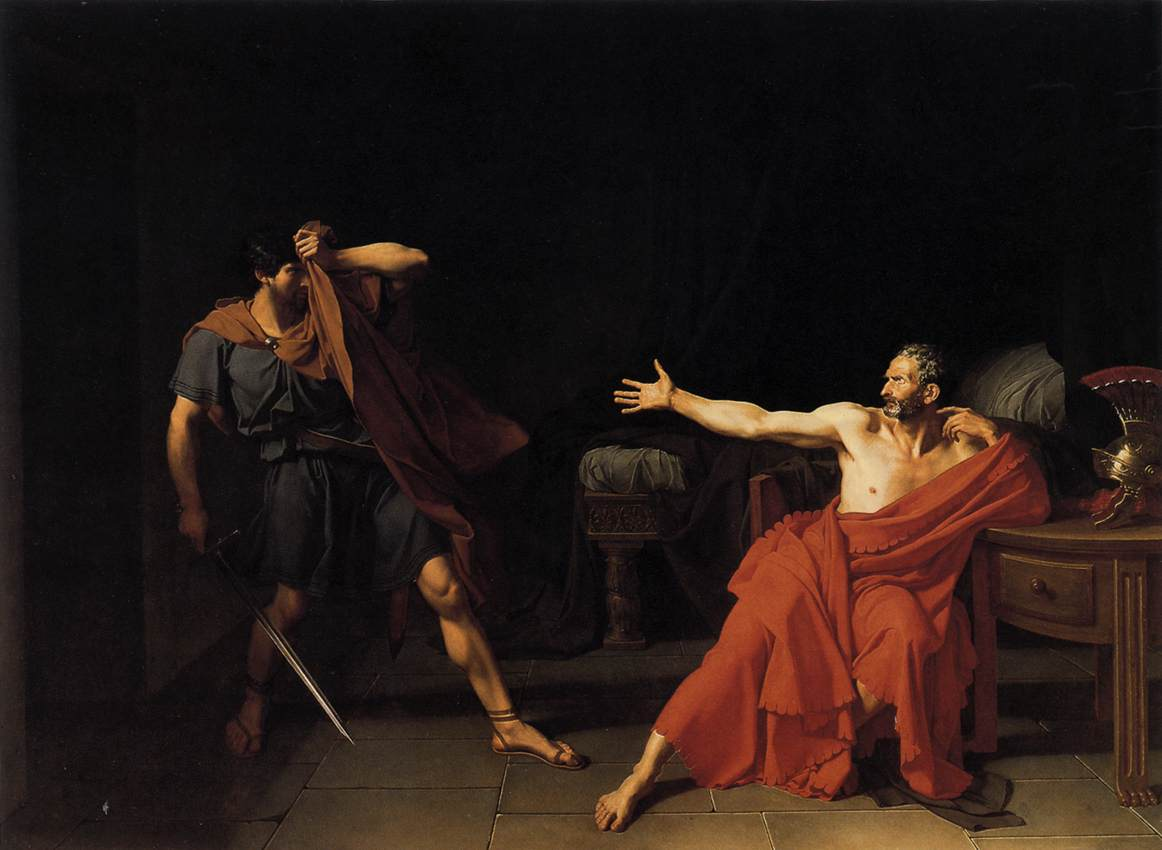
Drouais, Marius prisonnier à Minturnes, 1786, musée du Louvre
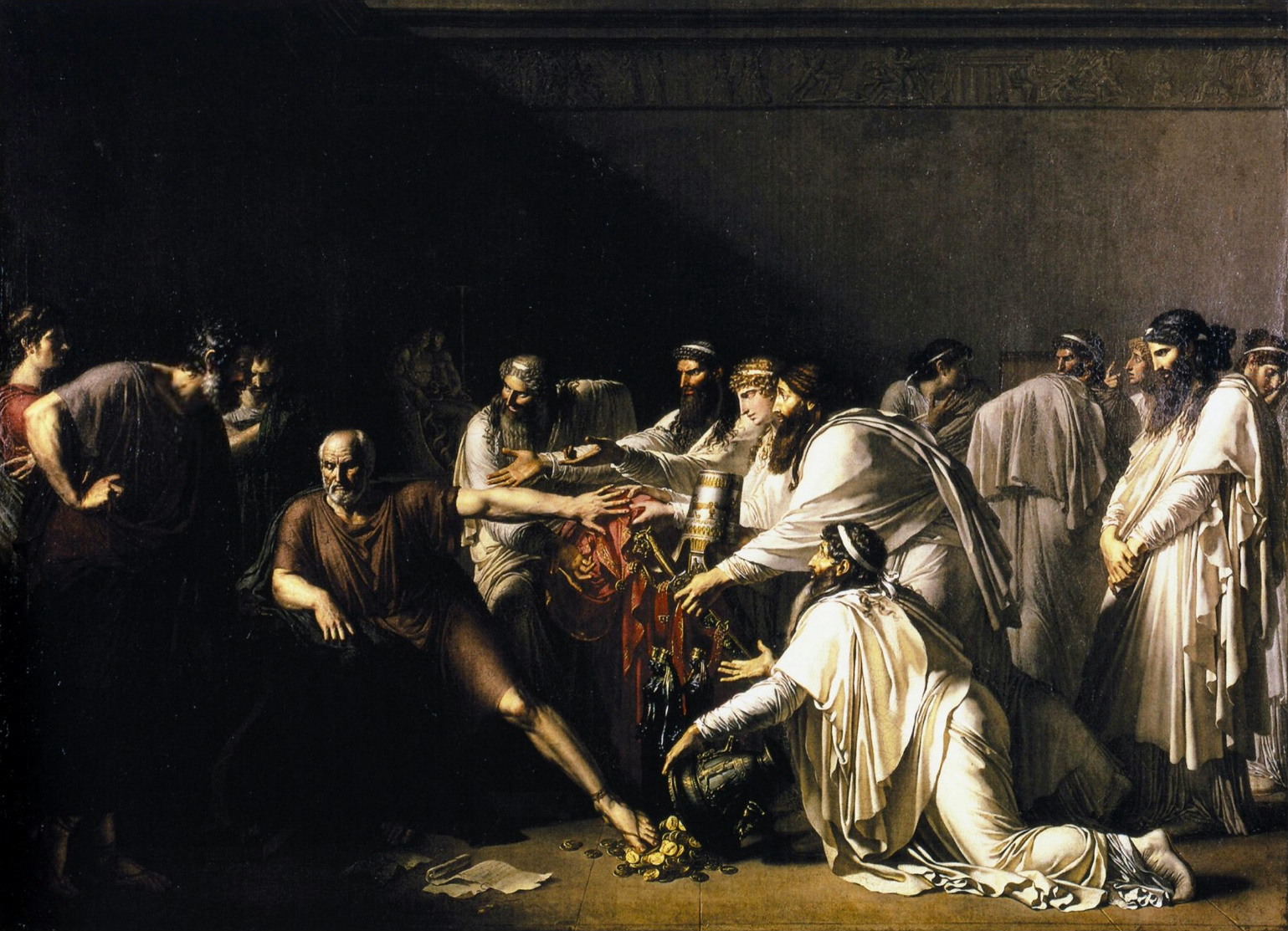
Girodet, Hippocrate refusant les présents d'Artaxerxès, 1793, faculté de médecine Paris
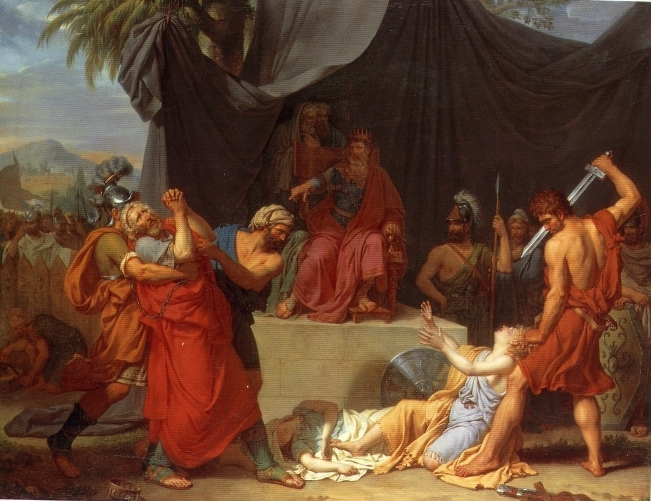
François-Xavier Fabre, Nabuchodonosor fait tuer les enfants de Sédécias sous les yeux de leur père, 1787, École nationale supérieure des beaux-arts
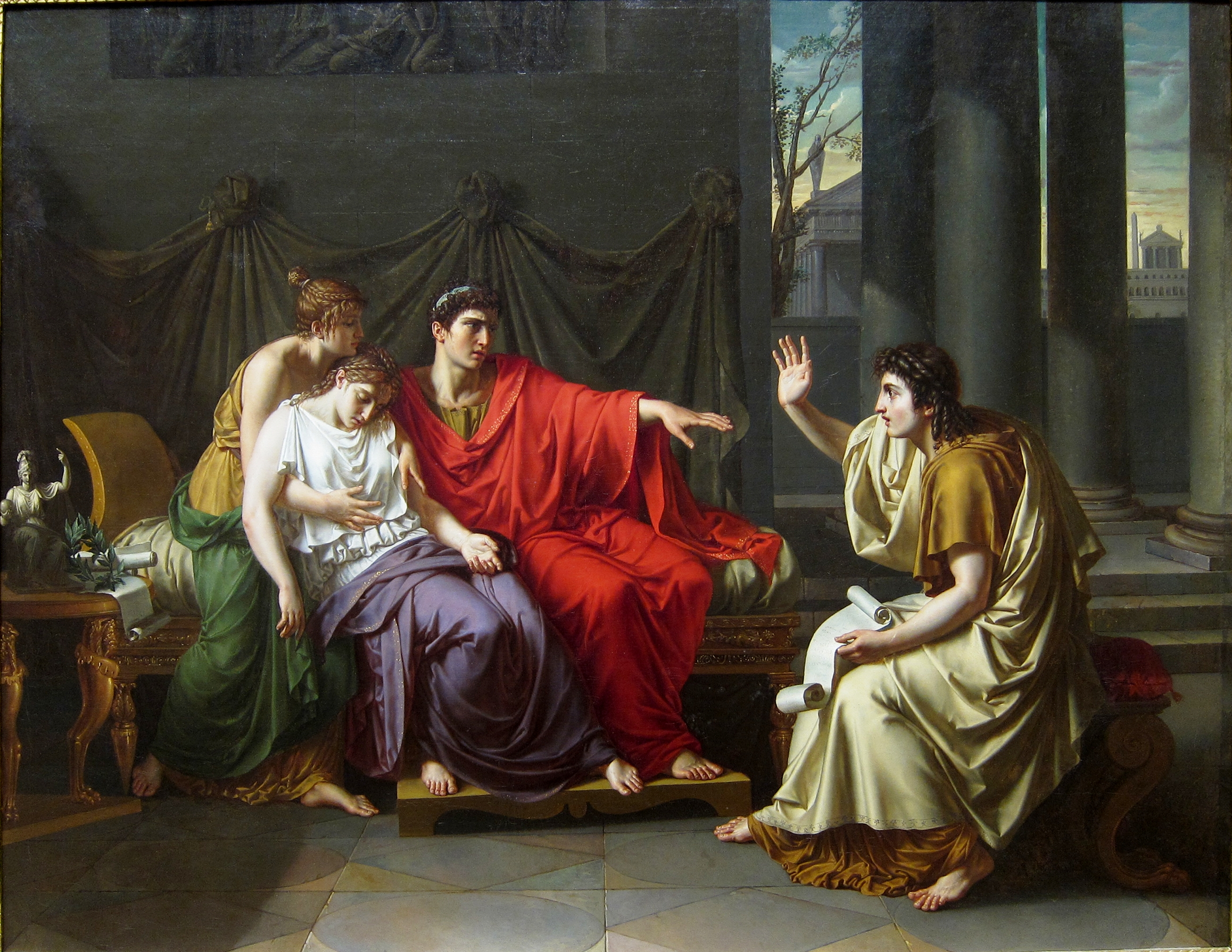
Wicar, Virgile lisant l'Enéide à Auguste, Octavie et Livia, 1790, Art Institute of Chicago

### Néo-classicisme aux États-Unis
Leurs naissances sur le sol américain, durant la période coloniale, font des Britanniques Benjamin West et John Singleton Copley les premiers représentants américains du néo-classicisme en peinture. Copley connaît le succès à Londres avec la Mort du général Peirson et Brook Watson et le requin. Quoique vivant et faisant leur carrière tous les deux en Angleterre après la Révolution américaine, ils influencent profondément les artistes des États-Unis dans la peinture d'histoire à sujet moderne.
John Trumbull, élève de West et admirateur de David qu'il rencontre deux fois, en 1787 et en 1797, et ayant vu à Londres la Mort de Socrate, va poursuivre la veine de la peinture d'histoire contemporaine, en peignant une de ses toiles les plus ambitieuses la Déclaration d'indépendance (1787-1796).
Hormis la peinture d'histoire, l'autre genre dans lequel les peintres néo-classiques américains s'expriment est le portrait. Gilbert Stuart élève de West, se fait une réputation après avoir peint plusieurs portraits du président George Washington, et dans un style plus naturel Charles Willson Peale.
Après la Révolution française, la renommée du néo-classicisme français et de l'atelier de David amène des élèves venus de différents pays, dont John Vanderlyn, un des premiers peintres américains, à étudier en France, comme élève de Vincent et de David, et qui reproche à ses compatriotes d'avoir « sottement choisi Londres ». Il obtient une médaille d'or du Salon de peinture et de sculpture en 1808 pour Caius Marius au milieu des ruines de Carthage.

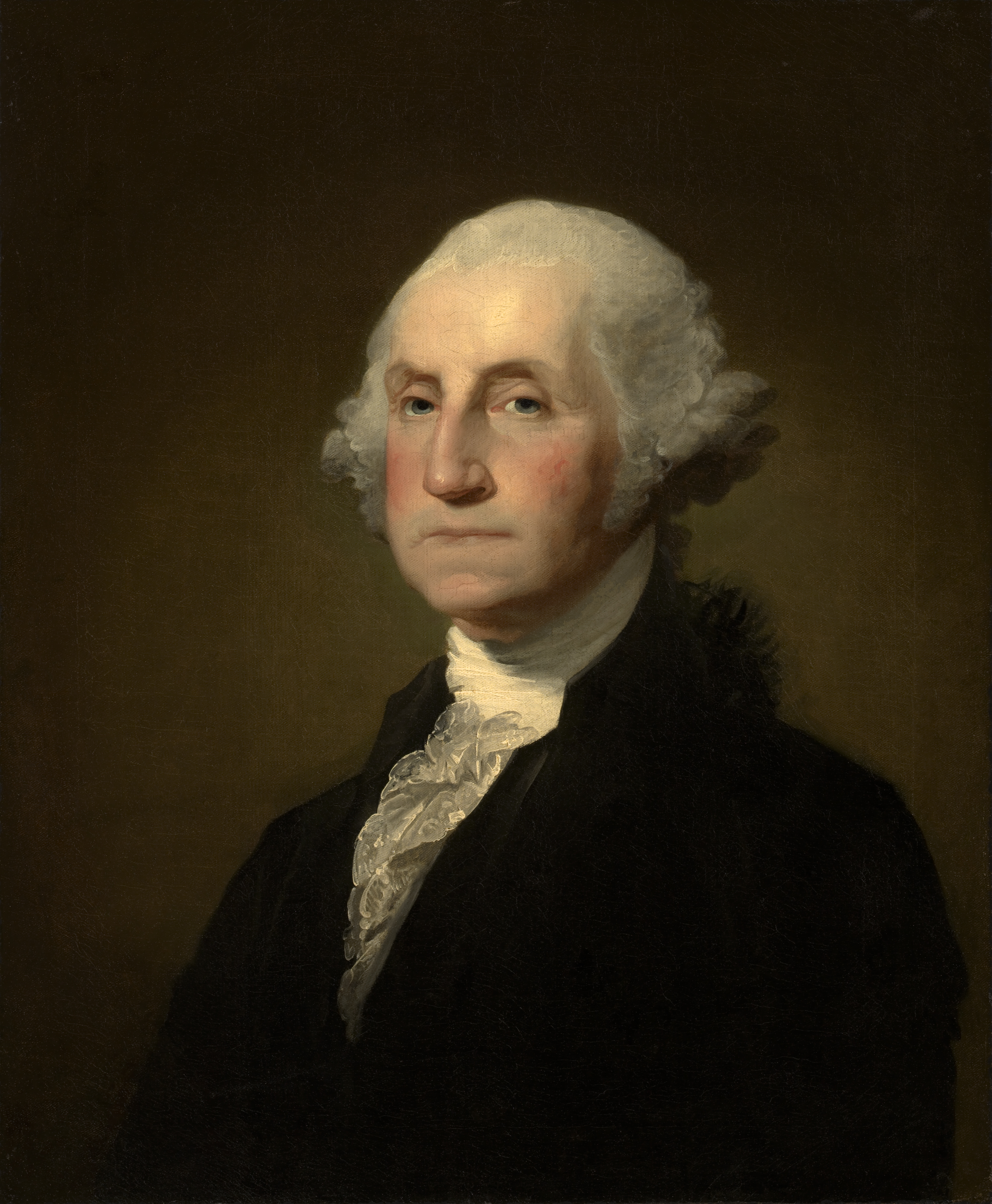
Gilbert Stuart, George Washington
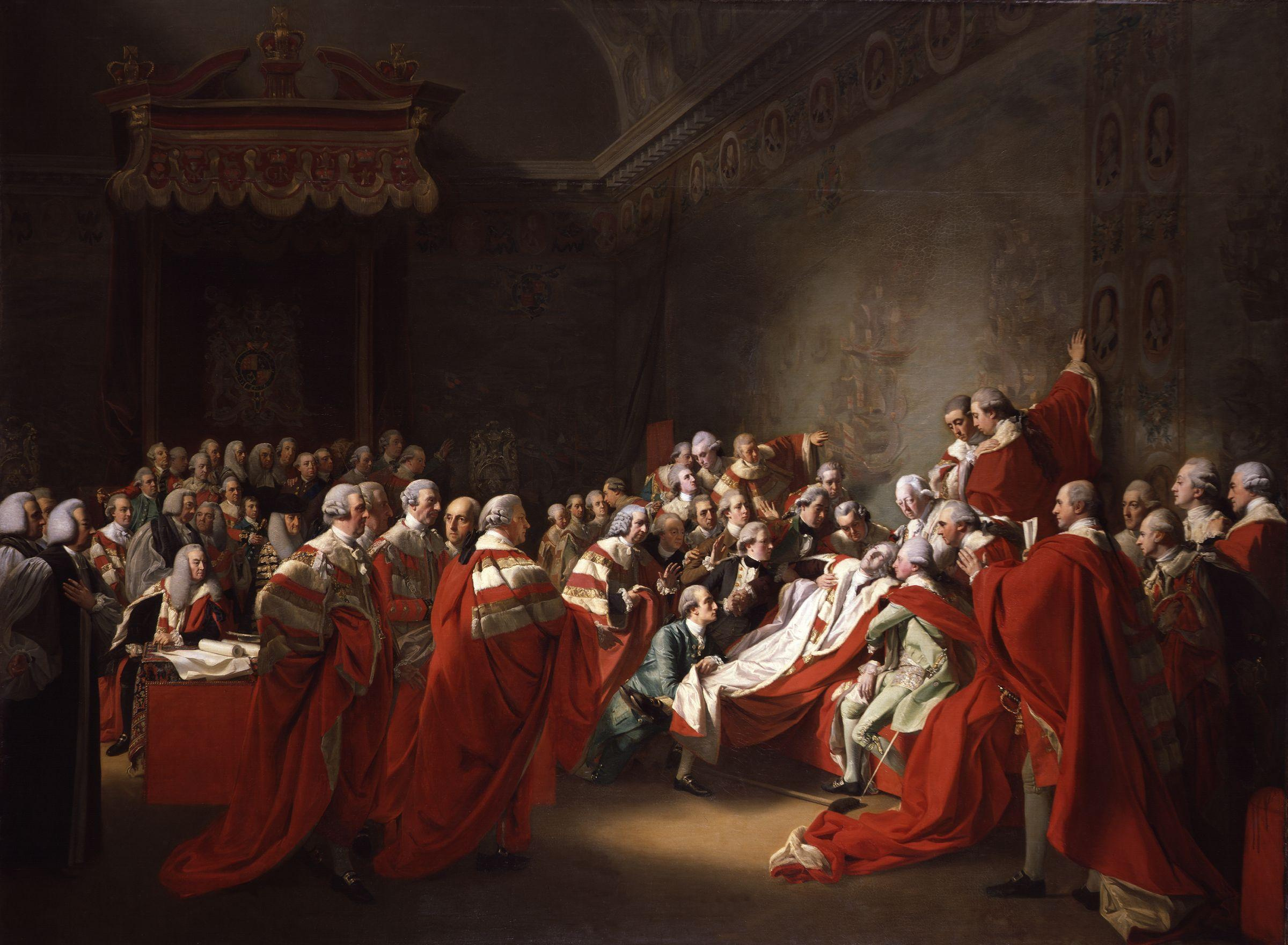
John Singleton Copley, la Mort du comte de Chatham
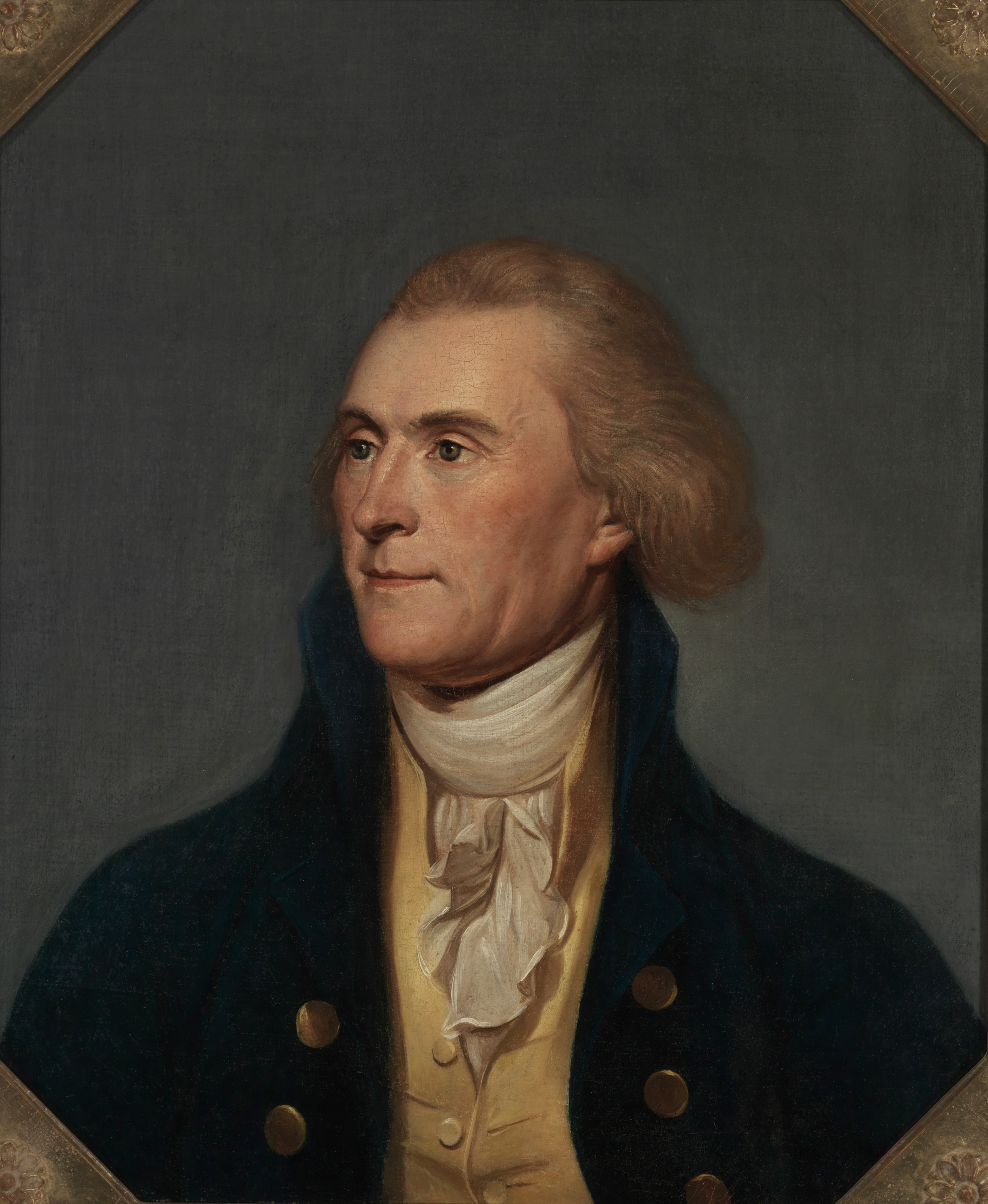
Charles Wilson Peale, Thomas Jefferson
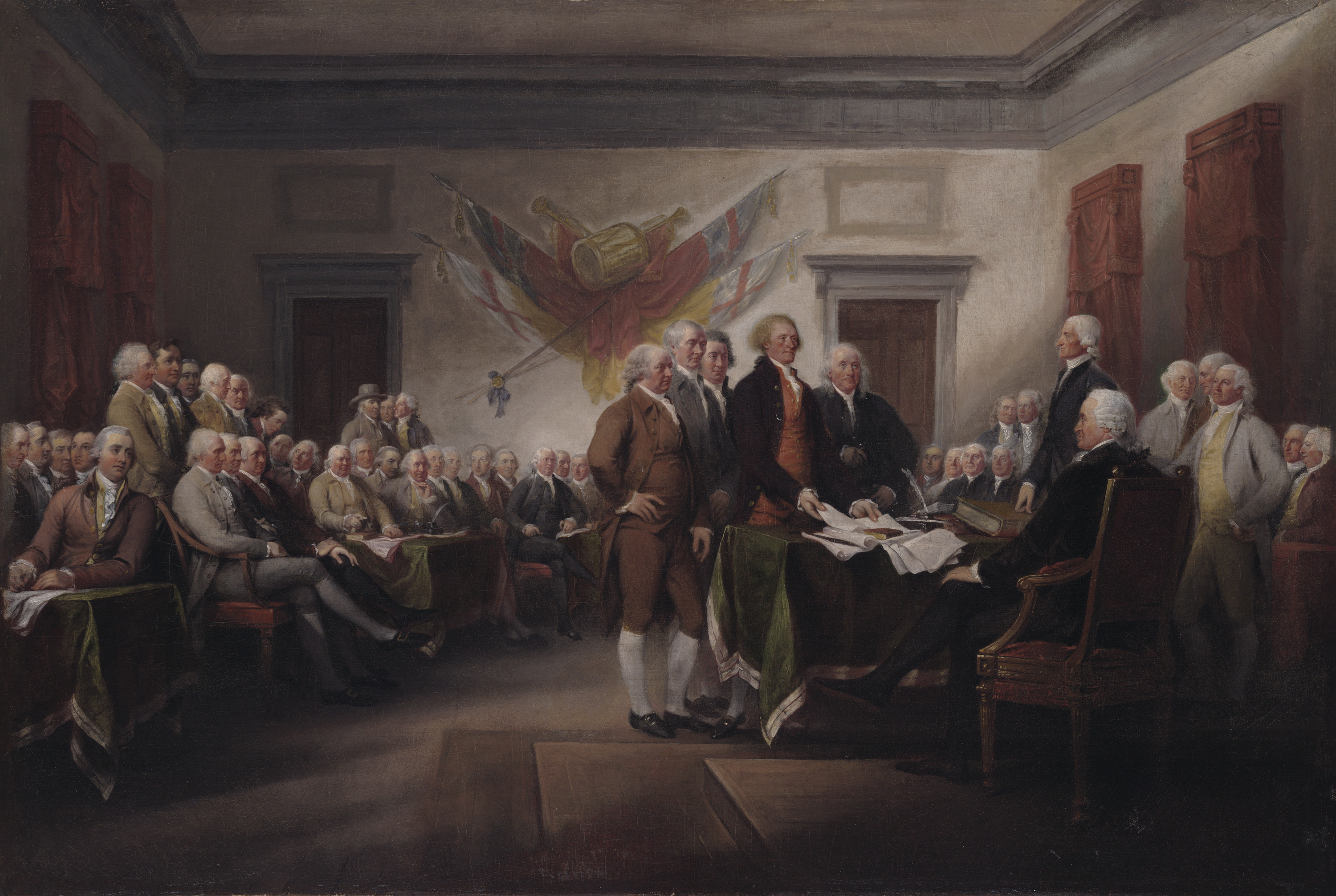
John Trumbull, La Déclaration d'indépendance
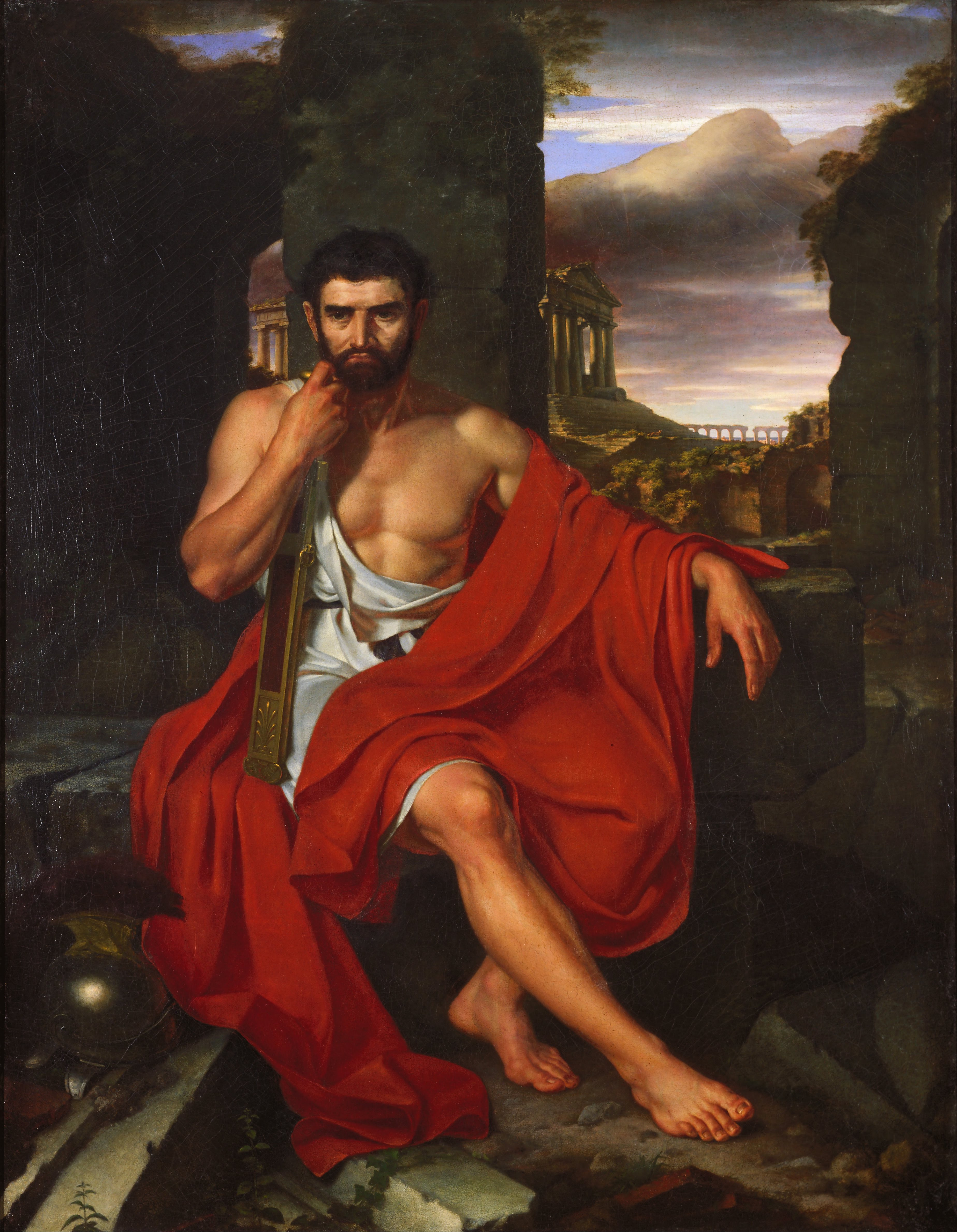
John Vanderlyn, Caius Marius au milieu des ruines de Carthage

### Néo-classicisme en Belgique
L'apparition du néo-classicisme dans les Pays-Bas autrichiens est liée au contexte de la politique libérale de Charles-Alexandre de Lorraine, qui favorise un mode de vie bourgeois et le milieu intellectuel sensible à ce mouvement artistique. Le flamand André Corneille Lens fait figure de précurseur. Il fréquente à Rome le milieu des amateurs d'antiquité et est influencé par les écrits de Mengs et Winckelmann. De retour au pays, il entreprend de réformer la peinture flamande en développant l'enseignement académique et en affranchissant les artistes de la tutelle des corporations. Son élève le namurois Pierre Joseph Célestin François, par son style plus sec, témoigne de l'influence du néo-classicisme français. À Liège les artistes Pierre-Joseph Lion, peintre de portraits, et Jean-Joseph Ansiaux, se forment en France selon les principes enseignés par Vien.
De ce groupe appartenant à la première période du néo-classicisme belge, se dégage la figure de Joseph-Benoît Suvée originaire de Bruges. D'abord élève du peintre flamand Matthias de Visch, il se forme en France à partir de 1763. Il obtient le grand prix de Rome de peinture devant Jacques-Louis David et Jean-Joseph Taillasson, et devient l'un des artistes les plus importants de l'école néo-classique issue de l'enseignement de Vien. Son style simple se caractérise par un colorisme typique de la peinture flamande.
Au début du XIXe siècle, l'influence de l'école de David s'impose durablement en Belgique par l'intermédiaire de ses élèves belges Joseph Paelinck, Michel Ghislain Stapleaux, Joseph-Denis Odevaere, Pierre Van Huffel et François-Joseph Navez. Cette influence est d'autant plus durable que David après la chute de l'Empire s'exile à Bruxelles et est en contact constant avec la plupart de ses élèves belges. Paelinck, Stapleaux, Odevaere, Van Huffel appliquent le style davidien sans originalité, voire avec servilité,. En témoignent la Belle Anthia marchant au temple de Diane de Paelinck et la Mort de Phocion d'Odevaere, ce dernier tableau largement copié sur la Mort de Socrate de David, au point d'en constituer une sorte de calque. De ce groupe se démarque Navez, qui par sa personnalité plus affirmée développe un néo-classicisme plus original et établit sa réputation dans les portraits. Le manque de commande liée à la peinture d'histoire antique va amener Paelinck et Navez vers la peinture religieuse.

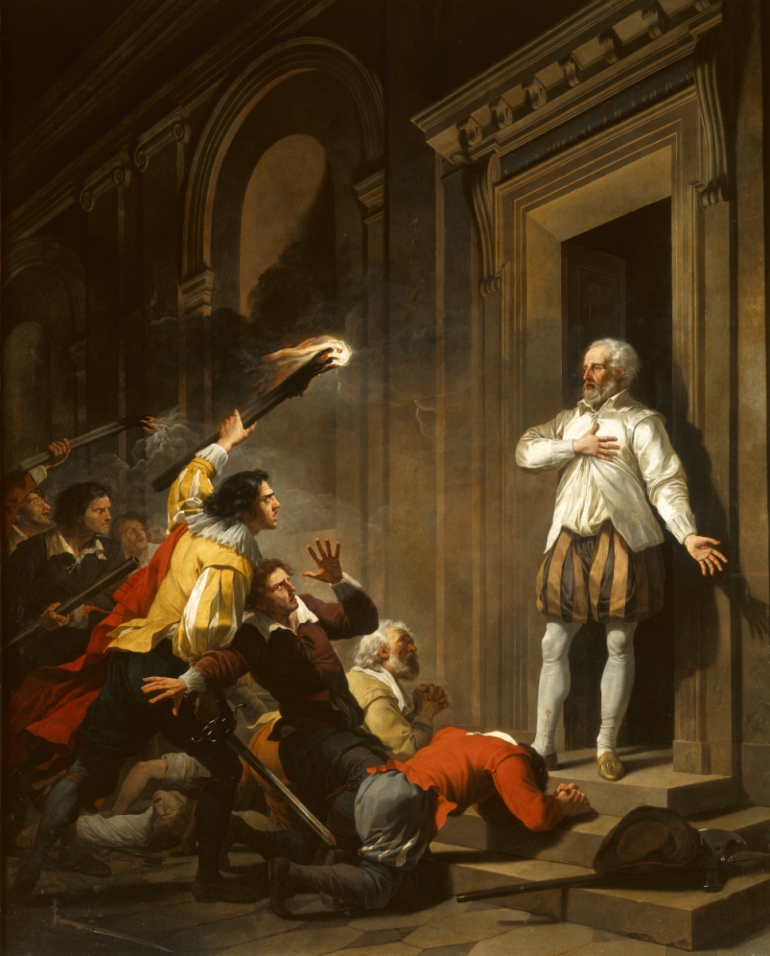
Joseph-Benoît Suvée, L'amiral de Coligny en impose à ses assassins 1787, musée des beaux-arts de Dijon
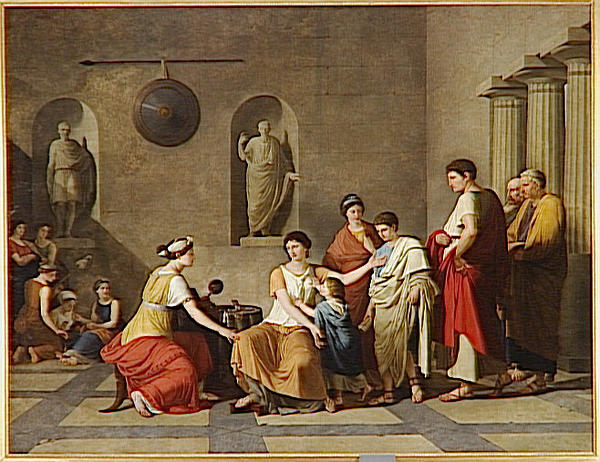
Joseph-Benoît Suvée, Cornélia mère des Gracques 1795, musée du Louvre
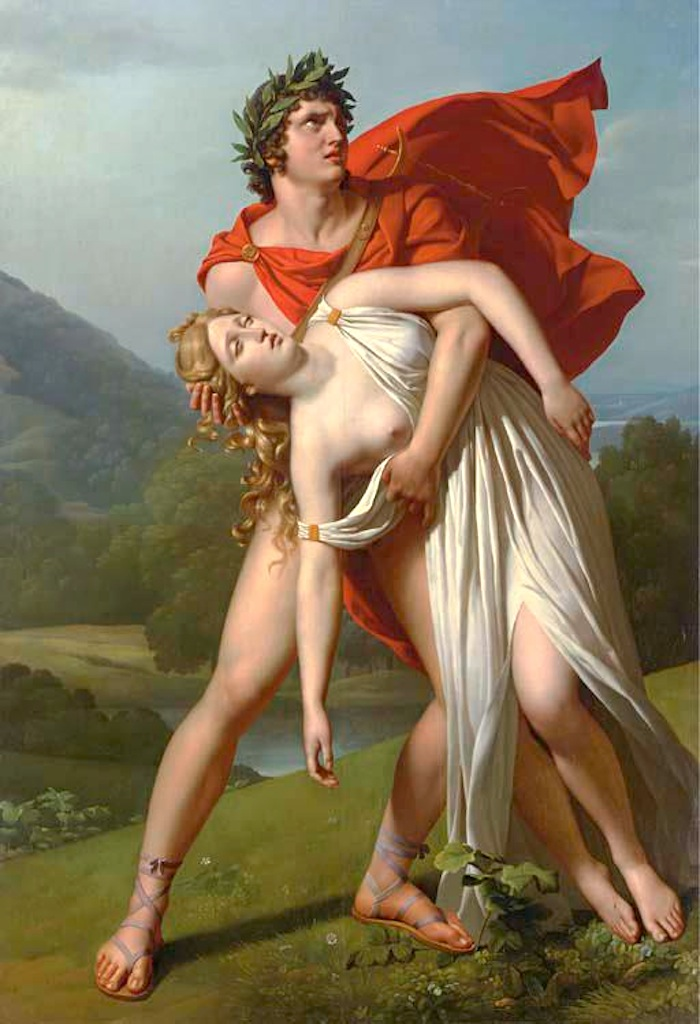
Paelinck, Orphée et Eurydice 1820, coll. particulière
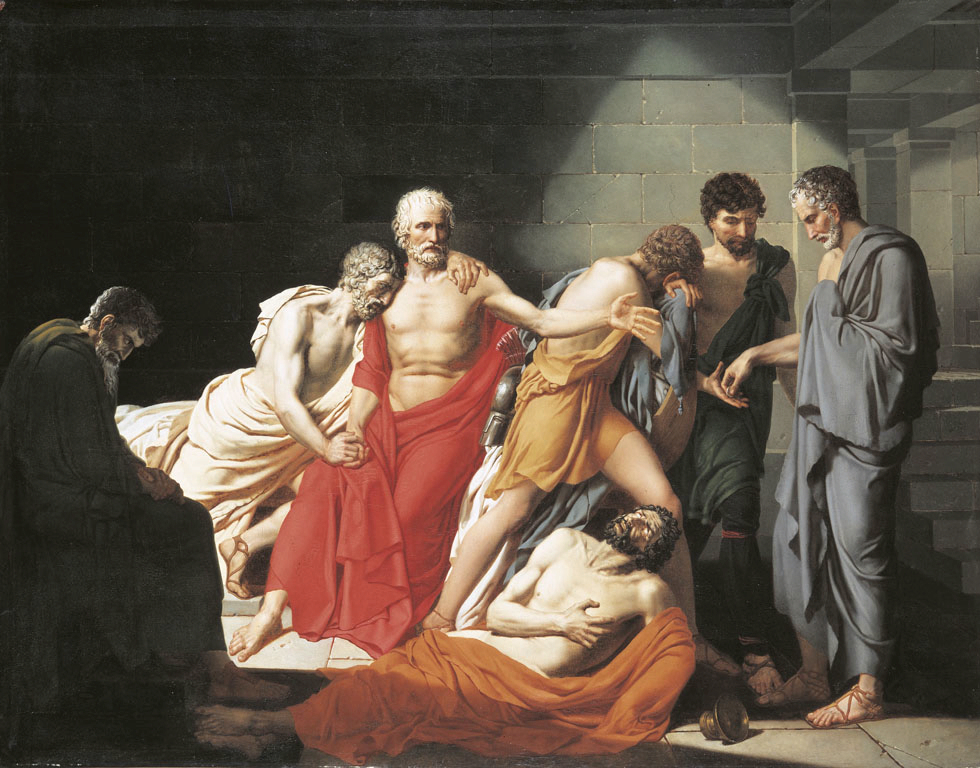
Odevaere, La Mort de Phocion 1804, École nationale supérieure des beaux-arts
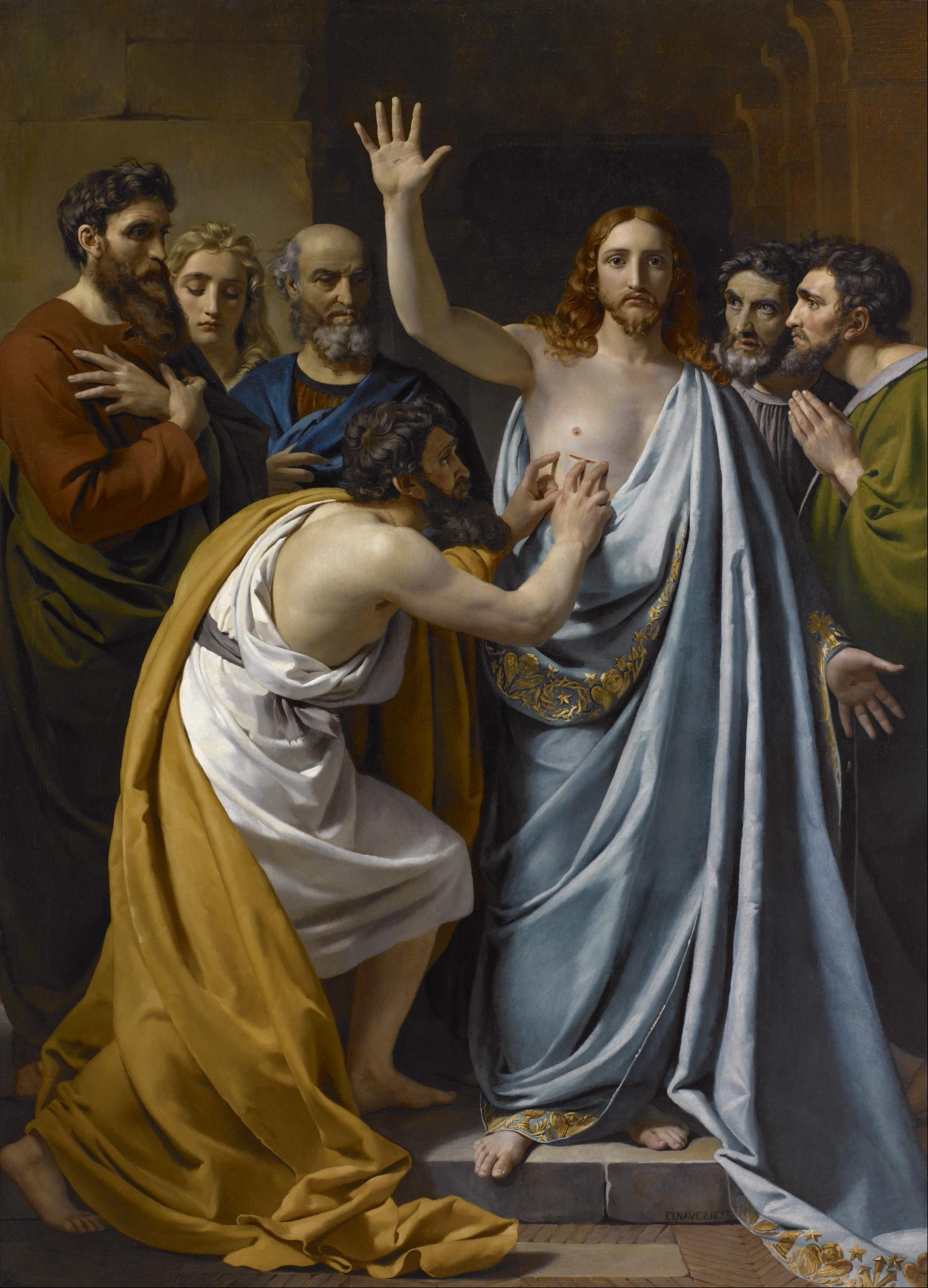
Navez, L'Incrédulité de saint Thomas, 1823, musée des beaux-arts de Houston

### Peinture néo-classique du Danemark
Johan Edvard Mandelberg (en), peintre suédois installé au Danemark, introduit le néo-classicisme dans son pays de résidence après avoir été sensibilisé à l'esthétique néo-antique lors de sa formation à Rome, sous les influences de Mengs, Winckelmann, Batoni et du sculpteur danois Johannes Wiedewelt (en). Il influence à son tour son disciple Nicolai Abraham Abildgaard, chef de file des peintres d'histoire du Danemark, dont le tableau Philoctete blessé qui représente le héros mythologique au visage déformé par la souffrance et hurlant, entend réfuter à la fois les théories de Winckelmann sur l'expression de la noble simplicité dans l'art et de son contradicteur Lessing, en démontrant que la peinture pouvait aussi exprimer les sentiments les plus violents. L'influence de Johann Heinrich Füssli, qu'il rencontre lors de son second séjour à Rome, vers la fin du XVIIIe siècle, va faire évoluer son style et les sujets de ses peintures. Inspiré par le thème d'Ossian, il s'oriente vers un style sombre, qui fait de lui le précurseur du romantisme nordique.

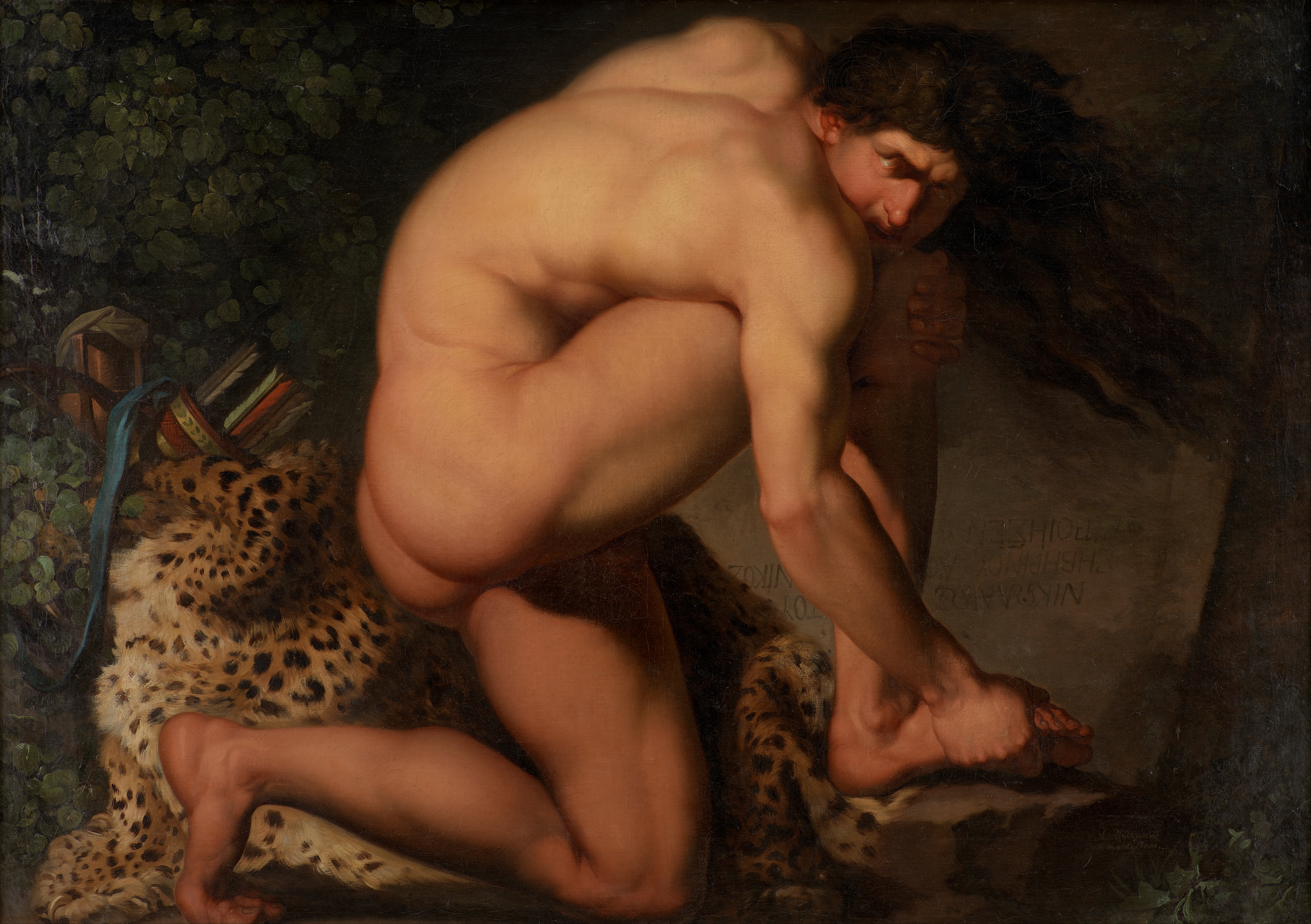
Nicolai Abildgaard, Philoctete blessé 1775, Statens Museum for Kunst
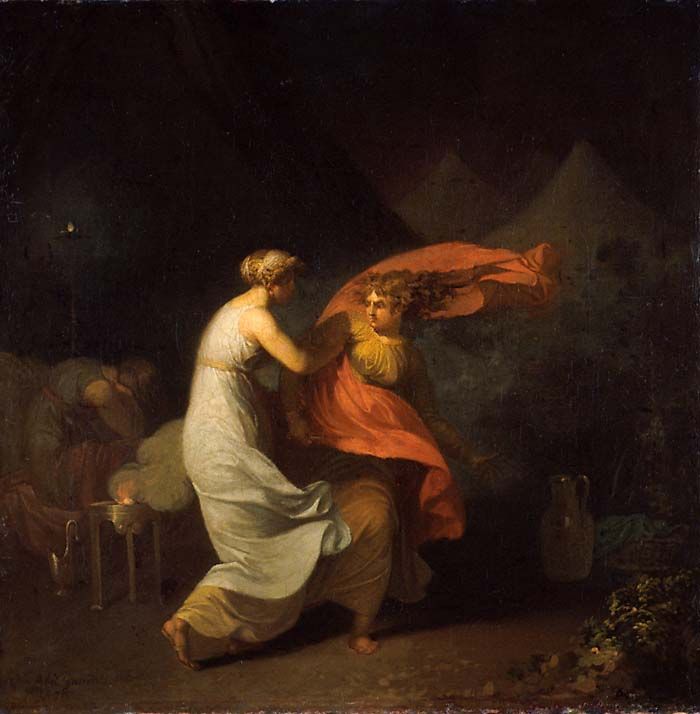
Nicolai Abildgaard, Julia et Fulvia 1800, Nasjonalgalleriet
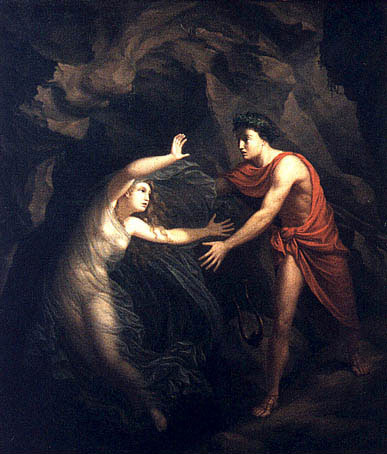
Christian Gottlieb Kratzenstein-Sub, Orphée, 1806, Ny Carlsberg Glyptotek
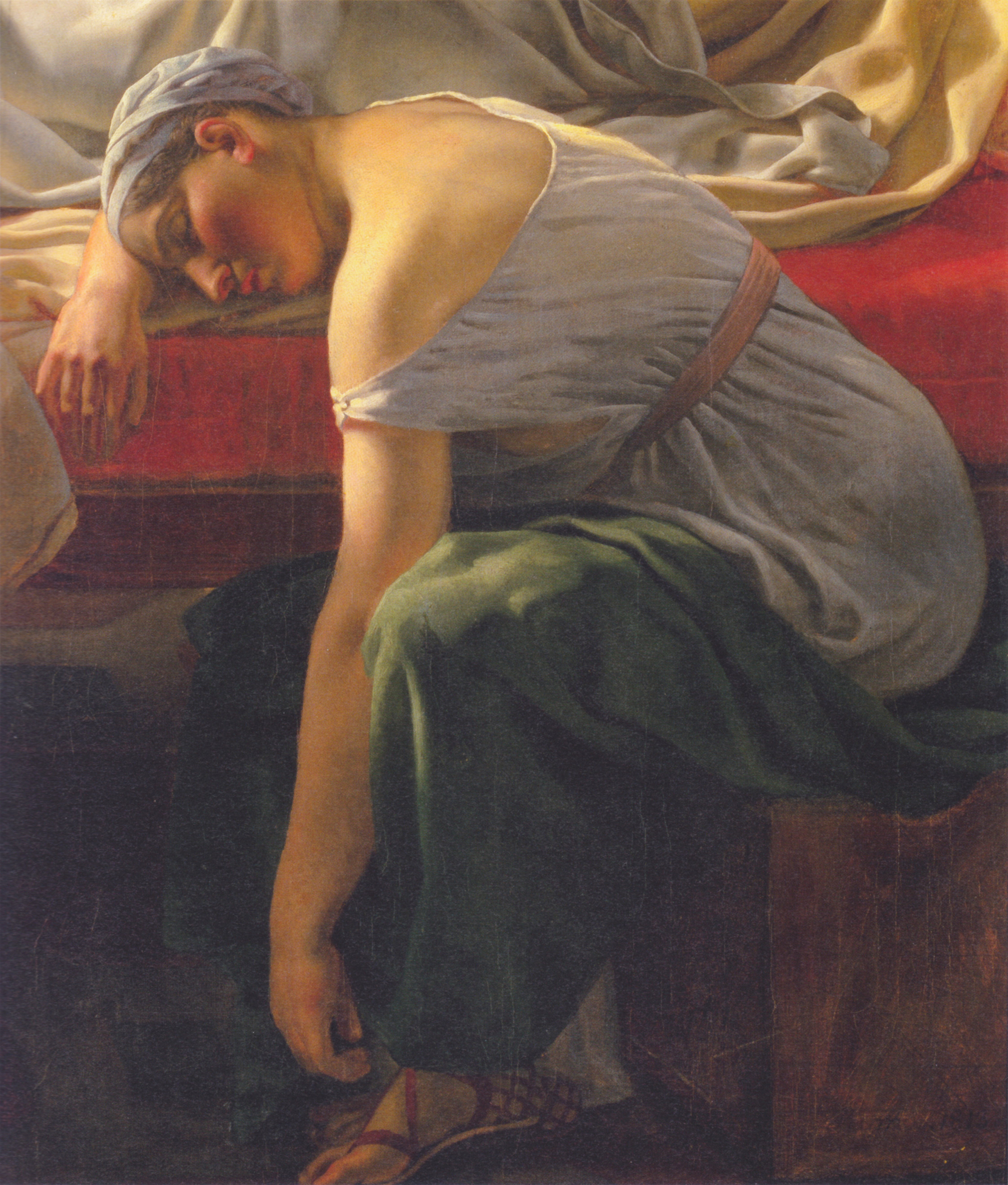
Christoffer Wilhelm Eckersberg, En sovende kvinde i antik dragt, 1813
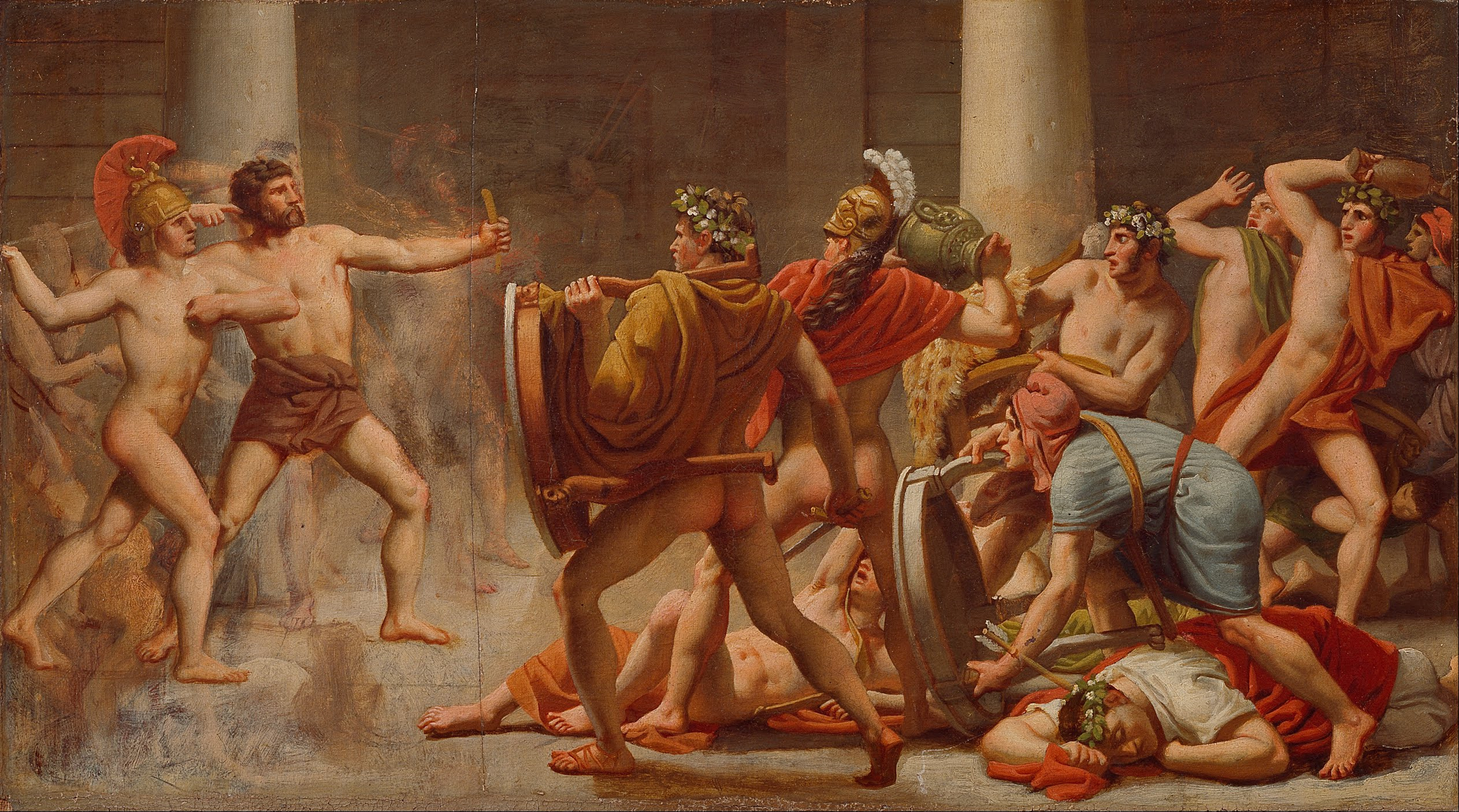
Christoffer Wilhelm Eckersberg, Le Retour d'Ulysse, 1814, Hirschsprung Collection

### Peinture néo-classique en Russie
En 1762, la politique culturelle de Catherine II de Russie favorable aux Lumières va favoriser le développement du néo-classicisme et l'imposer en tant que style officiel de l'Empire russe. C'est principalement dans l'architecture, par l'intermédiaire de commandes auprès des architectes étrangers dont le Français Jean-Baptiste Vallin de La Mothe ou l'Écossais Charles Cameron, qu'il s'impose, faisant de Saint-Pétersbourg le centre du néo-classicisme.
En peinture, le mouvement se développe plus tardivement vers 1770; Anton Lossenko en est le précurseur. Il est le fondateur et principal représentant du mouvement de la grande peinture d'histoire néo-classique et se consacre à des sujets de l'histoire russe. Son disciple Ivan Akimov poursuit la tradition de la peinture d'histoire et Grigori Ougrioumov, disciple de Lossenko et d'Akimov, se spécialise dans la peinture monumentale dont La Prise de Kazan  est représentative.
La génération suivante est représentée par un groupe d'artistes à la fois peintres et enseignants à l'Académie impériale. Andreï Ivanov, Vassili Chebouïev surnommé le Poussin russe, Alexeï Egorov et Fiodor Bruni, qui peint La Mort de Camille sœur d'Horace dans un style grandiloquent. Les derniers néo-classiques russes, Alexandre Ivanov, fils d'Andreï Ivanov, et Karl Brioullov font la transition avec le romantisme russe.

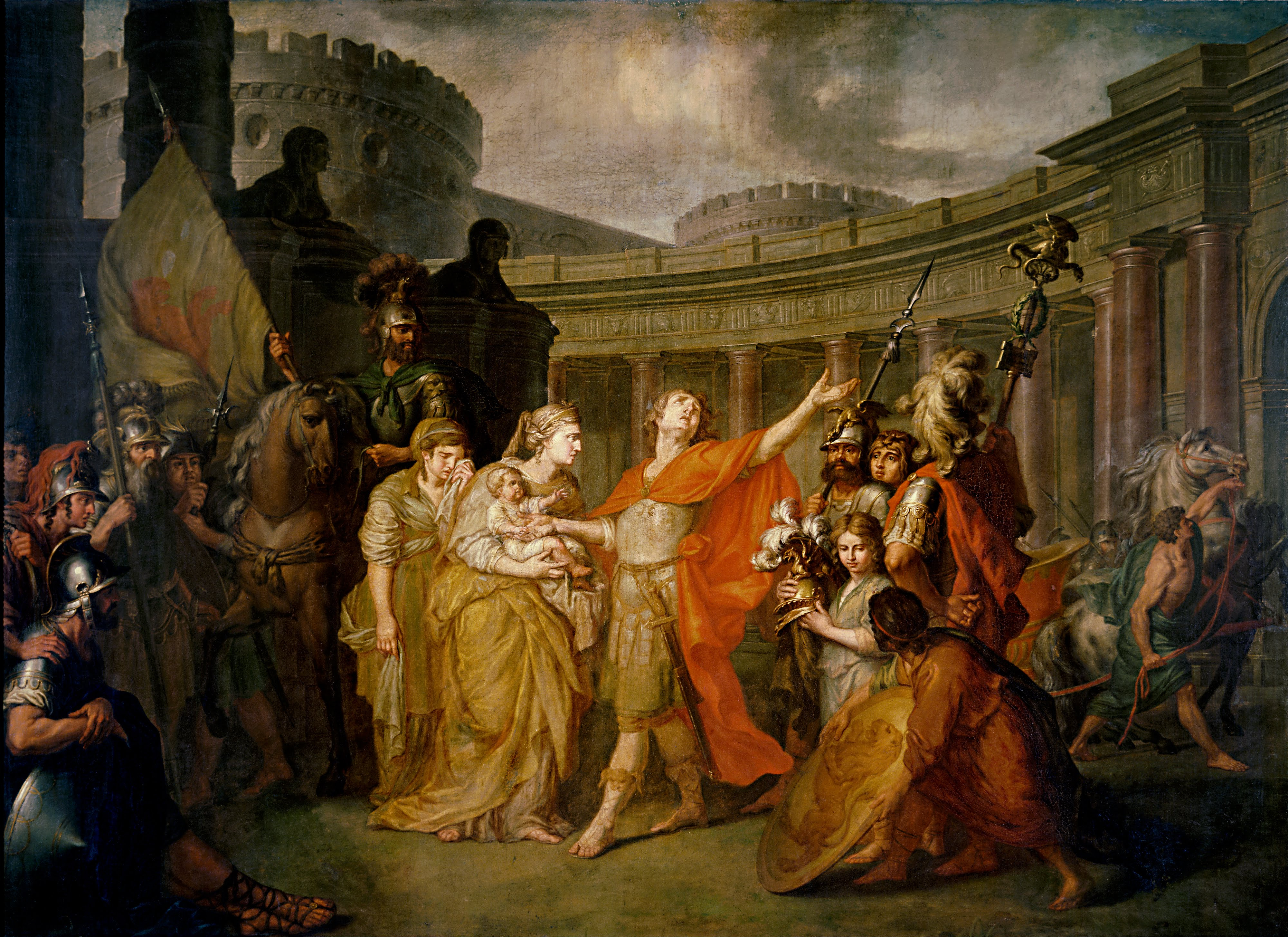
Anton Lossenko, Les Adieux d'Hector et Andromaque 1773
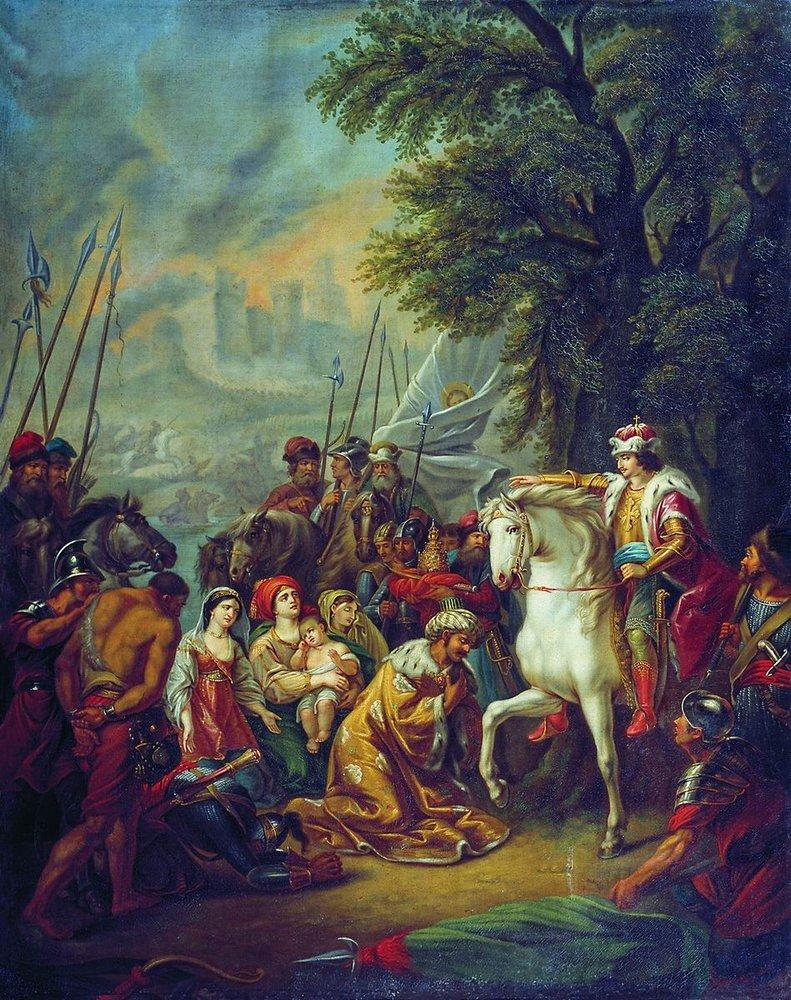
Grigori Ougrioumov, La Prise de Kazan 1800
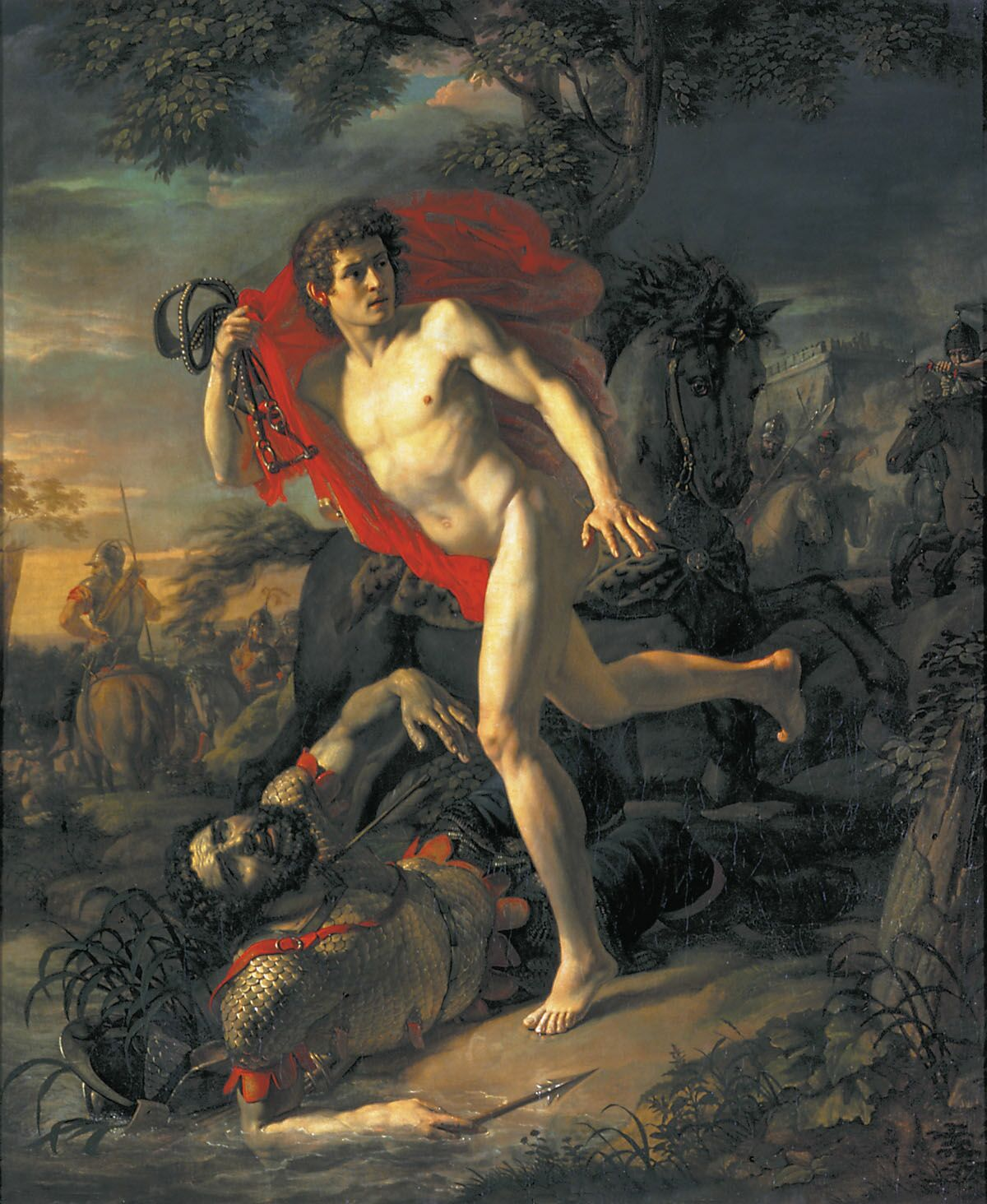
Andreï Ivanov Le Siège de Kiev 1810
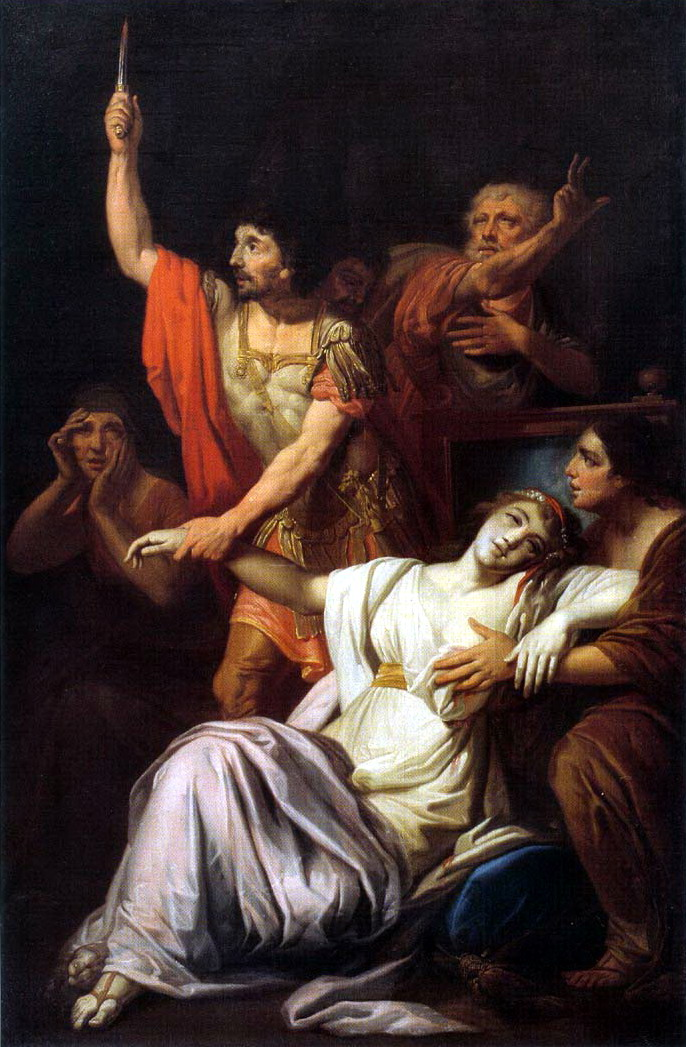
Chebouïev, la Mort de Camille sœur d'Horace 1821
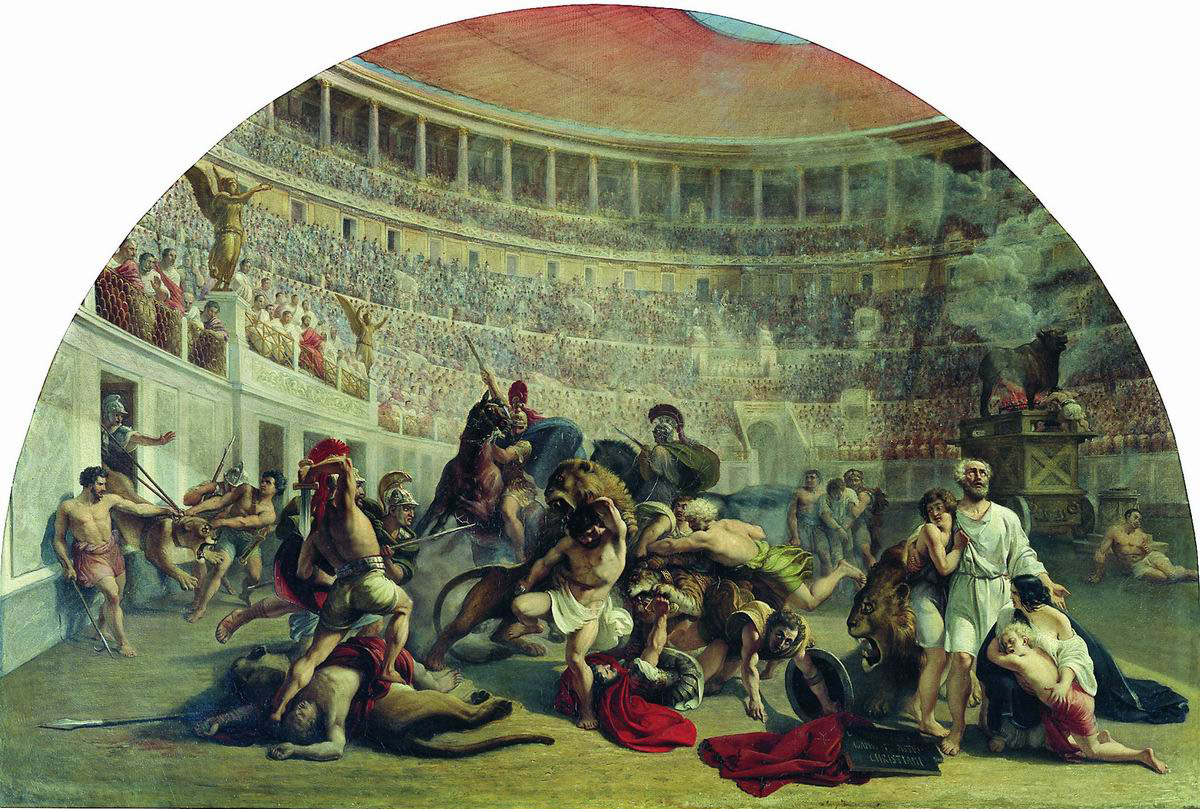
Alexeï Markov, Saint Eustache

### Le néo-classicisme dans la Révolution française
Avec la Révolution française le néo-classicisme grandiloquent devient le style officiel. L'Antiquomanie à la mode avant 1789 trouve avec la Révolution ce que Pierre Cabanne nomme un « drame antique moderne », qui reprend à son compte les leçons de vertus de la Rome républicaine. C'est à ce néo-classicisme, pourtant d'origine aristocratique, que la Révolution doit ses emblèmes. Les événements de l'époque amènent certains artistes à la suite de David à se concentrer principalement sur des sujets d'histoire contemporaine et adopter un style plus réaliste qu'idéal. D'autres comme Jean-Baptiste Regnault et Philippe-Auguste Hennequin, privilégient les scènes allégoriques. De grands projets picturaux évoquent l'actualité, tels le Serment du Jeu de Paume de David ou le 10 aout 1792 de François Gérard. Cependant ces œuvres demeurent inachevées du fait des changements politiques brusques, tandis que d'autres sont détruites ou morcelées comme Les Derniers Moments de Michel Lepeletier de David et le Triomphe du peuple français d'Hennequin.
Plusieurs membres de l'école de David s'engagent politiquement, à commencer par le maître lui-même, qui est élu député montagnard à la Convention en 1792, est membre des comités d'instruction publique et de sûreté générale, et devient un sympathisant de Robespierre. François Topino-Lebrun est juré au tribunal révolutionnaire et proche des babouvistes. Hennequin, jacobin lyonnais, est impliqué dans le soulèvement du camp de Grenelle. Autre jacobin, Jean-Baptiste Wicar est nommé commissaire des arts sous le Directoire et participe activement à la saisie des œuvres d'art aux Pays-Bas et en Italie, pendant les campagnes révolutionnaires. Anne-Louis Girodet se trouve alors en pension à l'Académie de France à Rome et est témoin le 13 janvier 1793 des émeutes romaines en réaction contre la chute de la monarchie en France, qui provoquent la mise à sac du palais Mancini, résidence de l'Académie de France, et l'assassinat de Nicolas-Jean Hugou de Bassville, légat de la république qui venait de faire évacuer le palais. L'artiste doit prendre la fuite pour se réfugier à Naples, il est ensuite emprisonné à Ariano nel Polesine pour avoir porté la cocarde tricolore.
Paradoxalement, alors que la crise politique offre aux artistes la possibilité de s'exprimer librement, du fait de la dissolution des académies et du droit à tous les artistes d'exposer au Salon à partir de 1791, la peinture d'histoire, genre dans lequel le néo-classicisme prédomine, connaît une chute importante. Si l'on observe une multiplication par deux ou trois des tableaux exposés au Salon, la proportion des tableaux d'histoire et particulièrement d'histoire antique décroît de façon significative. Entre 1789 et 1799 sur un ensemble de 3078 peintures exposées, 147 concernent la peinture d'histoire antique.
Avec la Liberté ou la mort Regnault se fait l'illustrateur des idées les plus radicales de la Révolution, et en particulier de Robespierre. Conçu en 1793 sous la Convention montagnarde en deux exemplaires (la grande version localisée au Louvre en 1872 a disparu, la plus petite version se trouve au Kunsthalle de Hambourg), le titre est une référence directe à la devise de la Constitution de l'an III : Liberté, égalité, fraternité ou la mort. Mais le temps de réalisation et les bouleversements politiques font que ce tableau n'est exposé au Salon qu'en 1795 après la chute de Robespierre . En pleine réaction thermidorienne, son message robespierriste n'est plus à l'ordre du jour.

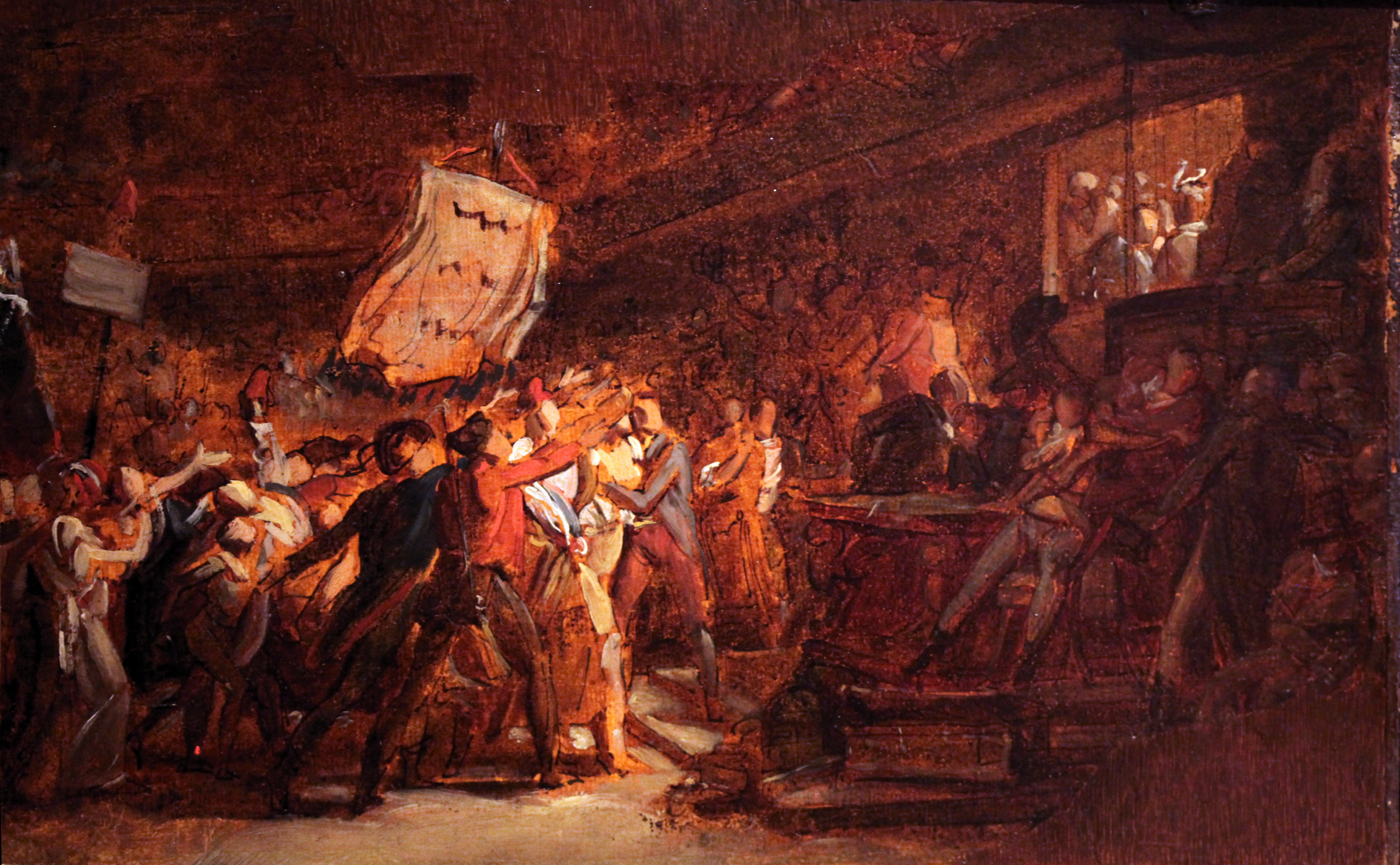
François Gérard, le 10 août 1792
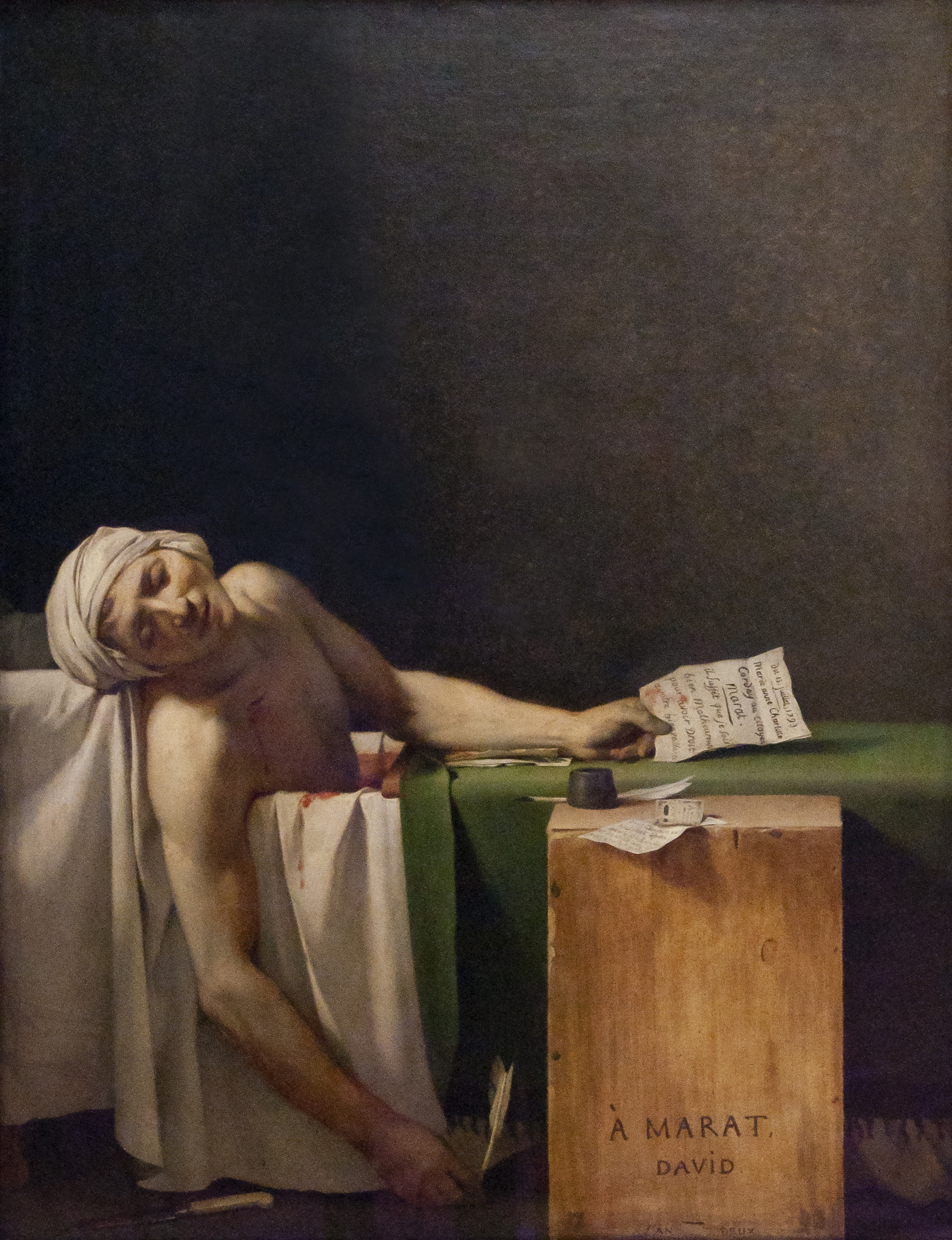
David, La Déclaration d'indépendance (Trumbull)
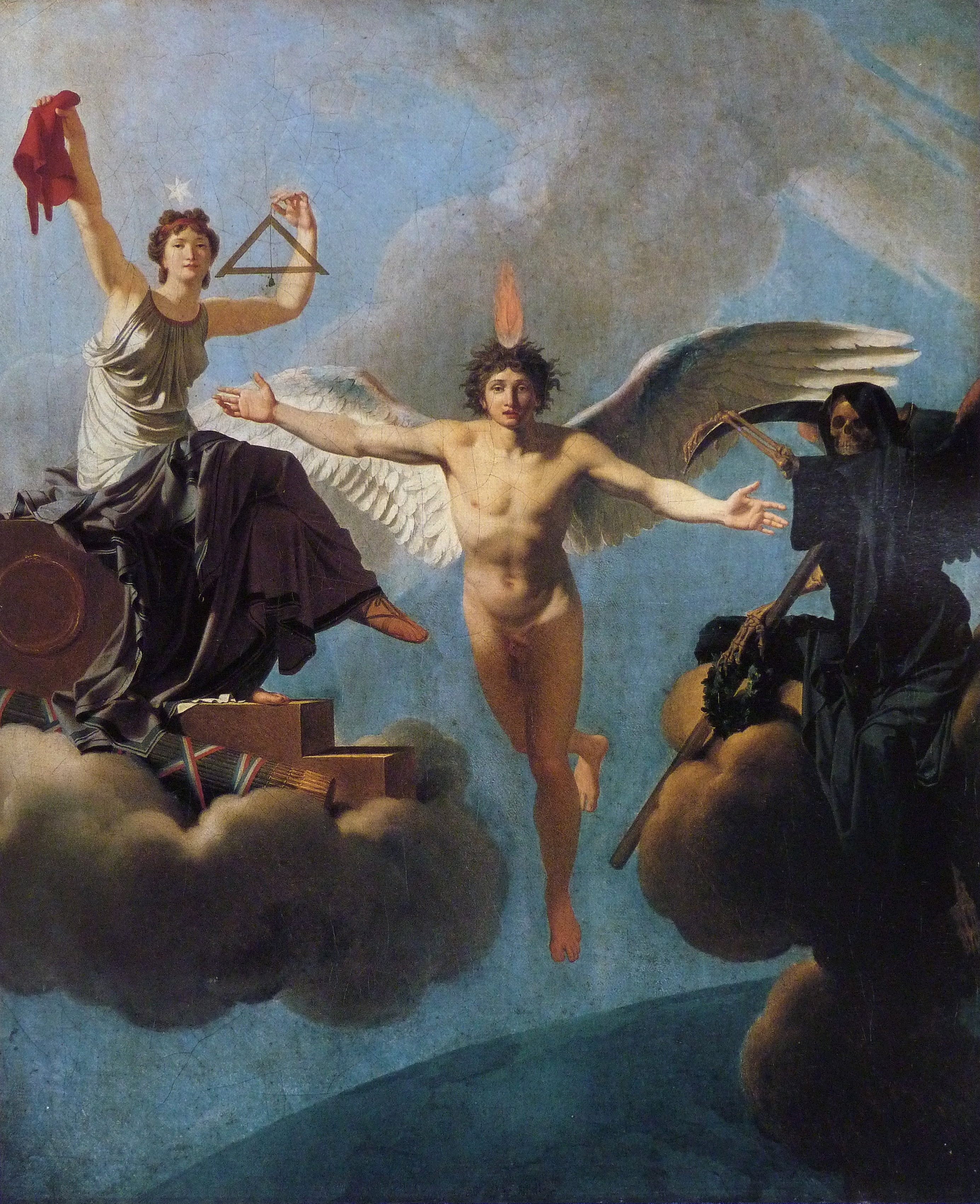
Jean-Baptiste Regnault, la Liberté ou la mort 1795, Kunsthalle de Hambourg
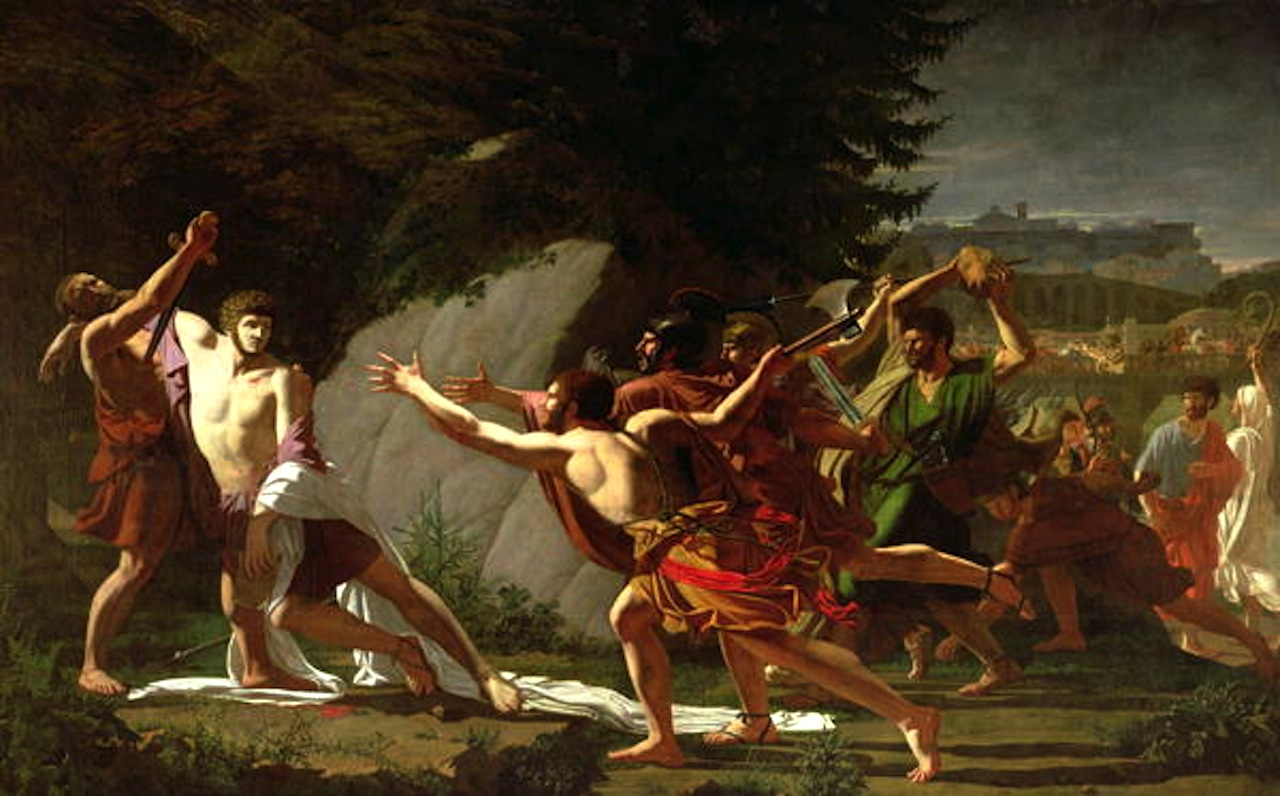
François Topino-Lebrun, la Mort de Caius Garcchus 1798, musée des beaux-arts de Marseille

### Femmes peintres néo-classiques
En France après 1785, dans un contexte de réaction contre la politique conservatrice de l'Académie royale de peinture et de sculpture, deux de ses membres et principaux représentants du néo-classicisme, David et Regnault, ouvrent leurs ateliers à l'enseignement des arts aux femmes, suivant l'exemple de Greuze, et ce malgré l'interdiction du surintendant le comte d'Angiviller. Le succès de ces ateliers conduit une trentaine d'élèves féminines à y entrer. Séverine Sofio, à partir des travaux de Mary Vidal, dénombre 25 femmes passées dans l'atelier de David. Elles peuvent alors y suivre l'apprentissage des beaux-arts selon les règles académiques, et ont aussi accès à l'enseignement d'après le modèle nu, ce qui est pourtant considéré comme contraire aux règles de bienséances régies par l'Académie. Conséquence de cette libéralisation de l'enseignement artistique, une forte présence de femmes peintres se manifeste dans les Salons de peinture, durant la Révolution et au tournant du XIXe siècle. Elles abordent le néo-classicisme différemment, se faisant une spécialité dans la peinture de genre et le portrait. Angélique Mongez est la seule artiste à se confronter au genre de la peinture d'histoire antique de grand format.
En 1800 Marie-Guillemine Benoist marque le Salon avec son Portrait d'une négresse, tableau peint dans le contexte de l'émancipation des noirs et de l'abolition de l'esclavage. Il fait écho à un autre portrait remarqué quelques années auparavant, celui du représentant des colonies, Jean-Baptiste Belley par Girodet (1798), première représentation par un artiste européen d'un homme politique d'origine africaine. L'œuvre de Guillemine Benoist se situe dans la droite ligne de la tradition davidienne du portrait néo-classique. Par l'attitude du modèle et le fond nu et brossé, il s'inspire du portrait de Madame Trudaine de David. Le mystère entourant l'identité du modèle, dont on ne sait s’il s'agit d'une servante, d'une ancienne esclave ou d'un modèle d'atelier, renforce son caractère provocateur, accentué par la pose caractéristique des portraits mondains de l'époque. La virtuosité de l'artiste se remarque dans le traitement des chairs, à l'époque aucun atelier n'apprenait à peindre la pigmentation des peaux noires.
Avec La Mélancolie présentée au Salon de 1801, Constance-Marie Charpentier élève de David et de Gérard, choisit un thème très présent dans le néo-classicisme, déjà traité par Joseph Wright of Derby en 1785 avec La Veuve indienne dont la figure de profil, isolée dans un paysage nocturne est similaire. Lors de ce Salon, François-André Vincent avait lui aussi exposé une Mélancolie. La jeune femme assise est une référence directe à David, dont Constance-Marie Charpentier reprend et isole la figure de Camille du Serment des Horaces.
Dans le registre de la scène de genre, Jeanne-Élisabeth Chaudet se spécialise dans les représentations d'enfants dans un style gracieux et sentimental, et des compositions souvent similaires, représentant de jeunes filles agenouillées dans un décor délimité par des colonnes. Elle expose régulièrement au Salon, en 1808 elle présente plusieurs œuvres, dont la Jeune Fille pleurant son pigeon mort, qui fut remarquée par la critique.

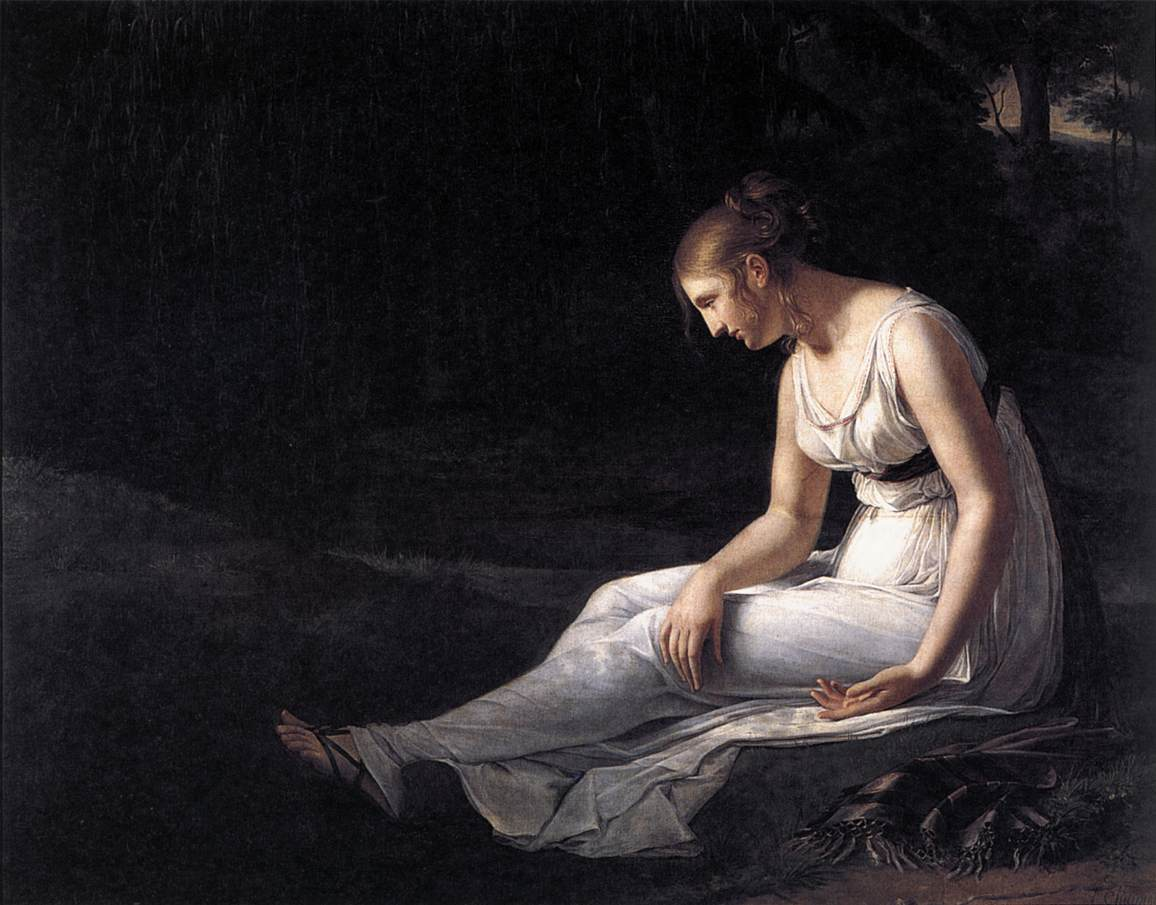
Constance-Marie Charpentier, La Mélancolie 1801, musée de Picardie
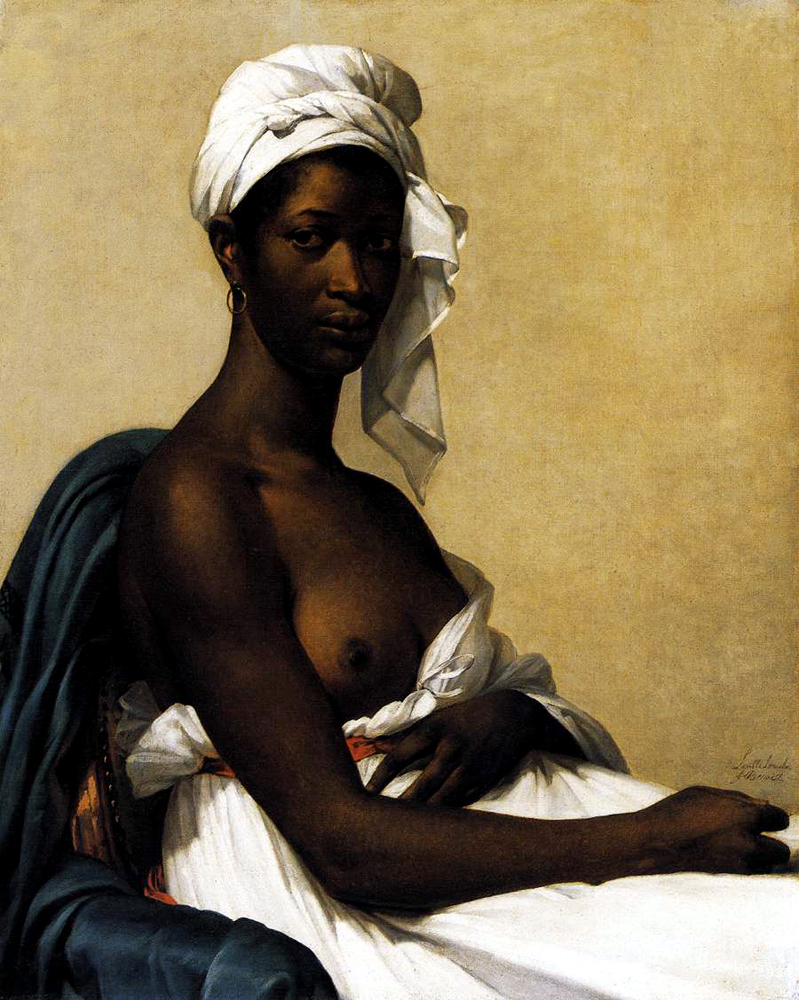
Marie-Guillemine Benoist, Portrait d'une femme noire, 1800
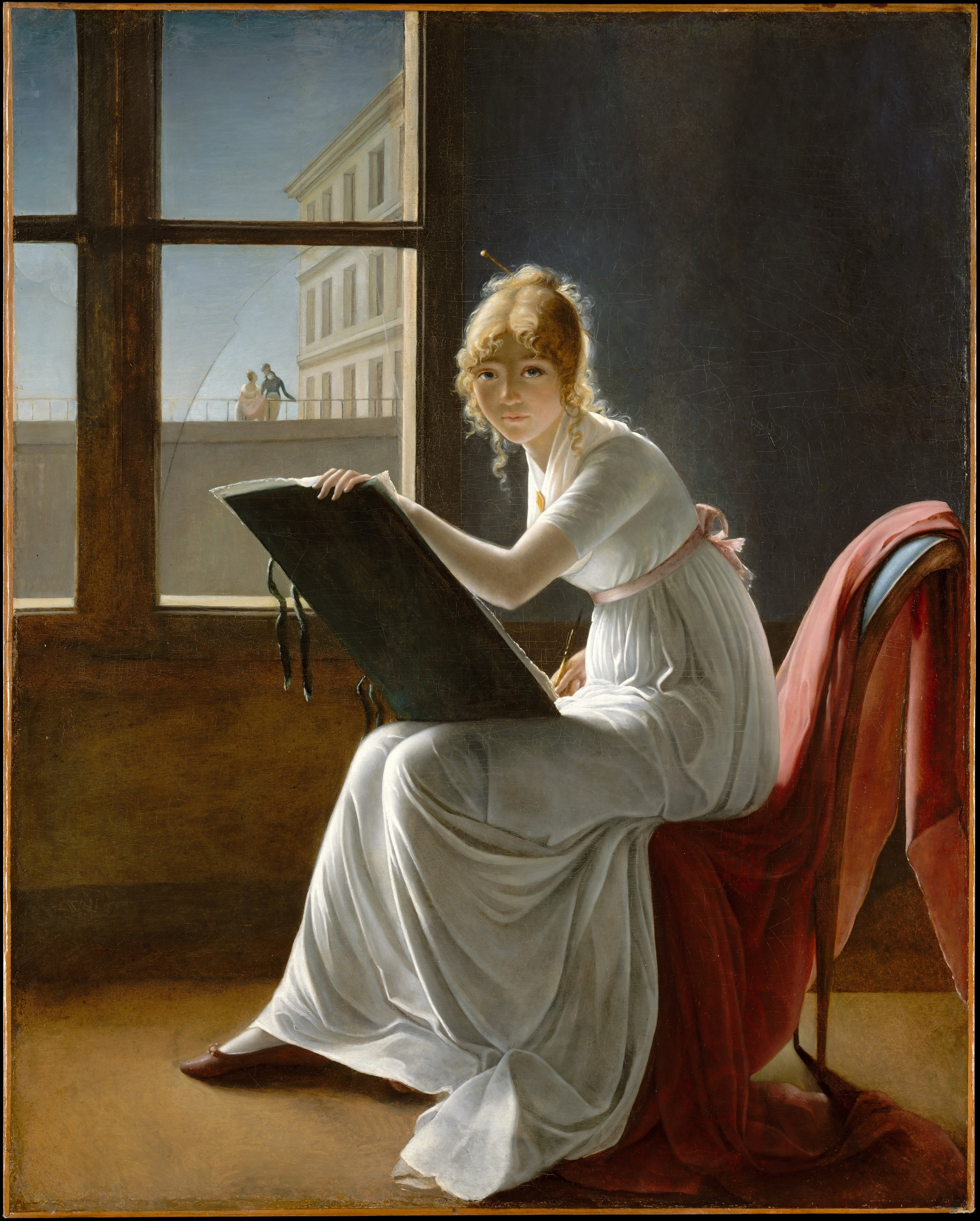
Marie-Denise Villers, Portrait de Charlotte du Val d'Ognes, 1801 (Metropolitan Museum of Art)
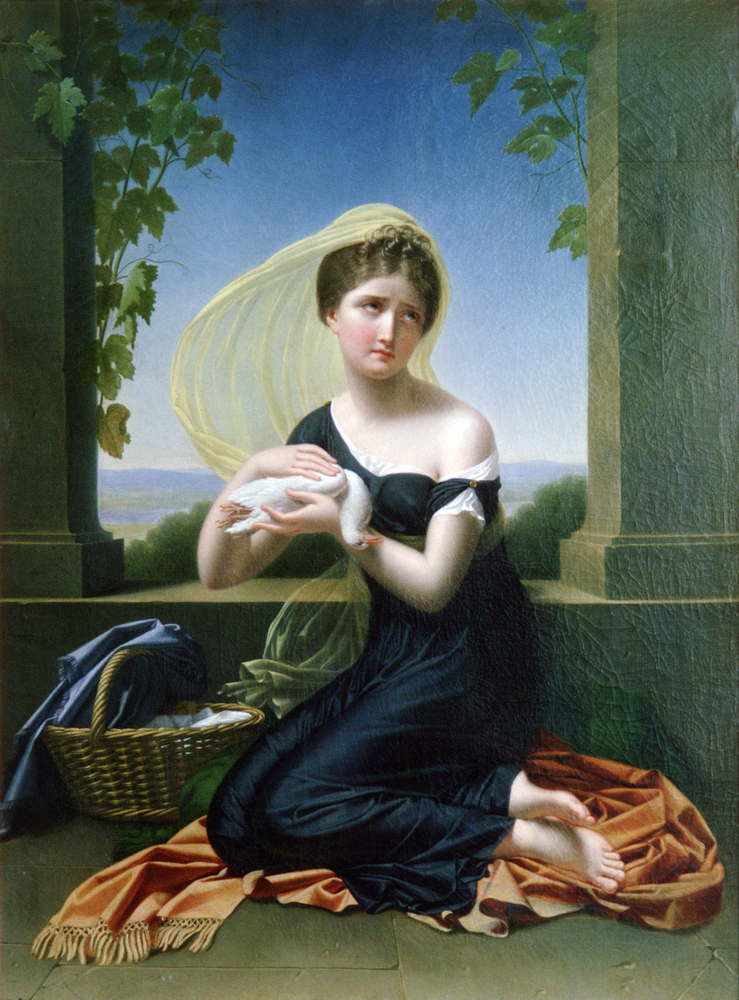
Jeanne-Élisabeth Chaudet, Jeune fille pleurant son pigeon mort, 1808, musée des beaux-arts, Arras.
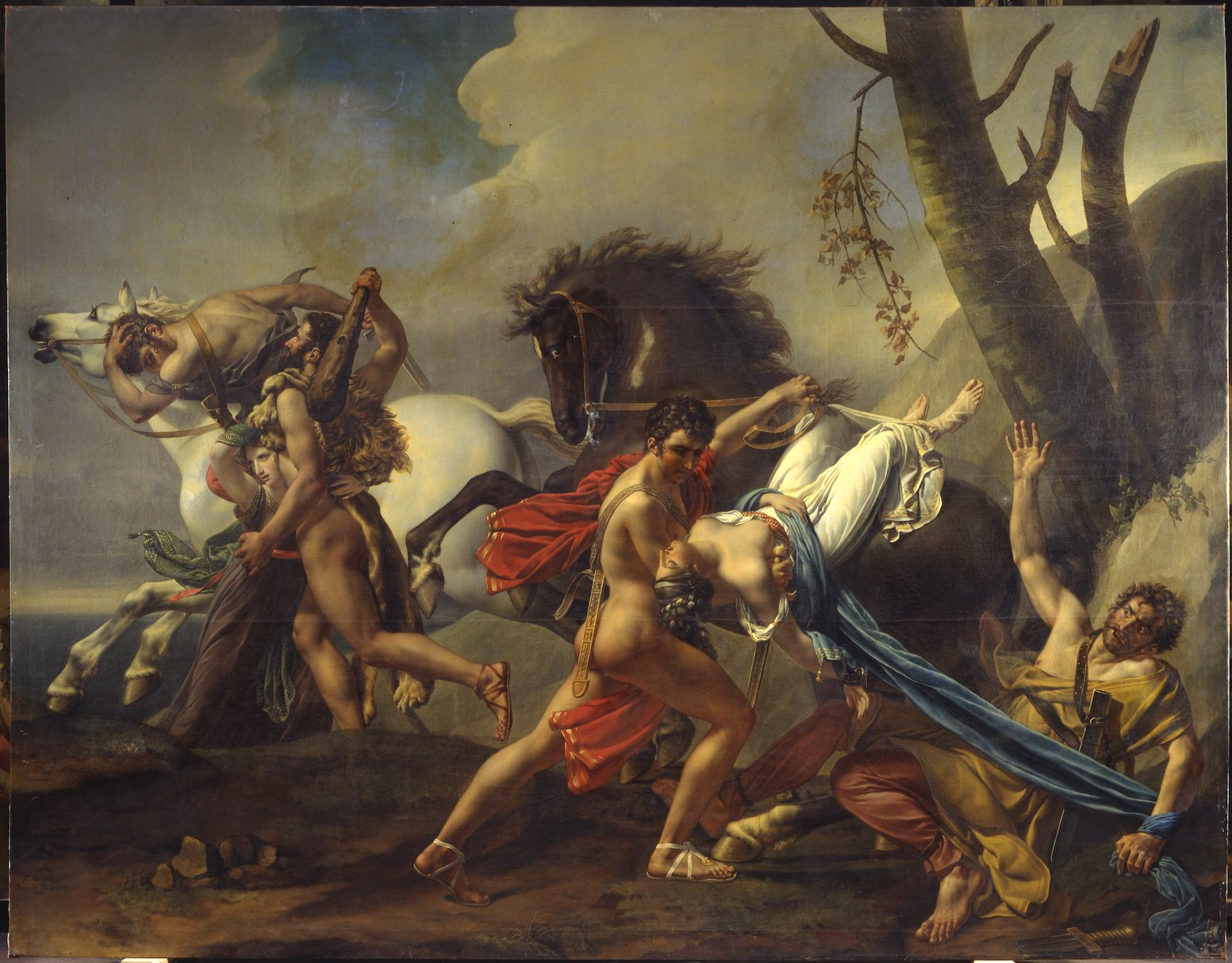
Angélique Mongez, Thésée et Pyrithous, purgeant la terre des brigands, délivrent deux femmes des mains des ravisseurs 1806, musée d'état d'Arkhangelskoïe.

### Néo-classicisme au tournant du siècle, vers le «Grec pur»
La période allant du Directoire au Consulat (vers 1797-1803) commence la seconde phase du néo-classicisme pictural. La carrière de David et la domination de son école en Europe est à son sommet. Pour Chastel, sa position est comparable et même supérieure à celle de Mengs à Rome dans les années 1760.
La peinture est marquée par l'abandon du modèle romain qui avait dominé à la Révolution, pour s'orienter vers des influences grecques inspirées par les gravures de John Flaxman, et dont l'œuvre de David les Sabines expose cette nouvelle orientation. Il exprime à ses élèves ses intentions esthétiques « J'ai entrepris de faire une chose toute nouvelle, [...] je veux ramener l'art aux principes que l'on suivait chez les Grecs. En faisant les Horaces et le Brutus j'étais encore sous l'influence romaine. Mais, messieurs, sans les Grecs, les Romains n'eussent été que des barbares en fait d'art. C'est donc à la source qu'il faut remonter. » Les thèmes se veulent réconciliateurs, ainsi le tableau de David est perçu comme un message de concorde nationale.
Cette tendance est aussi perceptible dans une autre œuvre remarquée au Salon de 1799, le Retour de Marcus Sextus de Pierre-Narcisse Guérin, vue comme une allusion au retour des émigrés, allusion renforcée par sa confrontation avec l'un des derniers tableaux à thème révolutionnaire, Le Triomphe du peuple français d'Hennequin.
Regnault aussi amorce à cette période un changement dans son style et revient à ses thèmes mythologiques de prédilection, dans une manière proche de Rubens, privilégiant les lignes courbes et une touche plus fondue. S'inspirant de l'exemple de David, qui avait présenté les Sabines dans le cadre d'une exposition payante, il fait de même avec les Trois Grâces, une de ses œuvres les plus célèbres, sans toutefois rencontrer le succès de son concurrent.
Chez ces artistes le style se fait moins austère, plus élégant, en réaction contre le néo-classicisme révolutionnaire des années 1789-1794. Chez David il se caractérise par une palette plus claire, un style linéaire qui emprunte autant aux grecs qu'à Raphaël. Mais pour Hugh Honour à cette période : « les effets débilitants de la consanguinité qui résultent presque inévitablement de la consécration officielle d'un style artistique, commençait déjà à se manifester. » Prenant comme exemple le tableau de François Gérard Psyché et l'Amour (1798), dont le thème avait été popularisé par la sculpture de Canova, que le peintre vide de sa substance pour en faire un motif essentiellement décoratif à l'érotisme suggestif, lui donnant un caractère d'inspiration rococo, pourtant rejeté par les tenants du néo-classicisme pur.

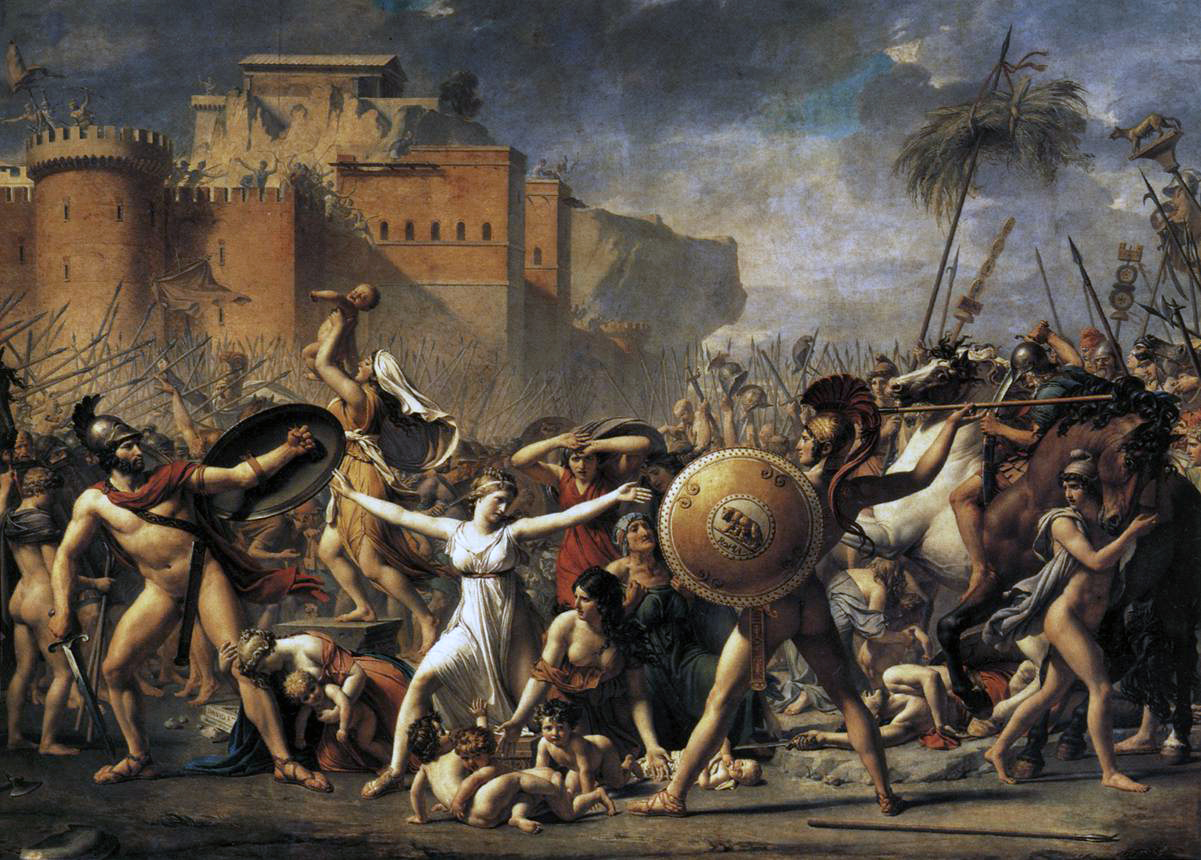
David, Les Sabines, 1799, musée du Louvre
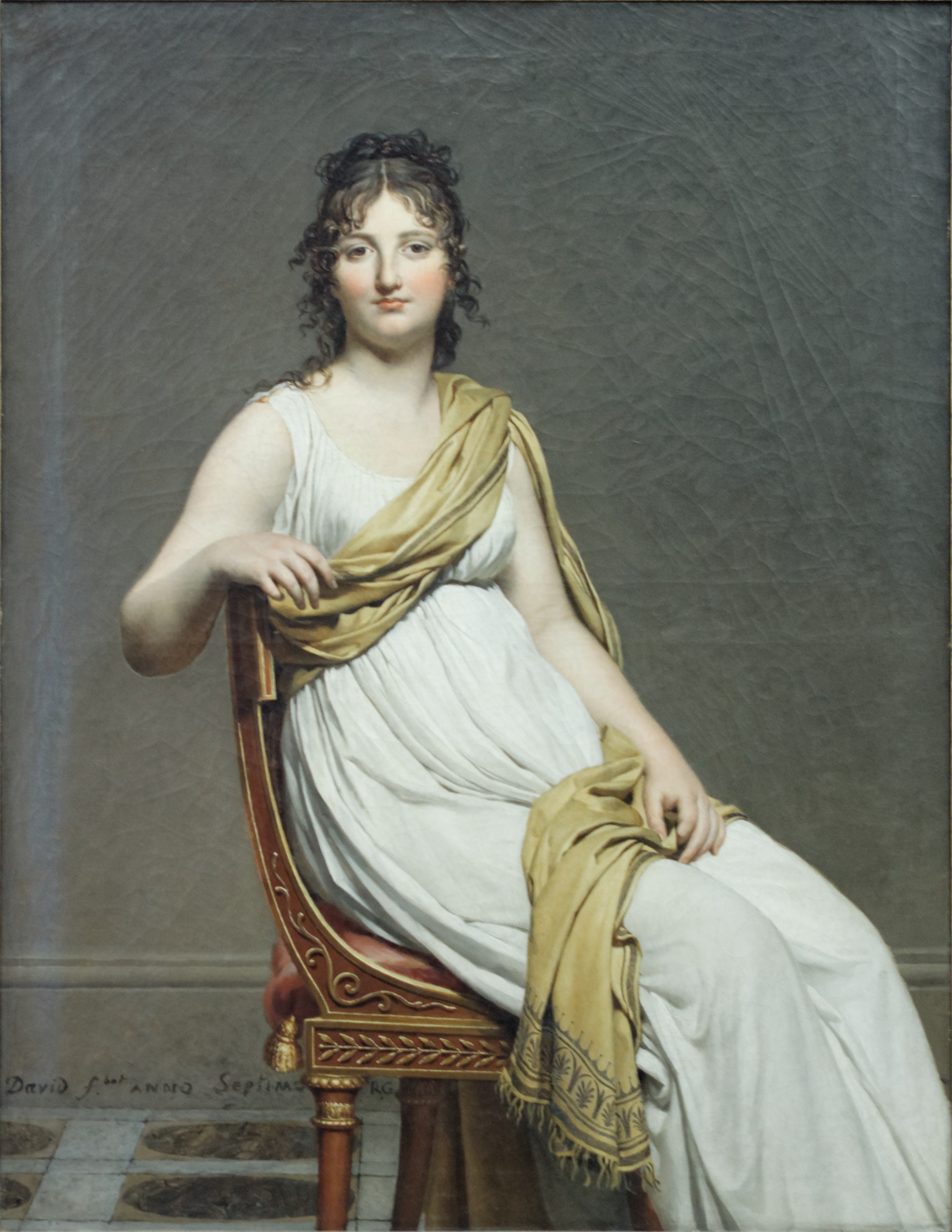
David, portrait de madame de Verninac
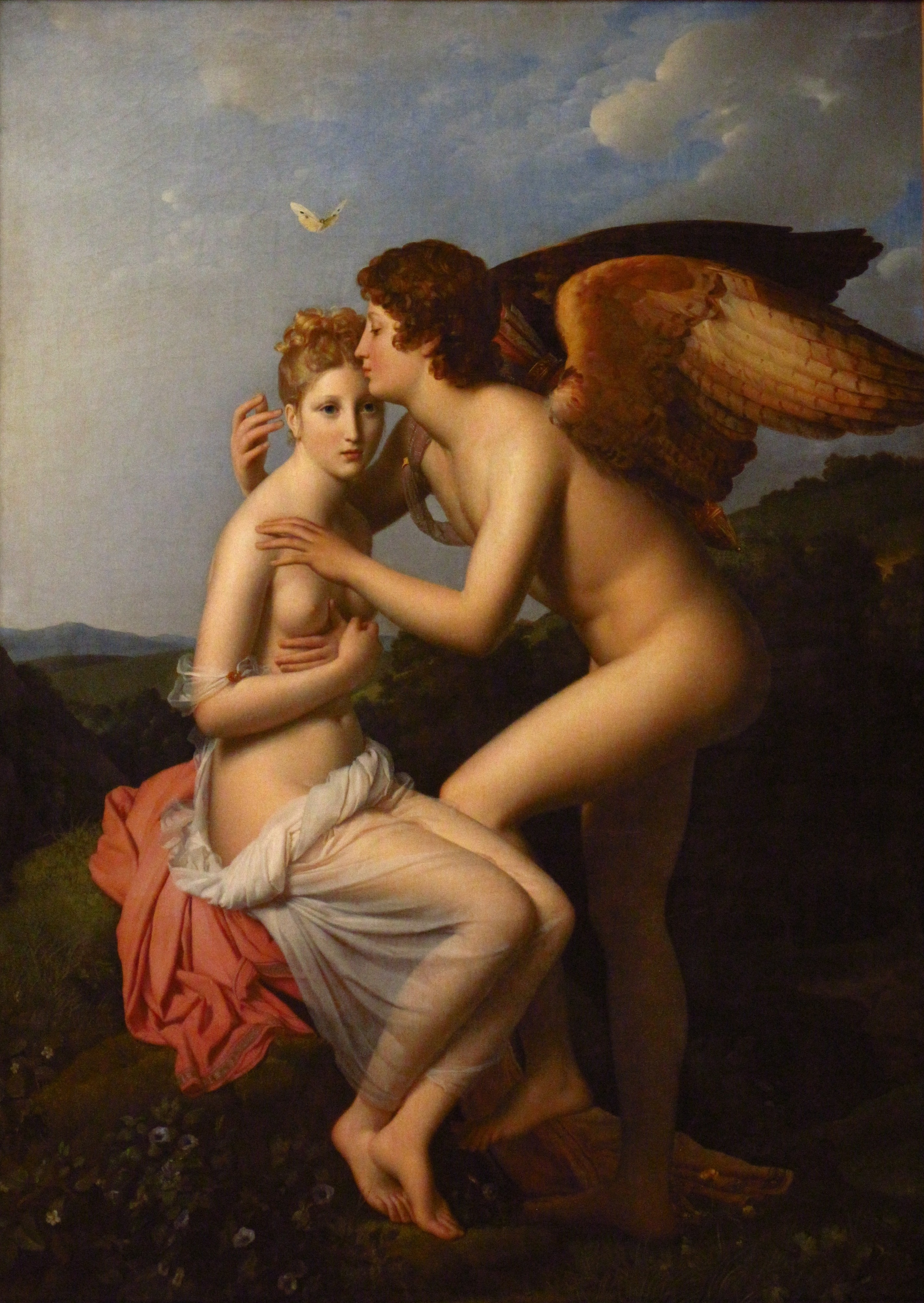
François Gérard , Psyché et l'Amour 1798, musée du Louvre
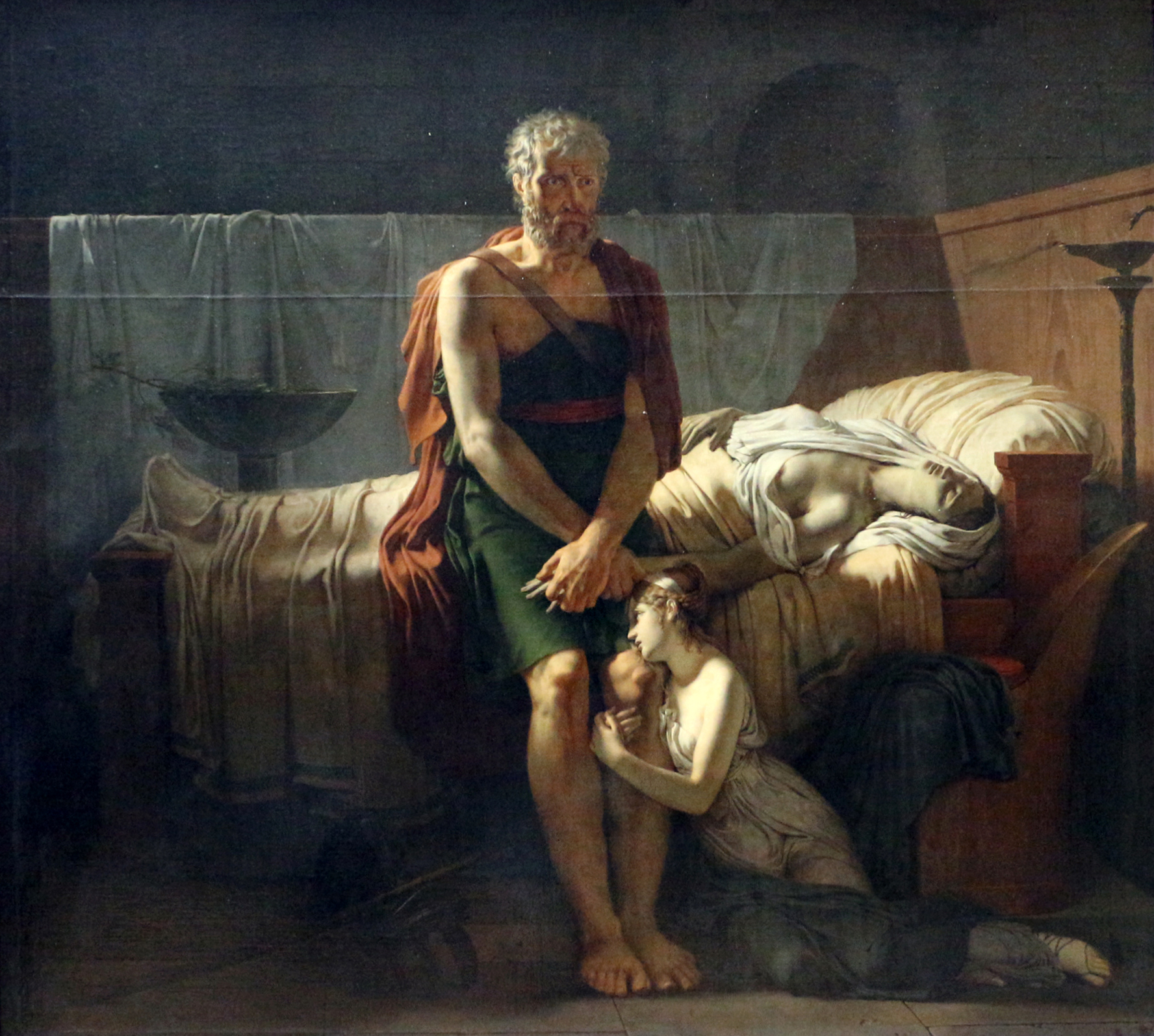
Pierre-Narcisse Guérin, le Retour de Marcus Sextus
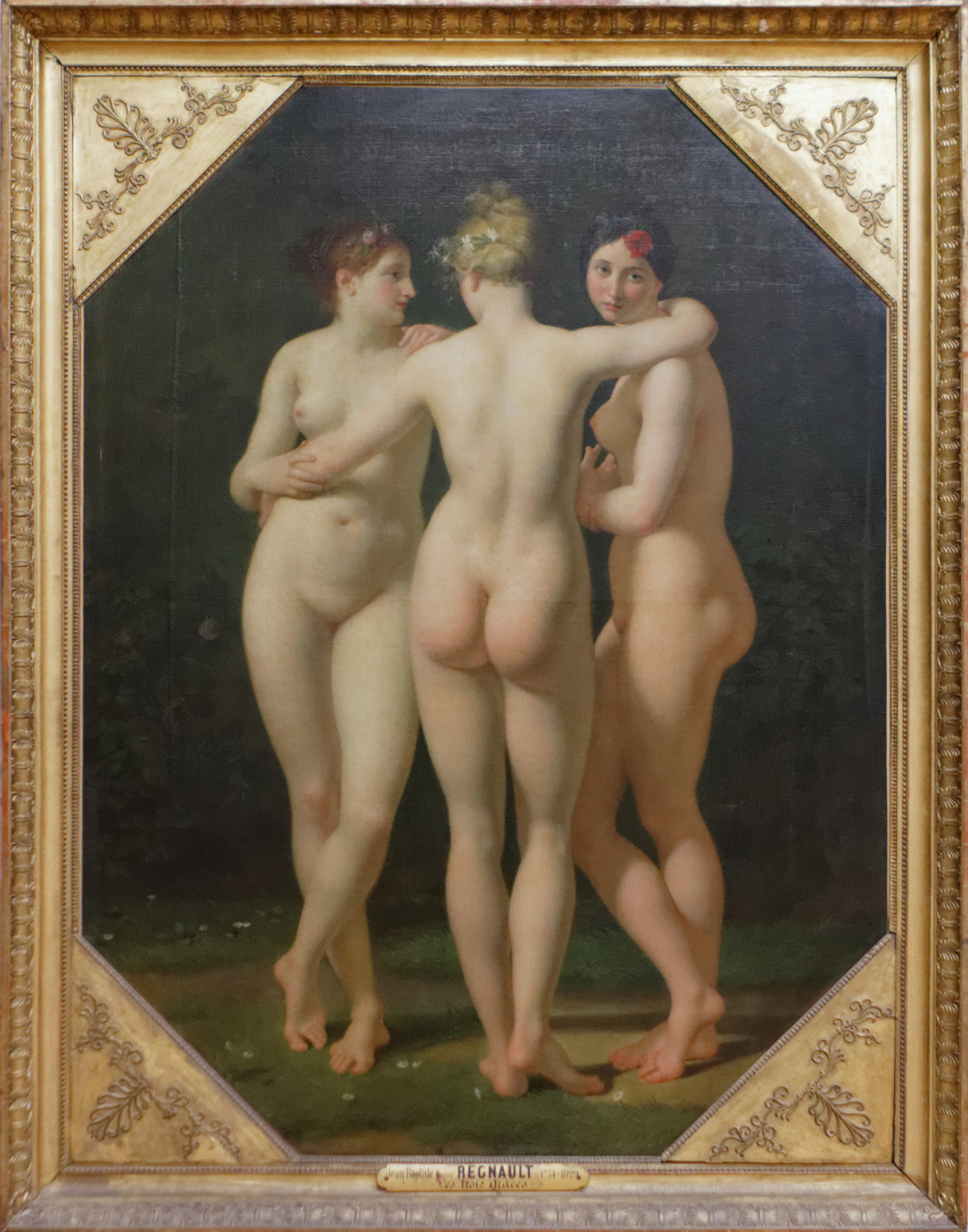
Jean-Baptiste Regnault, les Trois grâces 1798 musée du Louvre

### Réactions et dissidences, pré-romantisme, primitivisme

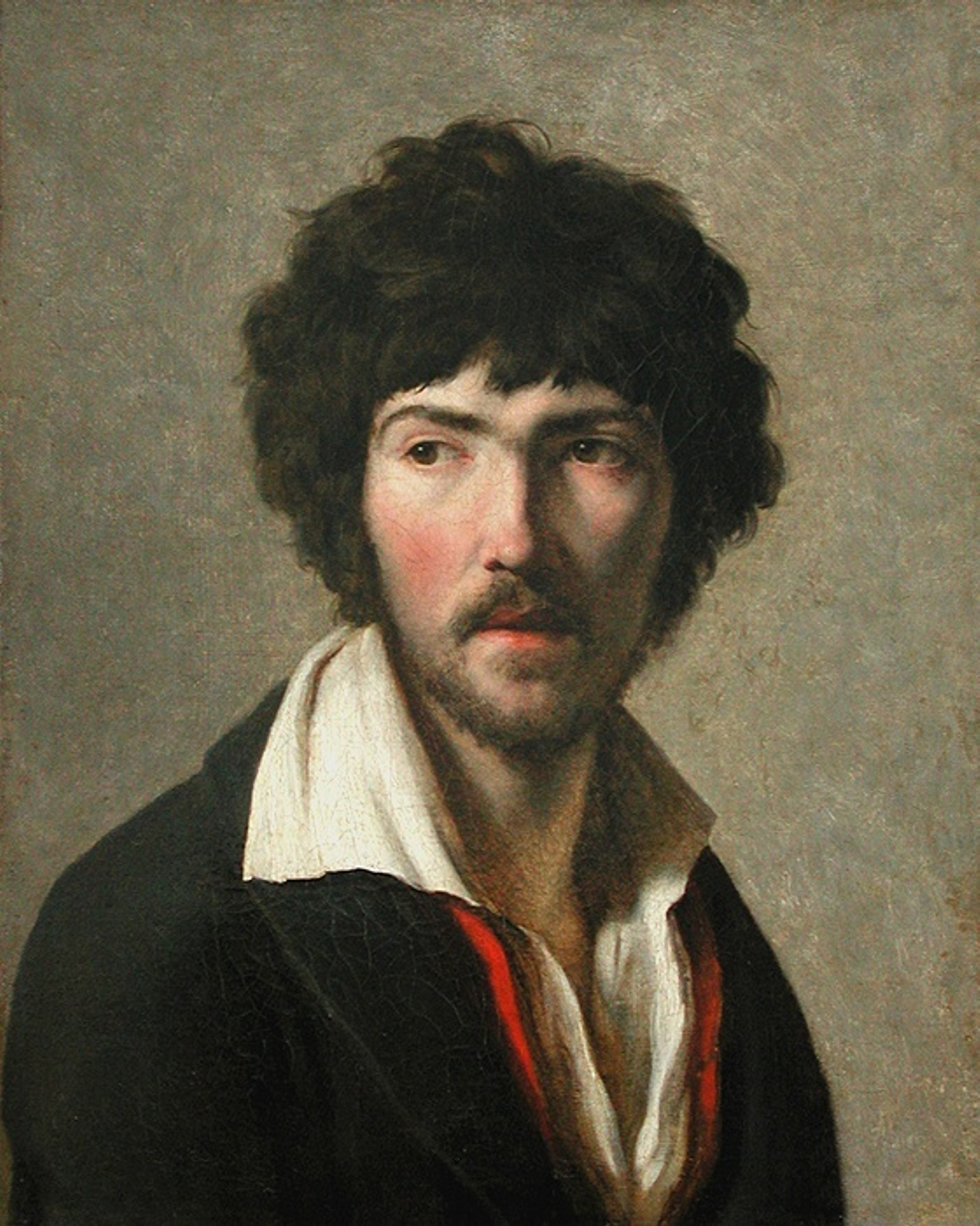
Maurice Quay chef de file de la secte des Barbus mouvement de dissidence au néo-classicisme davidien, (portrait par
Henri-François Riesener).

Alors que David, avec les Sabines, fait évoluer son néo-classicisme vers ce qu'il nomme le « grec pur », certains de ses élèves s'orientent vers des esthétiques de plus en plus éloignées des doctrines artistiques qu'il avait enseignées. D'un côté Anne-Louis Girodet et Antoine-Jean Gros, sous les influences de Füssli et Flaxman, dont ils étudient les œuvres à Gênes, penchent vers des inspirations préromantiques, à la fois dans les thèmes morbides et la manière de peindre, marquée par un traitement dramatique des ombres en contre-jour.
Conçu pour décorer le château de Malmaison, L'apothéose des Héros français morts pour la patrie pendant la guerre de la Liberté de Girodet est une des premières œuvres à rompre assez nettement avec les enseignements du néo-classicisme davidien, selon les intentions de l'artiste lui-même, qu'il exprime dans une lettre en réponse à la surprise de son maitre David, quand il vit le tableau : « Il a échappé à David, en le voyant, de dire que cette production ne ressemblait à celle d'aucun maitre ni d'aucune école. ». L'œuvre traduit la vogue en France pour le mythe d'Ossian, et fait suite au tableau de Gérard Ossian évoquant les fantômes, et de Duqueylar et précède celui d'Ingres. L'esthétique fantasmagorique, le choix des lumières et l'originalité de la composition font de ce tableau le premier essai de peinture romantique en France. Lors de sa présentation au Salon, face à l'incompréhension générale et aux critiques négatives, le tableau fut retiré avant la fin de l'exposition. Cette incompréhension fut traduite par les mots de David, tels qu'ils furent rapportés par Delécluze dans ses mémoires : « Ah ça ! il est fou, Girodet !... Il est fou, ou je n'entends plus rien à l'art de la peinture. Ce sont des personnages de cristal qu'il nous a fait là... Quel dommage ! avec son beau talent, cet homme ne fera jamais que des folies... Il n'a pas le sens commun. »
Sapho à Leucate, de Gros, reflète ces tendances en vogue chez les artistes à l'époque, mais est le seul exemple de ce genre dans sa peinture. Lors de son exposition au Salon, les critiques reprochèrent le manque de naturel dans les couleurs, jugées verdâtres ainsi que dans le mouvement. Pour le Journal des débats : « Il nous semble...que le mouvement proprement dit, n'est point du ressort de la peinture. [...] Quoi que fasse l'artiste, quoi que dise le livret, une Sapho qui tombe ne saurait être qu'une femme suspendue sans tenir à rien, entre un rocher et les eaux. ».
La secte des Barbus est le mouvement de dissidence au style de David le plus important. Réuni autour de Maurice Quay, ce groupe issu de la nouvelle génération d'élèves de David, entrés à l'atelier après la Révolution, reproche à leur maître de ne pas aller assez loin dans ses réformes esthétiques vers le « grec pur » et revendique un néo-classicisme radical et archaïque totalement détaché de toute réminiscence rococo. Le style des peintures produites par ce groupe se veut volontairement primitif. Le caractère linéaire et puriste, inspiré des vases antiques évoluant vers l'abstraction. Les rares œuvres qu'ils ont laissées ont toutefois défrayé la chronique par leurs audaces formelles. Ossian chantant ses vers de Paul Duqueylar fut jugée comme bizarre et ridicule par la critique. L'école d'Apelle de Jean Broc, œuvre ambitieuse se voulant le manifeste du mouvement, est comparée par la critique du Salon à une vieille fresque à cause de ses tonalités claires. Toujours de Broc, la Mort de Hyacinthe montrait, pour le Moniteur universel, « plus de bizarreries que d'originalités ».

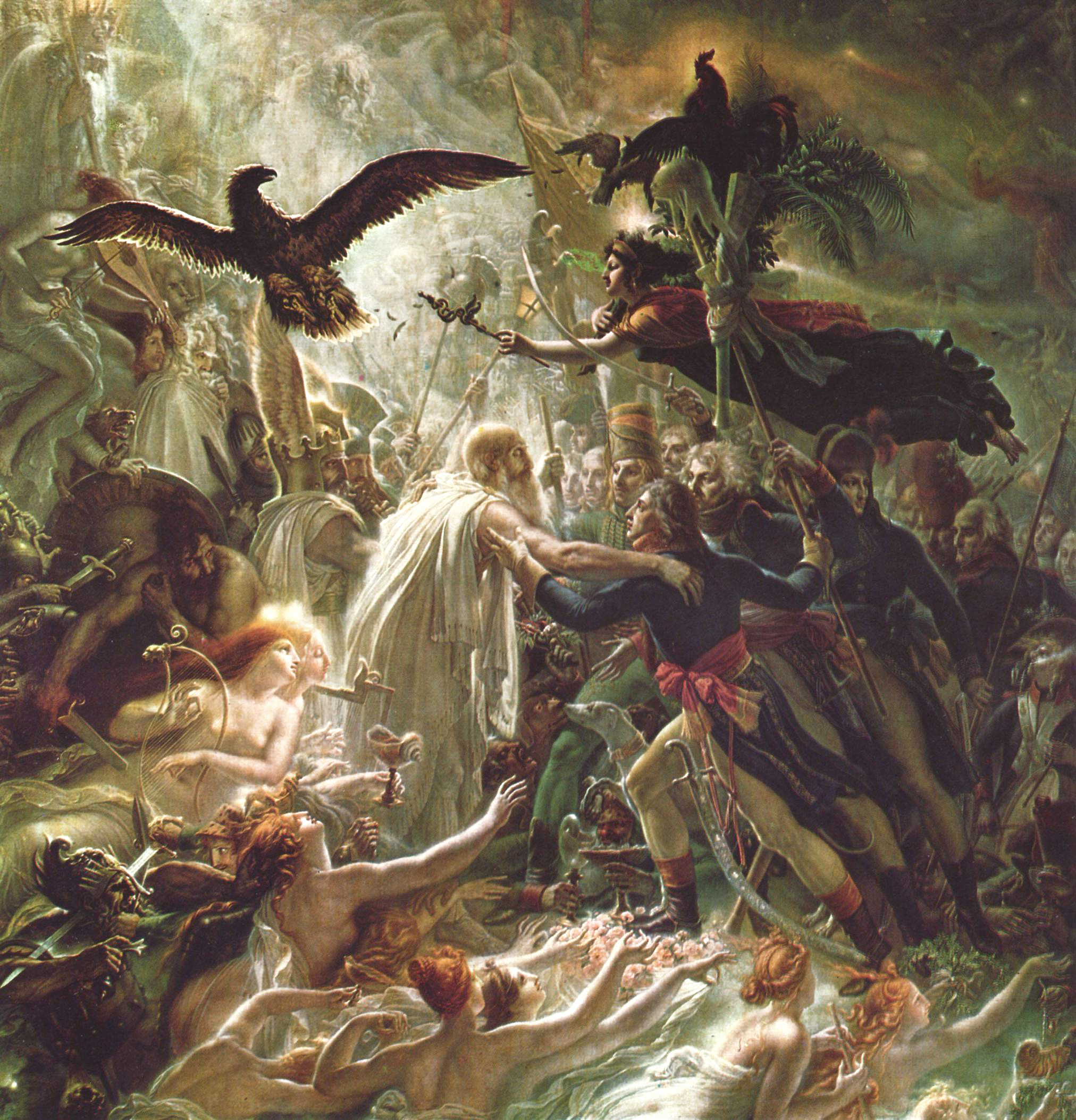
Girodet, Apothéose des héros français morts pour la patrie pendant la guerre de la liberté
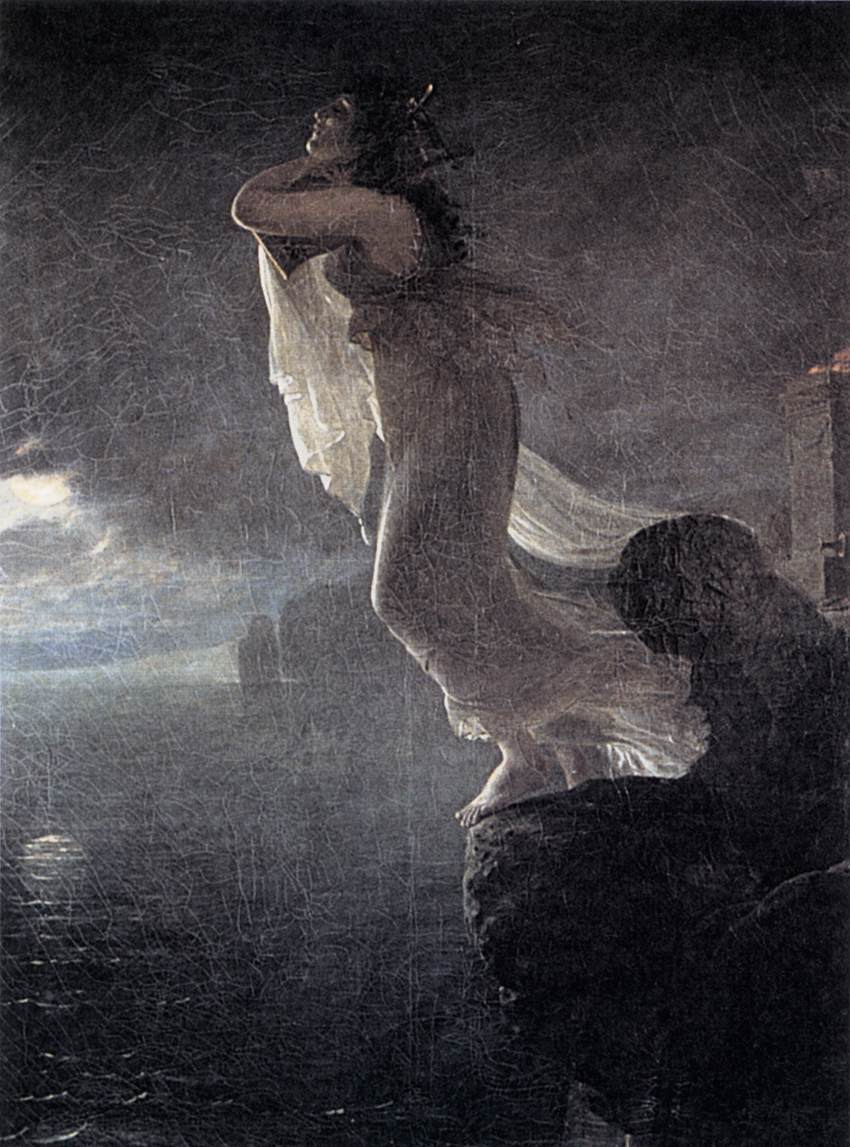
Gros, Sapho à Leucate 1801, musée Baron-Gérard
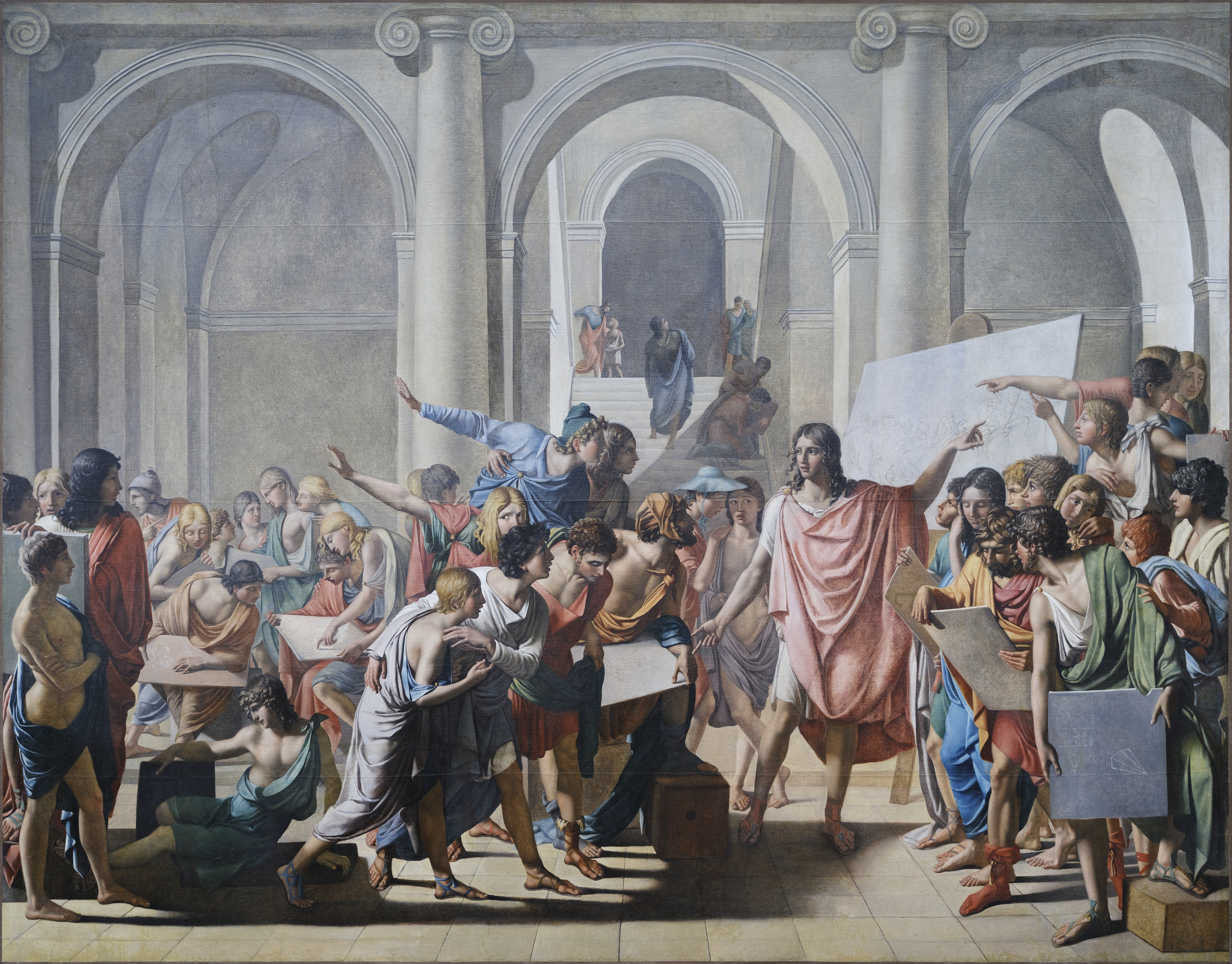
Jean Broc l'École d'Apelle, 1800, musée du Louvre
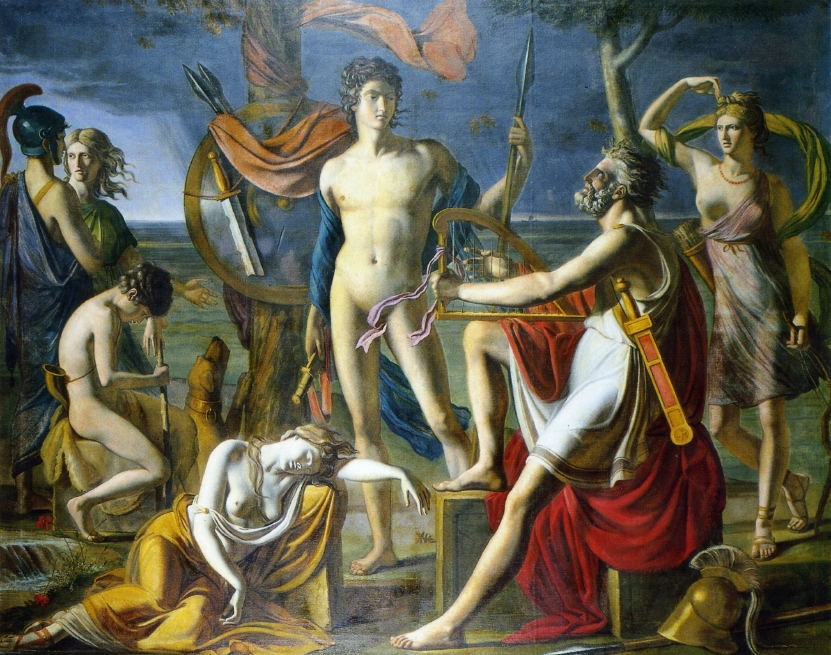
Paul Duqueylar, Ossian chantant ses vers 1800, musée Granet
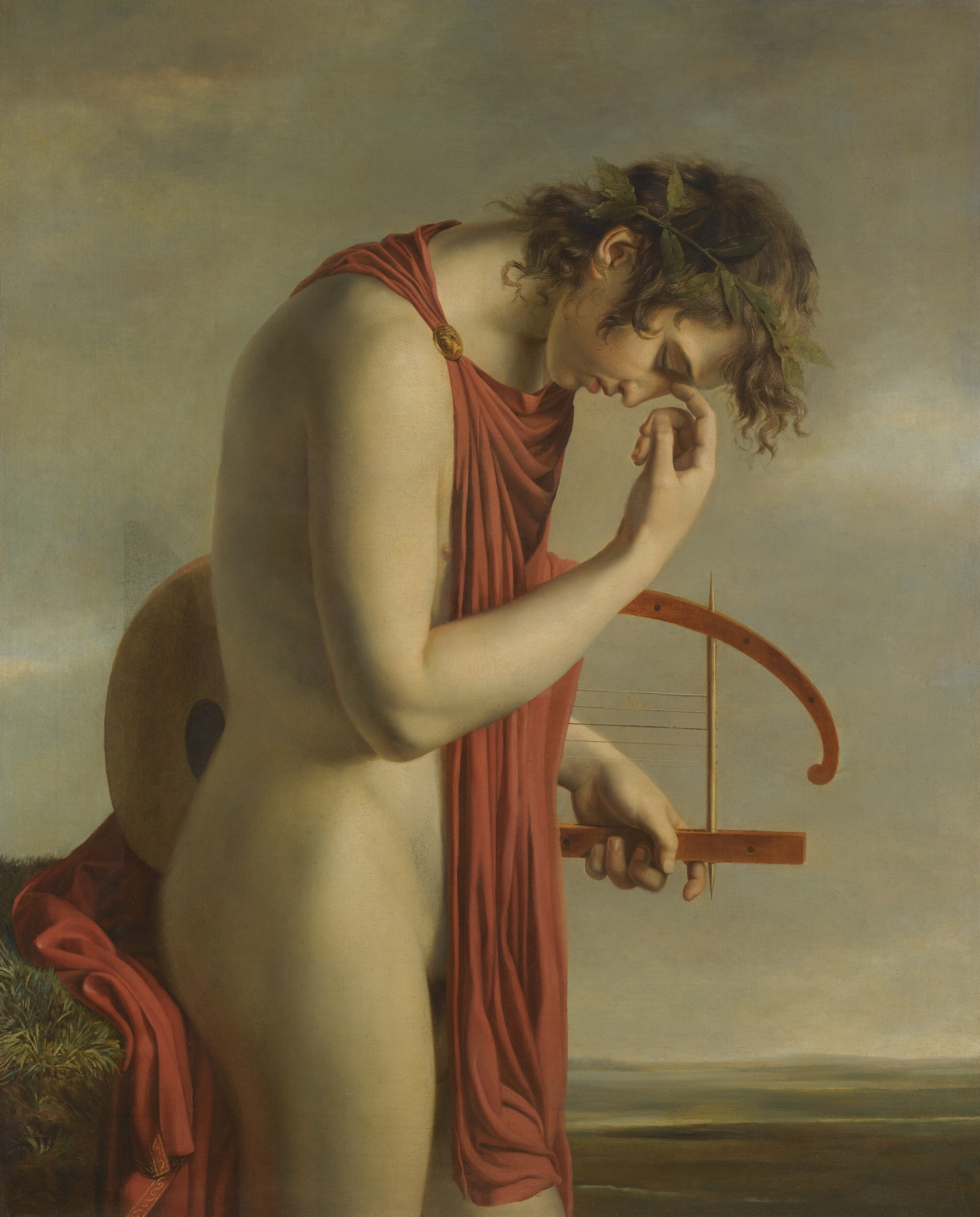
Duqueylar (attribué à) Orphée 1800, collection privée
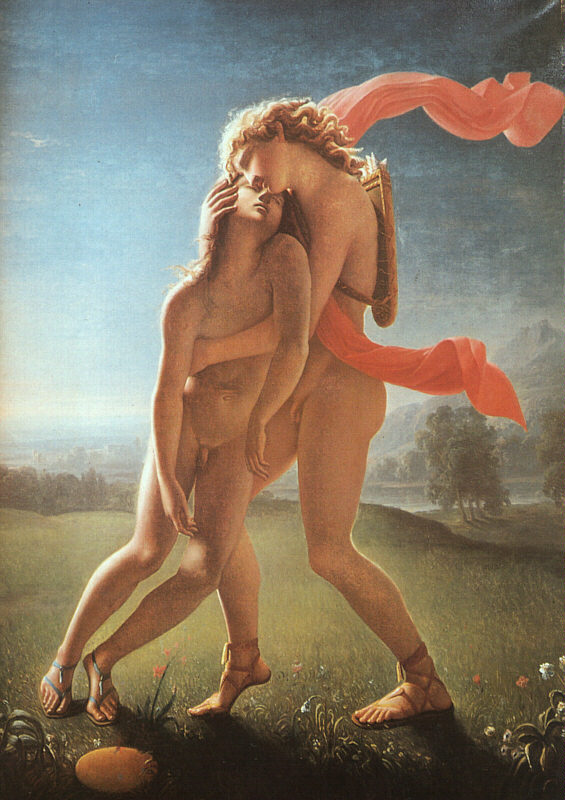
Jean Broc, la Mort de Hyacinthe

### En dehors de l'école de David
Pendant la Révolution et l'Empire, la suprématie du néo-classicisme fait de Paris le nouveau centre des arts après Rome. Ce centralisme artistique et la prééminence de l'école de David rendent marginaux les artistes venus de province, ceux qui firent carrière à l'étranger et ceux issus d'autres écoles. Ces artistes se spécialisent dans des genres mineurs et anecdotiques, abordant ponctuellement la peinture d'histoire.
Ancien élève de Vien, le Bordelais Jean-Joseph Taillasson, peintre laborieux, se distingue par des sujets rares, privilégiant des tons froids et une attirance pour le tragique. Deux œuvres sont caractéristiques de sa peinture, Sapho se précipitant à la mer (1791)) et Héro et Léandre (1798) dont le sujet, de style et d'inspiration néo-classique, présente déjà un caractère romantique.
Formé à Dijon par François Devosge et premier prix de Rome de peinture des états de Bourgogne en 1776, Bénigne Gagneraux fait sa carrière essentiellement en Italie, à Rome d'abord puis à Florence. Il est nommé peintre d'Histoire pour le roi Gustave III de Suède et meurt prématurément à l'âge de 38 ans. Son style, dégagé des influences de l'école française, est marqué par sa fréquentation, à Rome, de l'entourage de Mengs et de Sergel. Il se caractérise par un néo-classicisme linéaire et froid, mais non dépourvu de sensualité. Considéré comme un de ses chefs-d’œuvre, le Génie de la paix arrêtant les chevaux de Mars (deux versions : une à Genève, l'autre à Mâcon) montre les particularités de sa manière, épurée jusqu'à l'abstraction.
Autre peintre dont l'œuvre se caractérise par un style froid et linéaire, Charles-Paul Landon se fait remarquer au Salon de 1799, avec Dédale et Icare, tableau de petites dimensions (54 sur 44 cm) inhabituel pour un sujet historique, dont l'esthétique, caractérisée par son primitivisme, rappelle les vases hellénistiques. Élève de Regnault, et prix de Rome en 1792, sa production picturale peu abondante, privilégie le portrait, la peinture de genre et à thème mythologique. Mais il demeure avant tout connu en tant que critique d'art, fondateur du Journal des Arts et éditeur des 44 volumes des Annales du Musée et de l’École Moderne des Beaux-Arts..
Élève de Doyen, et successeur de Suvée au poste de directeur de l'Académie de France à Rome (1807-1816), Guillaume Guillon Lethière expose au Salon à partir de 1793, et se confronte en 1798 à un thème devenu classique dans la peinture néo-classique, celui de Philoctete sur l'île de Lemnos, dont il propose une vision tourmentée, montrant le compagnon d'Héracles confronté à une nature hostile, dont le traitement annonce une tendance romantique de la peinture française de cette période. Sous la Restauration, Lethière évolua vers des thèmes troubadours.

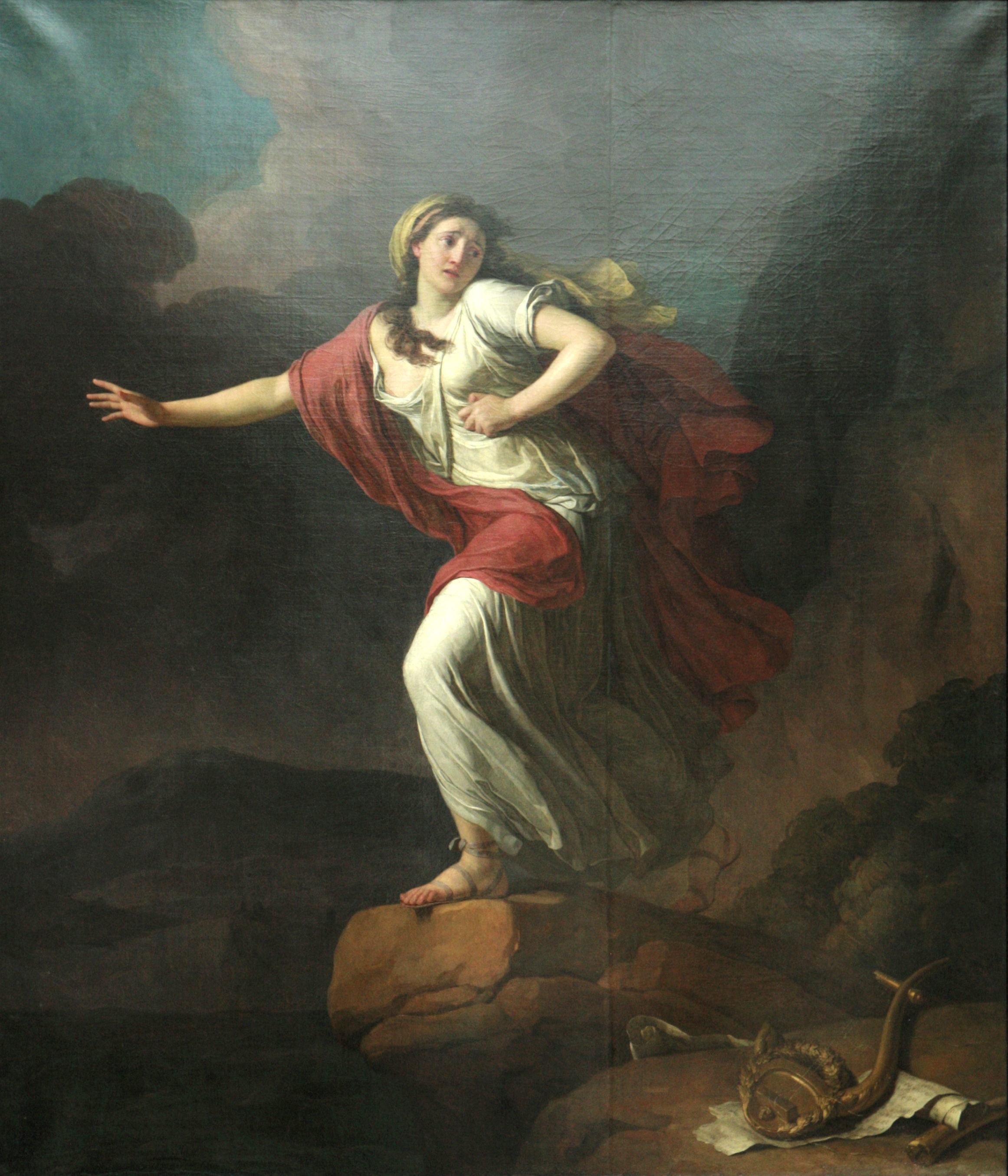
Jean-Joseph Taillasson, Sapho se précipitant à la mer, 1791, musée de Brest
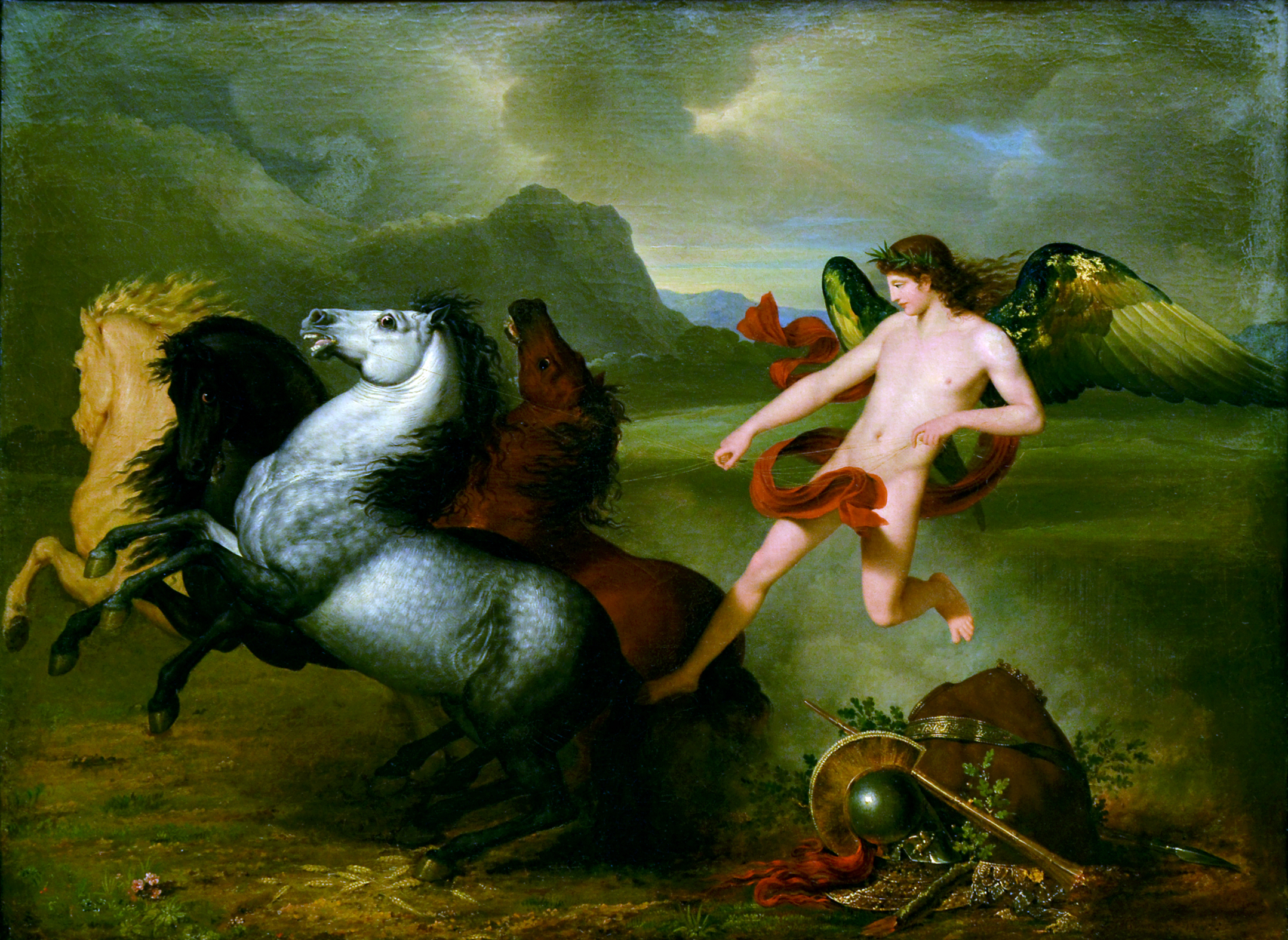
Bénigne Gagneraux le Génie de la paix arrêtant les chevaux de Mars 1794, musée d'art et d'histoire de Genève
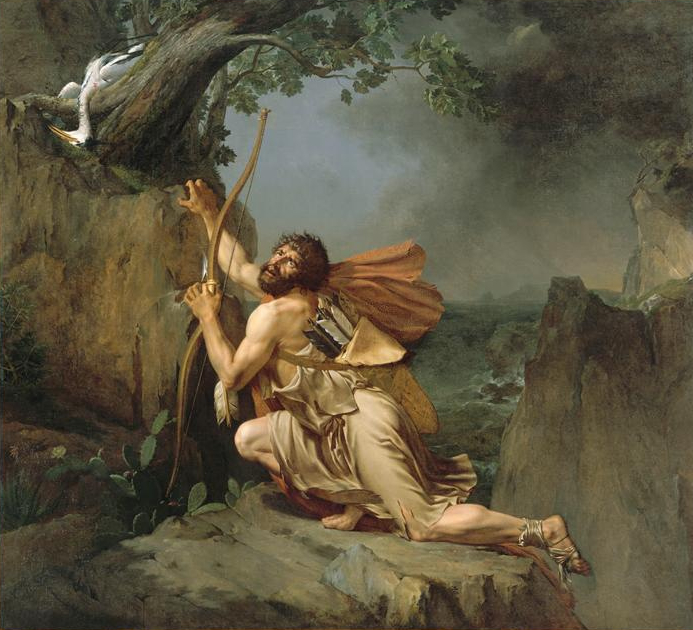
Guillaume Guillon Lethière, Philoctete sur l'île de Lemnos, 1798
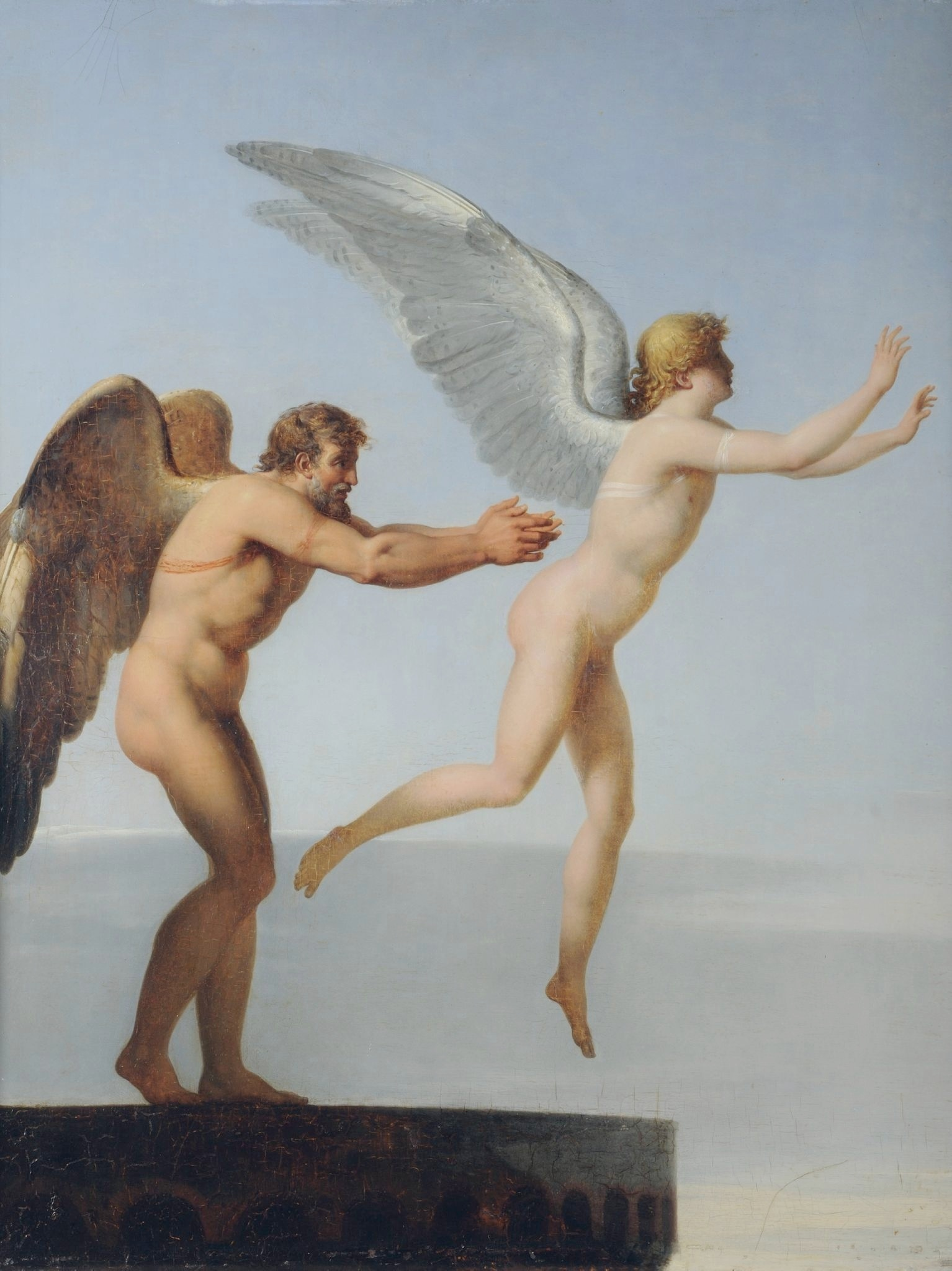
Charles-Paul Landon, Dédale et Icare 1799
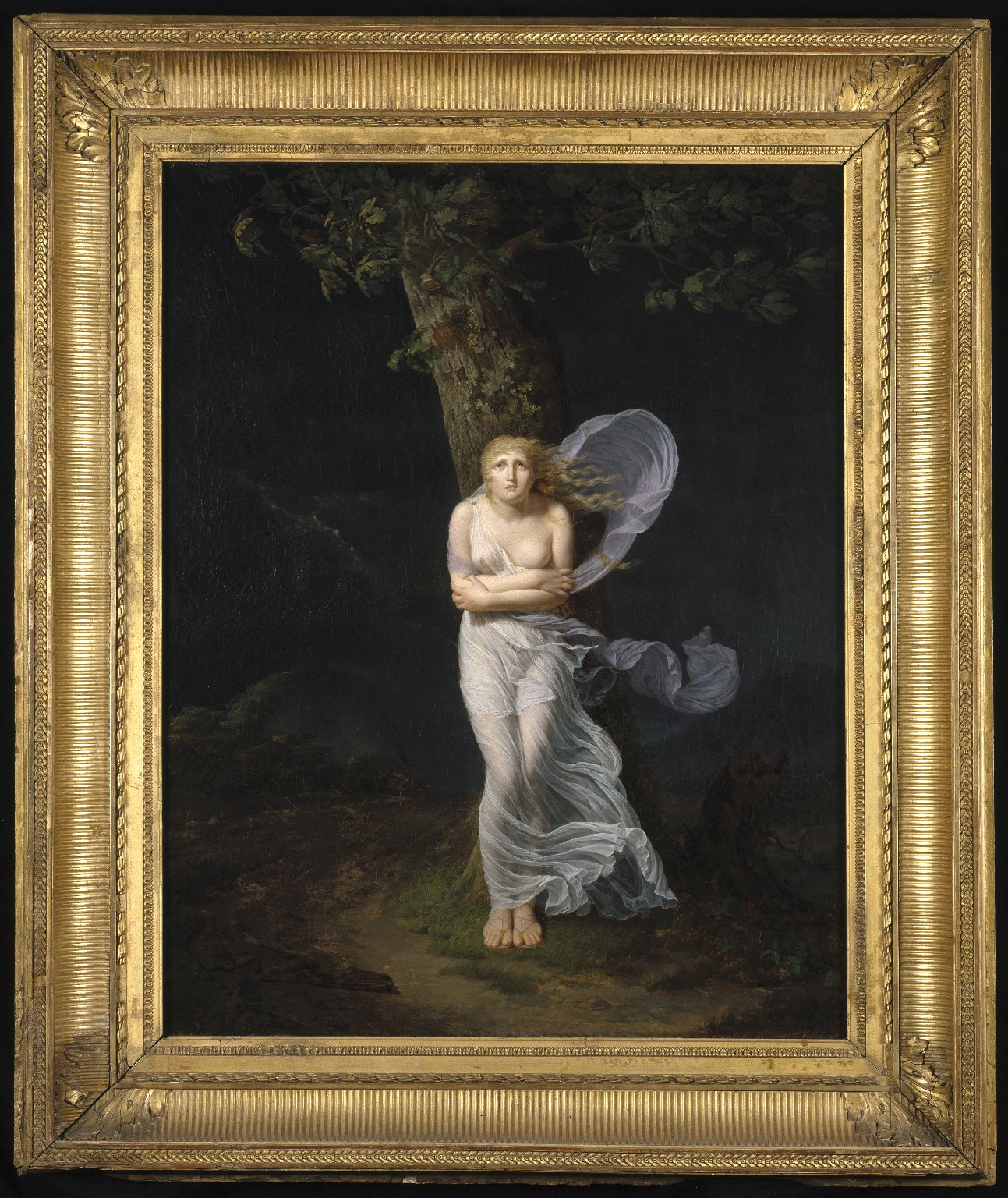
Féréol Bonnemaison, Jeune Femme surprise par l'orage, 1799
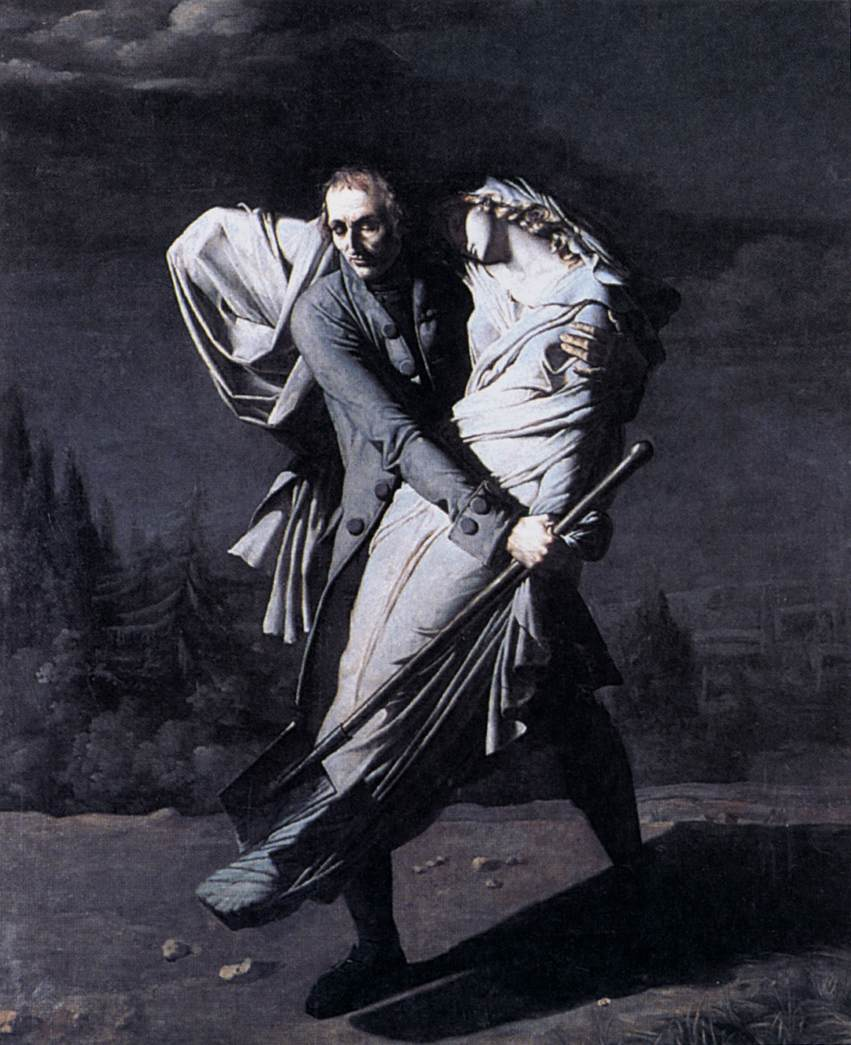
Pierre-Auguste Vafflard, Young et sa fille 1804

### Néo-classicisme en Espagne
En Espagne, la peinture baroque tombe en désuétude sous le règne de Charles III, avec l'arrivée comme peintre de cour d'Anton Raphael Mengs. À la fin du XVIIIe siècle, le néo-classicisme devient le courant officiel au royaume d'Espagne, lié à la politique de coopération avec la France du Consulat, ce qui provoque la mise à l'écart de Francisco de Goya, alors peintre du roi Charles IV. Le néo-classicisme davidien s'exporte par l'intermédiaire des élèves espagnols de David, dont quatre peintres, Juan Antonio de Ribera, Jose Aparicio, José de Madrazo y Agudo et François-Joseph-Paul Lacoma. Entrés à l'atelier de David entre 1799 et 1806, ils suivent l'esthétique de leur maître à travers des peintures d'histoire et des portraits. Lacoma est l'artiste le plus éloigné de ce style par les sujets qu'il peint, s'étant spécialisé surtout dans la peinture de fleurs.
Madrazo, Aparicio et Ribera se conforment à un néo-classicisme hiératique, linéaire et dépourvu d'émotion. Les trois œuvres représentatives de ce néo-classicisme espagnol sont L’Épidémie d’Espagne d'Aparicio, œuvre atypique et innovante par le choix d'un sujet d'actualité, une épidémie de fièvre qui toucha l'Espagne entre 1799 et 1805, la Mort de Viriathe de Madrazo, qui s'inspire du Bélisaire de David, et Cincinnatus abandonne sa charrue afin de dicter des lois à Rome de Ribera.

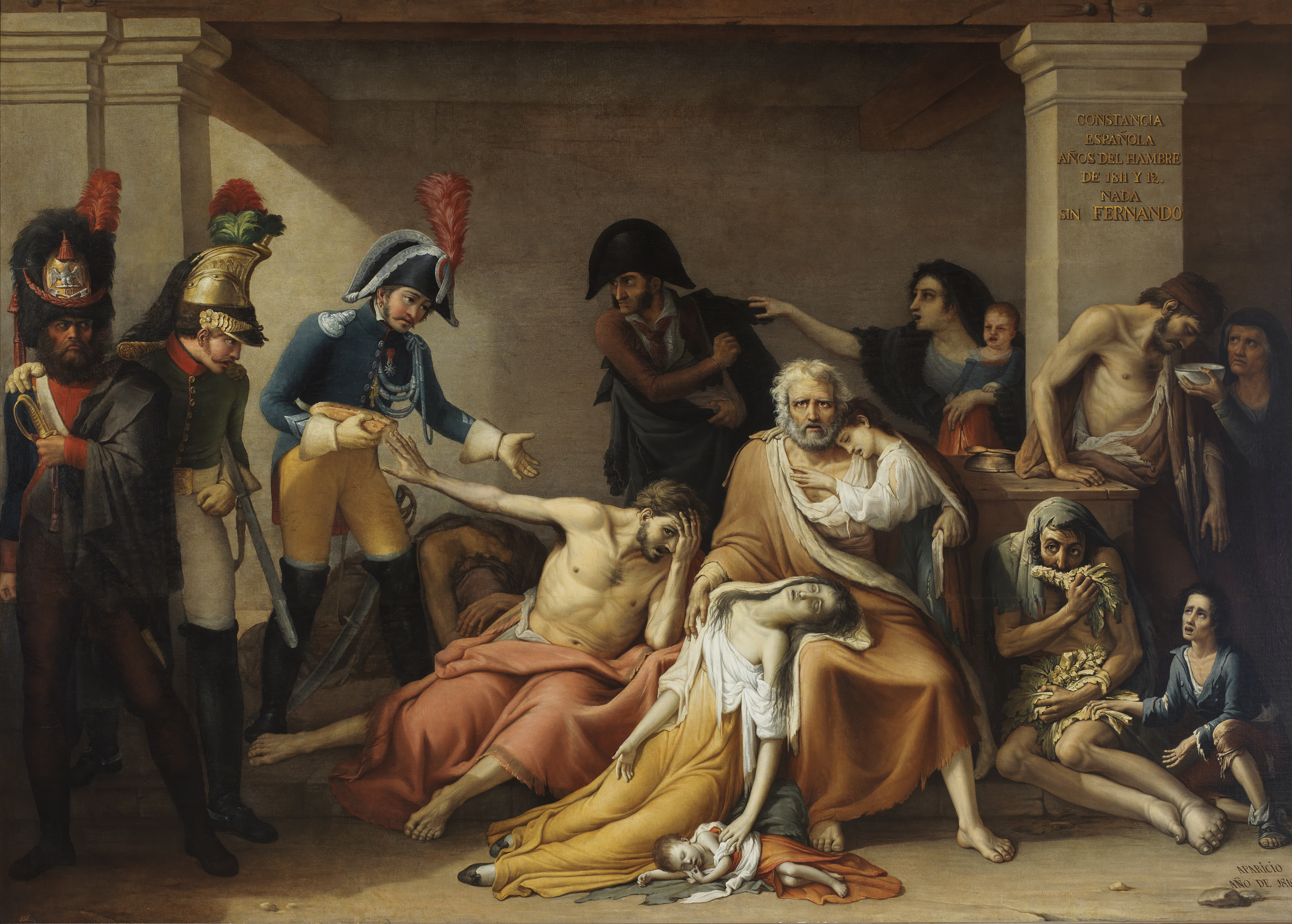
Aparicio, la Famine à Madrid, 1818, Musée d'histoire de Madrid
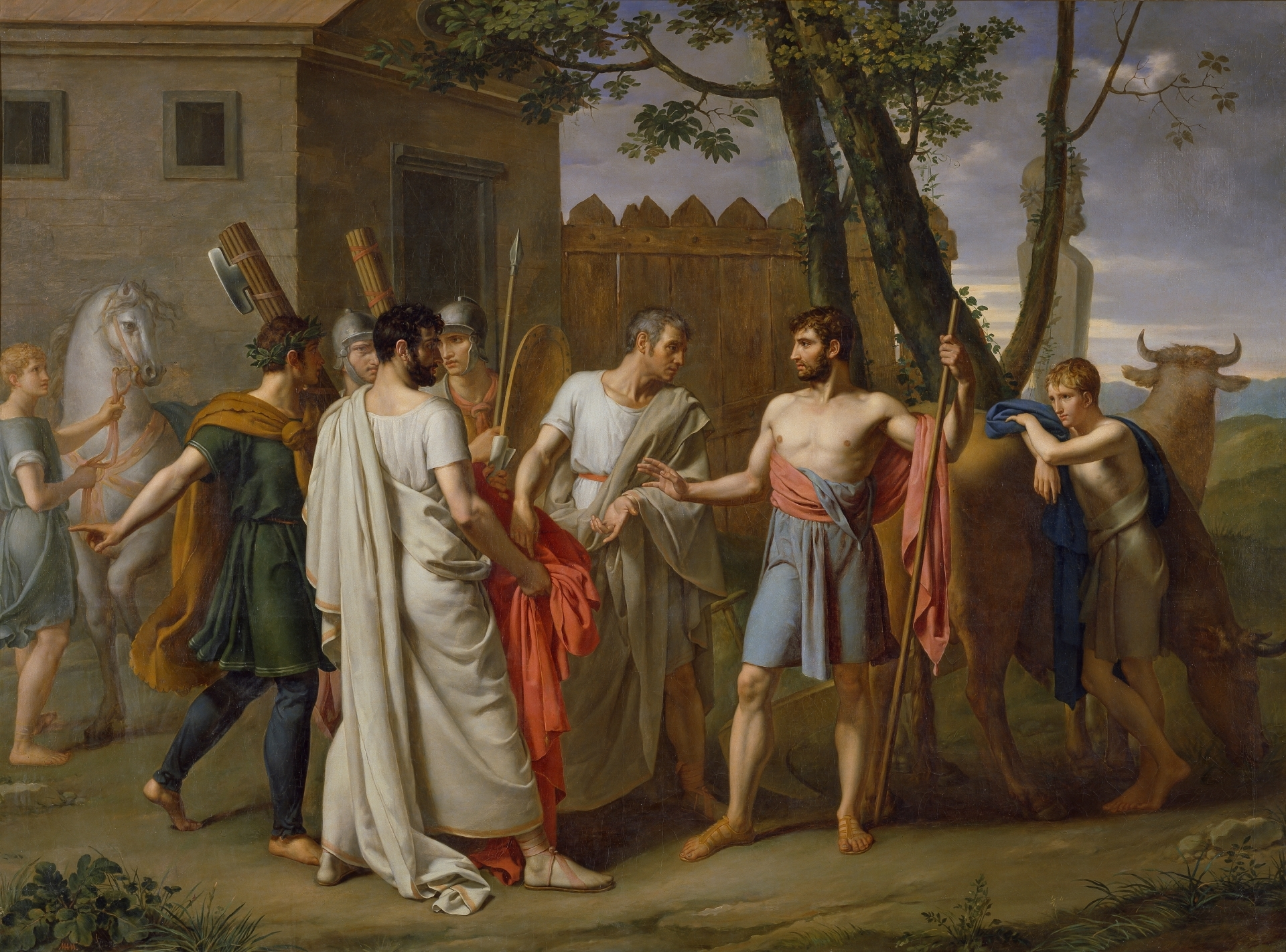
Ribera, Cincinnatus abandonne sa charrue afin de dicter des lois à Rome, 1806, musée du Prado
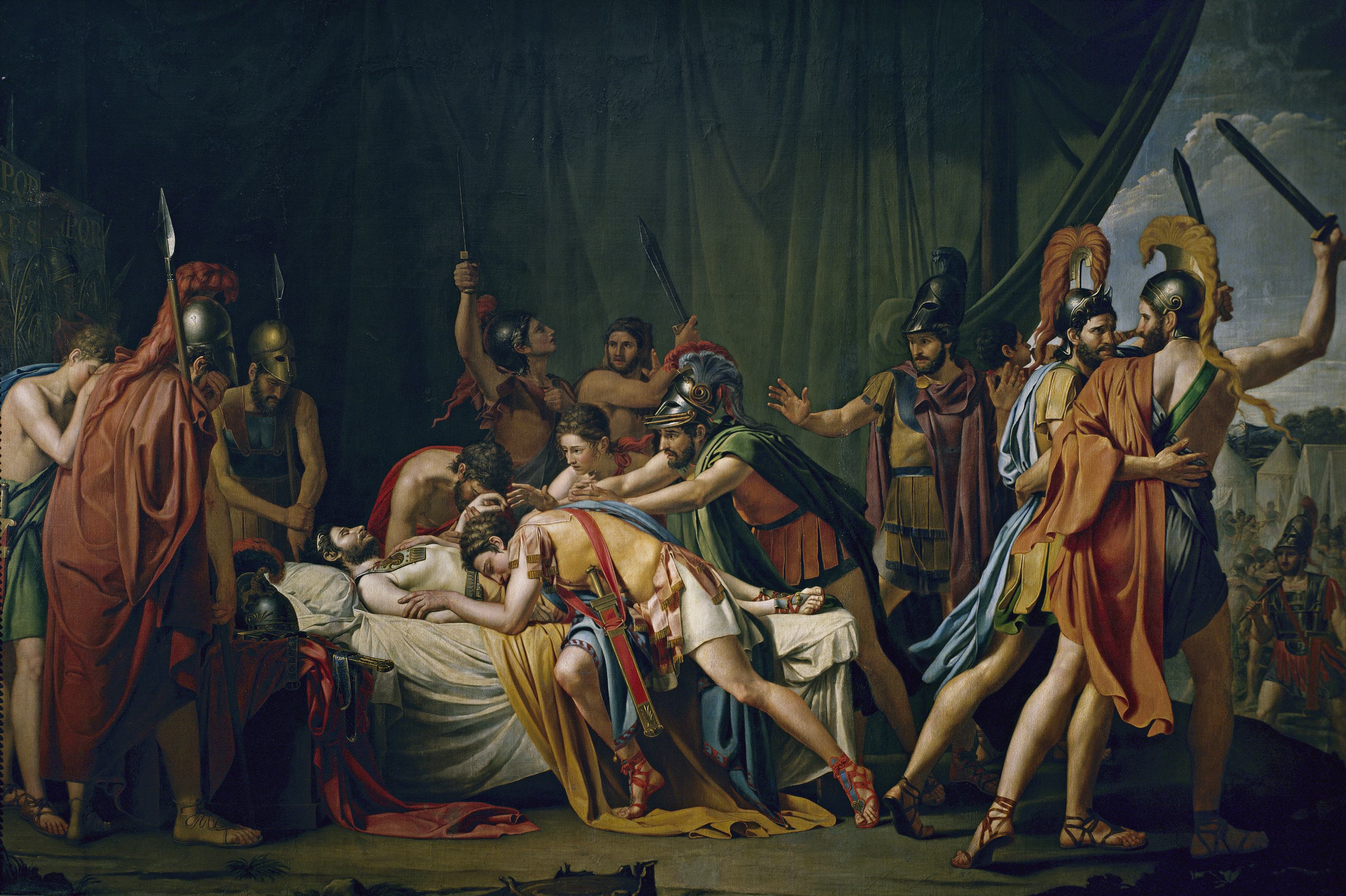
Madrazo, la Mort de Viriatus, 1808, musée du Prado

### Néo-classicisme sous NapoléonIer, le style Empire
Le style Empire représente pour Hugh Honour le début de la phase de déclin du néo-classicisme, caractérisée par des œuvres décoratives et abandonnant la valeur éducative de l'art au profit de la propagande. À l'opposé, Mario Praz y voit son explosion, et l'exaltation du style pompéien qui témoigne d'une originalité toujours présente dans ce mouvement. Il se caractérise en peinture par une œuvre officielle, vouée au culte de Napoléon et de son régime, des scènes de genre d'inspiration antique, et une importante production de portraits officiels et bourgeois. Dominique Vivant Denon, à la tête de l'administration des arts, est à l'origine de cette importante production de tableaux à sujets napoléoniens. À partir de 1804, le pouvoir impérial attribue des sommes importantes pour la réalisation de toiles monumentales diffusant la propagande officielle. La peinture d'histoire s'écarte de l'esthétique en vogue sous la Révolution, délaissant les allégories pour privilégier des sujets contemporains, prenant exemple sur le modèle anglo-saxon. Le gouvernement impose aux artistes les sujets des peintures, les scènes de batailles présentent Napoléon Ier non comme un guerrier mais dans des scènes précédant ou succédant aux conflits, et dans l'attitude d'un conquérant compatissant avec les blessés et clément envers ses adversaires. Les peintures, qui sont présentées lors du Salon de peinture et de sculpture, sont destinées à décorer les bâtiments officiels et palais impériaux, comme le palais des Tuileries, le palais de Saint-Cloud, ou le Sénat. Vivant Denon exerce un contrôle accru sur les artistes, dressant la liste des commandes, examinant les projets, et donnant les indications sur les compositions des tableaux. Symbolisant l'autorité impériale, la diffusion des œuvres se fait dans l'Europe conquise par Napoléon.

David, le Sacre de Napoléon
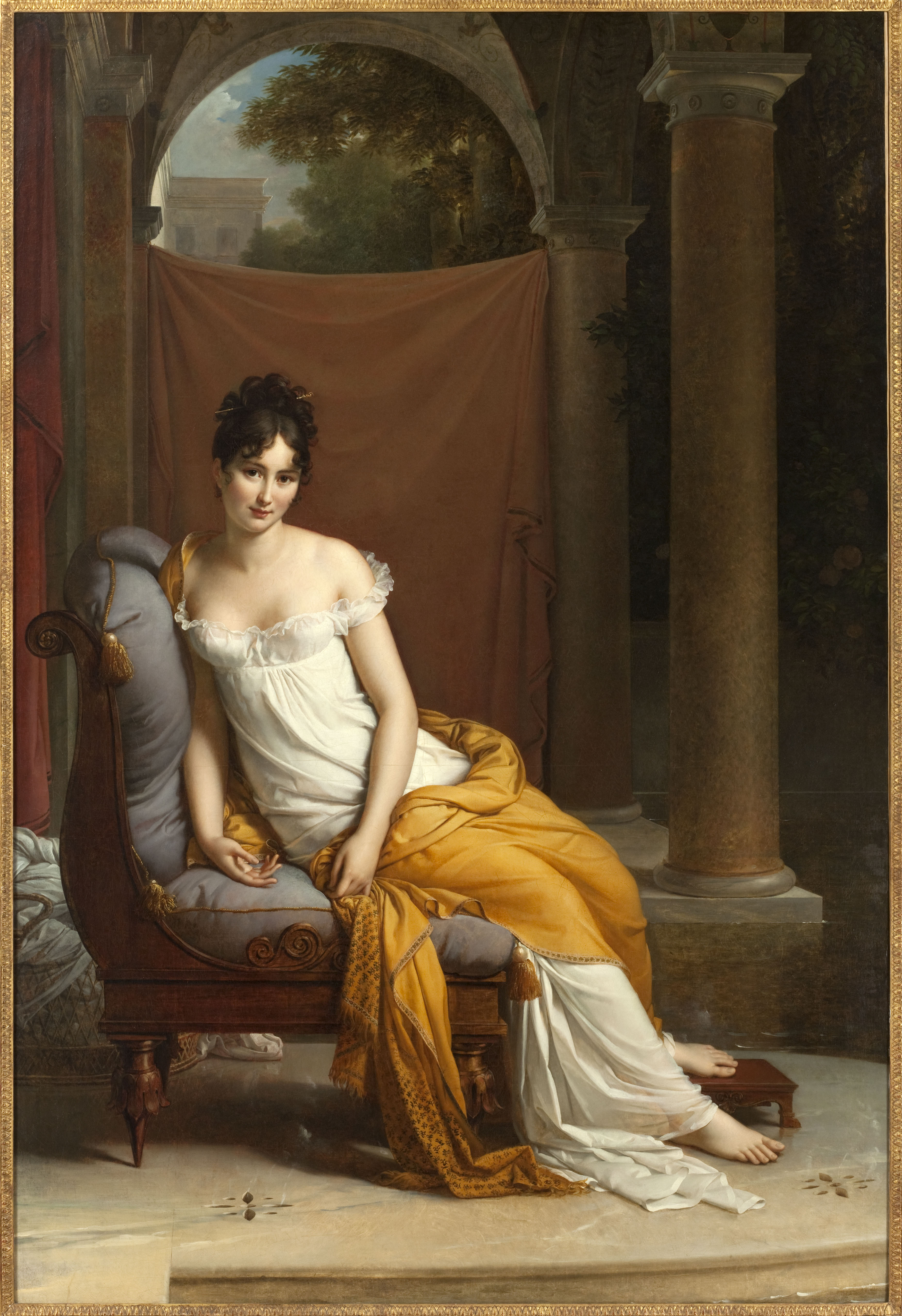
François Gérard Madame Récamier
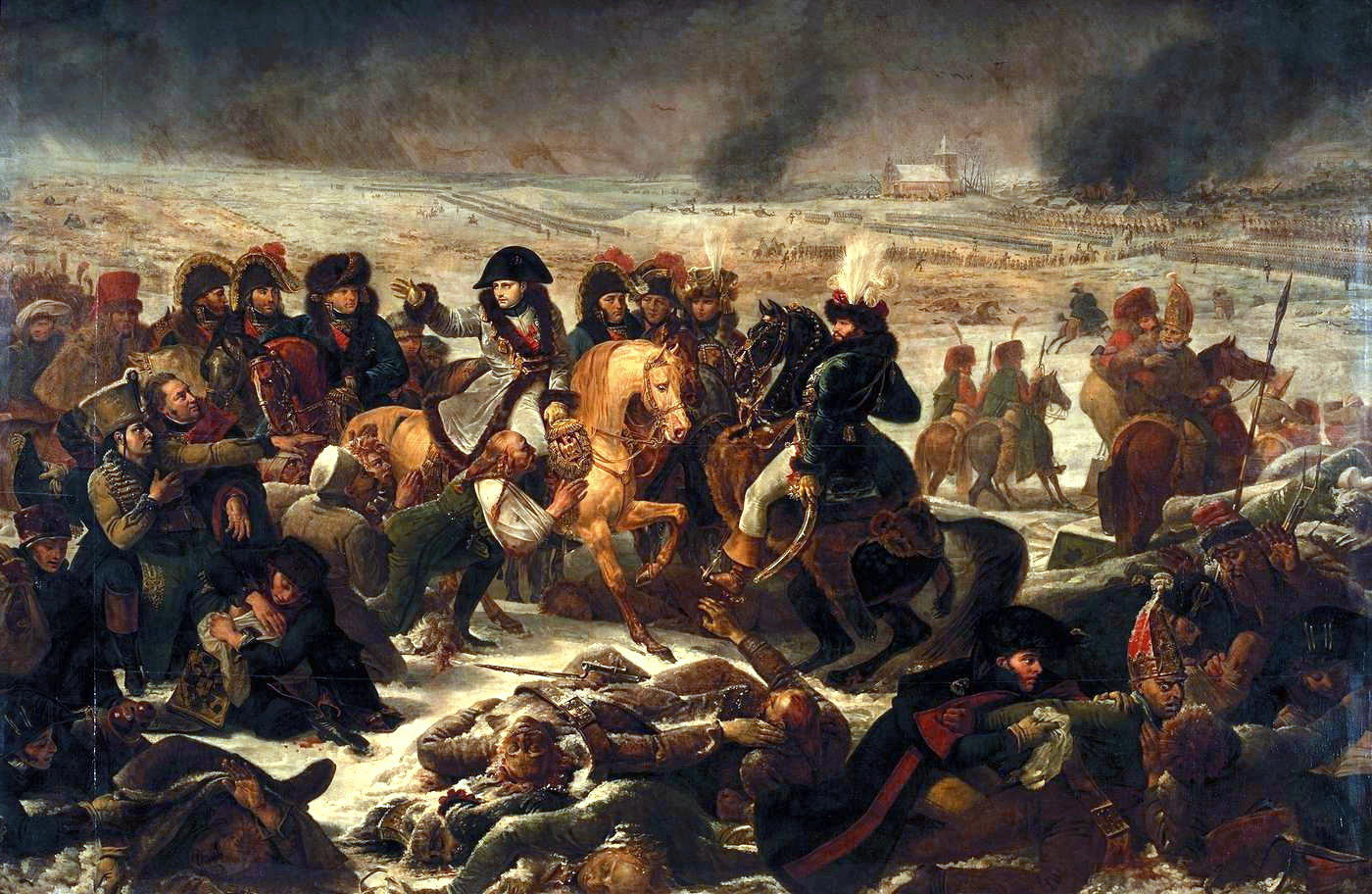
Gros la Bataille d'Eylau
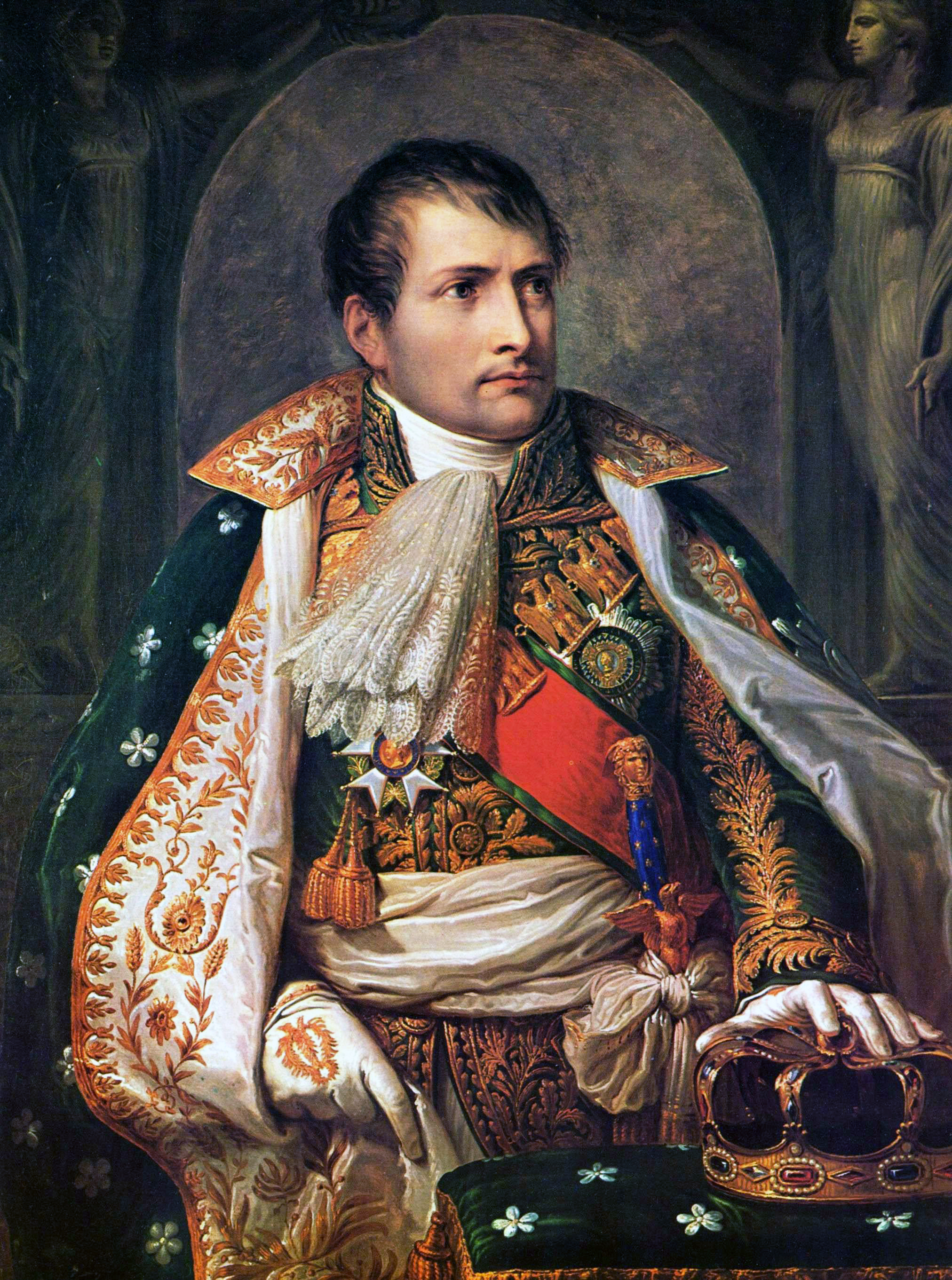
Appiani, Napoléon roi d'Italie
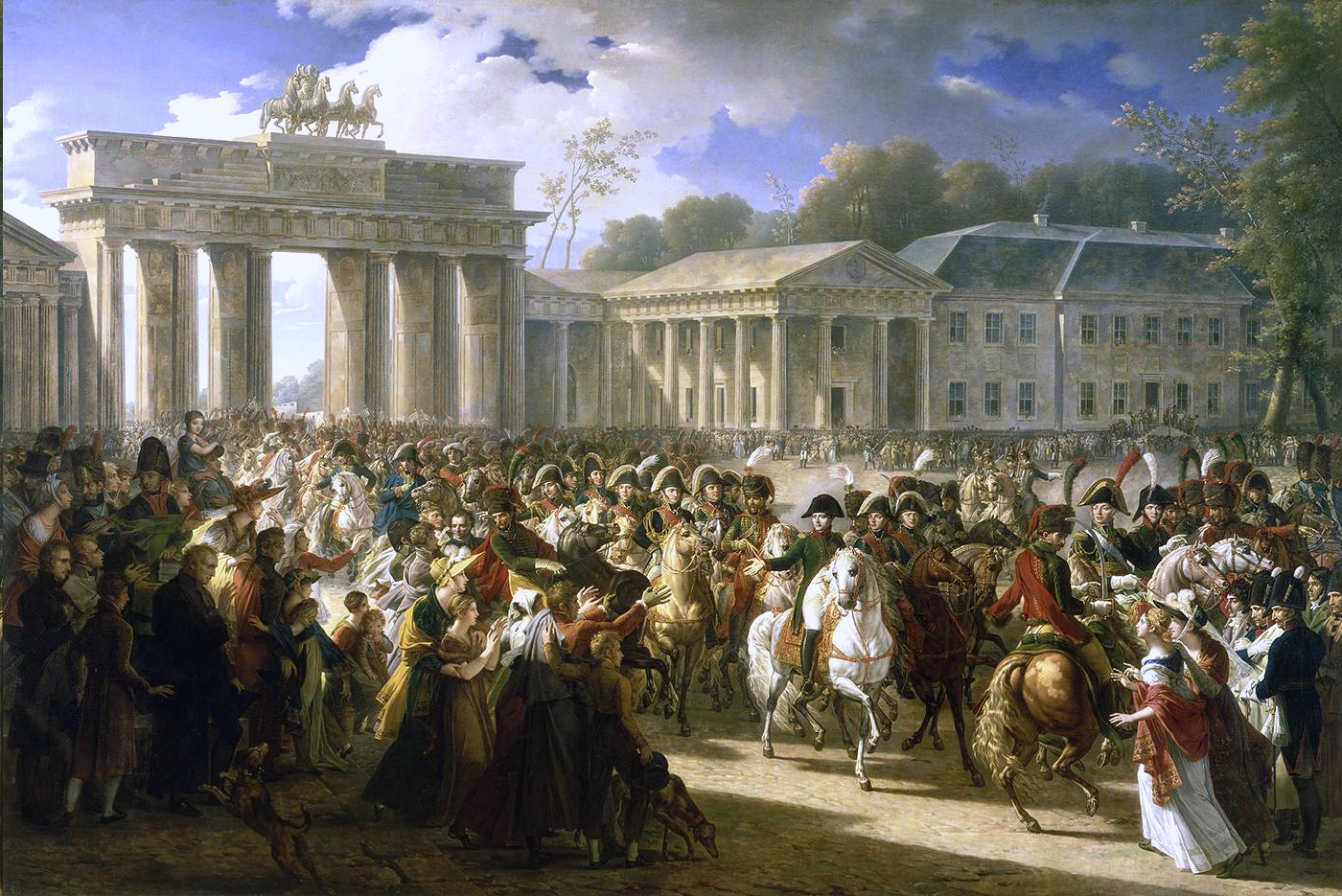
Charles Meynier, Napoléon à Berlin 1810 château de Versailles

### Le néo-classicisme d'Ingres
Le parcours de Jean-Auguste-Dominique Ingres, considéré comme le « dernier des néo-classiques », marque une évolution particulière du néo-classicisme. Entré à l'atelier de David au moment où celui-ci amorce une évolution vers un style grec, il manifeste dans ses premières œuvres une conformité aux doctrines de son maître, comme en témoigne le tableau qui lui vaut le grand prix de Rome, Achille recevant les envoyés d'Agamemnon. L'influence du Serment des Horaces se ressent dans la composition en deux parties de la scène. La figure centrale d'Ulysse drapé de rouge, est inspirée d'un modèles antiques dans le droit fil de l'enseignement académique, ici, de la statue de Phocion du musée du Vatican. Cependant, Ingres montre aussi une originalité certaine, par la souplesse des lignes et la clarté des couleurs, qui le font remarquer par John Flaxman.
N'étant pas associé au groupe des Barbus, Ingres va rejoindre certains de leurs choix esthétiques en optant à partir de 1805 pour un style linéaire et abstrait, inspiré aussi par les gravures de Flaxman, et de Bénigne Gagneraux. Vénus blessée par Diomède un petit tableau (26 cm × 33 cm), présente une approche différente de l'antiquité comparée à l'esthétique davidienne. Le style résolument néo-grec, dont Ingres emprunte le sujet à une gravure de 1792 de Gagneraux, et le quadrige à une illustration de l'ouvrage de Tischbein : Collection of engravings from antic vases exprime son indépendance stylistique, et sa rupture avec le style de David.
Le Salon de 1806 fut pour Ingres l'occasion de confronter au public ses nouvelles options artistiques, à travers cinq œuvres marquantes, l'Autoportrait à vingt-quatre ans, les trois portraits de la famille Rivière, et celui de Napoléon Ier sur le trône impérial. Les réactions se font mitigées, voire hostiles. Les critiques reprochent à Ingres le caractère bizarre des œuvres, leur archaïsmes, et de rétrograder la peinture de quatre siècles.
Face à l'incompréhension générale et aux critiques négatives, Ingres persiste pourtant dans cette voie singulière. Installé à Rome, il peut sans contrainte développer un style original et novateur. En 1808 il peint Œdipe explique l'énigme du sphinx, sujet antique mais dont le thème par son ambiguïté s'éloigne des préoccupations de l'école de David. Jupiter et Thétis est l'aboutissement de ces innovations formelles. La frontalité massive de Jupiter contraste avec l'ondoyante Thétis. Cette figure féminine par ses courbes sensuelles, marquées par ce gonflement caractéristique du cou, devient le type canonique des nus d'Ingres, fortement chargé d'érotisme, qu'il poursuivra de la Grande Odalisque jusqu'au Bain turc. Paradoxalement, vers la fin de sa période néo-classique, il peint Romulus vainqueur d'Acron, grand tableau peint à la détrempe, qui renoue avec un style et un sujet d'inspiration purement davidienne en grande partie inspiré par les Sabines.

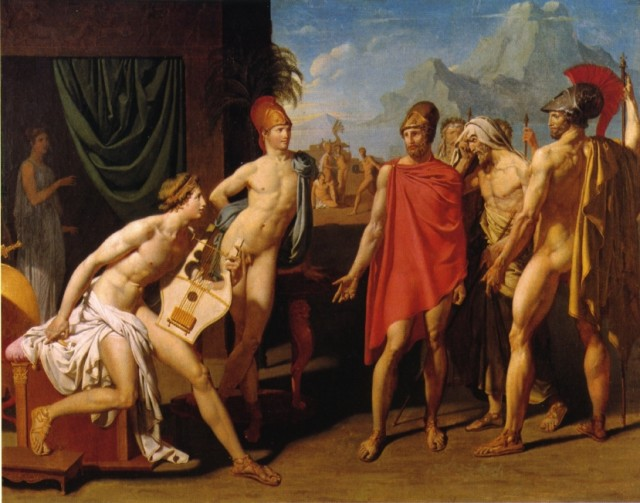
Ingres, Achille recevant les envoyés d'Agamemnon, 1800
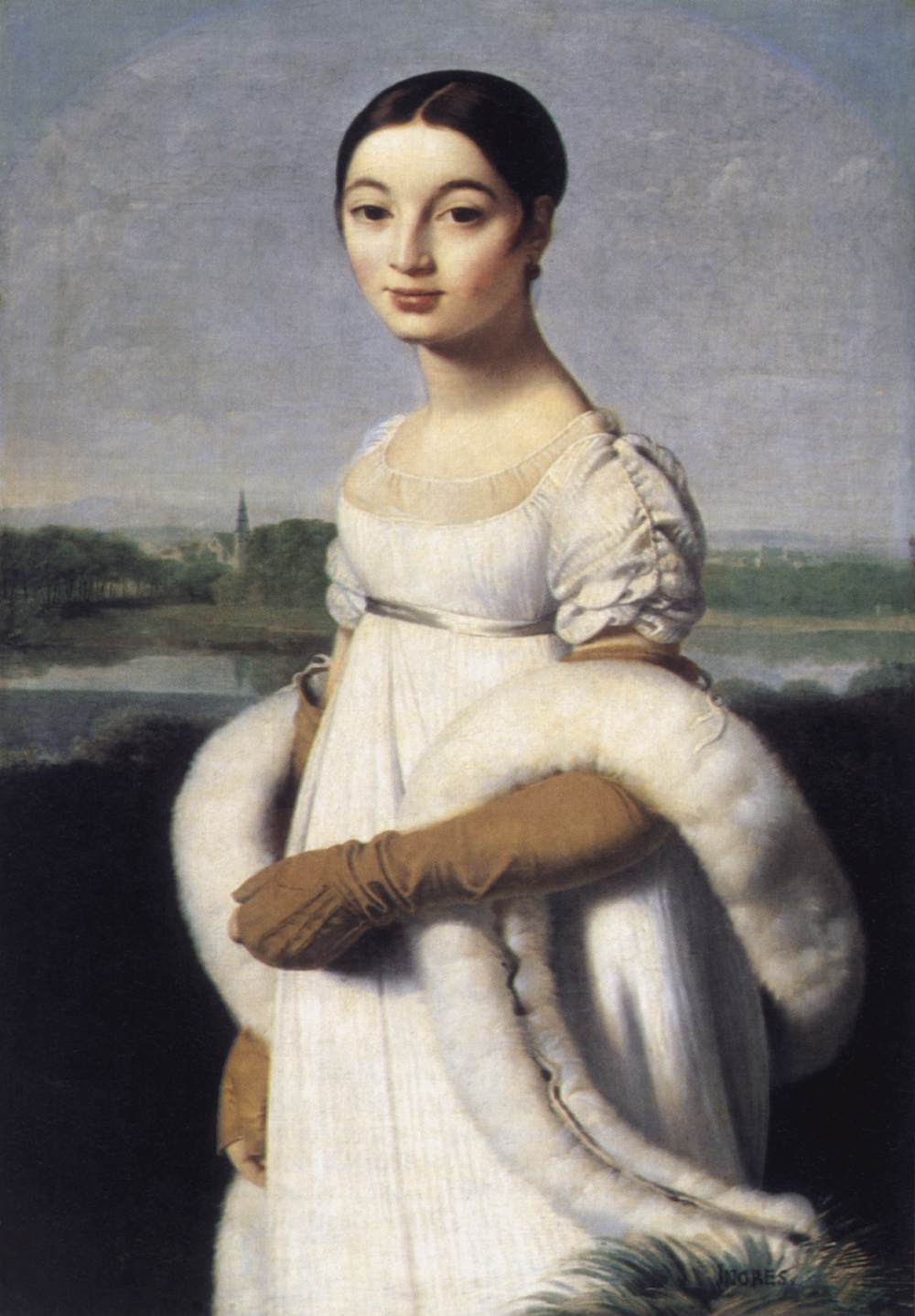
Ingres, Mademoiselle Rivière, 1805, musée du Louvre
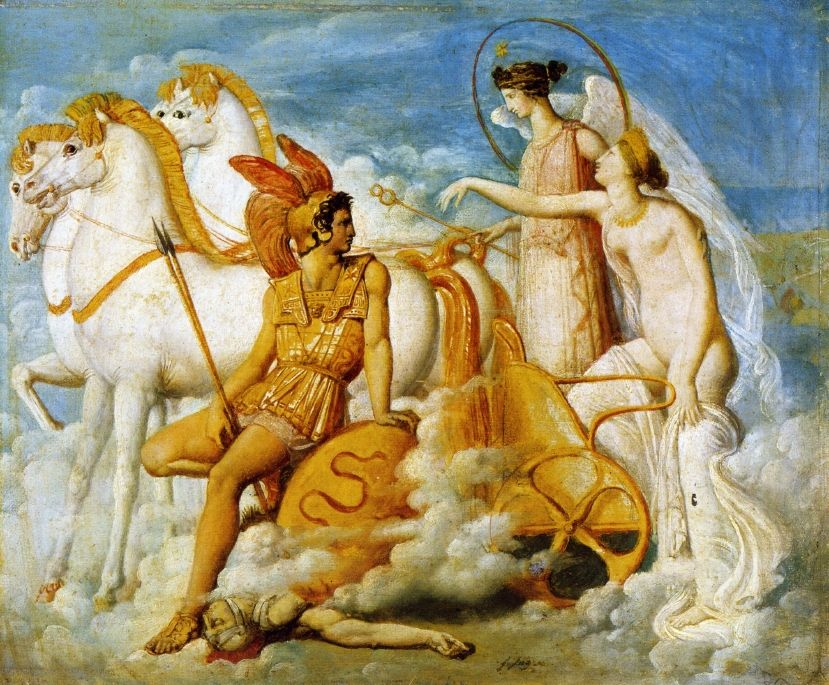
Ingres, Vénus blessée par Diomède, 1805
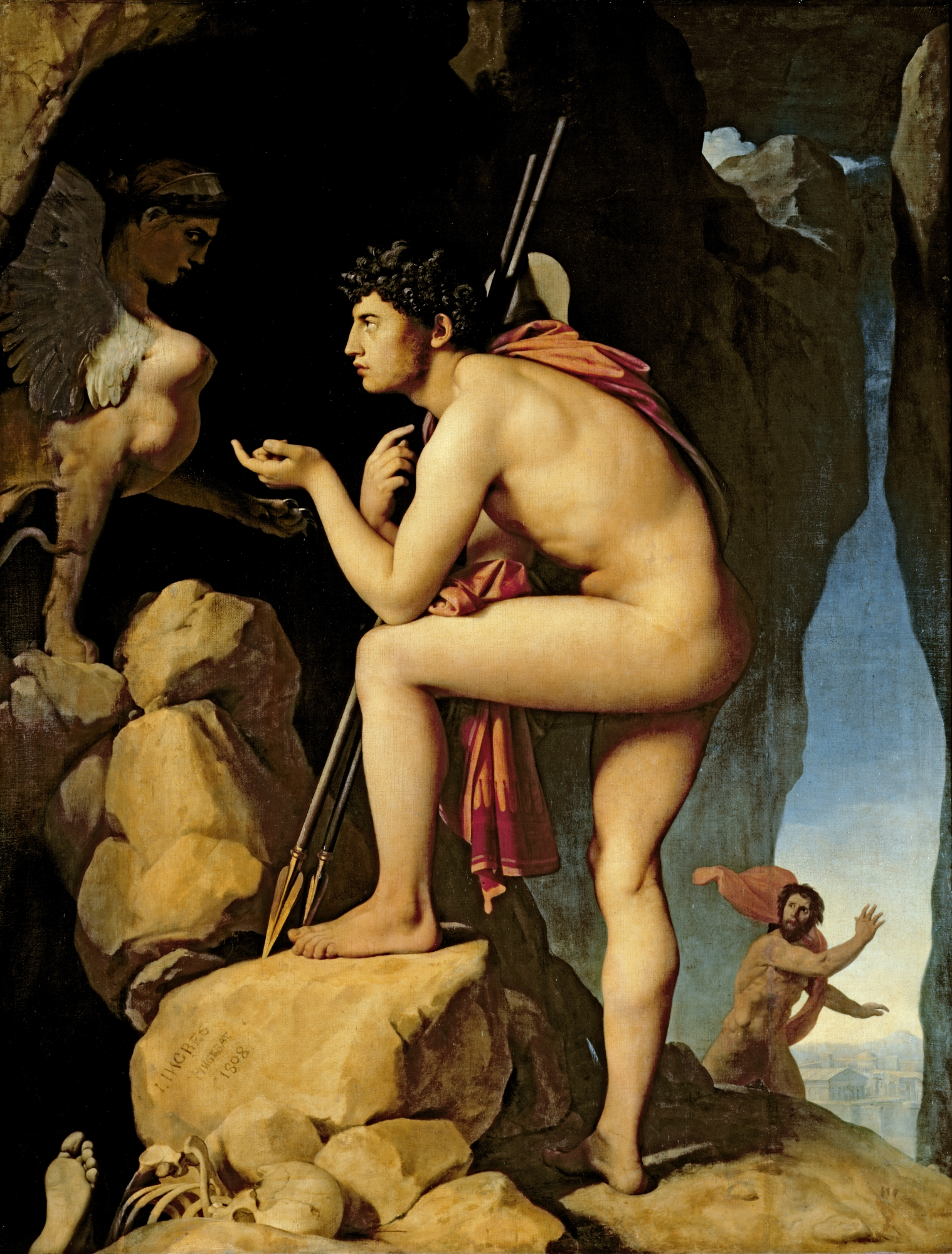
Ingres, Œdipe explique l'énigme du sphinx, 1808 – 1827, musée du Louvre
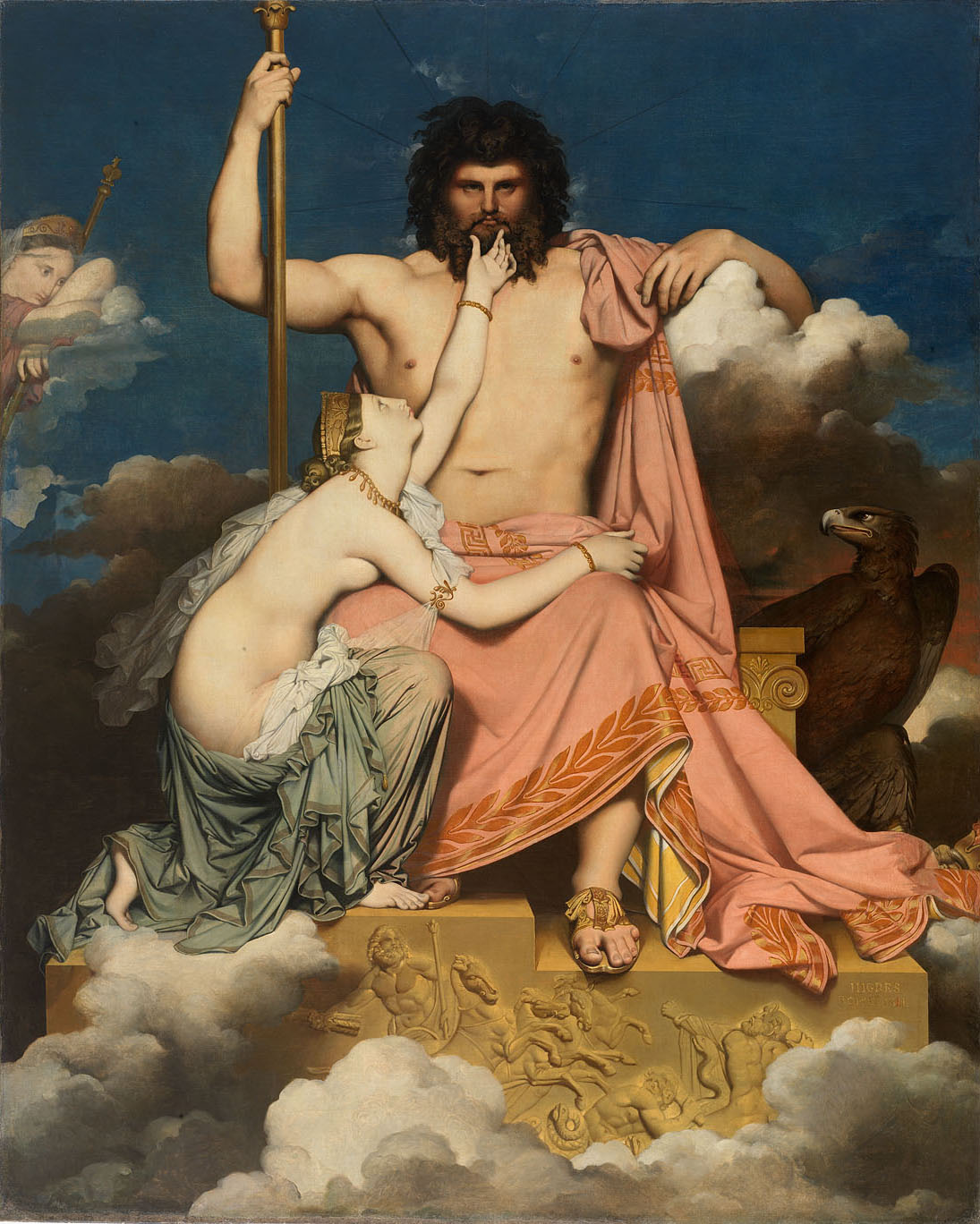
Ingres, Jupiter et Thétis, 1811, musée Granet

### Les derniers néo-classiques allemands
La fin du néo-classicisme en Allemagne (de 1798 à 1810) correspond au réveil du sentiment national allemand, lié à l'occupation de la Prusse par Napoléon, à l'abandon de thèmes antiques pour des sujets religieux, et à une orientation vers un primitivisme radical, qui caractérise le mouvement des nazaréens.
Les derniers artistes néo-classiques allemands sont influencés par le néo-classicisme français de David, dont la renommée internationale trouve aussi des échos dans le pays de Mengs et Winckelmann. L'un des premiers à se former à Paris, Philipp Friedrich von Hetsch, témoigne de cette influence avec son tableau Cornélie mère des Gracques dont le thème, en vogue dans la peinture française, est ici abordé conformément à l'esthétique davidienne.
Plusieurs de ces artistes allemands, issus à l'origine de l'académie de Stuttgart, entrent dans l'atelier de David, tels Gottlieb Schick, Johann Peter Krafft et Eberhard von Wächter. Leurs œuvres sont en partie marquées de cette influence, comme Apollon parmi les bergers de Schick, et son Portrait de Wilhelmine Cotta dont la manière rejoint les portraits de François Gérard, notamment celui de Madame Récamier. Arrivé à Rome, Schick renie cet enseignement tandis que Wächter s'en éloigne pour aller vers une esthétique épurée sous l'influence des œuvres de Carstens. Ce néo-classicisme épuré est aussi ce qui caractérise l'un des tout dernier néo-classiques allemands, Bonaventura Genelli d'origine danoise comme Carstens.

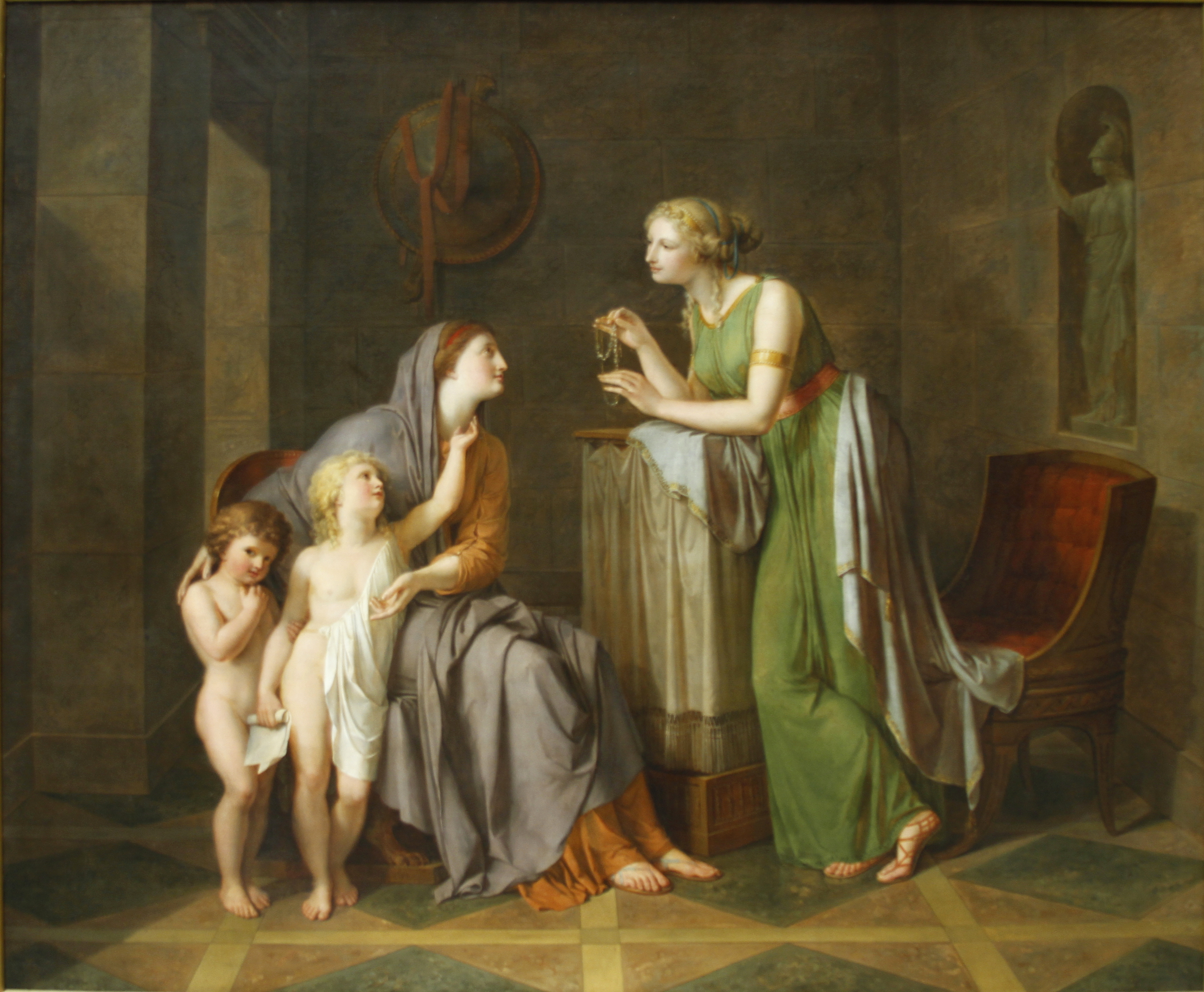
Philipp Friedrich von Hetsch, Cornélie mère des Gracques 1794.
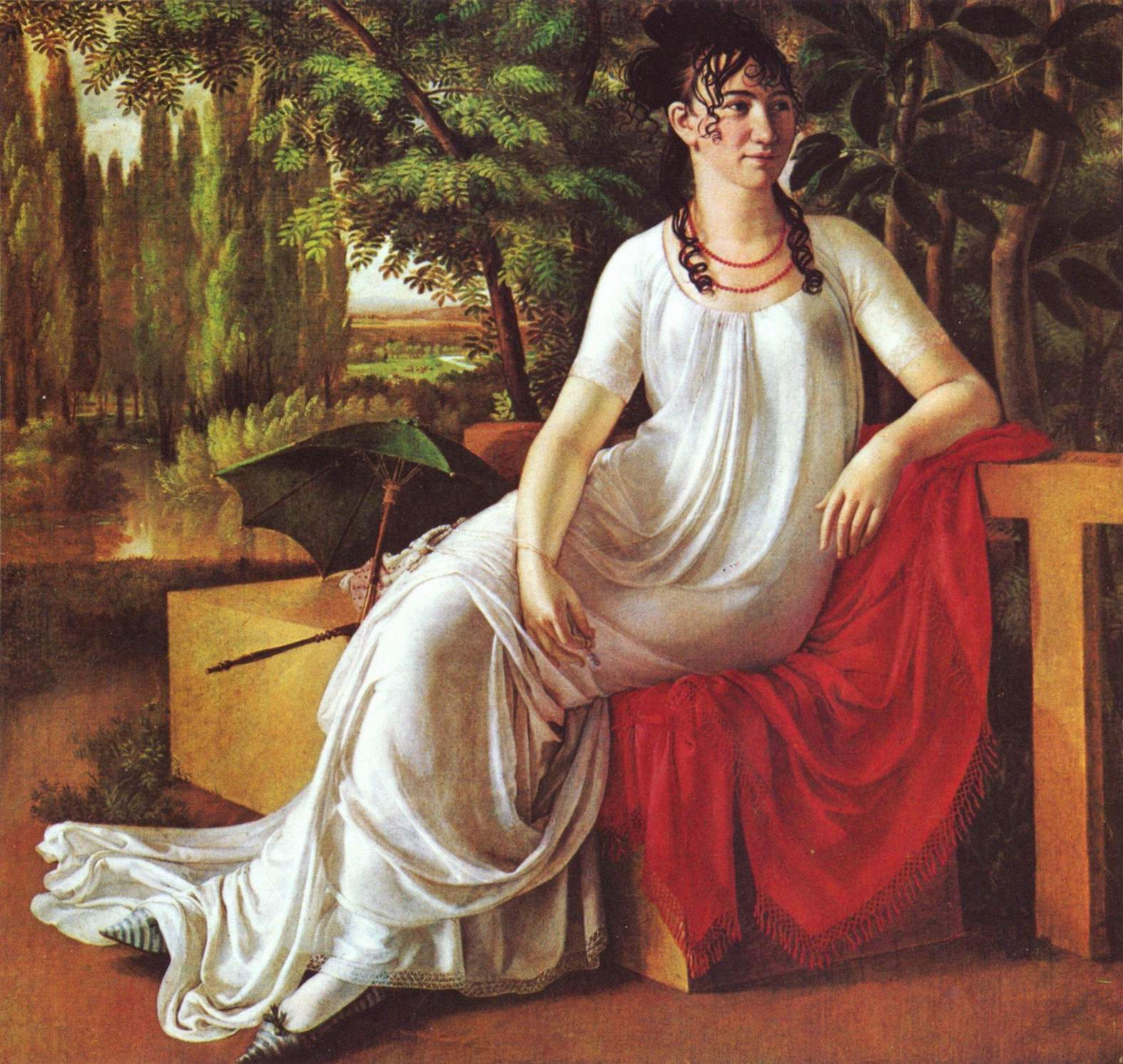
Christian Gottlieb Schick, Portrait de Wilhelmine Cotta
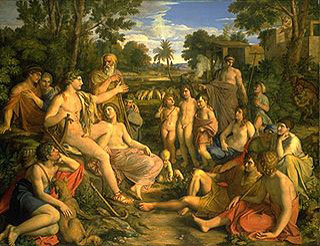
Schick, Apollon parmi les bergers 1806
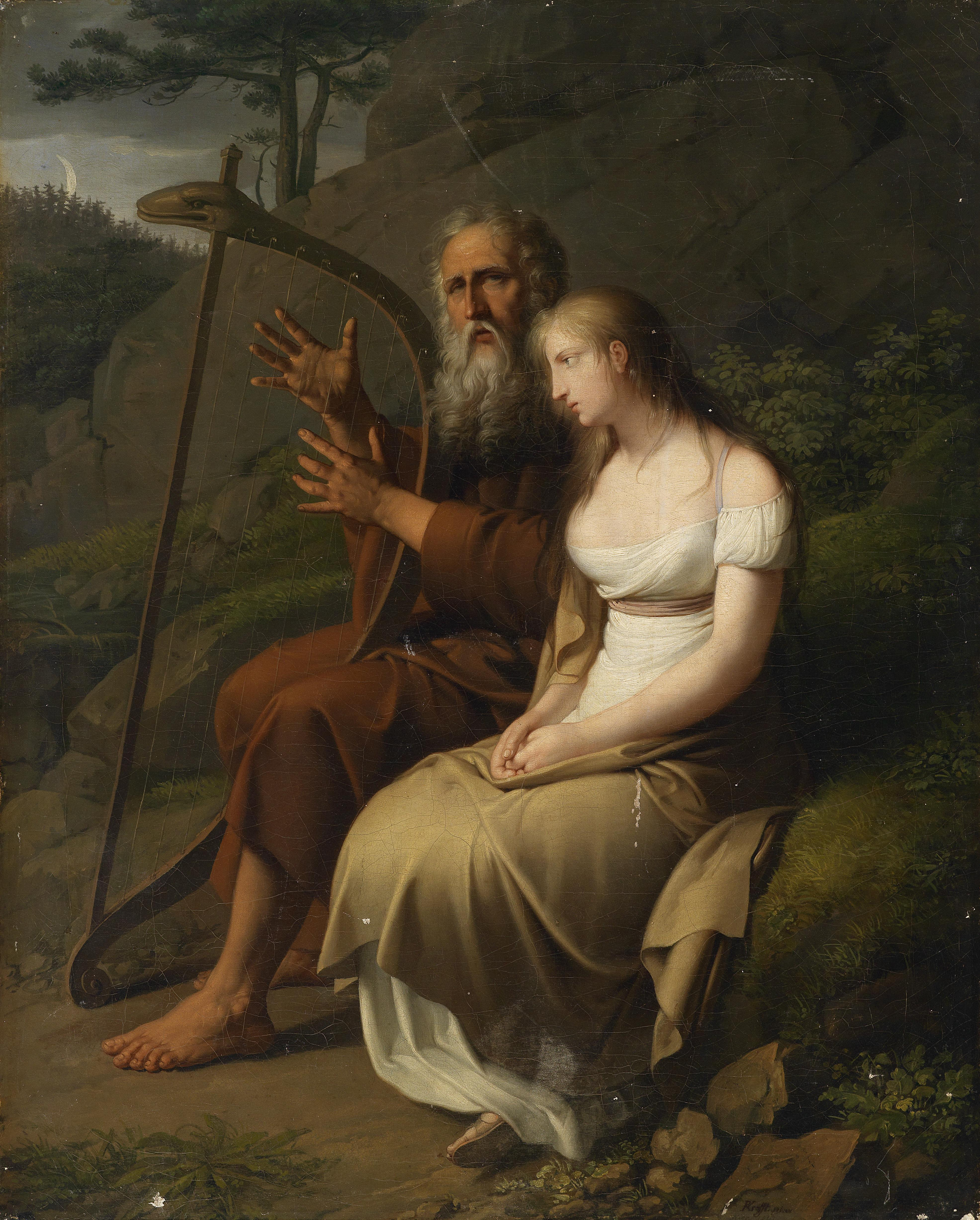
Johann Peter Krafft, Ossian et Malvina 1810
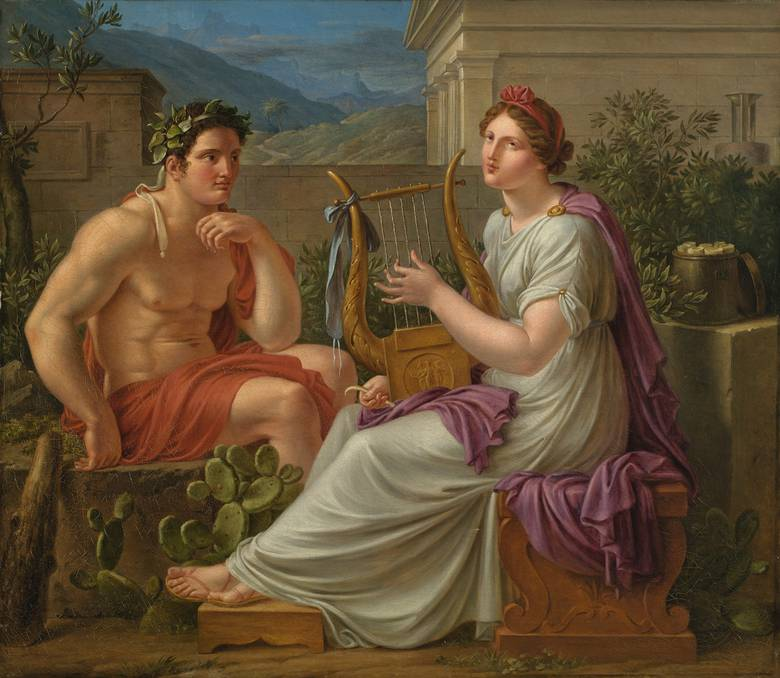
Wächter, Hercule et la muse
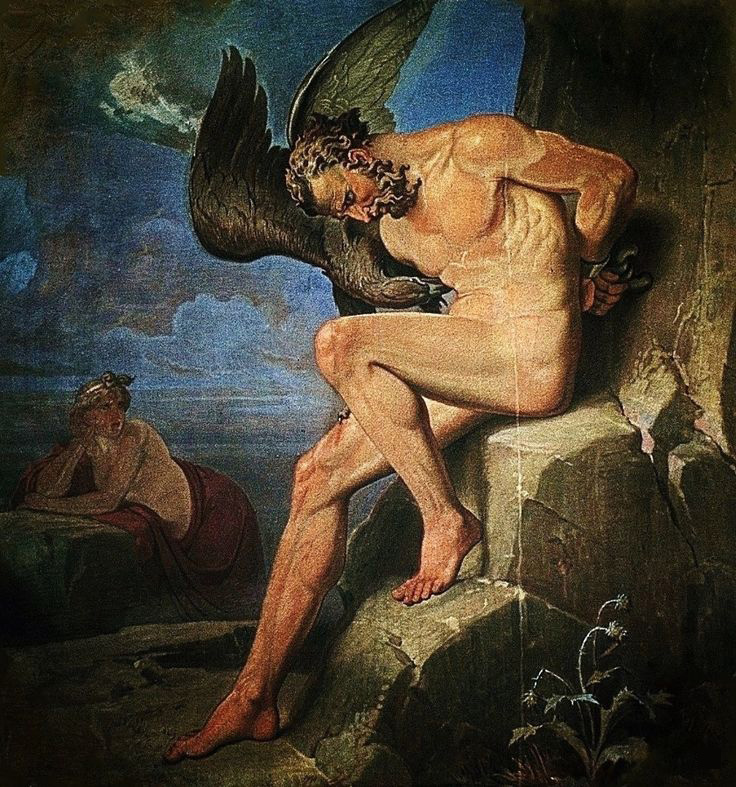
Bonaventura Genelli, Prometheus

### Déclin du néo-classicisme davidien
La période qui va de l'exil de Jacques-Louis David en 1815 à 1825, année de sa mort, marque le déclin progressif du néo-classicisme davidien, supplanté par le Romantisme qui s'impose avec les œuvres de Géricault et Delacroix, artistes formés auparavant par le peintre néo-classique Pierre-Narcisse Guérin. La Restauration continue de soutenir l'école de David, et la plupart de ses artistes, dont François Gérard, Girodet, et Antoine-Jean Gros, se rallient au nouveau régime et deviennent les peintres officiels des rois Louis XVIII et Charles X. Seul David doit s'exiler à cause de son passé révolutionnaire. N'étant plus motivés par la forte personnalité de leur ancien maître et perdant progressivement l'inspiration qui faisait leur originalité, ces principaux représentants de l'école de David entament leur déclin, marqués par la désaffection du public et une critique de plus en plus négative. Le Salon de 1824 est l'événement qui marque cette rupture artistique et l'émergence du Romantisme avec l'exposition retentissante des Massacres de Scio de Delacroix.
Durant son exil bruxellois, David cherche à revenir aux fondamentaux de la peinture d'histoire antique, mais sa production n'est pas marquée par des œuvres de la dimension du Serment des Horaces ou des Sabines. Il s'oriente par ses sujets vers une peinture d'histoire anecdotique et d'inspiration érotique, dont L'Amour et Psyché est caractéristique. Sa dernière œuvre ambitieuse Mars désarmé par Vénus et les Grâces est reçue, lors de son exposition en 1824, par les réserves de la critique, déconcertée par la trivialité du sujet, et qui remarque les faiblesses d'exécution dues à l'âge, le manque de vigueur et les tonalités vives qu'il a adoptés en Belgique.
La fin de carrière de Girodet montre des signes de déclin dès les années 1814, notamment à cause de problèmes de santé. L'une de ses dernières œuvres, Pygmalion et Galatée, de 1819 se caractérise par sa faiblesse d'exécution et son manque de précision. Sa mort en 1824 un an avant celle de David fut pour cette génération d'artistes la fin du mouvement davidien. Rallié dès les premières années de la Restauration au régime monarchique, François Gérard poursuit sa carrière de portraitiste de cour. Il marque son soutien indéfectible au régime avec L'Entrée d'Henri IV à Paris (1817), peinture de propagande royaliste. En 1820 il réalise Le Sacre de Charles X, réplique bourbonienne du Sacre de Napoléon de David. Ses dernières œuvres importantes témoignent d'un style devenu raide et emphatique, aussi bien dans des sujets néo-classiques comme Daphnis et Chloé de 1824 que dans Corinne au cap Misène d'inspiration romantique.
Antoine-Jean Gros succède à David en reprenant son atelier et se fait le défenseur de ses doctrines, en abandonnant ce qui faisait l'originalité de sa peinture pour se conformer à une esthétique de plus en plus dépourvue d'imagination. Devenant le chef de file de l'école, il renie son œuvre antérieure, et adopte un style plus classique sous l'influence de son ancien maître, avec qui il a gardé le contact. Si l'Embarquement de la duchesse d'Angoulème (1819) est encore marqué par un style héroïque, rappelant son chef-d'œuvre La Bataille d'Eylau, son dernier tableau Hercule et Diomède témoigne de la baisse de qualité de sa peinture et est fortement rejeté par la critique. La jeune génération d'artistes romantiques, qui avait été influencée par ses œuvres napoléoniennes, s'éloigne et dénigre cette manière de peindre. Gros, désavoué par cet accueil public et critique, se suicide par désespoir en se noyant dans la Seine.

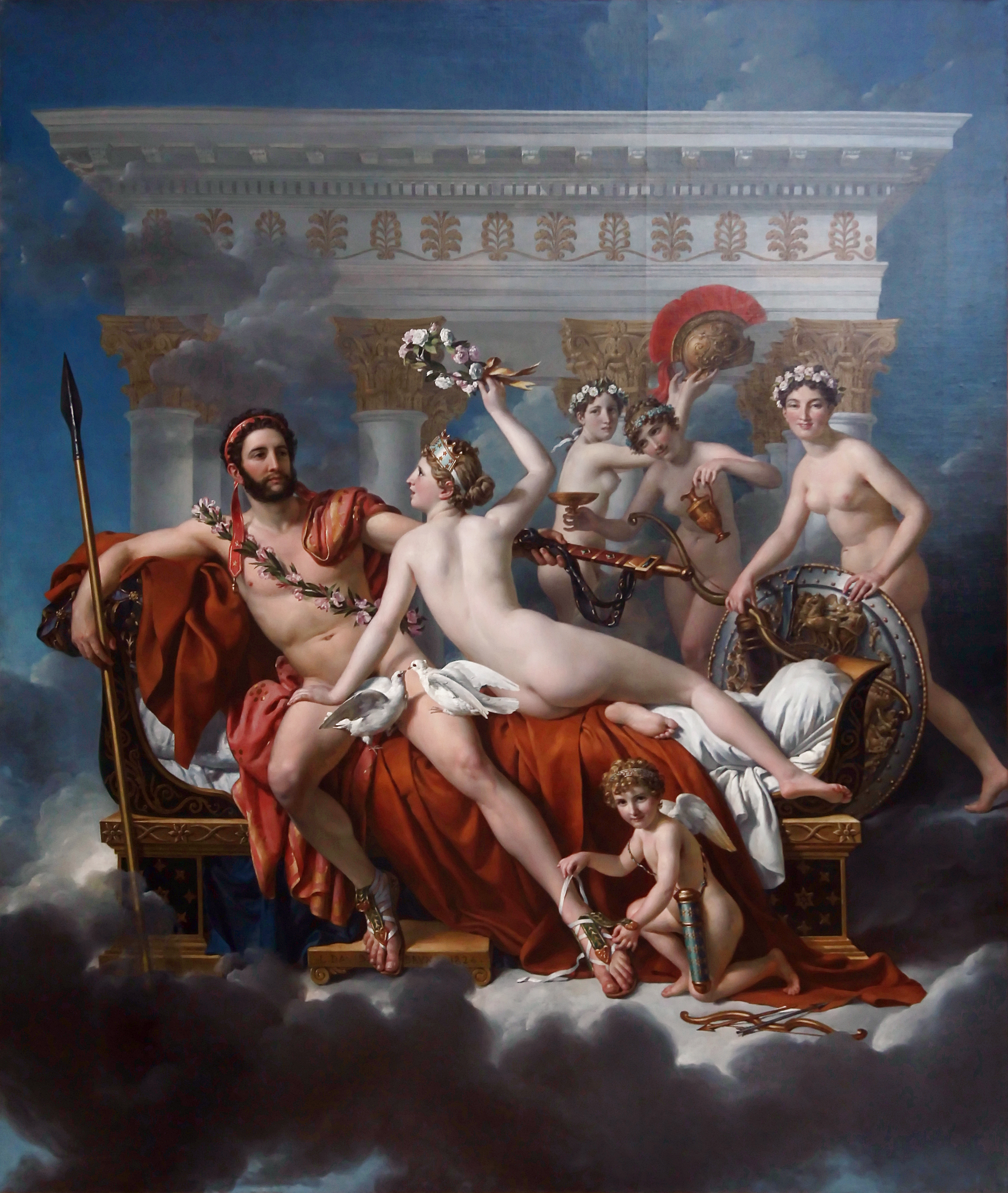
David, Mars désarmé par Vénus et les grâces 1824 musées royaux des beaux-arts de Belgique
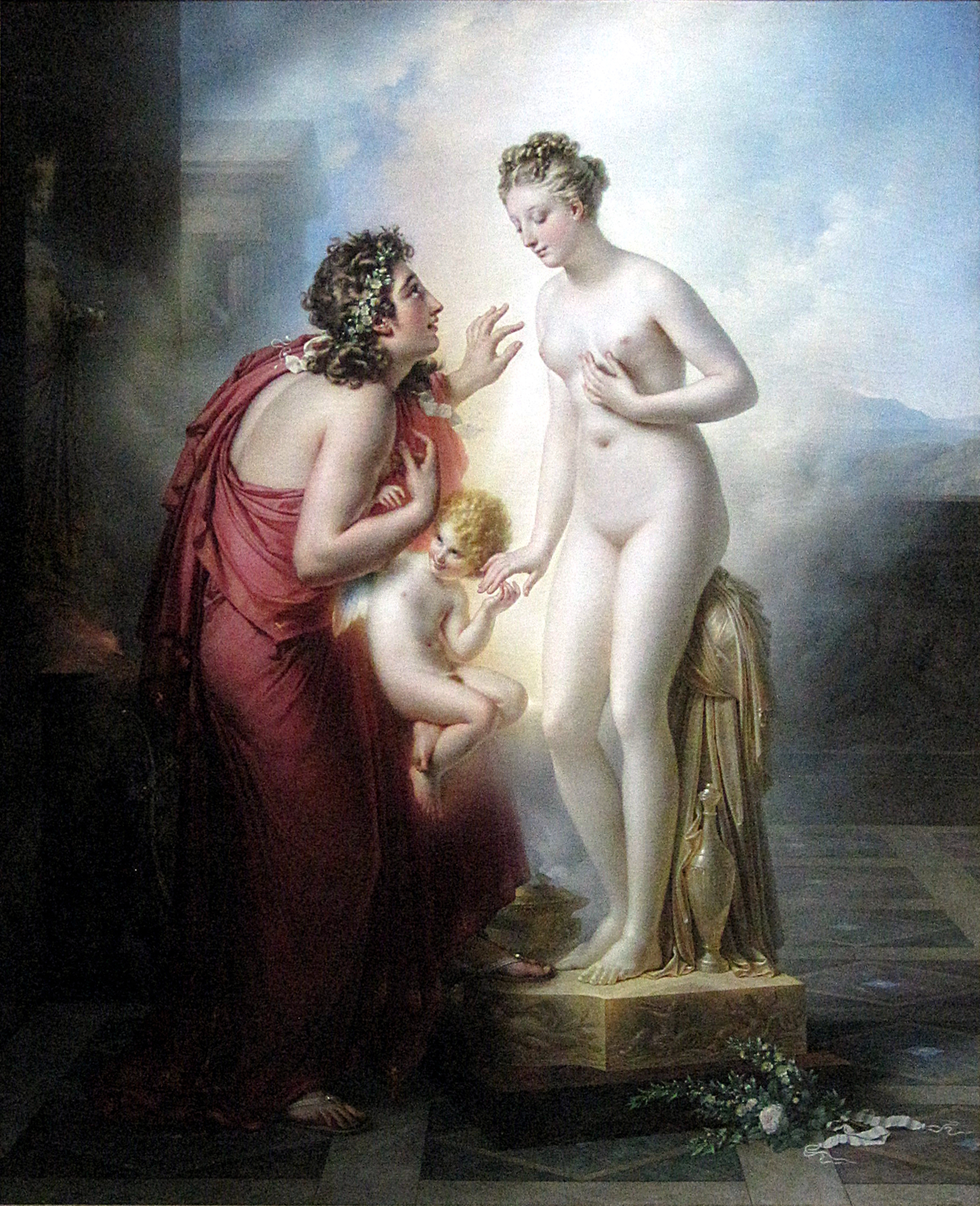
Girodet, Pygmalion et Galatée, 1819, château de Dampierre
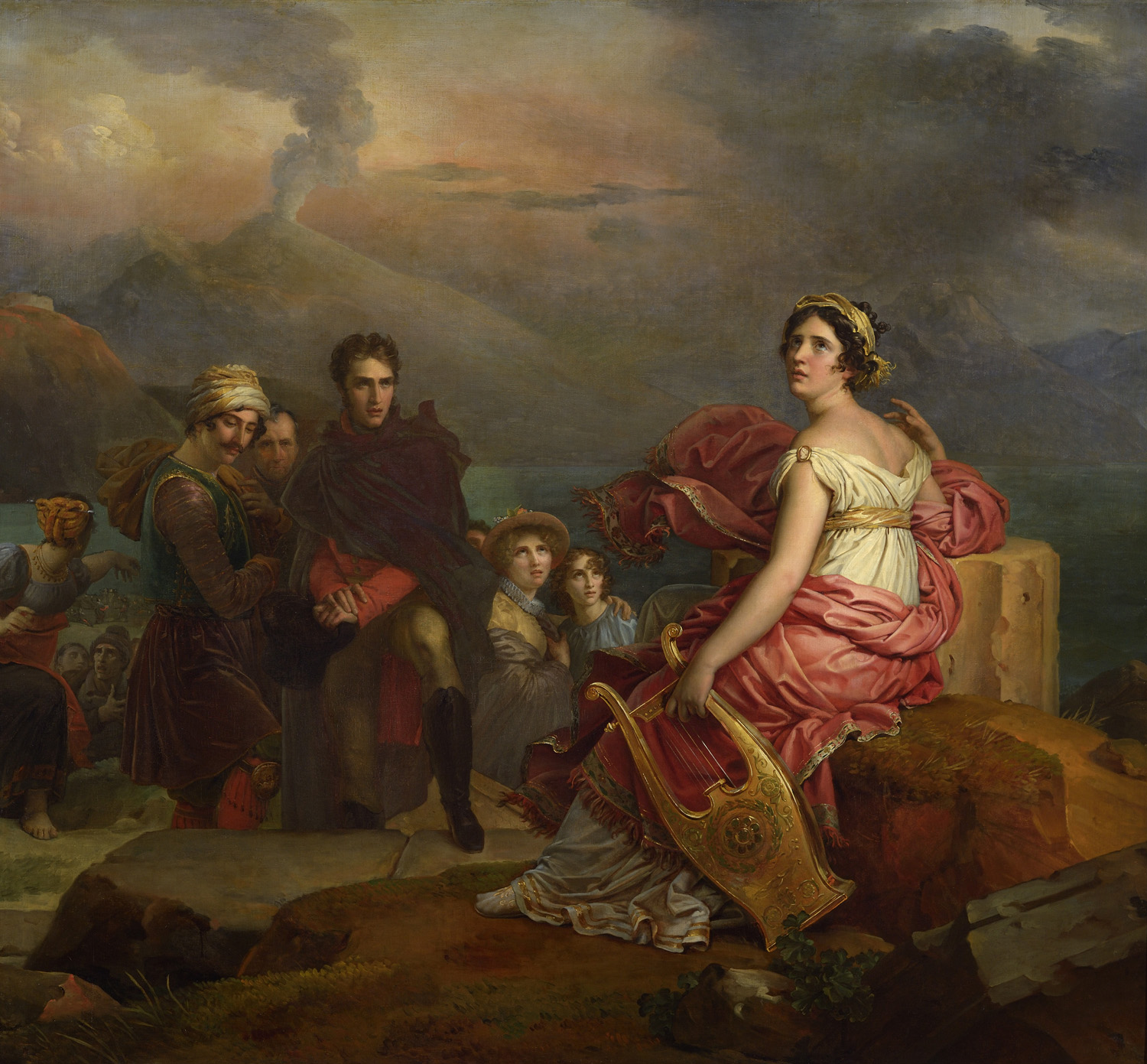
François Gérard Corinne au cap Misène, 1819 musée des beaux-arts de Lyon
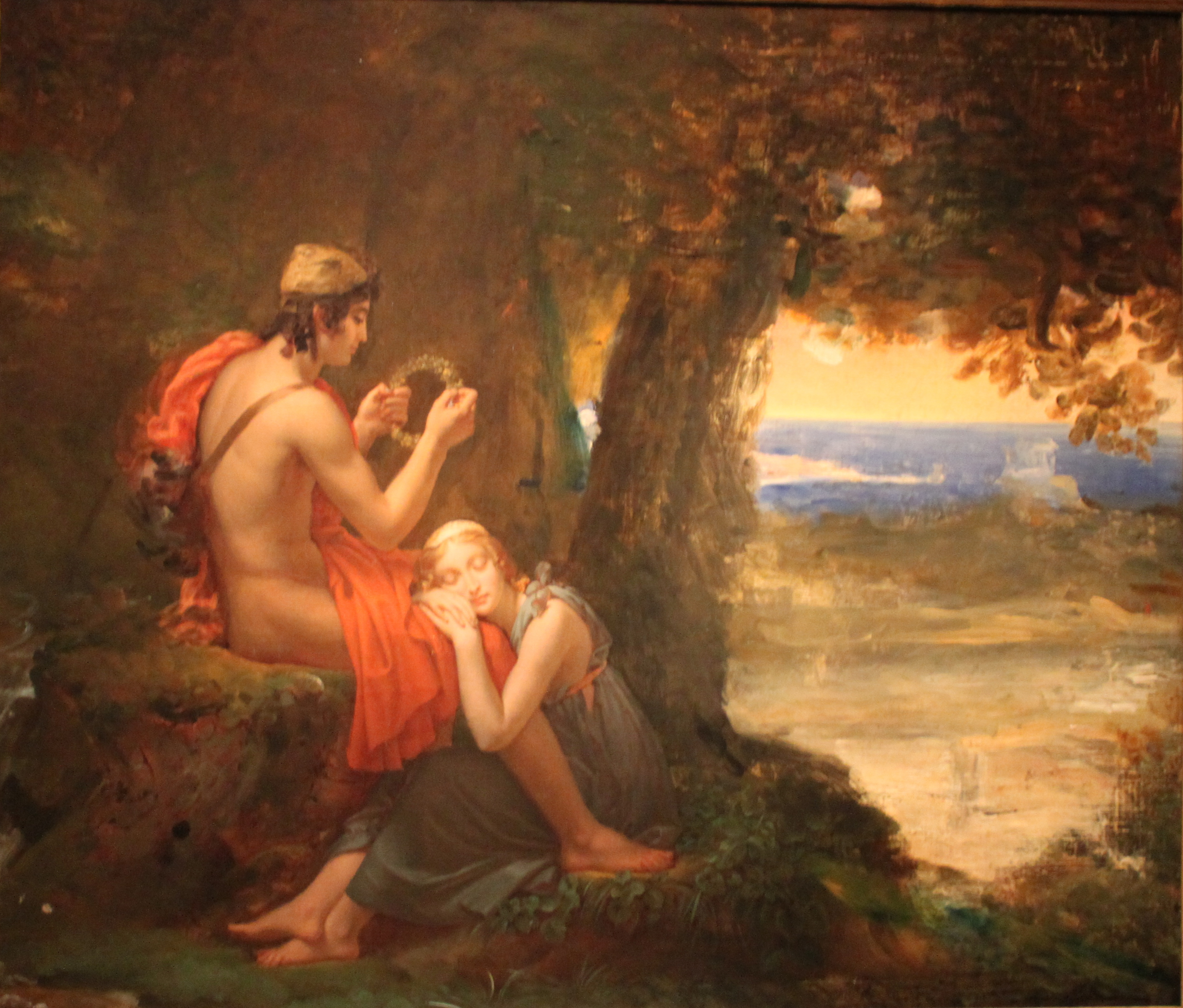
François Gérard, Daphnis et Chloé, 1824 Detroit Institute of Arts
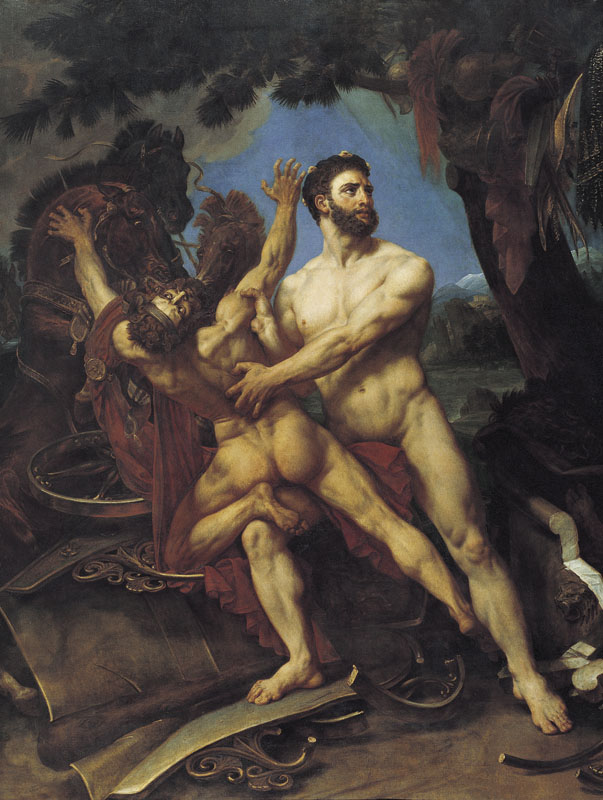
Antoine-Jean Gros, Hercule et Diomède, 1835, musée des Augustins de Toulouse

### Généralités
- Pierre Rosenberg (dir.), Frederick Cummings, Robert Rosenblum et Antoine Schnapper, De David à Delacroix : La peinture française de 1774 à 1830, Paris, Éditions des musées nationaux, 1974, 702 p. (ISBN 2-7118-0002-4, BNF 34574367)

- Pierre Cabanne, L'Art du XVIIIe siècle, Paris, Somogy, 1987, 349 p. (ISBN 2-85056-183-5, BNF 34973744)

- Philippe Bordes (dir.), Régis Michel (dir.) et al., Aux Armes et aux Arts : Les arts de la Révolution 1789-1799, Paris, Adam Biro, 1988, 350 p. (ISBN 2-87660-023-4)

- Pierre Cabanne, L'Art du XIXe siècle, Paris, Somogy, 1989, 350 p. (ISBN 2-85056-189-4, BNF 35027265)

- Mario Praz (trad. de l'italien par Constance Thompson Pasquali), Goût néoclassqiue, Paris, Le Promeneur, 1989 (1re éd. 1974), 534 p. (ISBN 2-87653-078-3)

- Michael Levey (trad. de l'anglais par Maryse Cohen), Du Rococo à la Révolution, Paris, Thames & Hudson, coll. « Univers de l'art » (no 6), 1989, 252 p. (ISBN 2-87811-005-6)

- Patricia Fride R. Carrassat et Isabelle Marcadé, Comprendre et reconnaître les mouvements dans la peinture, Paris, Larousse, 1997 (1re éd. 1993) (ISBN 2-03-511342-3)

- Philippe Roberts-Jones (dir.), Histoire de la peinture en Belgique du XIVe siècle à nos jours : depuis les premiers maîtres des anciens Pays-Bas méridionaux et de la Principauté de Liège jusqu'aux artistes contemporains, Bruxelles, La Renaissance du livre, 1995, 530 p. (ISBN 2-8041-2217-4)

- André Chastel, L'Art Italien, Paris, Flammarion, coll. « Tout l'Art », 1995, 637 p. (ISBN 2-08-012261-4), chap. XII (« Le néo-classique : 1750-1830, la peinture »), p. 470-472

- André Chastel, L'Art français, vol. 4 : le Temps de l'éloquence, 1775-1825, Paris, Flammarion, 1996, 335 p. (ISBN 2-08-010203-6, BNF 36692913)

- Hugh Honour (trad. de l'anglais par Pierre-Emmanuel Dauzat), Le Néo-classicisme, Paris, Librairie générale française, coll. « le Livre de poche », 1998, 283 p. (ISBN 2-253-90450-3)

- Michael Levey (trad. de l'anglais par Jean-François Allain), L'Art du XVIIIe siècle : Peinture et sculpture en France 1700-1789 [« Painting and sculpture in France, 1700-1789 »], Paris, Flammarion, 1998, 318 p. (ISBN 2-08-012422-6)

- Pierre Rosenberg (dir.), Jean-Pierre Caillet, Alain Cueff et Fabienne Joubert, La Peinture française, t. 2 : Du néo-classicisme à nos jours, Paris, Mengès, 2001, 1038 p. (ISBN 2-85620-422-8)

- (en) Rosalind P. Gray, « Neoclassicism », dans James R. Millar, Encyclopedia of russian history, t. 3, Macmillan, 2004 (ISBN 0-02-865696-2), p. 1036-1037

- Dominique Lobstein, Les Salons au XIXe siècle : Paris, capitale des arts, Paris, Éditions de la Martinière, 2006, 303 p. (ISBN 2-7324-3383-7)

- Lorenz Eitner (trad. de l'anglais), La Peinture du XIXe siècle en Europe, Paris, Hazan, 2007, 815 p. (ISBN 978-2-7541-0195-0)

- Rolf Toman (dir.) (trad. de l'allemand), Néoclassicisme et Romantisme : Architecture - Sculpture - Peinture - Dessin, 1750-1848, Potsdam, H.F.Ullmann, 2007, 520 p. (ISBN 978-3-8331-3557-6)

- Daniela Tarabra (trad. de l'italien par Todaro Tradito), Comment identifier...les Grandes périodes stylistiques : De l'art roman, à l'Art nouveau, Paris, Hazan, coll. « Clés et repères », 2008, 383 p. (ISBN 978-2-7541-0373-2)

- Guillaume Faroult (dir.), Christophe Leribault (dir.) et Guilhem Scherf (dir.), L'Antiquité rêvée : Innovations et résistances au XVIIIe siècle, Paris, Gallimard, 2010, 500 p. (ISBN 978-2-07-013088-7)

- (en) Allison Lee Palmer, Historical Dictionary of Neoclassical Art and Architecture, États-Unis, Scarecrow Press, 2011, 288 p. (ISBN 978-0-8108-6195-4 et 0-8108-6195-X)

### Formes et techniques
- Hervé Fischer, Les Couleurs de l'Occident : De la Préhistoire au XXIe siècle, Paris, Gallimard, 2019, 508 p. (ISBN 978-2-07-278-150-6), chap. 7 (« Instauration d'une éthique achromatique : La Révolution française »), p. 127-149.

### Genres et thèmes
- Charles Sterling, La nature morte : De l'Antiquité au XXe siècle, Paris, Macula, 1985 (1re éd. 1952), 163 p. (ISBN 2-86589-010-4), chap. VII (« Du Romantisme au XXe siècle »), p. 86-92.

- Sébastien Allard (dir.) et Guilhem Scherf, Portraits publics, portraits privés 1770-1830, Paris, RMN, 2007, 47 p. (ISBN 978-2-7118-5224-6 et 2-7118-5224-5)

- D.M. Field, Le Nu dans l'art, Paris, Bordas, 1982 (ISBN 2-86311-059-4, OCLC 25852976), « Le dix-neuvième siècle », p. 86-92.

- Gabriel Badea-Päun (trad. de l'anglais), Portraits de Société : XIXe – XXe siècle, Paris, Citadelles & Mazenod, 2007, 223 p. (ISBN 978-2-85088-246-3), p. 94-97.

- Étienne Jollet, La Nature morte ou la place des choses : L'objet et son lieu dans l'art occidental, Paris, Hazan, 2007, 339 p. (ISBN 978-2-85025-984-5), « La Nature morte parmi les hommes: David », p. 200-203.

- Thomas Schlesser, Une Histoire indiscrète du nu féminin, Paris, Beaux-Arts éditions, 2010, 239 p. (ISBN 978-2-84278-738-7), « Pudeurs et impudences néoclassiques », p. 94-97.

- William Dello Russo (trad. de l'italien par Claire Mulkai), L'art du nu, Paris, Hazan, coll. « Guide des arts », 2011, 333 p. (ISBN 978-2-7541-0522-4), « Néoclassicisme », p. 41-43.

- Guillaume Faroult (dir.), « Le Salon de 1802 : Turner et les paysagistes français néoclassiques, une autre voie », dans Galeries nationales du Grand Palais, David Solkin (commissaire général de l'exposition), Guillaume Faroult et Ian Warrell, Turner et ses peintres (catalogue d'exposition), Paris, Réunion des musées nationaux, 2010 (ISBN 978-2-7118-5740-1, présentation en ligne), p. 155-161.

### Monographies
- Charles Saunier, Louis David : biographie critique, Paris, Henri Laurens, 1903
- Philippe Bordes, Le Serment du Jeu de Paume de Jacques-Louis David : le peintre, son milieu et son temps, de 1789 à 1792, Paris, Réunion des musées nationaux, 1983, 265 p. (ISBN 2-7118-0241-8)
- Robert Rosenblum, Ingres, Paris, Cercle d'Art, coll. « La Bibliothèque des Grands Peintres », 1986 (ISBN 2-7022-0192-X)
- Sophie Monneret, David et le néoclassicisme, Paris, Terrail, 1998, 207 p. (ISBN 2-87939-186-5)
- Sylvain Bellenger (dir.), Girodet, 1767-1824, Paris, Gallimard, 2005 (ISBN 2-07-011783-9)
- David O'Brien (trad. de l'anglais par Jeanne Bouniort), Antoine-Jean Gros : peintre de Napoléon [« After the Revolution. Antoine-Jean Gros, Painting, and Propaganda Under Napoleon »], Paris, Gallimard, 2006, 284 p. (ISBN 2-07-011786-3)
- Michael Philips (dir.), William Blake (1757 - 1827) : Le Génie visionnaire du romantisme anglais, Paris, Petit Palais, 2009, 254 p. (ISBN 978-2-7596-0077-9)

### Articles
- France Nerlich, « David, peintre révolutionnaire : le regard allemand », Annales historiques de la Révolution française, Paris, no 340,‎ avril-juin 2005, p. 23-45 (lire en ligne)
- Jean-Louis Augé, « Les élèves espagnols de David : Mythe ou réalité et état présent des œuvres dans les collections françaises », Boletín del museo del Prado, Madrid, Museo Nacional del Prado, vol. XXV, no 43,‎ 2007, p. 8-17 (lire en ligne)
- Séverine Sofio, « La Vocation comme subversion : Artistes femmes et anti-académisme dans la France révolutionnaire », Actes de la recherche en sciences sociales, Paris, Le Seuil, no 168,‎ mars 2007, p. 34-49 (ISSN 0335-5322, DOI 10.3917/arss.168.0034, lire en ligne)

Jean-Rémi Mantion, "Une étrange lacune: le paysage en peinture au XIXe siècle", Critique n° 785, Octobre 2012